# Vía crucis (Rincón de Ademuz)

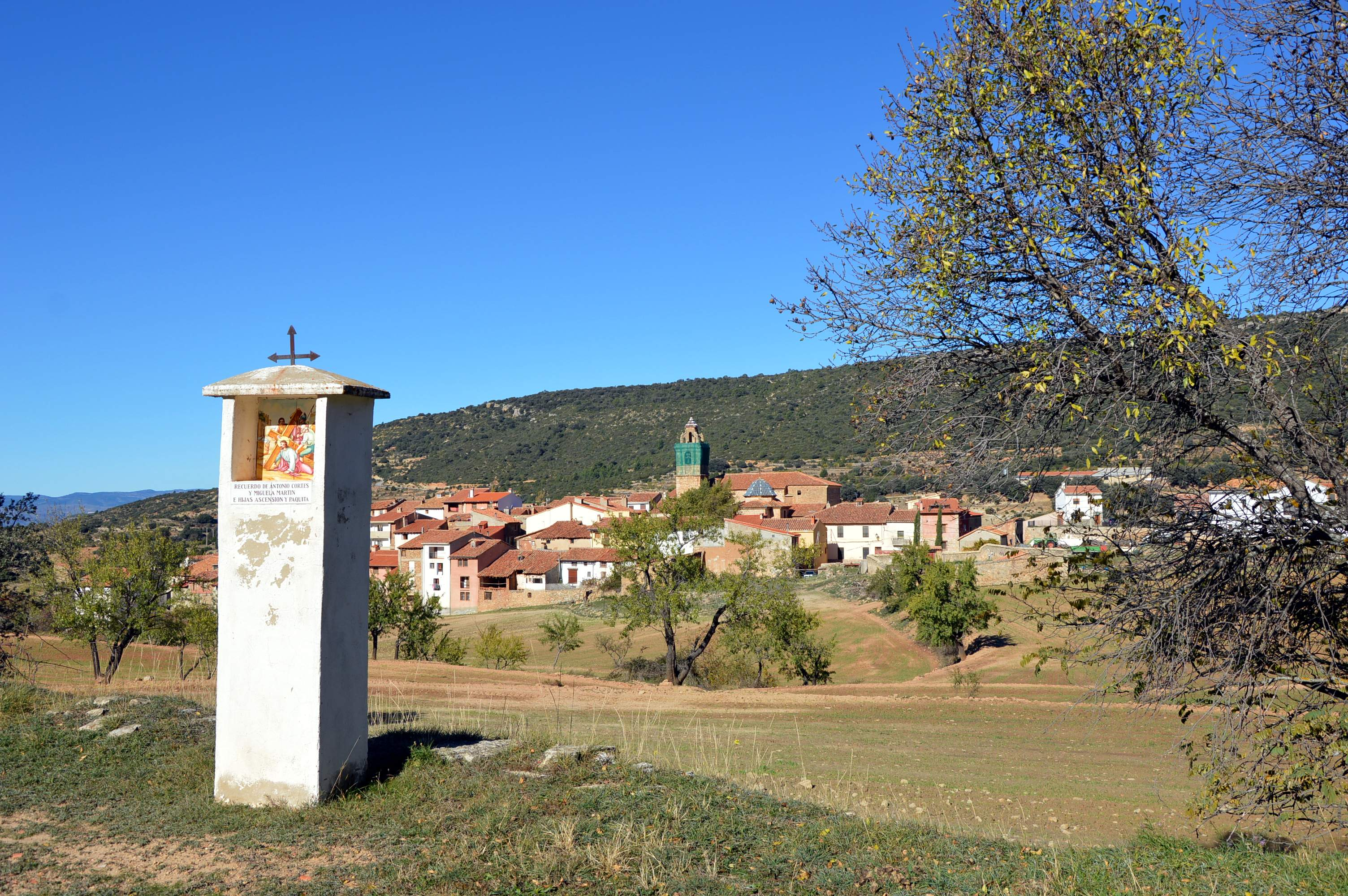
Vista general (meridional) de Puebla de San Miguel (Valencia), desde la explanada del Viacrucis.

Los Vía Crucis o Viacrucis del Rincón de Ademuz son las «Estaciones de la Cruz» o «Vía Dolorosa» existentes en los distintos municipios de la comarca, en provincia de Valencia (Comunidad Valenciana, España).

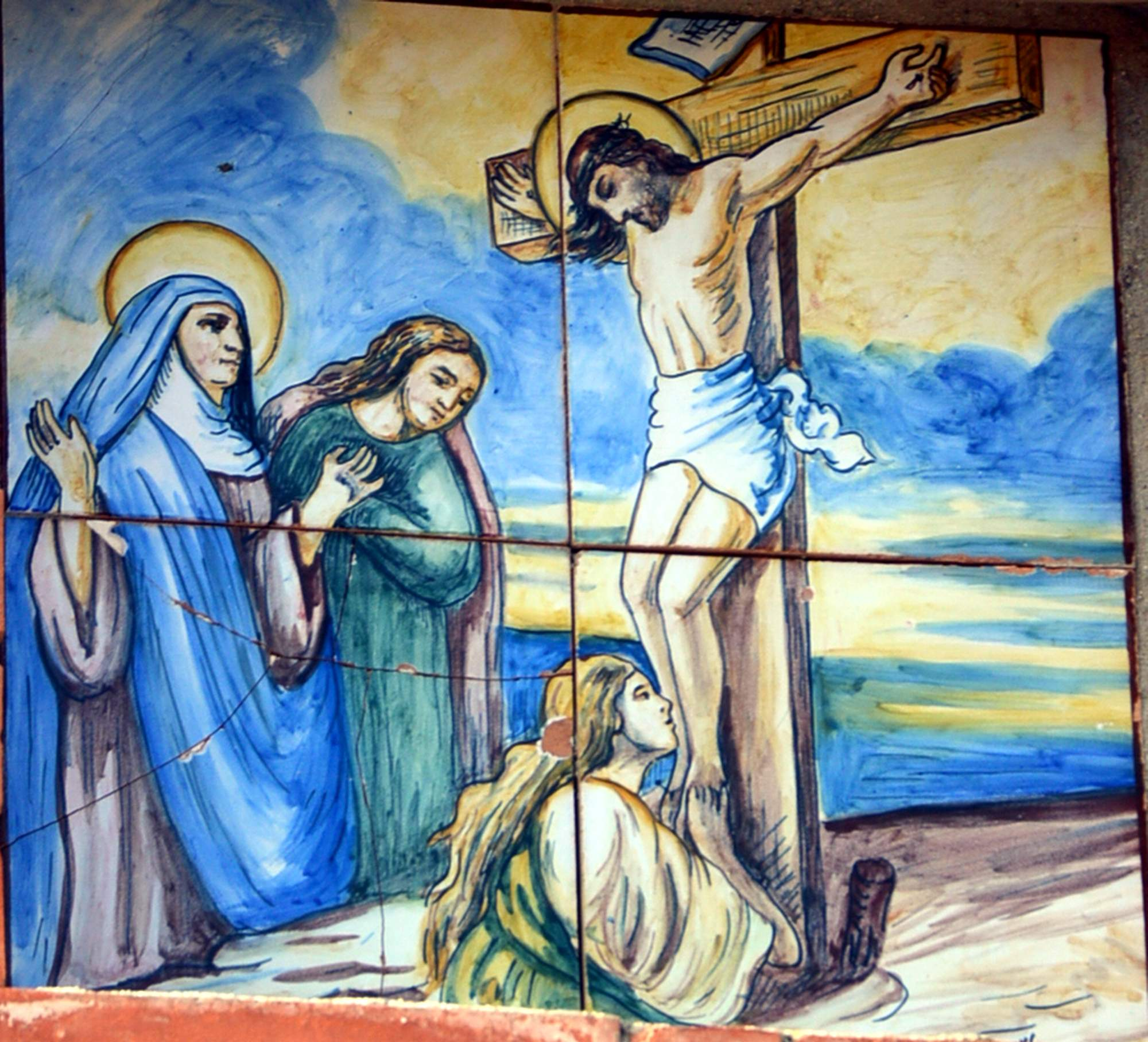
Estación XII del Viacrucis de Casas Bajas (Valencia): Jesús muere en la cruz.

Actualmente pueden verse en Ademuz, Casas Altas, Casas Bajas, Puebla de San Miguel, Vallanca y Val de la Sabina, pedanía de Ademuz. Existieron también en Castielfabib, donde pervive la calle Calvario, y en Torrebaja, cuyos ladrillos fueron destruidos durante la revolución y la Guerra Civil Española (1936). Aunque humildes en su concepción, los Viacrucis locales forman parte del patrimonio histórico-artístico, cultural y religioso de la comarca.

## Historia: origen y significado
Etimológicamente, la expresión Vía Crucis puede traducirse como «Camino de la Cruz». La práctica de esta tradición cristiana tiene su origen en Tierra Santa, y nace en referencia a la pasión de Jesús de Nazaret en su recorrido por las calles de Jerusalén, desde el Pretorio (palacio de Poncio Pilato, en el Nuevo Testamento) hasta su crucifixión en el Calvario, literalmente «monte de las calaveras». La tradición cristiana más antigua quiere que la Virgen María visitara los lugares de la Pasión de su Hijo, siendo pues la precursora tradicional de esta devoción.
Según San Jerónimo, «hacer las estaciones las estaciones de la Cruz» constituyó desde antiguo la meta de muchos peregrinos europeos desde tiempos del emperador Constantino (siglo IV), pues los palmeros medievales ya dicen de la Vía Sacra (Camino Sagrado), lugares en las calles de Jerusalén por las que transitaban, evocando la Pasión de Jesús. La expresión «Vía Dolorosa», sin embargo, no comenzó a utilizarse de forma habitual en Europa hasta el siglo XVI.

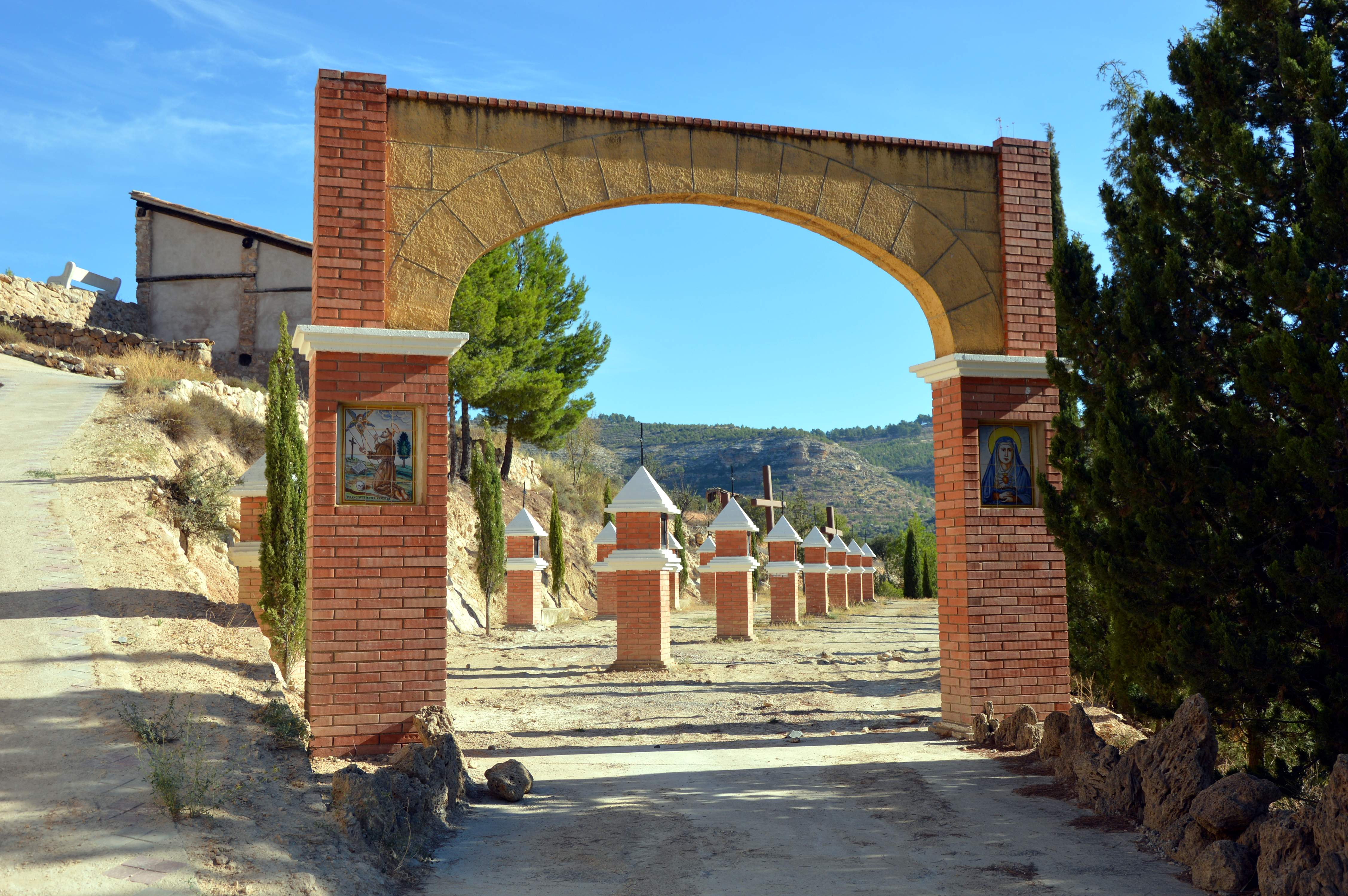
Detalle de la entrada al Viacrucis de Casas Altas (Valencia).

Existe consenso entre los historiadores en reconocer a los franciscanos como los promotores de la práctica del Vía Crucis, pues desde mediados del siglo XIV (1342) fueron los depositarios de los Tierra Santa: trajeron la devoción a Europa, con el propósito de que los devotos cristianos pudieran tener la experiencia espiritual de este ejercicio devocional, ante la imposibilidad de llevarla a cabo en Jerusalén. Ya que desde la Edad Media los europeos sintieron la necesidad de peregrinar a la tierra de Jesús, pero las circunstancias lo hacía difícil y muy arriesgado: largas distancias, guerras, invasiones musulmanas, pestes, etc.

Precedentes de las estaciones del Viacrucis pueden verse en el convento Dominico de Córdoba, donde el Beato Álvaro de Córdoba (ca.1420), de regreso de Tierra Santa construyó capillas con escenas de la Pasión. Asimismo se dice de la beata clarisa Smerald Eustochia Calafatto en su convento de Messina (Italia). Aunque la denominación de «estaciones» con la representación del Vía Crucis se achaca al peregrino inglés Guillermo Wey, que hizo sus peregrinaciones en la segunda mitad del siglo XV (1458 y 1462). Otro personaje en la historiografía de la Pasión es el sacerdote católico y teólogo Christianus Crucius Adrichomius (1533-1585), en cuya obra Jesusalen sicut Christi tempore floruit (1584) refiere ya doce estaciones, que se corresponden con las actuales.

Los Vía Crucis o Calvarios para la práctica de esta devoción cristiana se difundió por toda Europa desde finales del siglo XVII, con catorce estaciones.
En esencia, el rezo del Vía Crucis se entiende como un «camino de oración» para meditar sobre la Pasión y muerte de Jesús. Su práctica implica desplazamiento, de ahí que haya que pasar de una estación a otra, a modo de peregrinación mental (mística y espiritual). Las estaciones pueden ser simples cruces colgadas en las paredes interiores de la iglesia, o motivos artísticos, relieves o pinturas colocadas a cierta distancia unas de otras. En los conventos se colocan en el claustro, pero los Vía Crucis populares suelen situarse al aire libre, recorriendo uno a varias calles de una población, camino del cementerio o de una ermita.

## Ubicación y descripción
- En Ademuz existe la «calle Cruces», en la parte alta de la Villa, que discurre por debajo del «barrio del Vallado», sugiriendo que el lugar del Vía Crucis previo al actual pudo estar en esta calle –o era por donde su subía al Calvario-:

«Tradicionalmente, después de los oficios litúrgicos del Viernes Santo, que incluían el “sermón de la Bofetada”, muchos feligreses subían a rezar la devoción, iluminados por la luz de la llena que caracteriza la Semana Santa...».
Del paisaje, alma del Rincón de Ademuz, Alfredo Sánchez Garzón

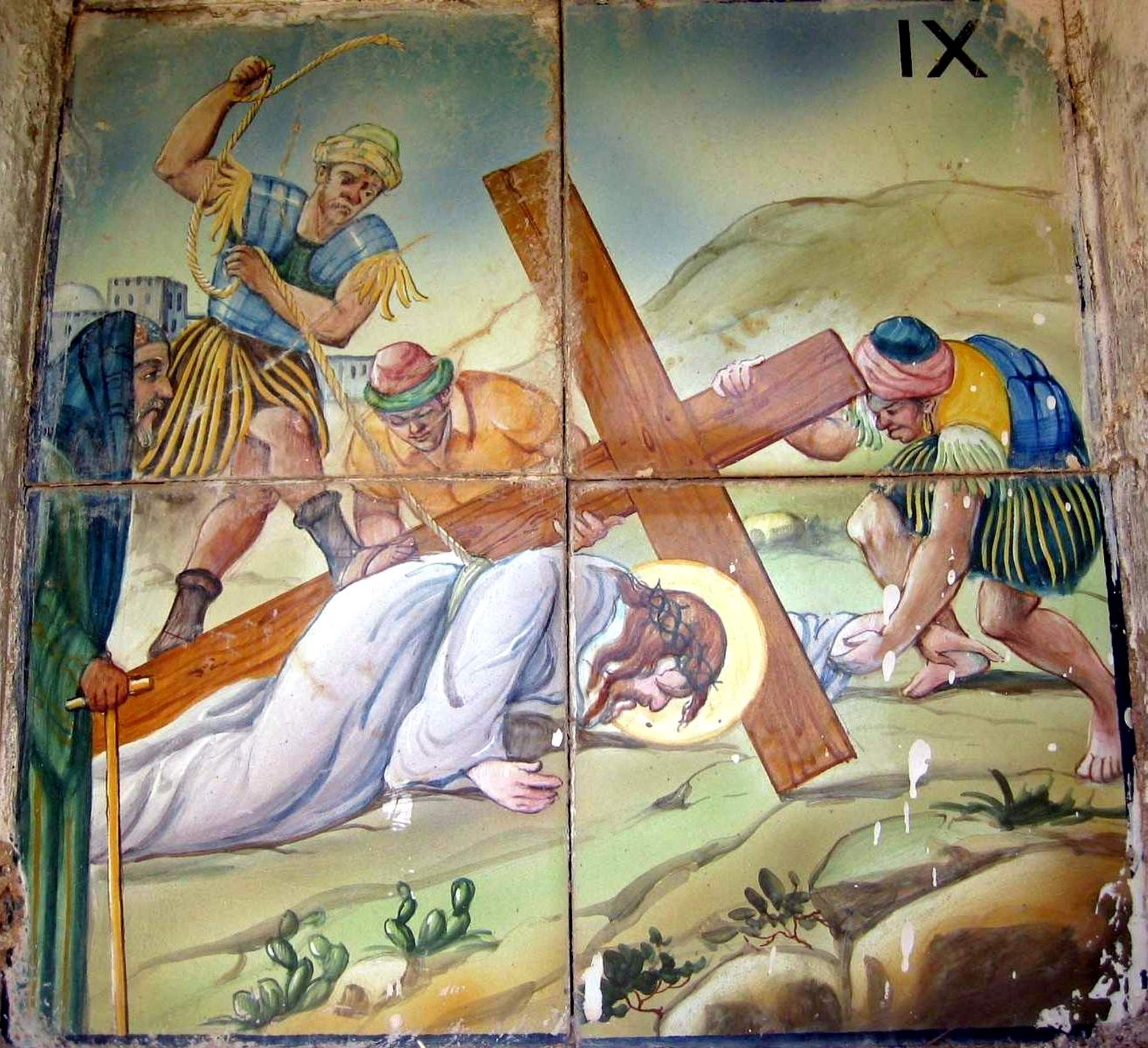
Estación IX del Viacrucis de Ademuz (Valencia): Jesús cae por tercera vez.

El Calvario actual fue restaurado después de la Guerra Civil Española (1936-1939) y discurre por la parte alta del camino que lleva al cementerio, margen derecha del mismo, de forma que dos últimas estaciones (XI-XII) están adosadas a las tapias del cementerio a modo de pilastras, y las dos últimas (XIII y XIV) son exentas, situándose sobre pilón en un rellano frente al camposanto. 
Los pilones poseen forma cuadrangular en obra o ladrillo con hornacina culminada en forma de chapitelito piramidal coronado por cruz de hierro. El hueco de la hornacina contiene un plafón cerámico de cuatro ladrillos con la representación de la Pasión. Una inscripción sin fecha en algunos de ellos dice: «V. Abad, Onda (Castellón)», indicando el autor y la procedencia de las cerámicas.
- En Casas Altas existe una «calle Calvario», nace en la plaza de la Iglesia (actual plaza de Serafín Manzano) y se dirige a la parte alta de la población, indicando que en esta vía se hallaba algún elemento relativo a la Pasión. La ubicación del Viacrucis previo al actual se hallaba en la «avenida de la Diputación», comenzando por debajo de la parroquial, en la confluencia con el antiguo «Camino Viejo de Ademuz». Este Vía Crucis consistía en ladrillos cerámicos con representaciones de la Pasión, hasta la estación VII (Jesús cae por segunda vez); el resto de estaciones se hallaban donde está el actual, construido por iniciativa de fray José Mª Rubio, franciscano hijo de la localidad, que estimuló al vecindario para crear este espacio religioso, así como los pilones de Siete dolores de María Santísima:

«Los pilones del Vía Crucis son de ladrillo, incluido un resalte del mismo material, sobre el que se ubica la hornacina y sobre ésta otra cornisilla con cúpula piramidal de obra, rematada por un vástago de cruz. La concavidad se halla cerrada por una portilla de hierro con celosía, tan tupida que apenas deja ver los cuatro ladrillos cerámicos, en admirables colores, con escenas de la Pasión.».
Del paisaje, alma del Rincón de Ademuz, Alfredo Sánchez Garzón

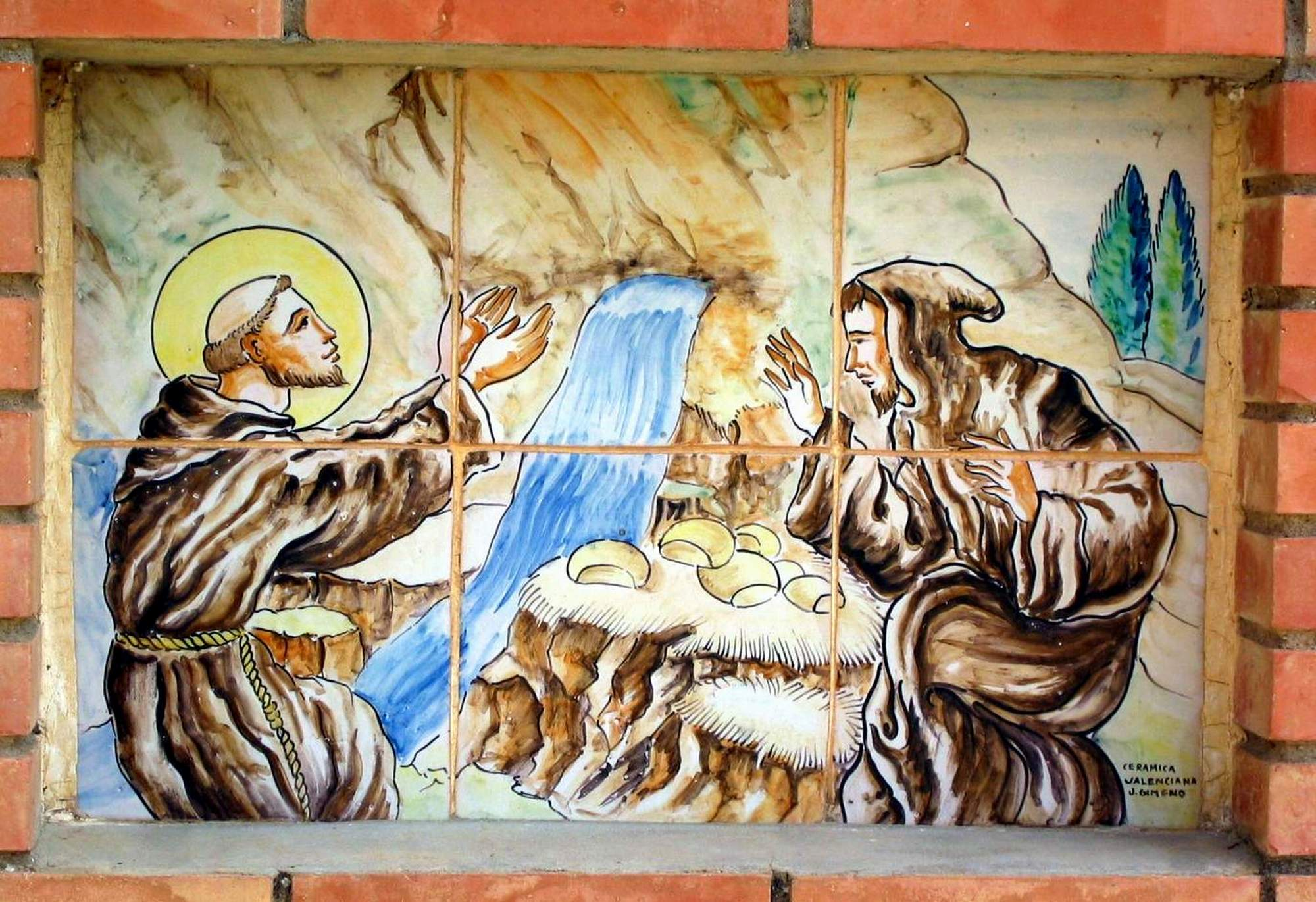
Plafón cerámico representando a san Francisco de Asís a la entrada del Viacrucis de Casas Altas (Valencia).

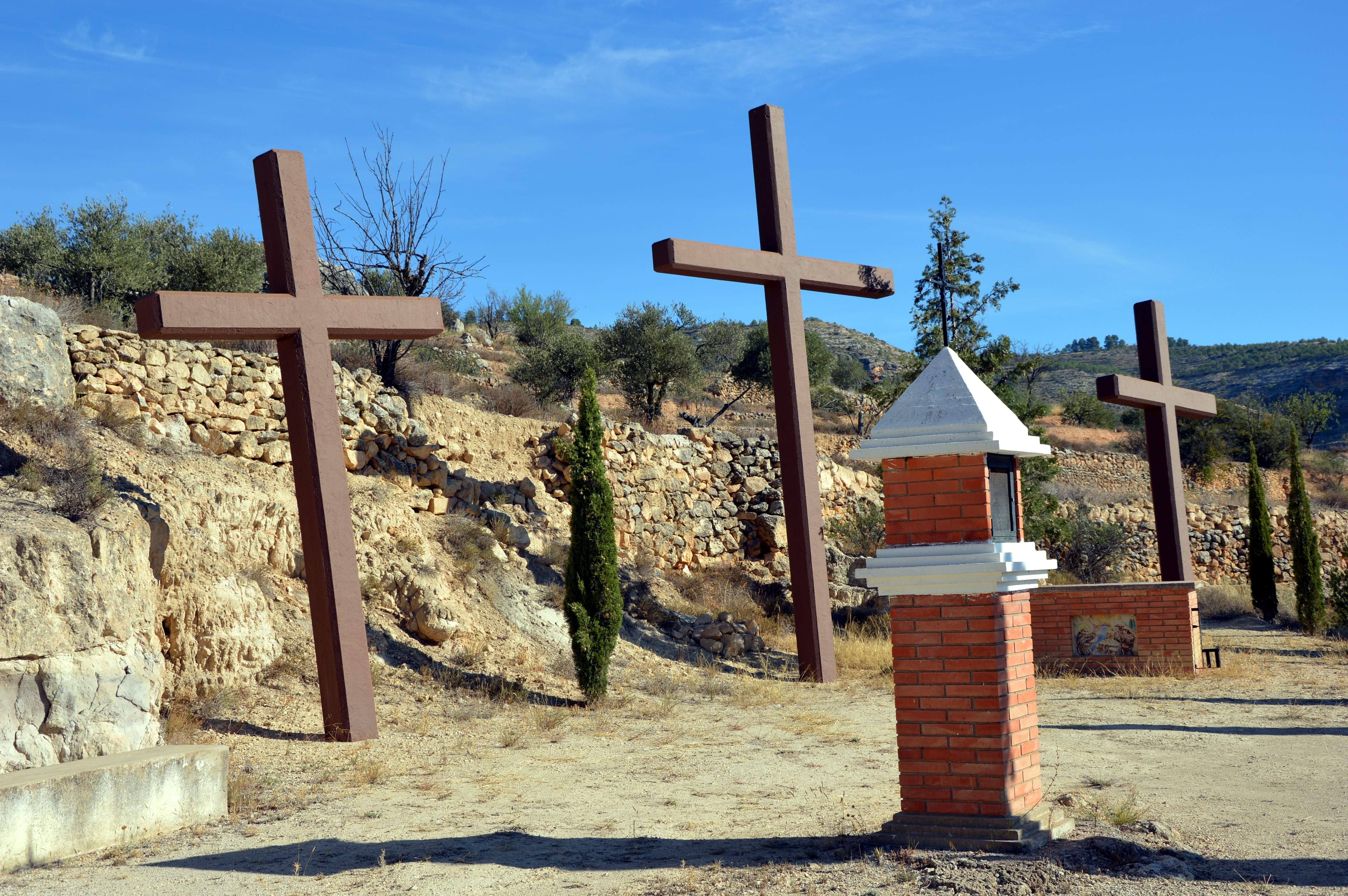
Detalle del final del Viacrucis de Casas Altas (Valencia).

El ladrillo inferior derecha de las estaciones contiene unas siglas a modo de anagrama: «GM» con un semicírculo que las rodea por abajo, correspondientes a la firma del autor: José Gimeno Martínez.
- En Casas Bajas, el Vía Crucis se halla distribuido en dos tramos, el primero incluye diez estaciones (I-X), corresponden al Calvario antiguo y están distribuidas entre las calles «Nueve de Octubre», «Rubios» y «Barranquillo»: se trata de simples plafones cerámicos adosados a las fachas de algunas construcciones, viviendas y pajares. El segundo tramo incluye las cuatro últimas estaciones (XI-XIV), situadas en la ladera meridional del cerro sobre el que se recuesta el caserío –por debajo del cementerio municipal-: se trata de pilones de ladrillo con hornacina y chapitelito del mismo material coronado por cruz de hierro:

«El tramo inicial está constituido por cerámicas de colores ocres, trazando un dibujo muy elaborado y de aspecto más sombrío que las del tramo alto, que, siendo del mismo estilo y cuño, posee unas cerámicas en tonos índigos claros».
Del paisaje, alma del Rincón de Ademuz, Alfredo Sánchez Garzón

Las cerámicas poseen una inscripción en la parte inferior (orden de estación, en números romanos, y texto alusivo a cada una). Contienen las iniciales del autor «JMS», sin fecha (s/f); los ladrillos del tramo inferior son anteriores a la Guerra Civil.
- En Castielfabib existe una «calle Calvario», situada en la parte alta de la villa, «barrio de La Torreta», indicando que por esta zona pudo haber algún tipo de señalización donde se rezaba el Vía Crucis.

- En Puebla de San Miguel el Viacrucis se halla en una explanada frente a la ermita de la Purísima Concepción, un paraje por encima de la población y del cementerio viejo, junto a la carretera de Losilla:

«Algunos de los fustes poseen inscripciones referidas a personas o familias donantes, indicando que se construyeron a sus costas, lo que hace pensar que mientras unos fueron sufragados por personas individuales (In memoriam, por votos o promesas) el resto corrió a cargo del ayuntamiento, que pagó los materiales y el sueldo del albañil, contribuyendo los pueblanos mediante el sistema de “tanda de vecinos”».
Del paisaje, alma del Rincón de Ademuz, Alfredo Sánchez Garzón

El conjunto –ermita, Vía Crucis y Cruz de los Caídos- se halla en perfecto estado, con la excepción de la estación XII (Jesús muere en la cruz), sus ladrillos han servido de blanco para el tiro con rifle de perdigones.
- En Torrebaja existen restos de un Vía Crucis basado en hornacina adosada a las fachadas de algunas casas conteniendo ladrillos cerámicos con escenas de la Pasión, que subía desde la población hasta la ermita de San Roque, atravesando la aldea-barrio de Los Pajares, perteneciente a Castielfabib hasta 1995. Los ladrillos fueron literalmente picados durante las revolución y Guerra Civil sin que hayan sido repuestos.

- En Vallanca, el camino del Vía Crucis comienza en la población, pasa por el cementerio municipal y asciende hasta la Ermita de San Roque, en cuya fachada se hallan las últimas estaciones. Se trata de plafones cerámicos de reciente factura, enmarcados en un cuadro de hierro con cruz del mismo material en la parte alta. Están basados en doce ladrillos (3x4), rodeados de cenefa azul y bordes amarillos. Incluye una última estación XV (Resurrección de Jesús), que no se halla en los caminos de la cruz tradicionales.

- En Val de la Sabina (Ademuz) el Vía Crucis se extiende a lo largo de la calle principal de la aldea («calle Larga»), que continúa por los pajares, en dirección al cementerio parroquial y arriba hasta la Ermita de San Miguel Arcángel, en cuyos muros se hallan las tres últimas estaciones de la Pasión:

«Unas se hallan directamente fijadas a las fachadas de las viviendas, las demás aparecen en sencillas hornacinas adosadas a los frentes de los pajares, a modo de pilastras. Dos tuvieron forma de pilón exento: uno de ellos, en el camino del cementerio, se arruinó, quedando otro de obra, con hornacina y tejadillo, la estación XI (Jesús es clavado en la cruz), que todavía se conserva en el camino de la ermita. Los ladrillos de dicha estación aparecen muy deteriorados, no en vano han sido apedreados».
Del paisaje, alma del Rincón de Ademuz, Alfredo Sánchez Garzón

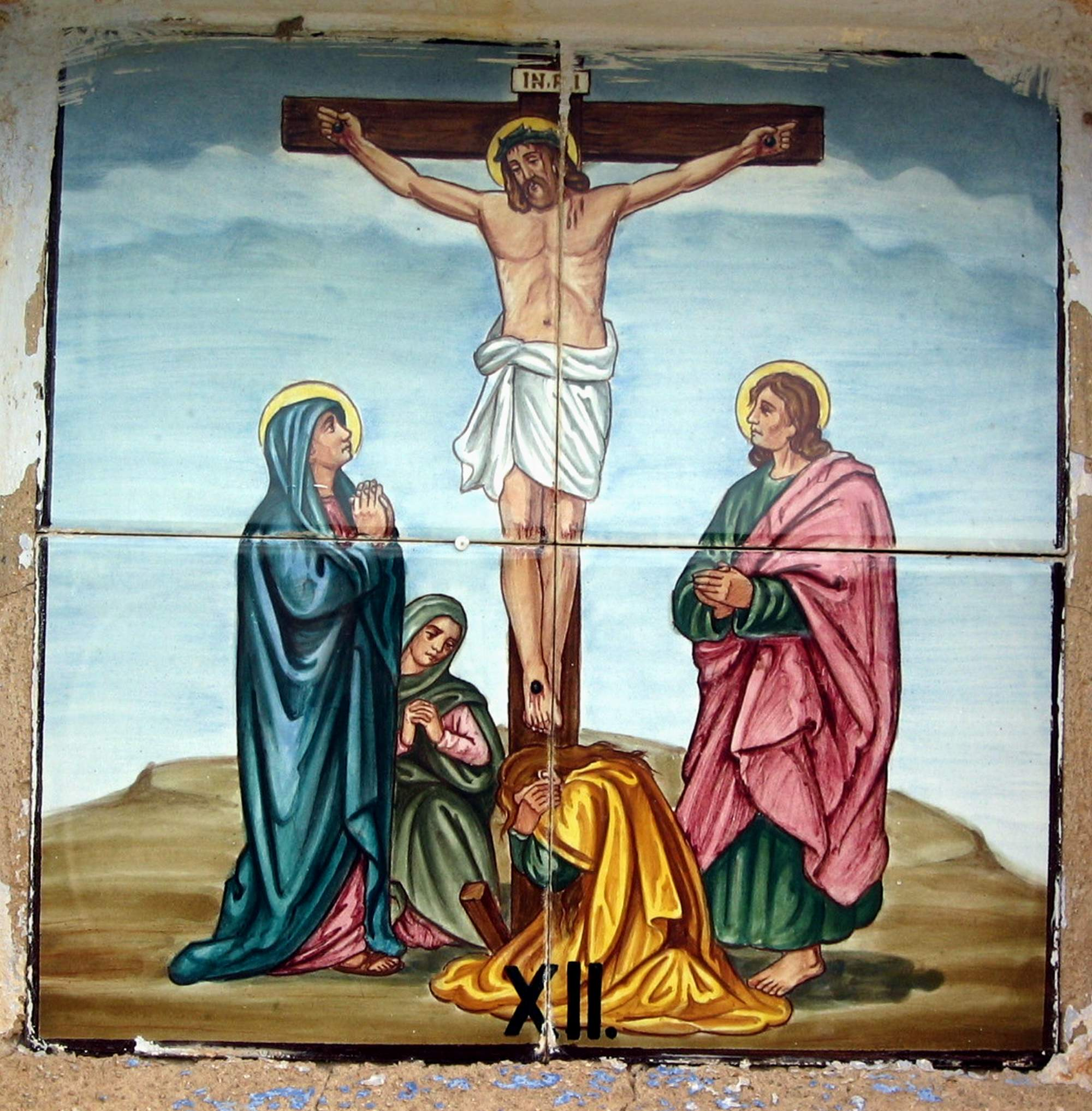
Estación XII del Viacrucis de Val de la Sabina (Valencia): Jesús muere en la cruz.

En la parte inferior derecha de los plafones de algunas estaciones aparece la firma del autor, y la procedencia de las cerámicas: «A. Sanchís, Colón 62. Valencia», sin fecha. Por el tipo de cerámica los ladrillos pueden datarse a comienzos del siglo XX, estando ya construido al comienzo de la II República Española (1931).

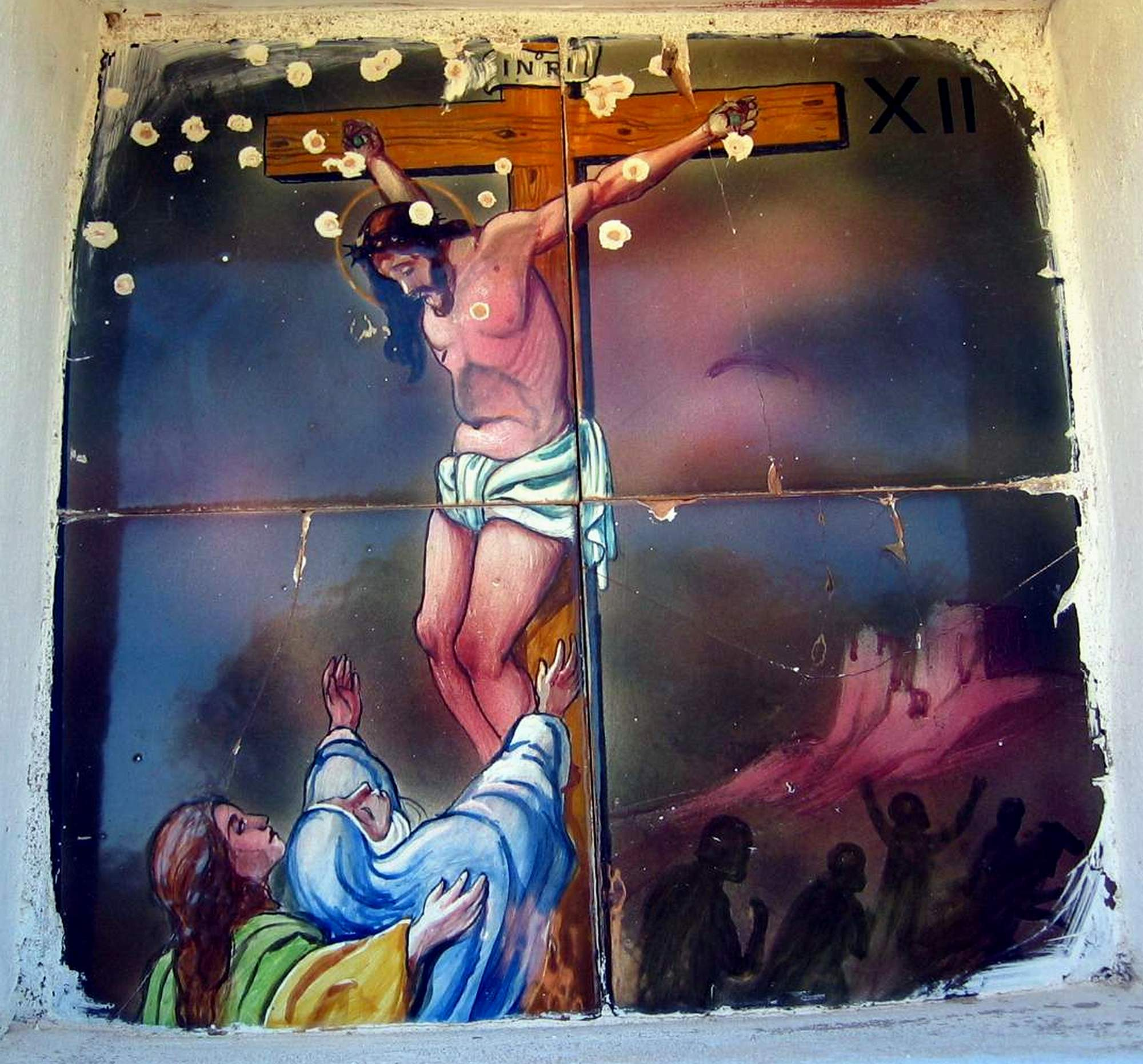
Estación XII del Viacrucis de Puebla de San Miguel (Valencia): Jesús muere en la cruz.

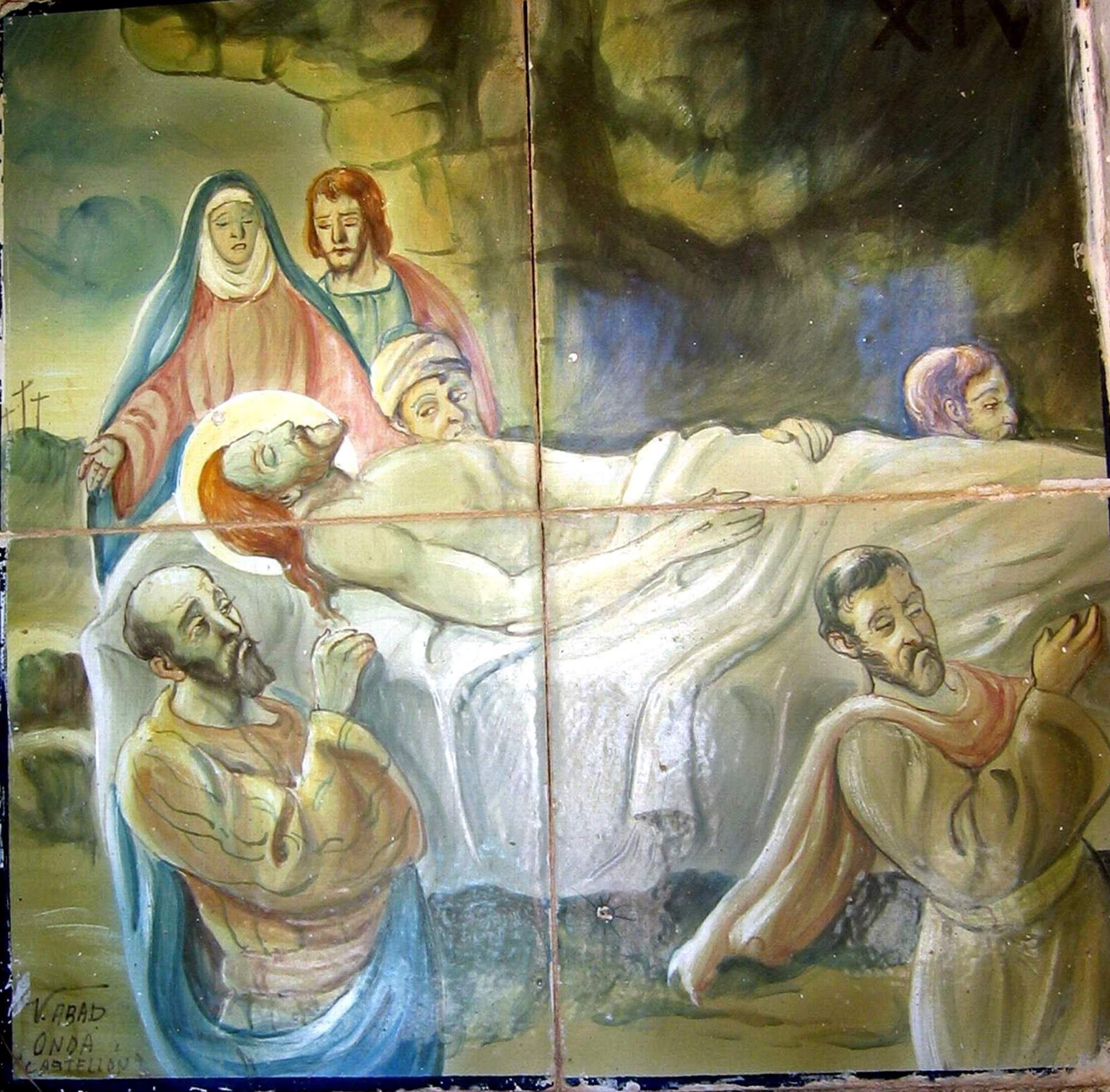
Estación XIV del Viacrucis de Ademuz (Valencia): Jesús es sepultado.

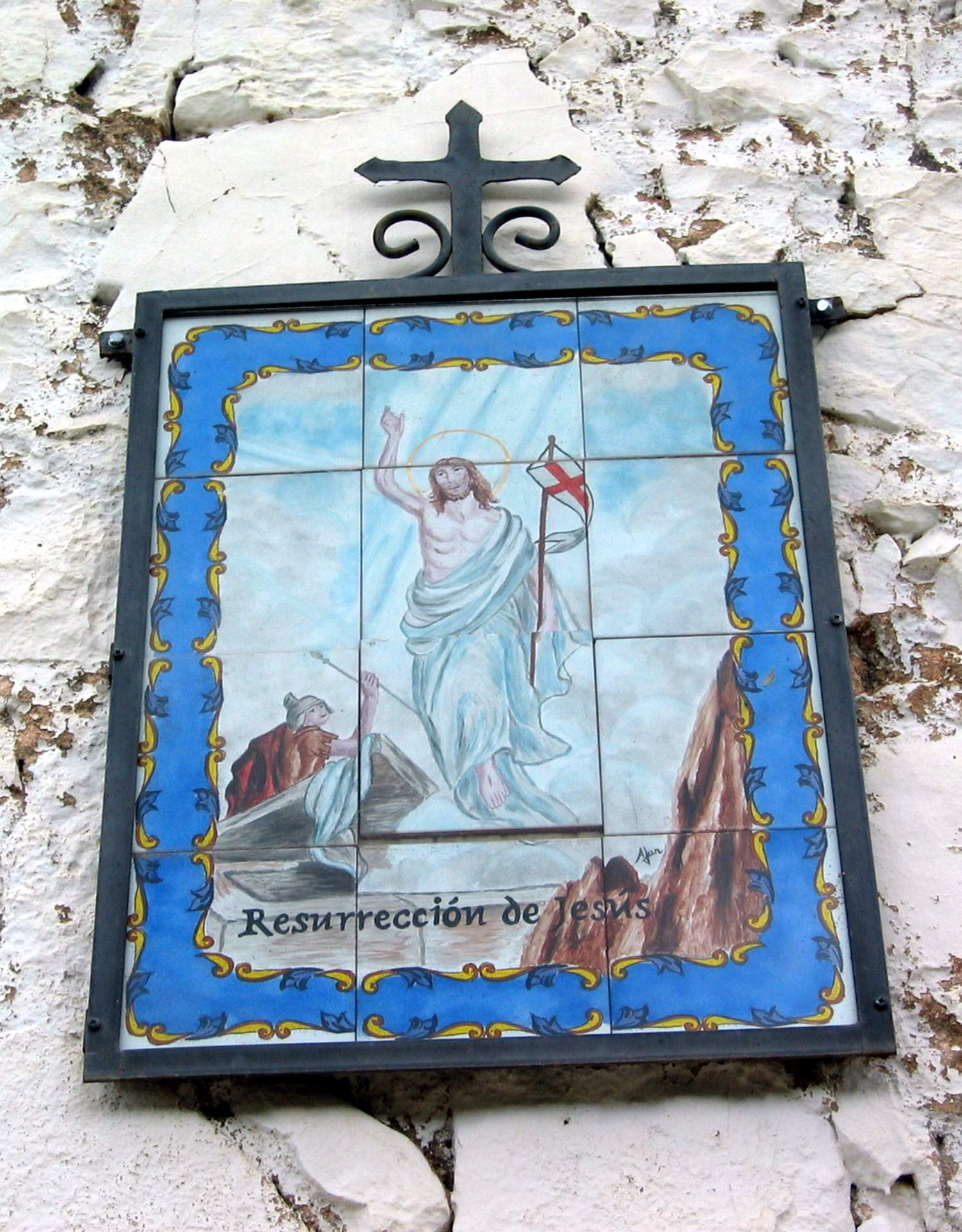
Estación XV del Viacrucis de Vallanca (Valencia): Resurrección de Jesús.

## Galería:Ademuz

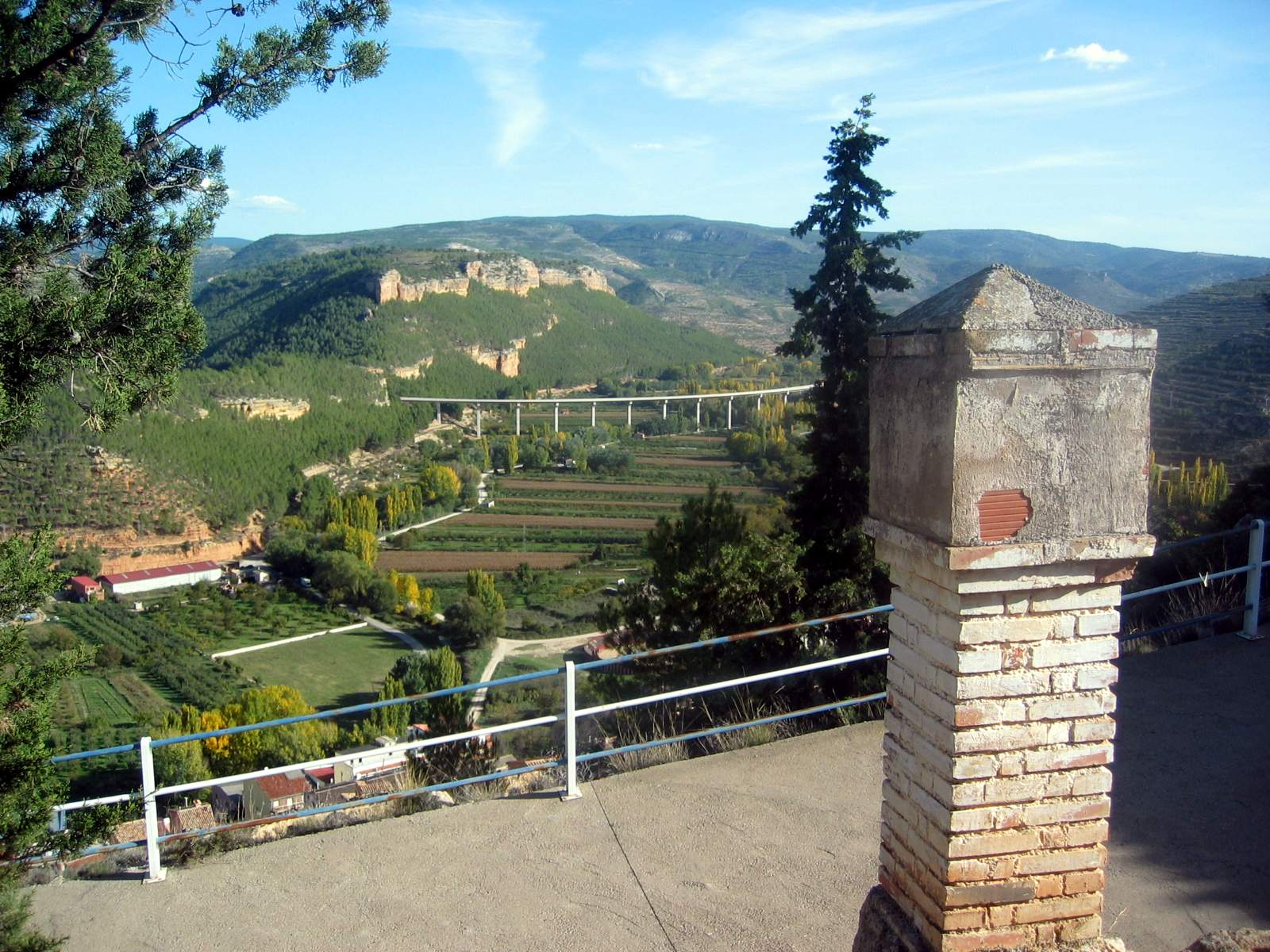
Vista parcial de la vega de Ademuz (Valencia), con detalle de un pilón de Viacrucis.
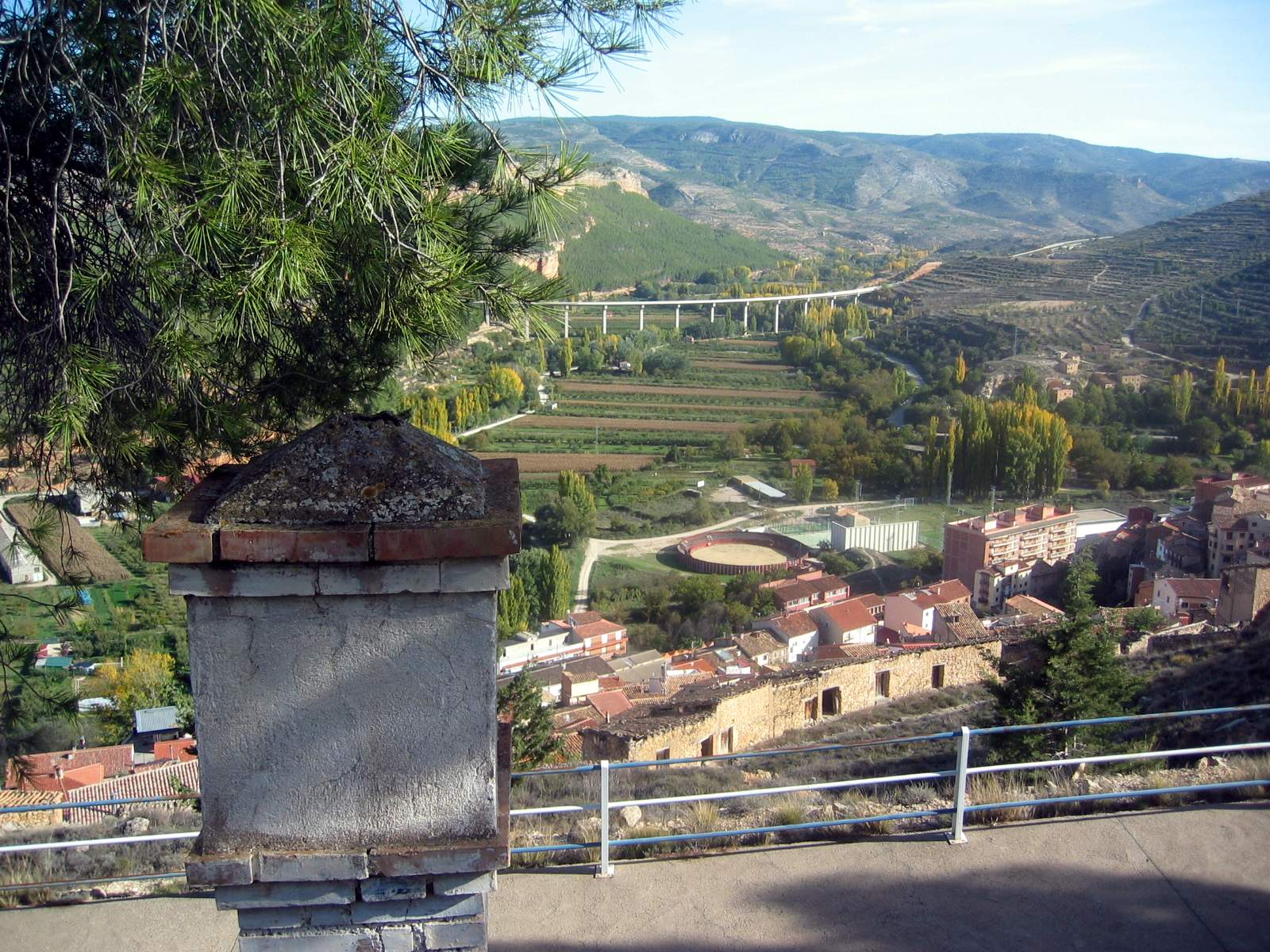
Vista parcial de la vega de Ademuz (Valencia), con detalle de un pilón de Viacrucis.
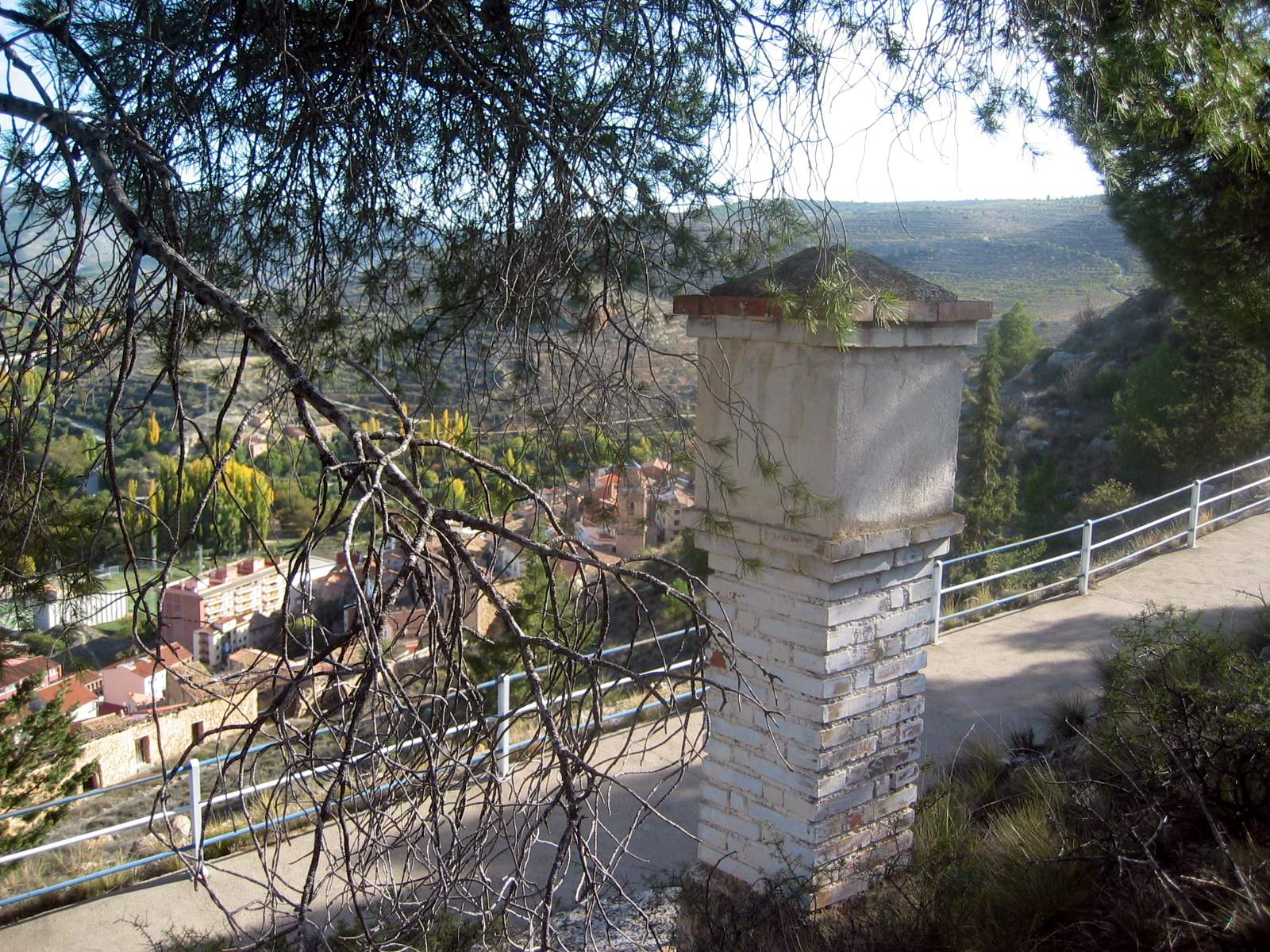
Vista parcial de la vega de Ademuz (Valencia), con detalle de un pilón de Viacrucis.
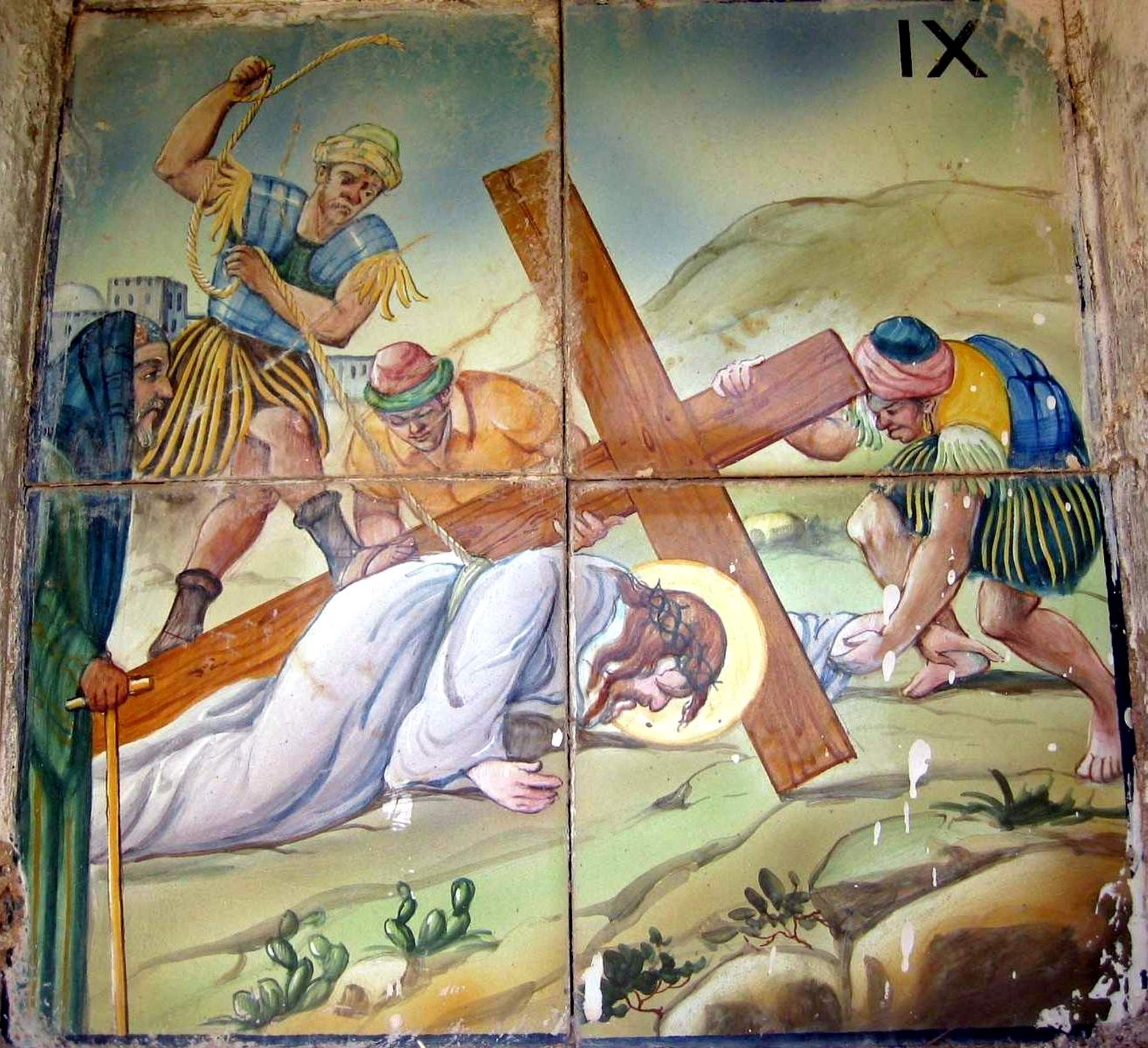
Estación IX del Viacrucis de Ademuz (Valencia): Jesús cae por tercera vez.
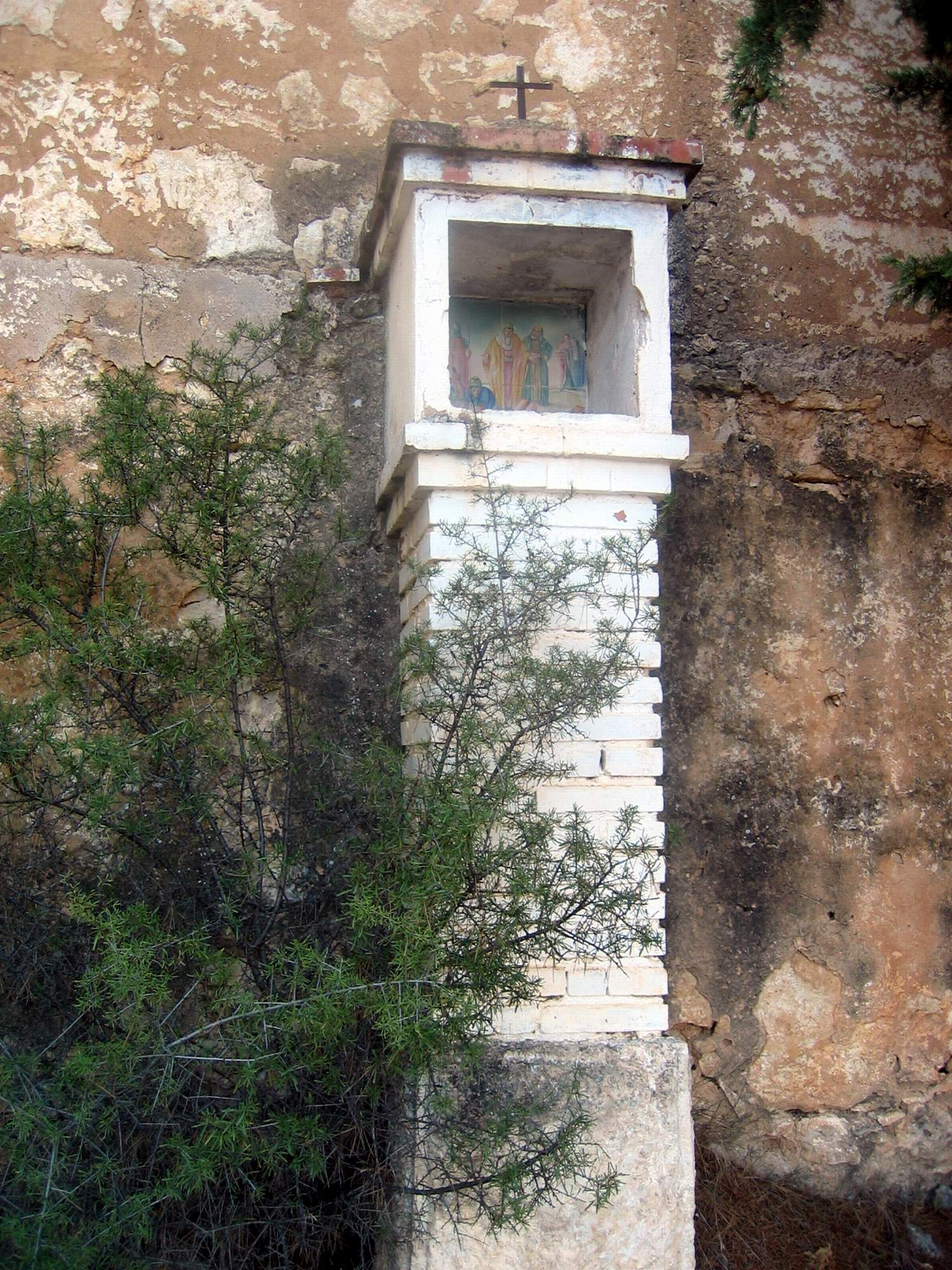
Estación XI del Viacrucis de Ademuz (Valencia): Detalle de pilón adosado a la tapia oriental del cementerio parroquial.
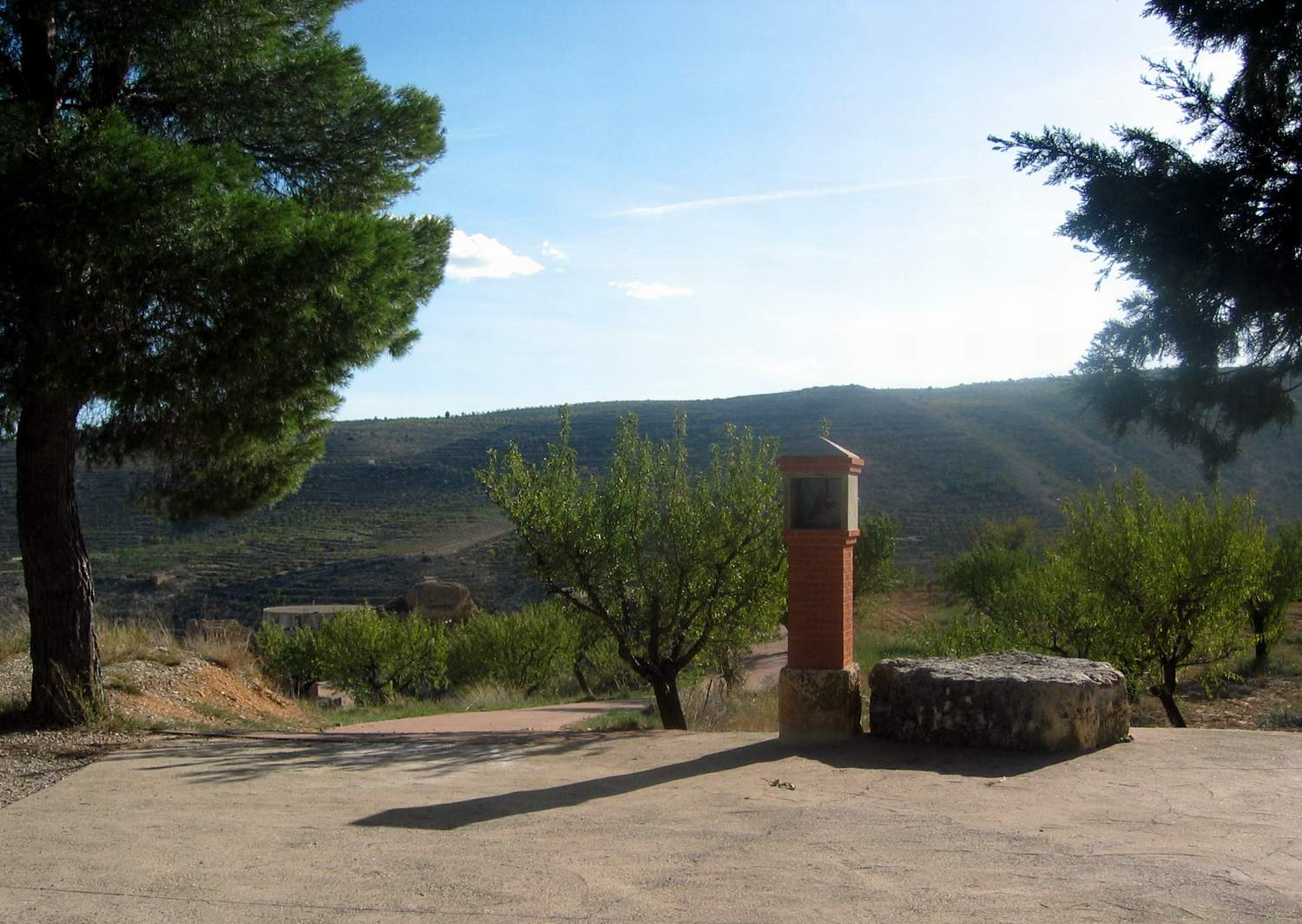
Estación XIII del Viacrucis de Ademuz (Valencia): Detalle de pilón exento frente al cementerio parroquial.
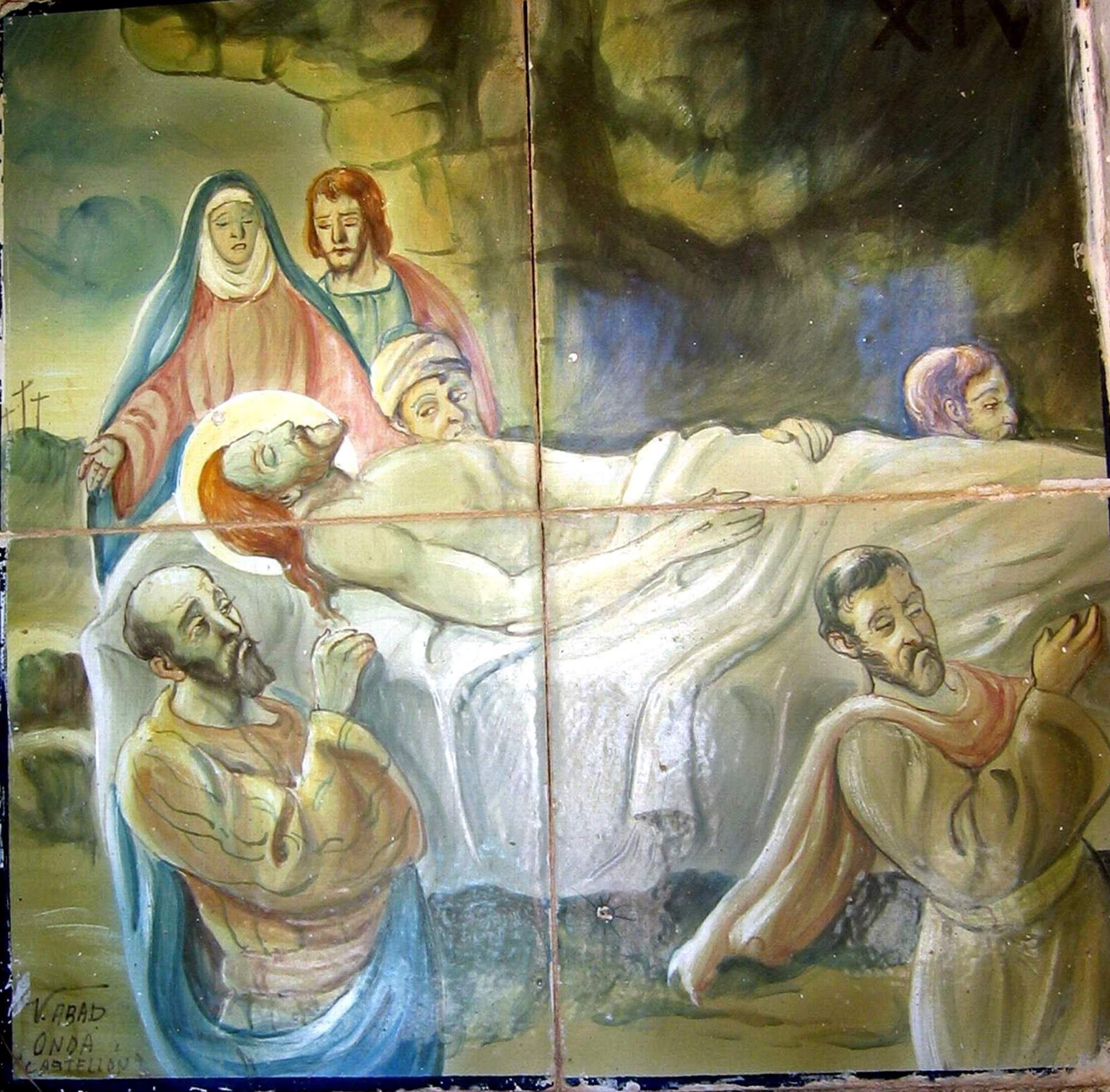
Estación XIV del Viacrucis de Ademuz (Valencia): Jesús es sepultado.
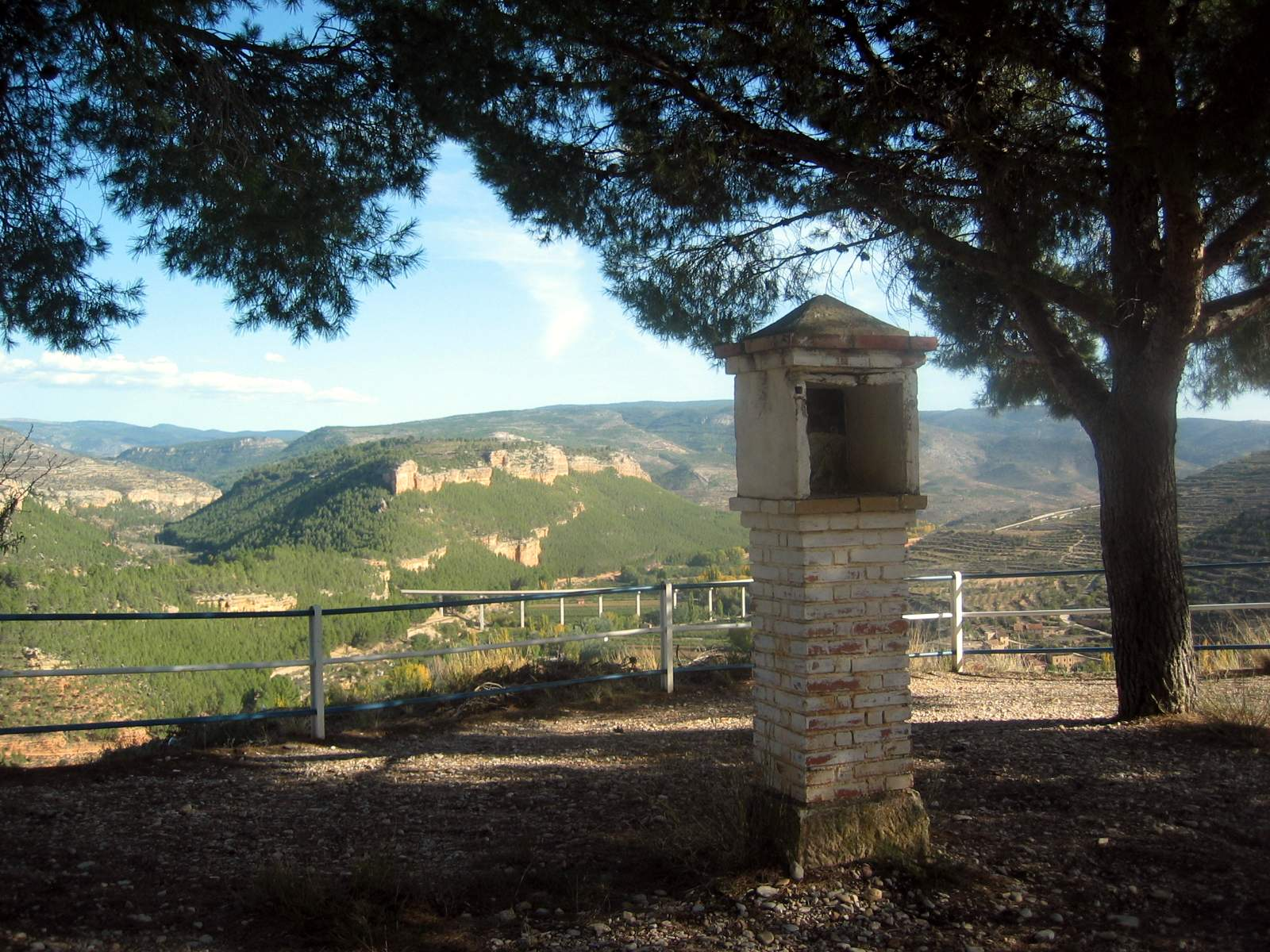
Estación XIV del Viacrucis de Ademuz (Valencia): Detalle de ubicación del pilón.
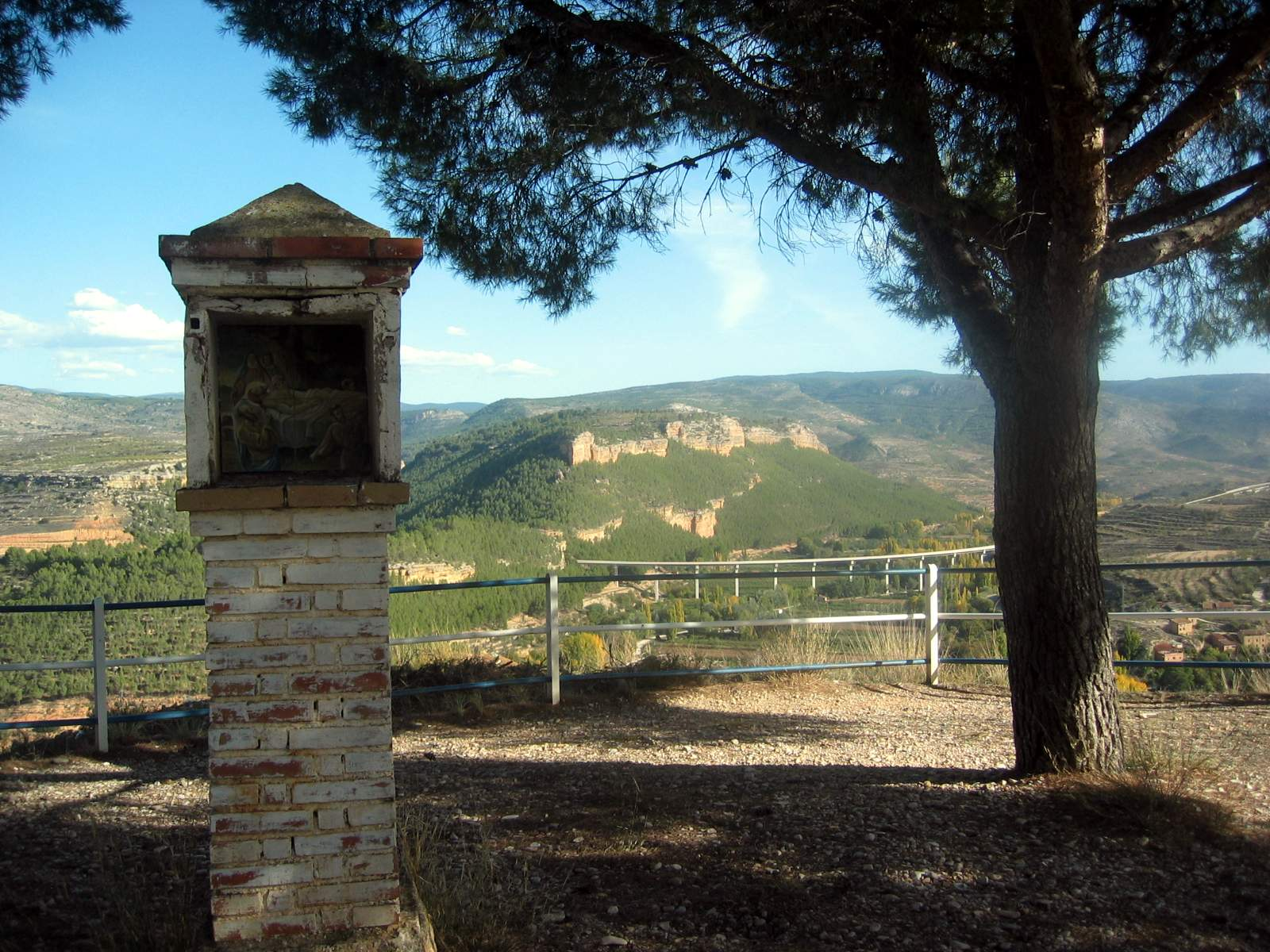
Estación XIV del Viacrucis de Ademuz (Valencia): Detalle de ubicación del pilón.
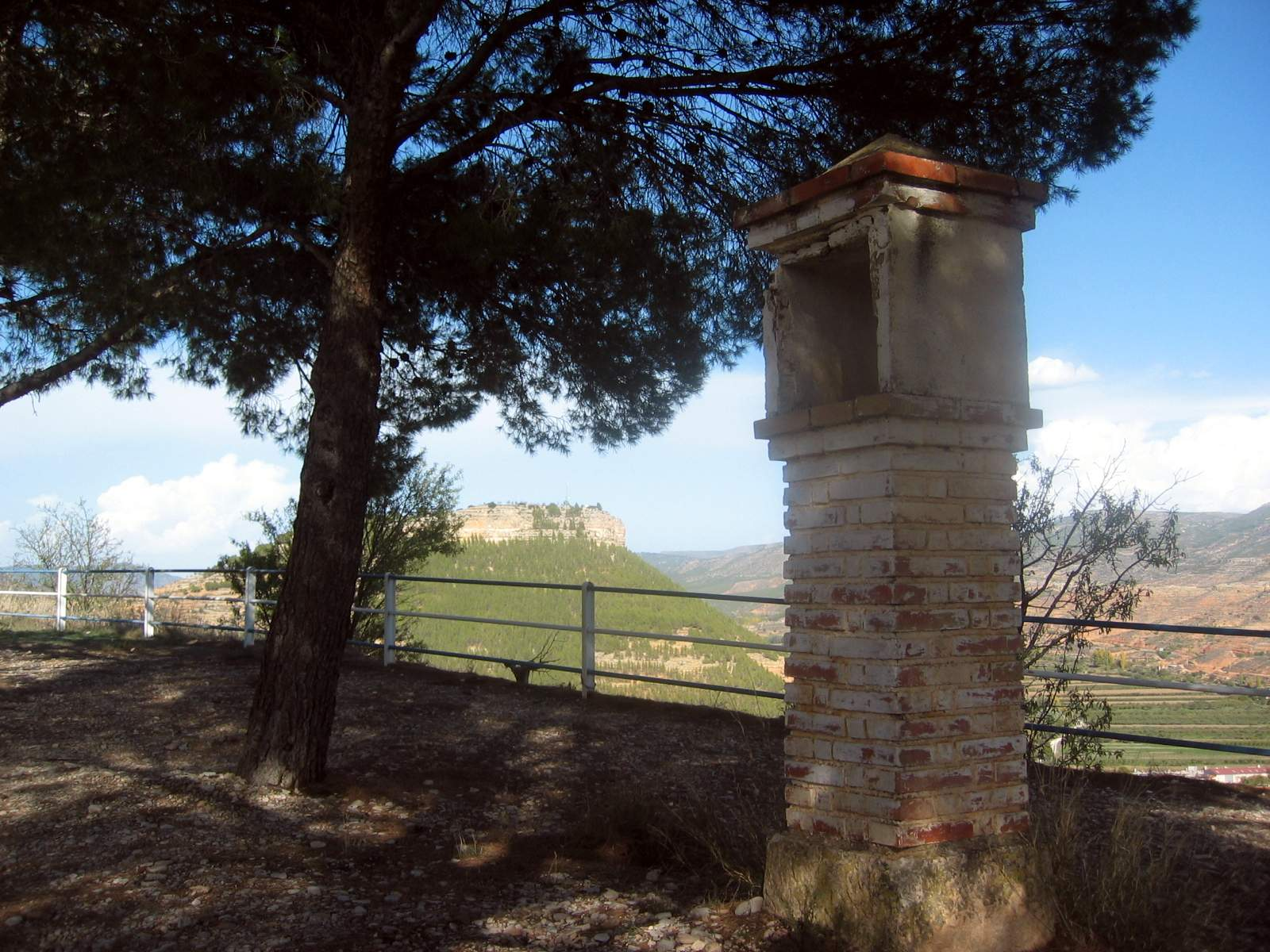
Estación XIV del Viacrucis de Ademuz (Valencia): Detalle de ubicación del pilón.
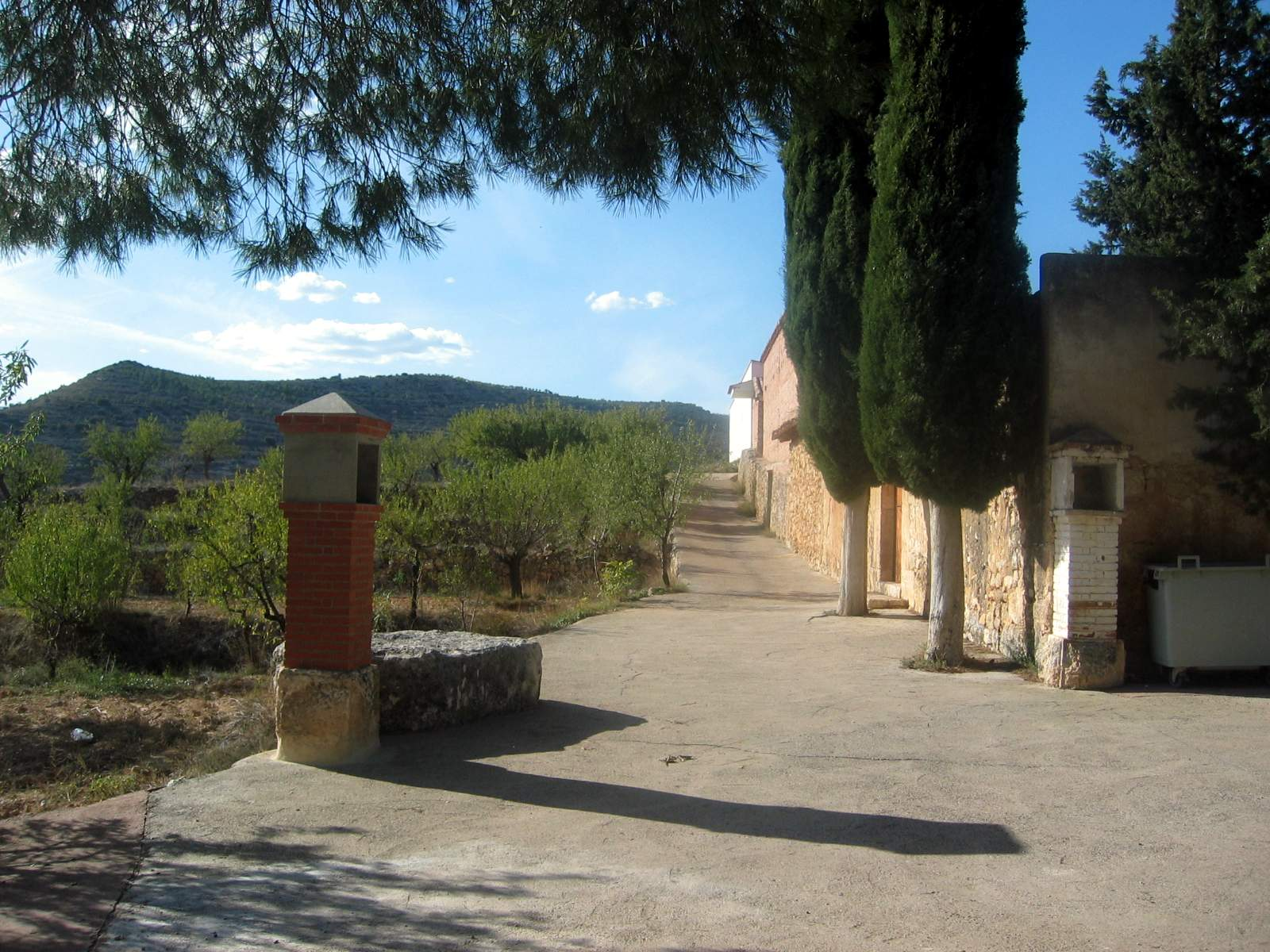
Estaciones XII-XIII del Viacrucis de Ademuz (Valencia): Detalle de ubicación de los pilones frente al cementerio parroquial.

## Galería:Casas Altas

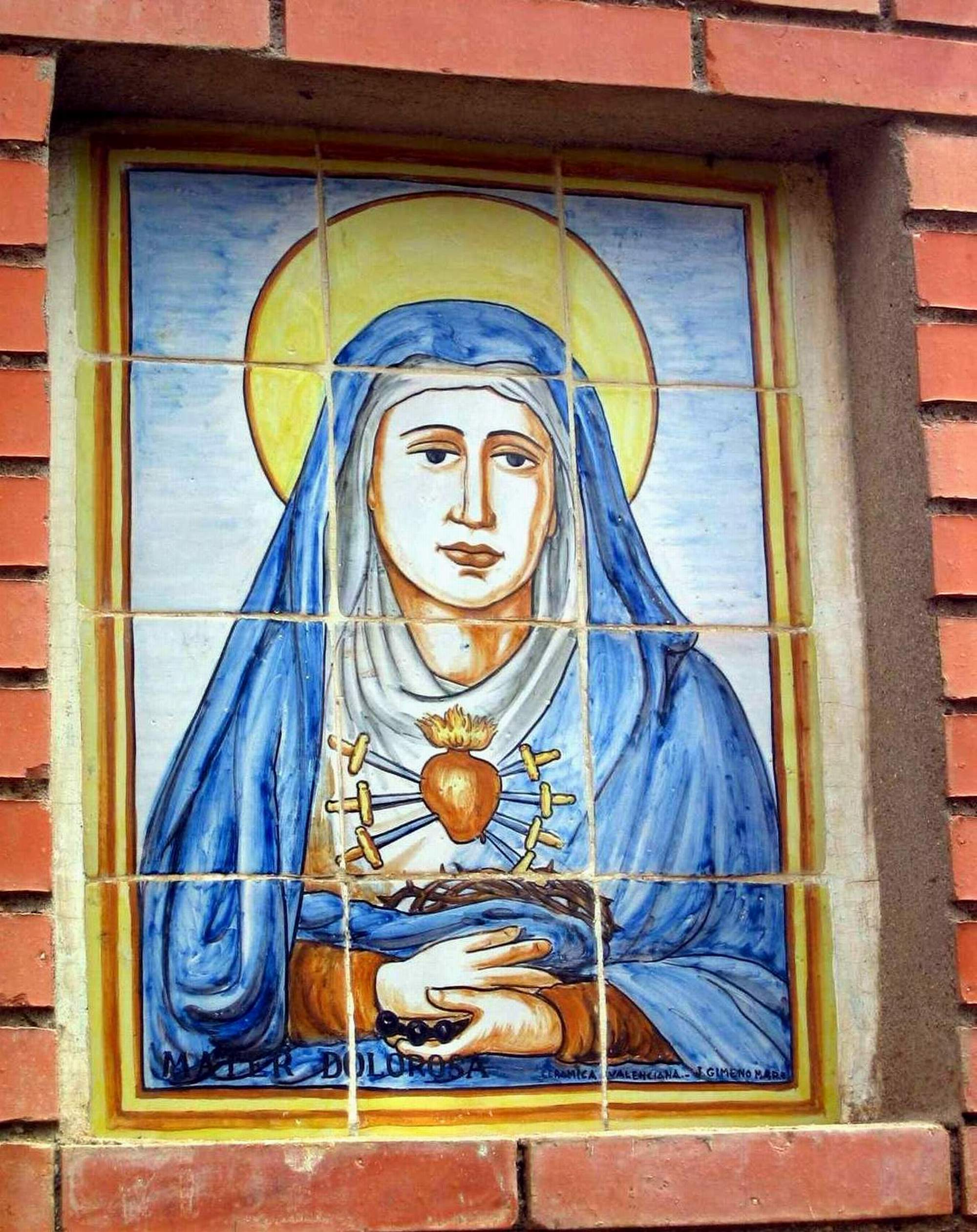
Plafón cerámico representando a la Virgen María a la entrada del Vía Crucis de Casasaltas (Valencia).
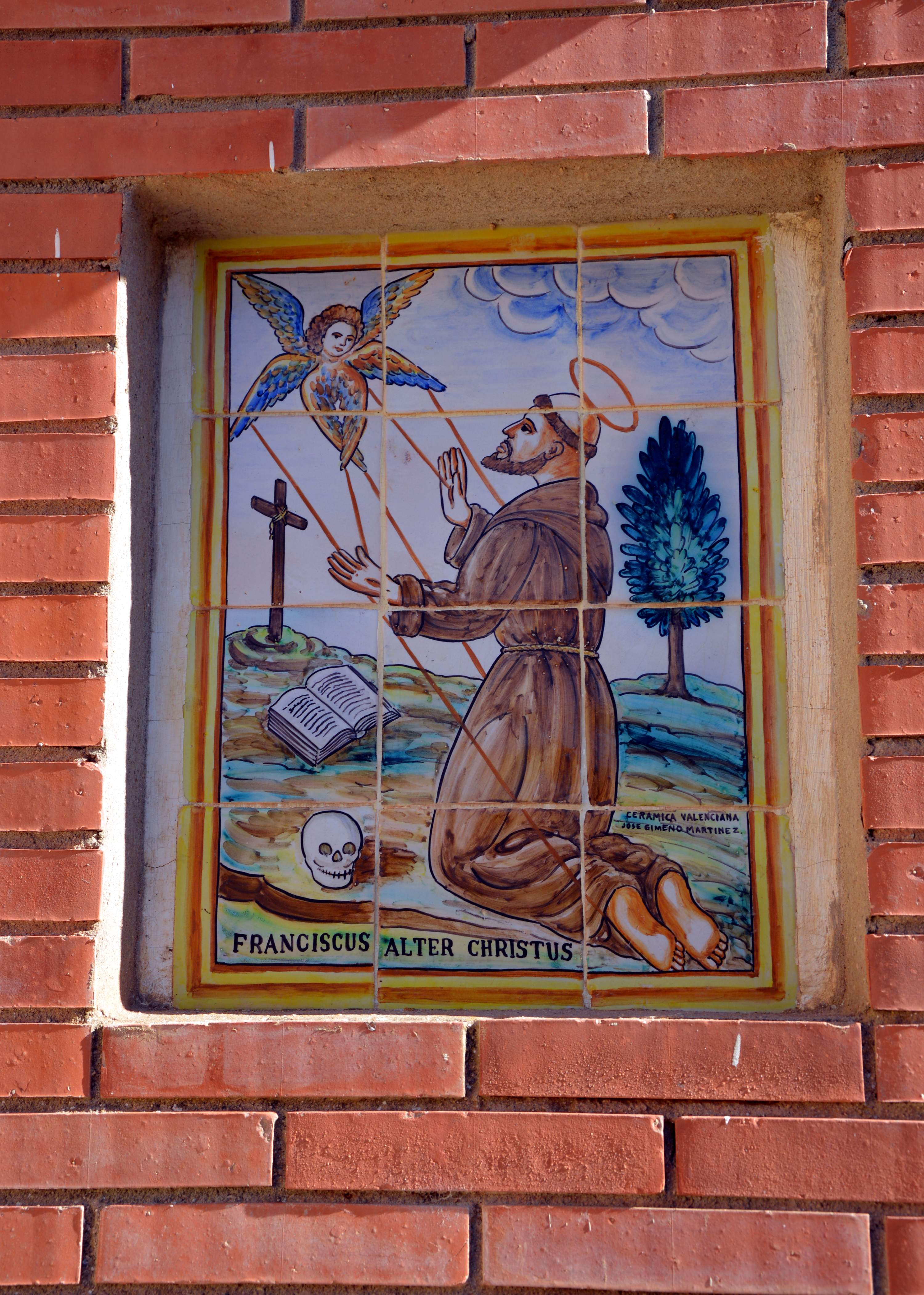
Detalle de plafón cerámicos a la entrada al Vía Crucis de Casasaltas (Valencia), representando a san Francisco de Asís: Franciscus alter Christus.
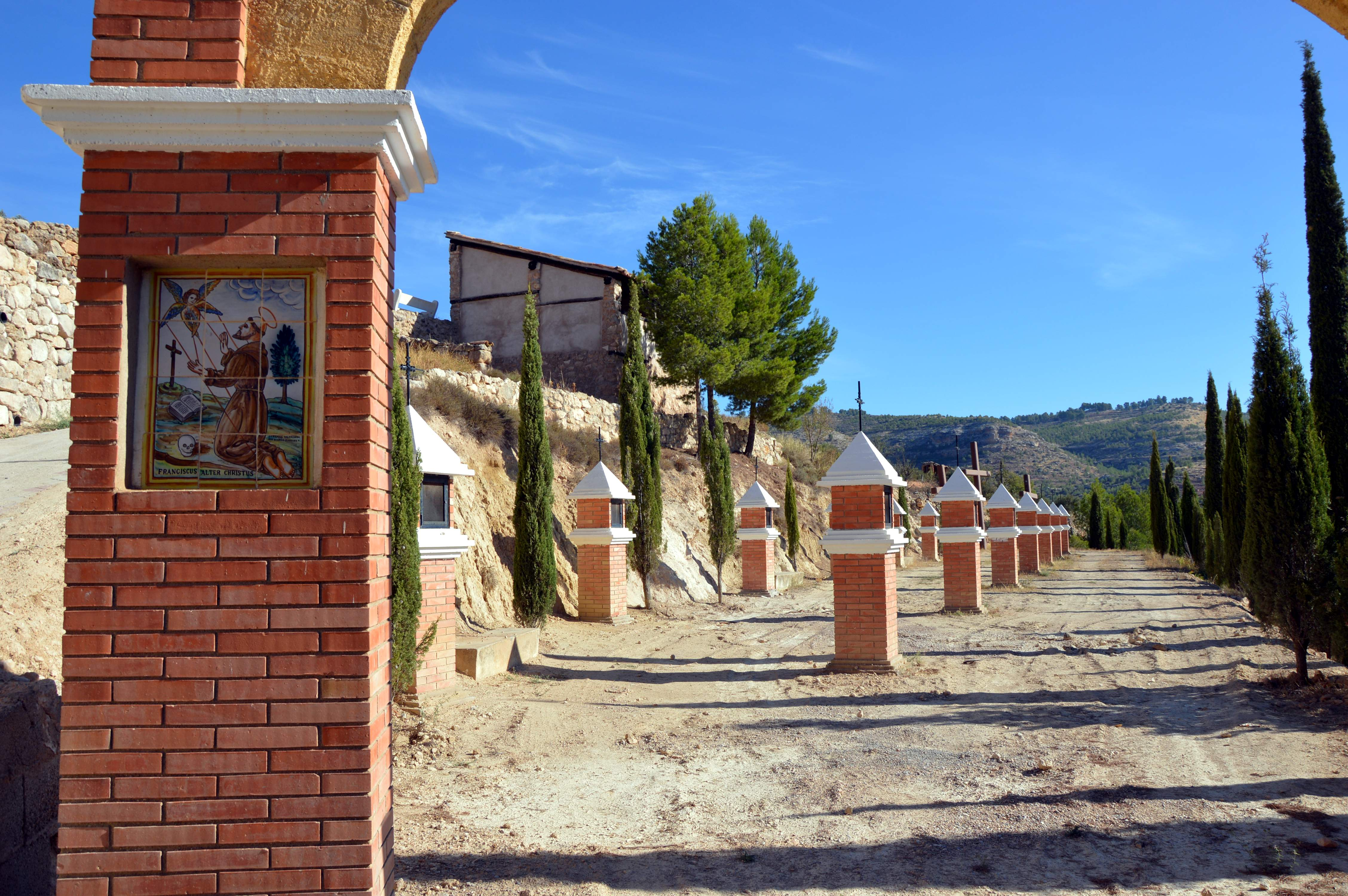
Detalle del soporte del arco a la entrada al Vía Crucis de Casasaltas (Valencia), con plafón cerámicos representando a san Francisco de Asís.
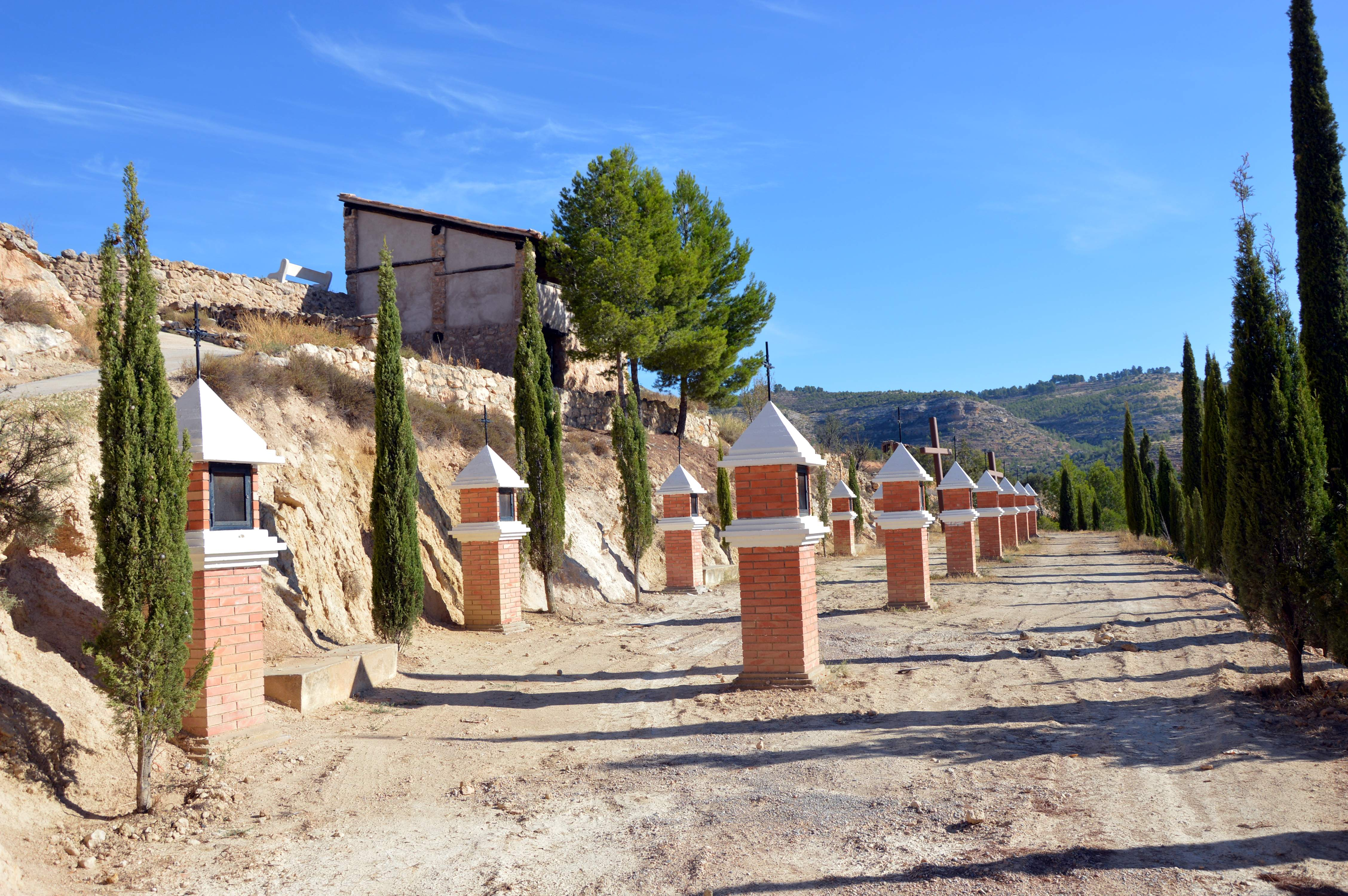
Vista del Vía Crucis de Casasaltas (Valencia), desde la entrada.
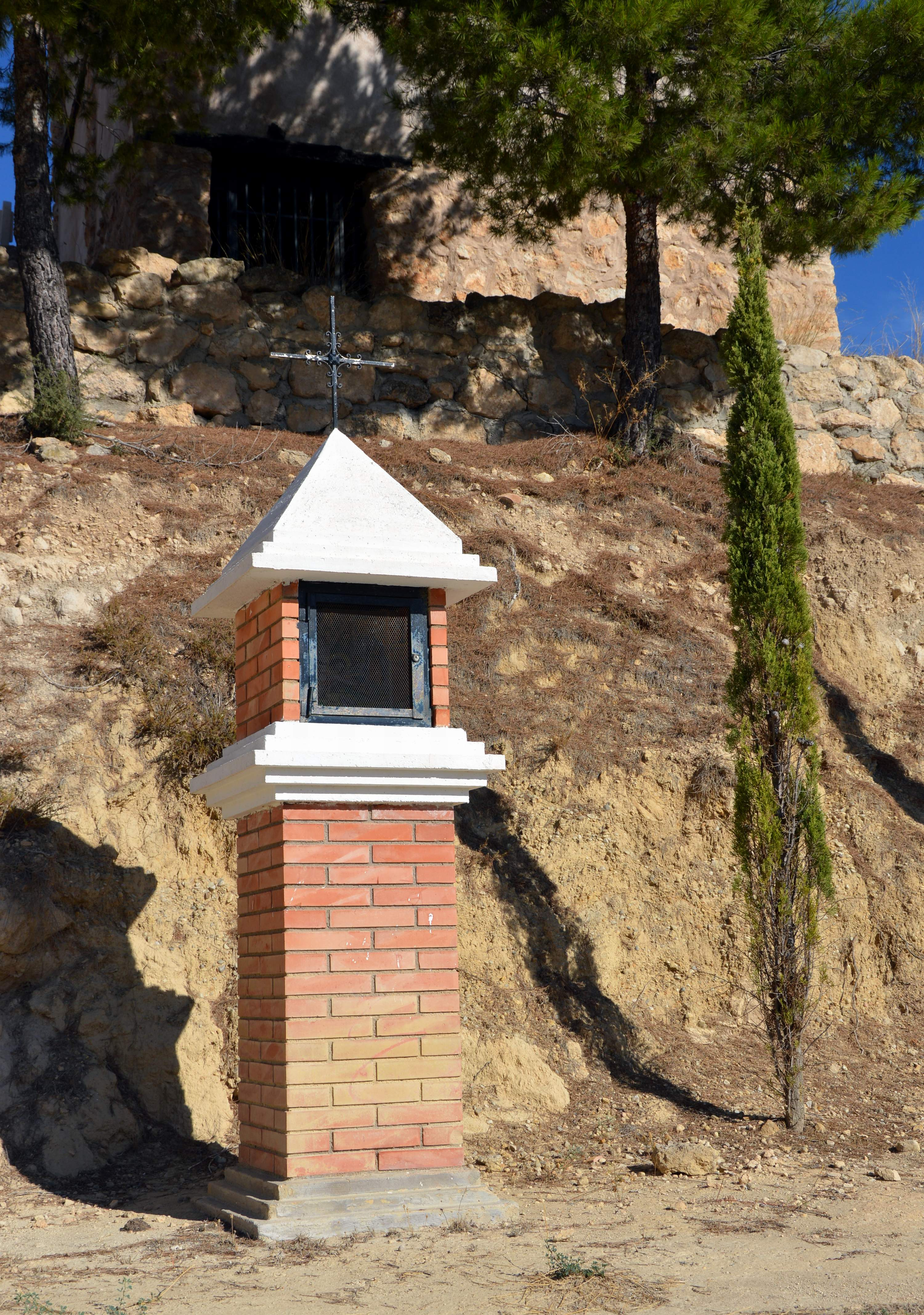
Detalle de pilón del Vía Crucis de Casasaltas (Valencia).
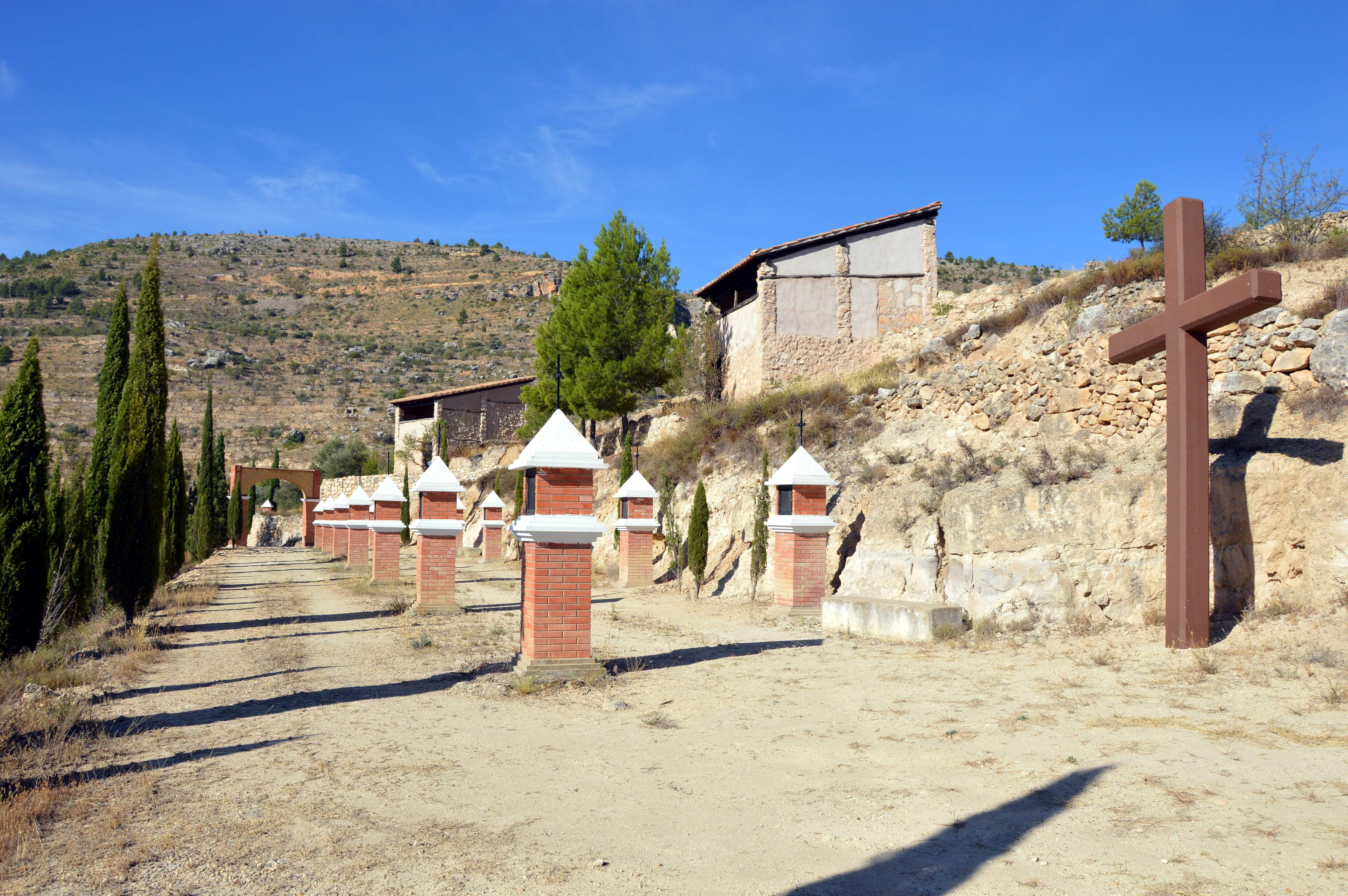
Detalle del Vía Crucis de Casasaltas (Valencia), desde el extremo final.

## Galería:Casas Bajas

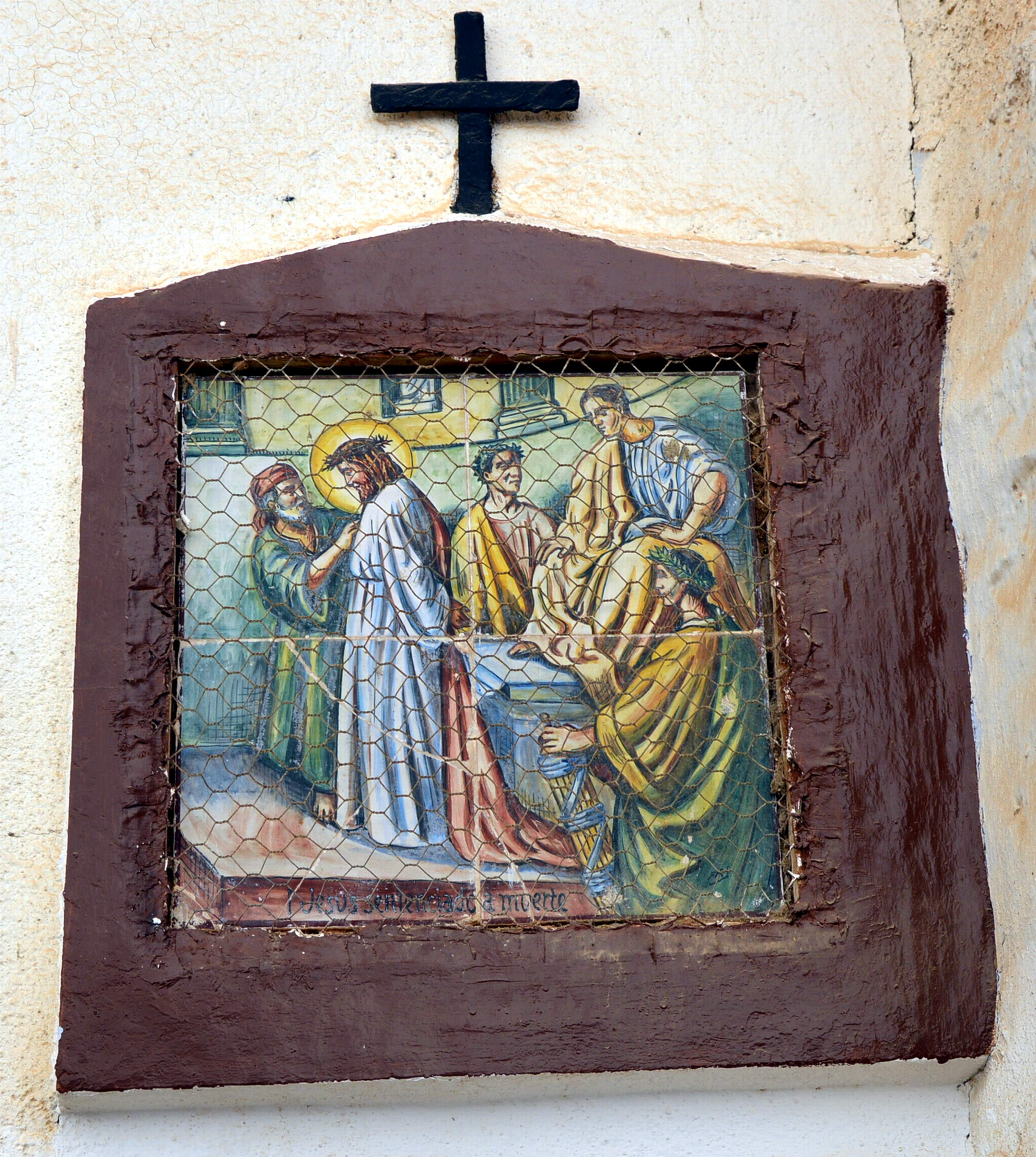
Estación I del Viacrucis de Casasbajas (Valencia): Jesús es condenado a muerte.
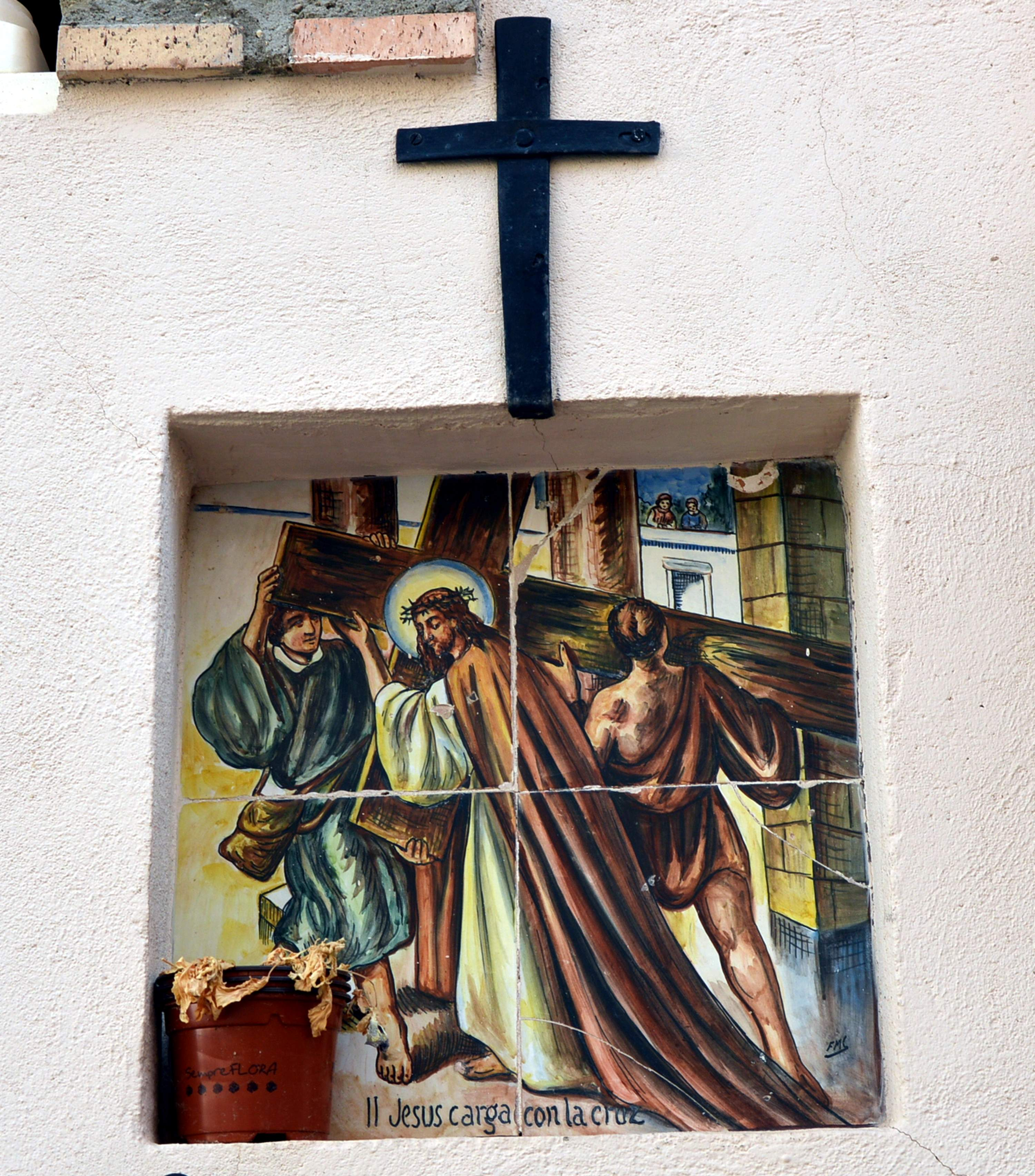
Estación II del Viacrucis de Casasbajas (Valencia): Jesús carga con la cruz.
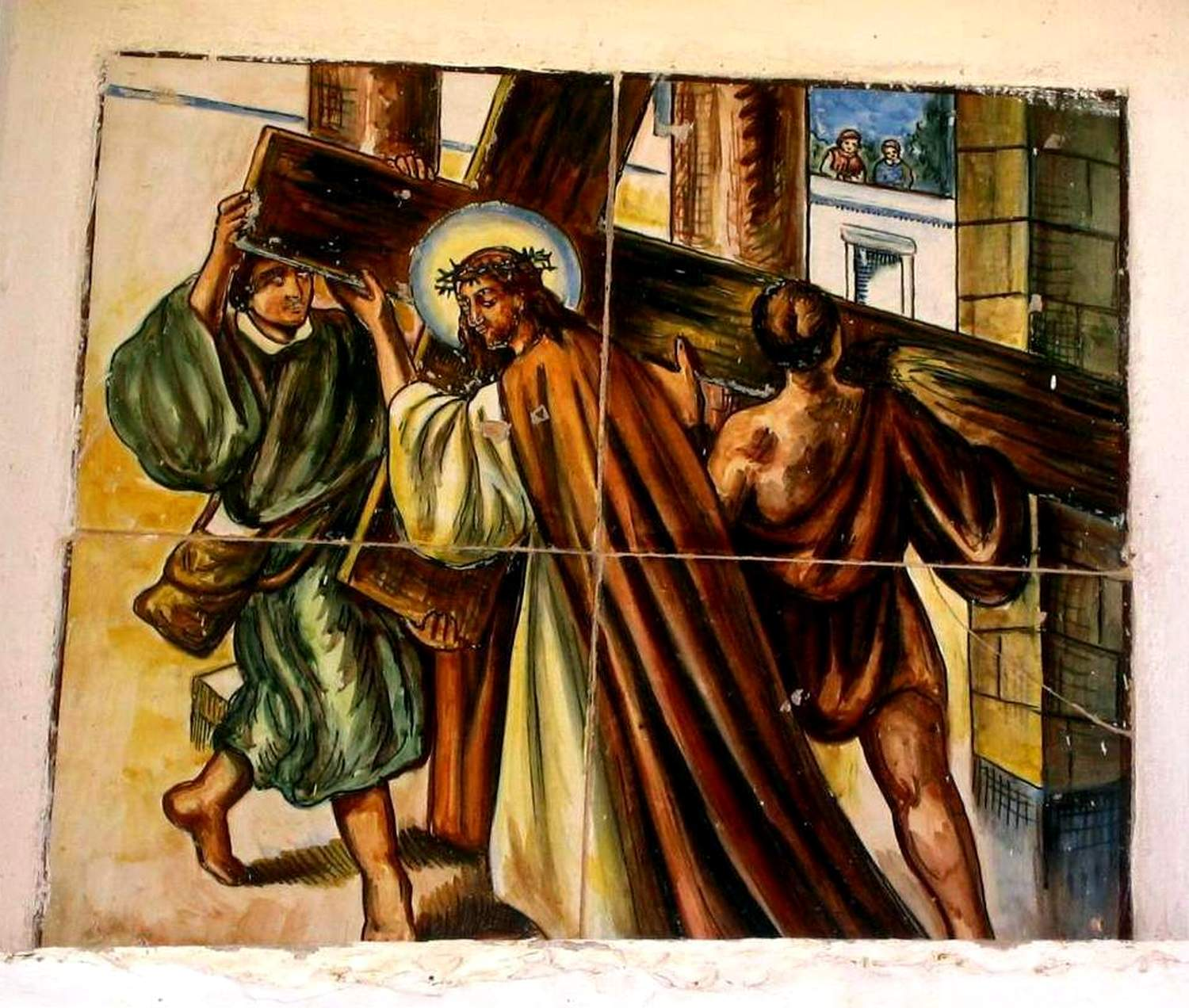
Estación II del Viacrucis de Casasbajas (Valencia): Jesús carga con la cruz.
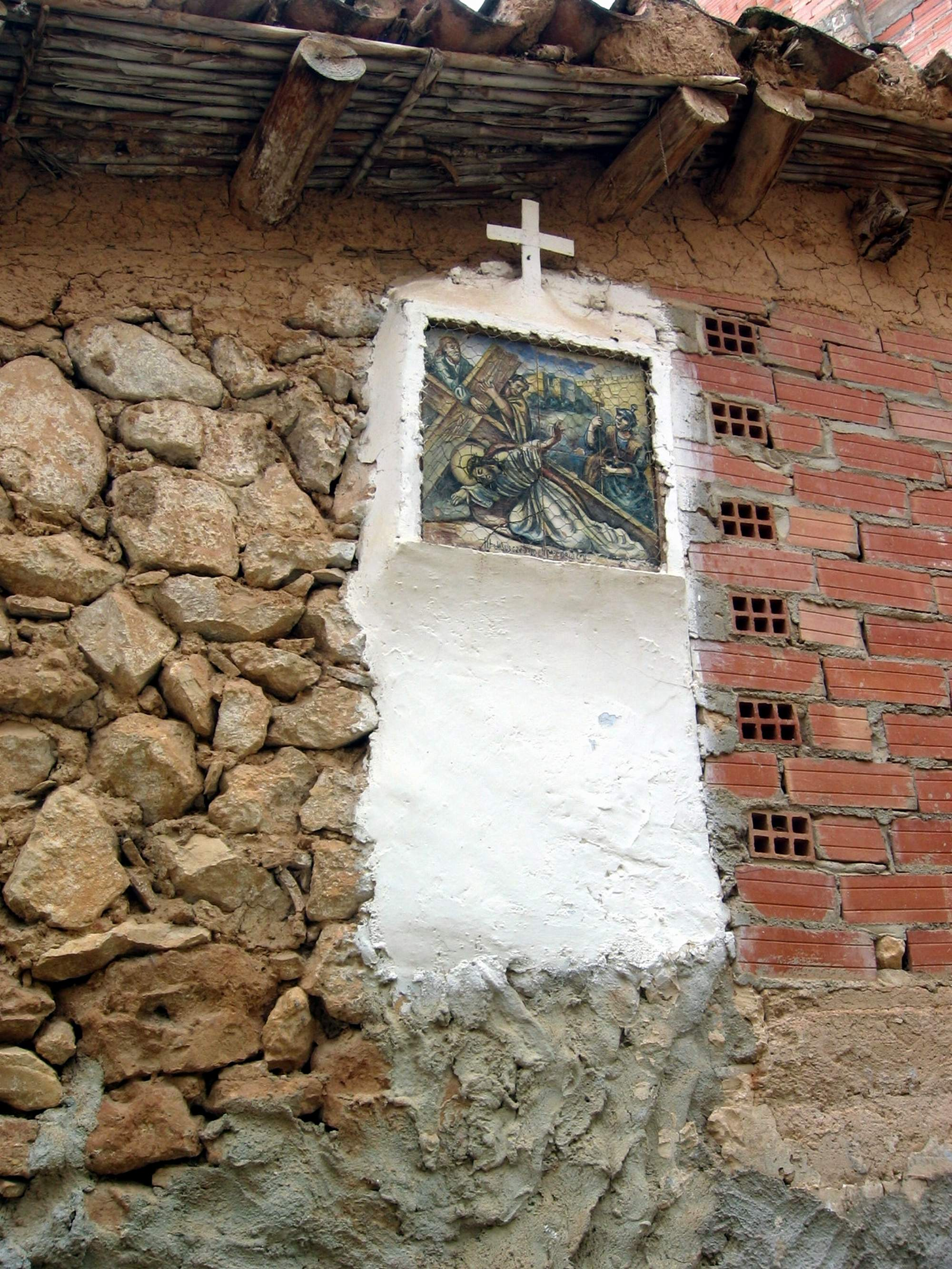
Estación III del Viacrucis de Casasbajas (Valencia): Detalle de ubicación de plafón bajo el alero de un tejado.
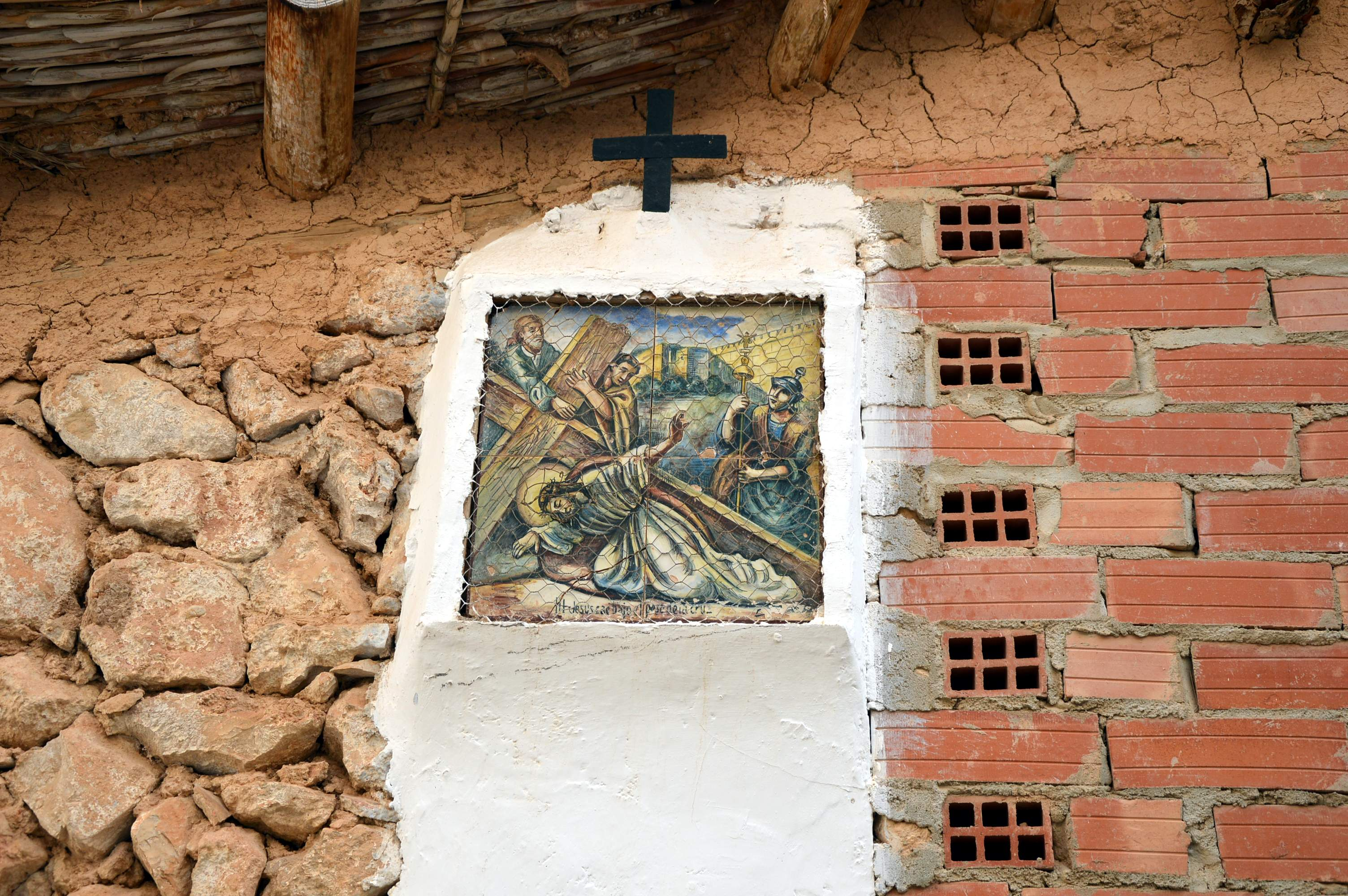
Estación III del Viacrucis de Casasbajas (Valencia): Jesús cae por primera vez.
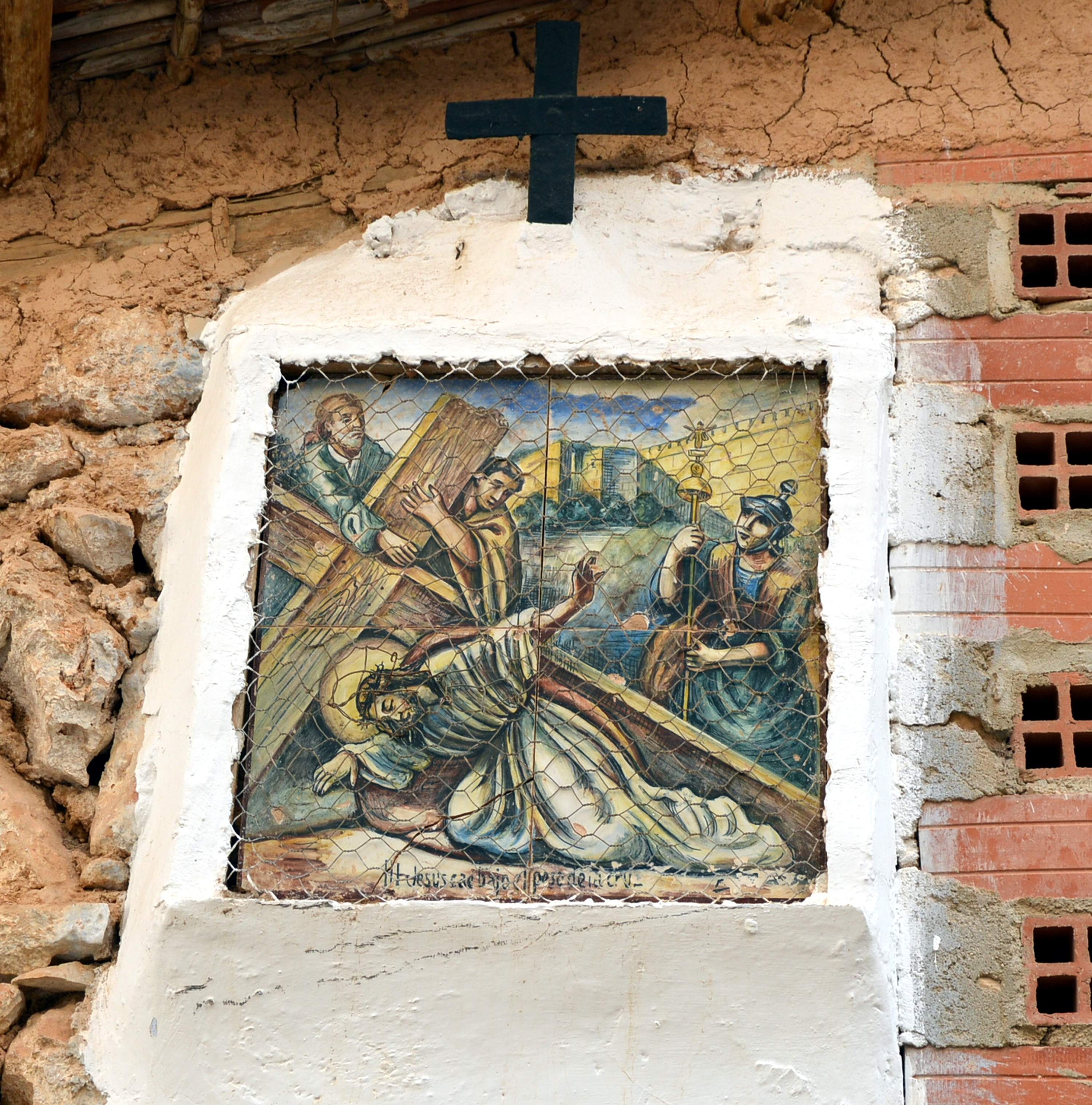
Estación III del Viacrucis de Casasbajas (Valencia): Jesús cae por primera vez.
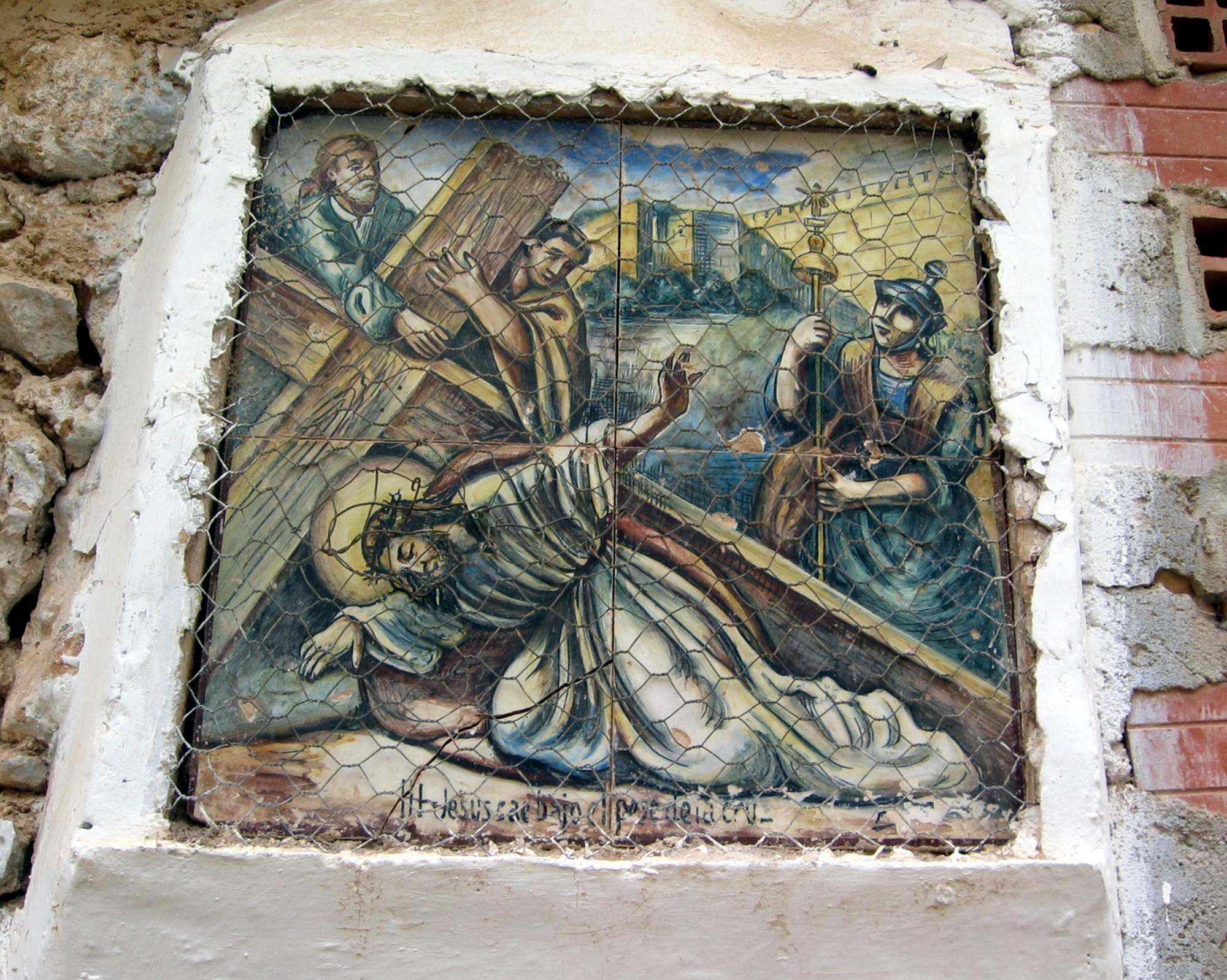
Estación III del Viacrucis de Casasbajas (Valencia): Jesús cae bajo el peso de la cruz.
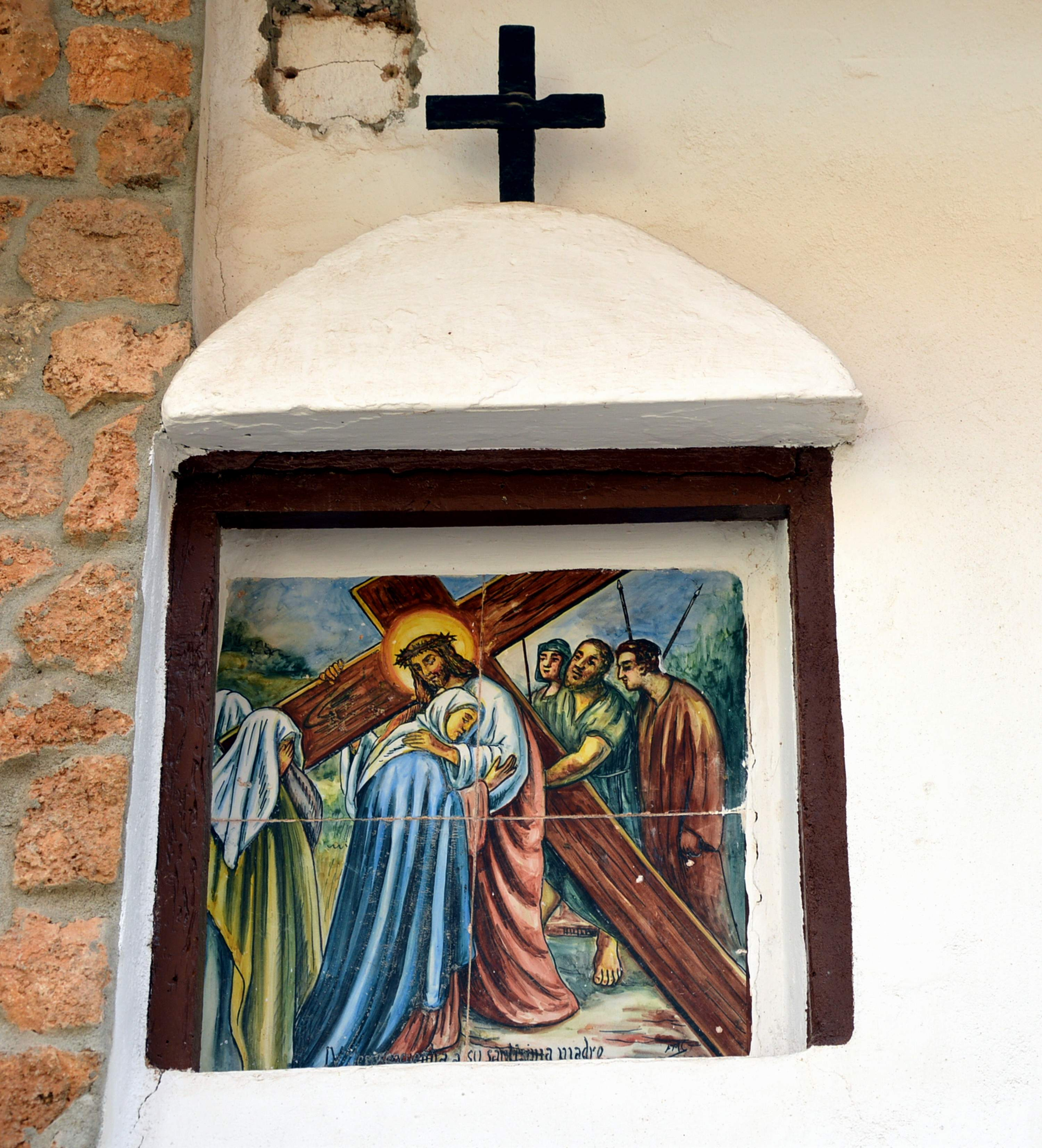
Estación IV del Viacrucis de Casasbajas (Valencia): Jesús se encuentra con María, su santísima madre.
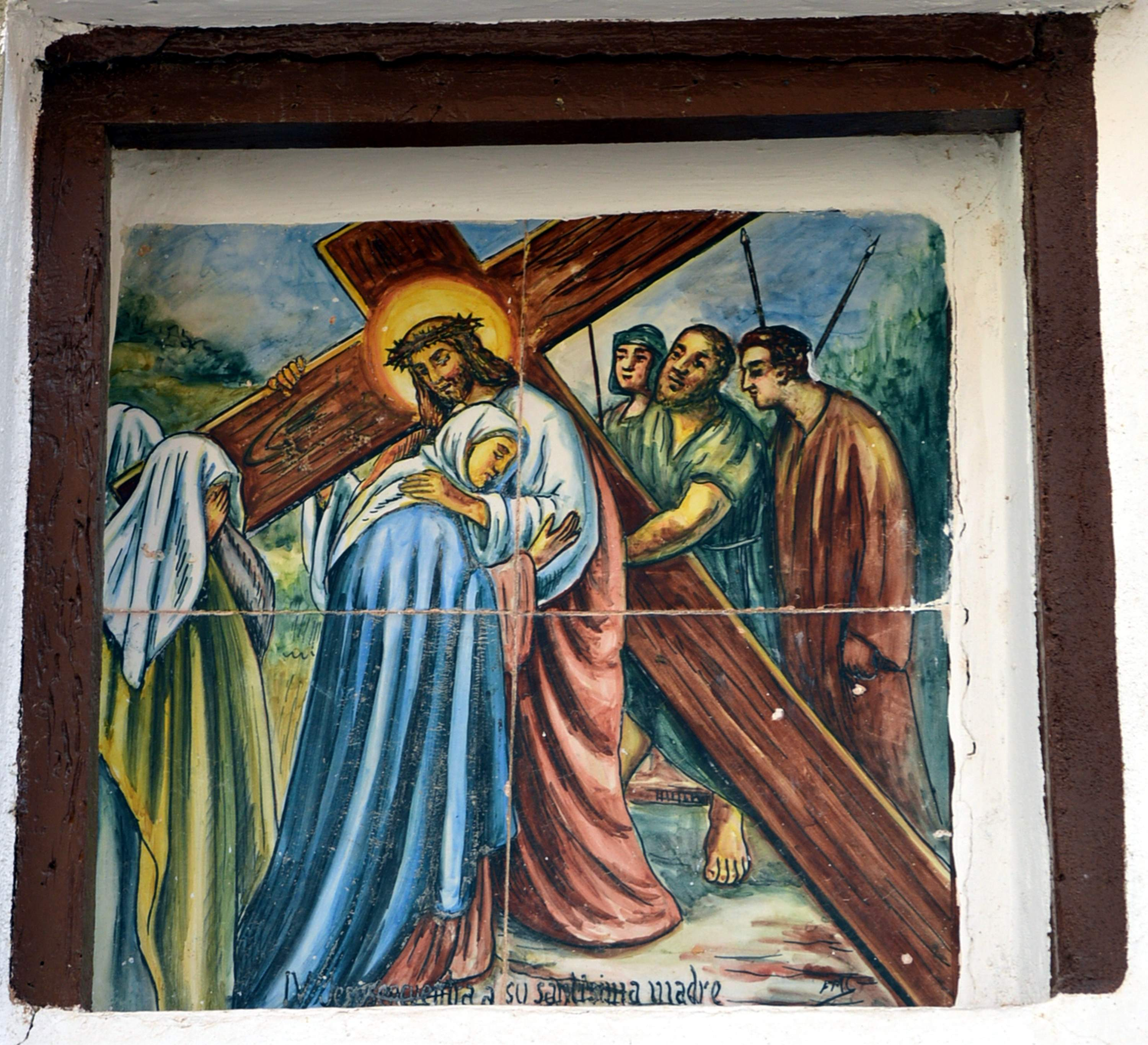
Estación IV del Viacrucis de Casasbajas (Valencia): Jesús se encuentra con María, su santísima madre.
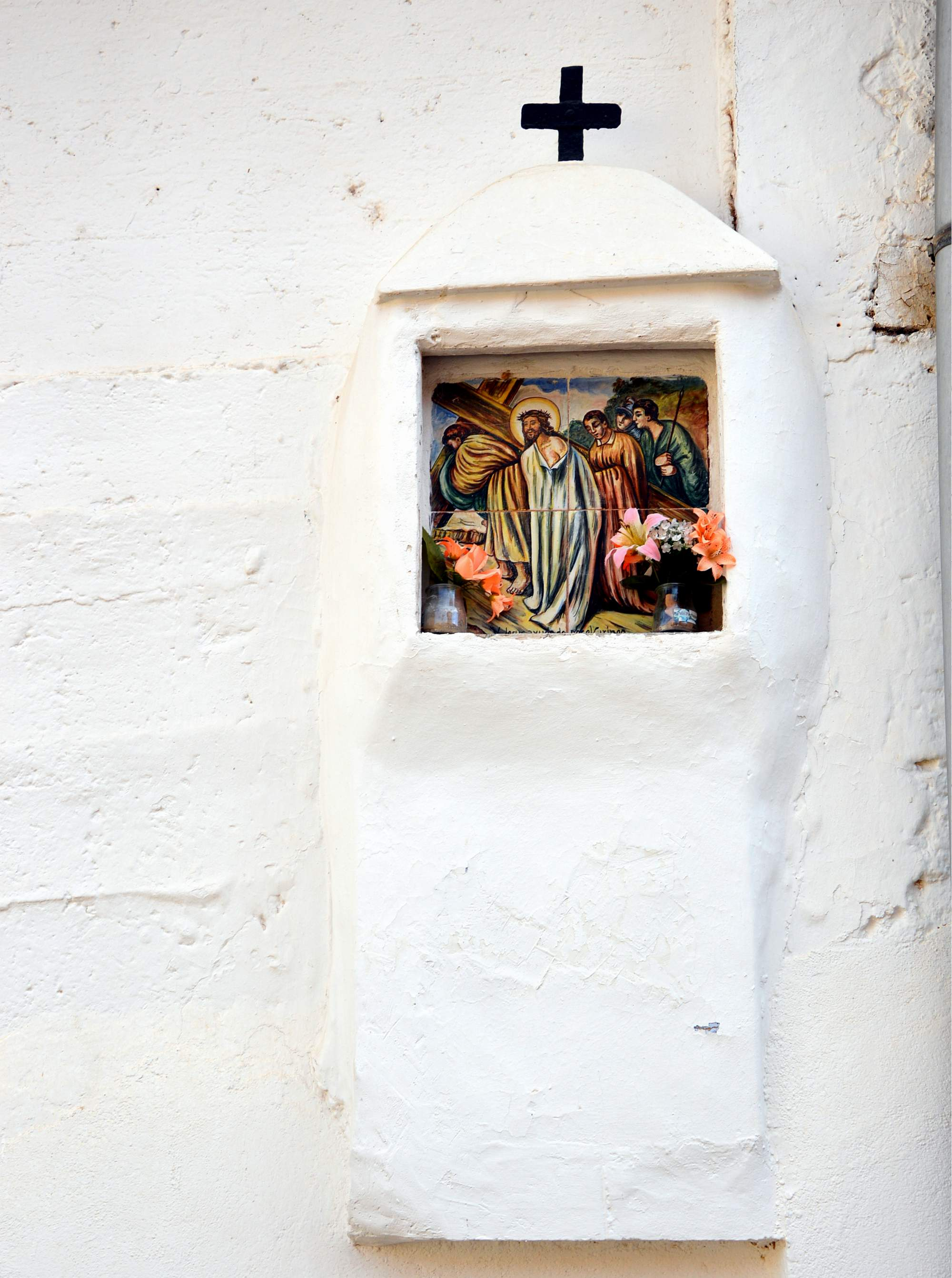
Estación V del Viacrucis de Casasbajas (Valencia): Jesús es ayudado por el Cireneo.
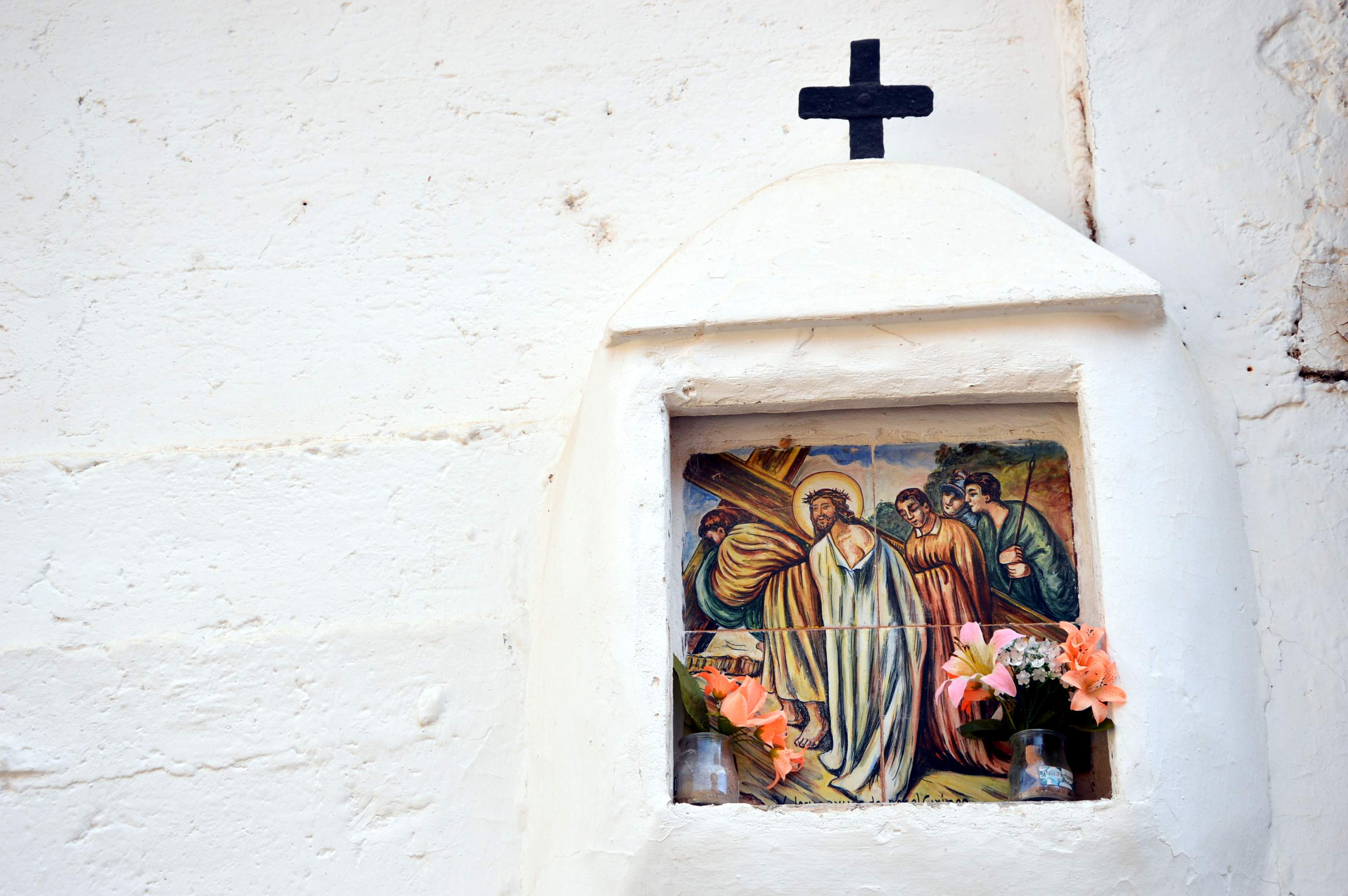
Estación V del Viacrucis de Casasbajas (Valencia): Jesús es ayudado por el Cireneo.
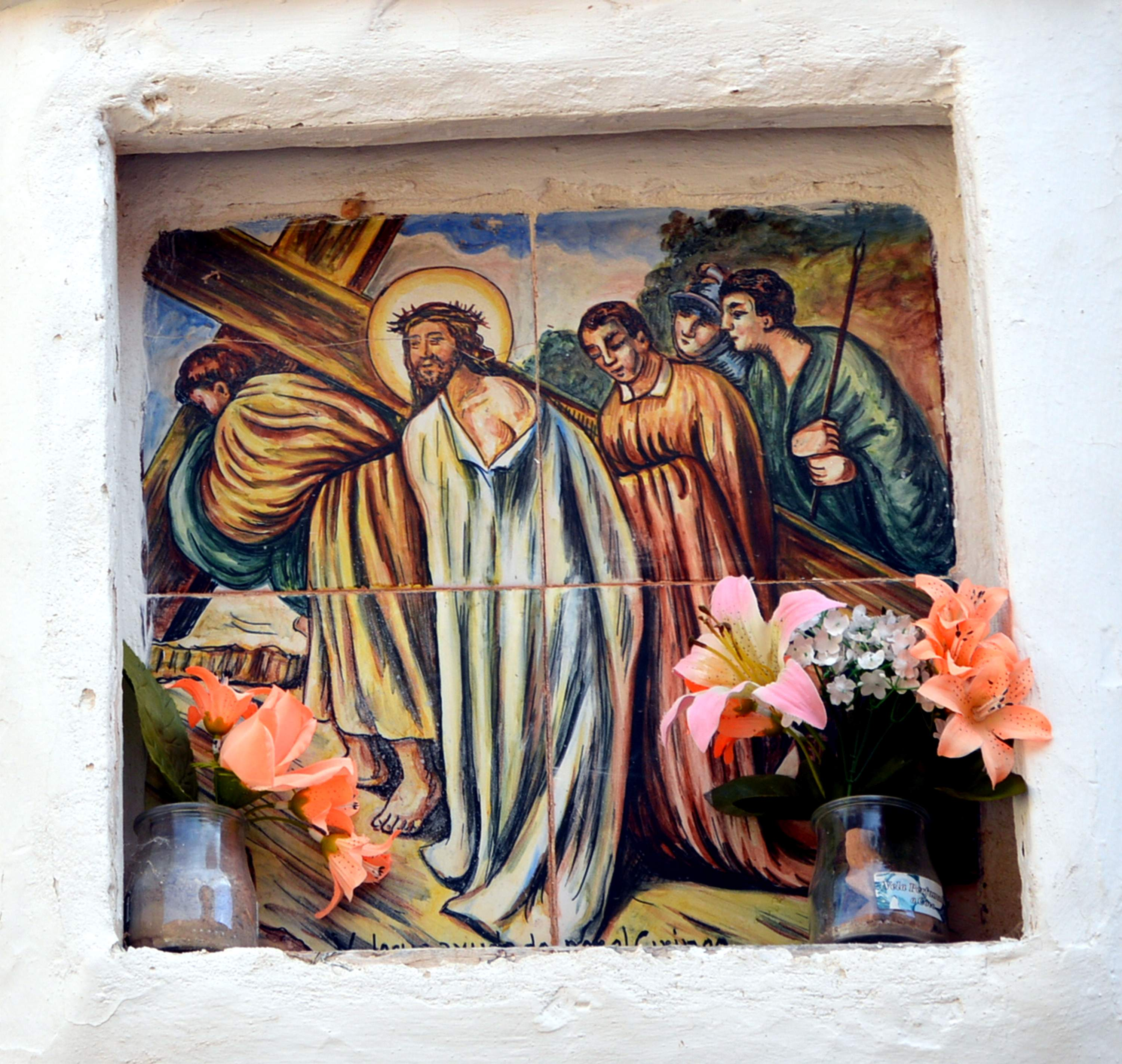
Estación V del Viacrucis de Casasbajas (Valencia): Jesús es ayudado por el Cireneo.
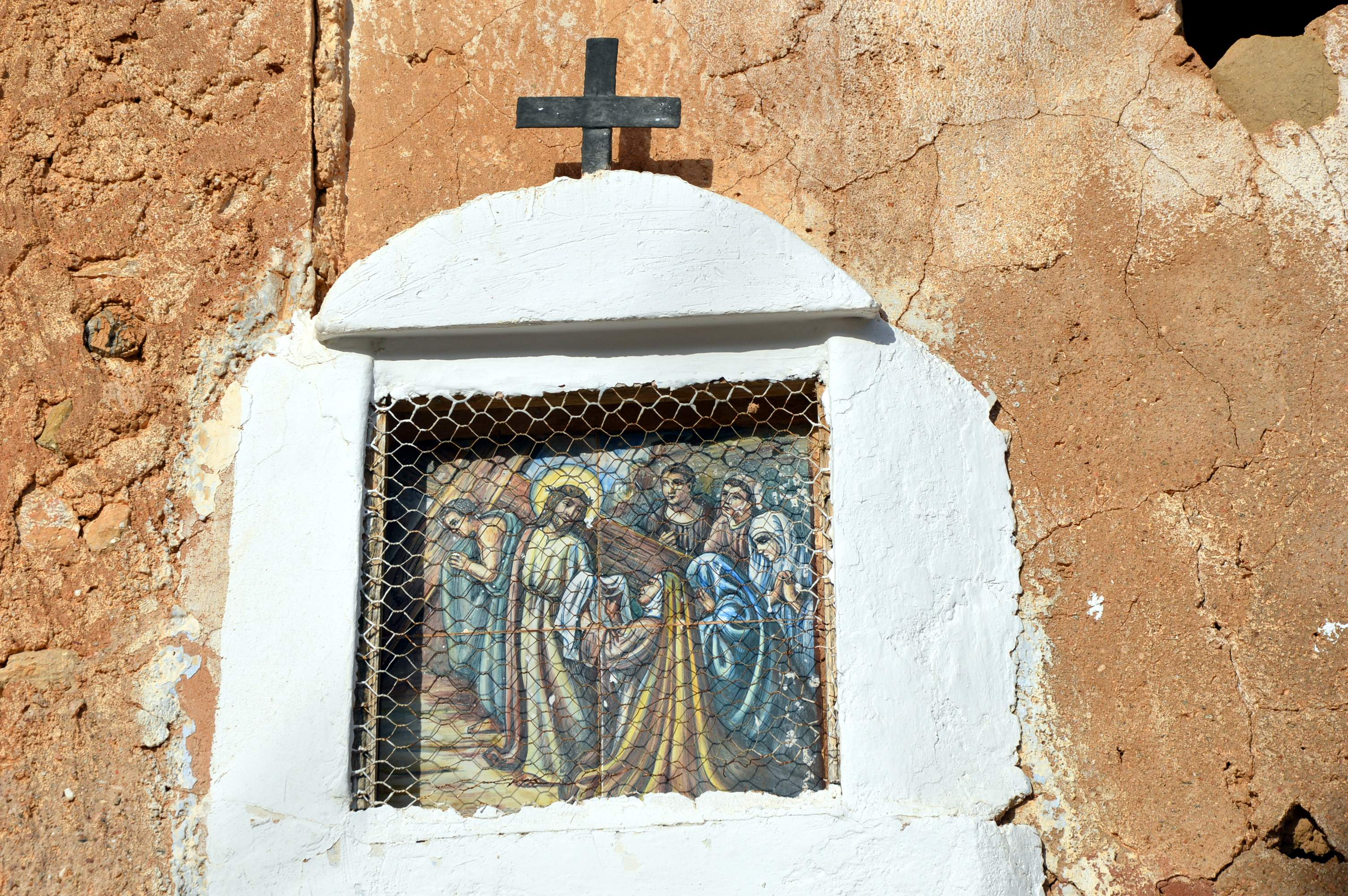
Estación VI del Viacrucis de Casasbajas (Valencia): La piadosa Verónica limpia el rostro de Jesús.
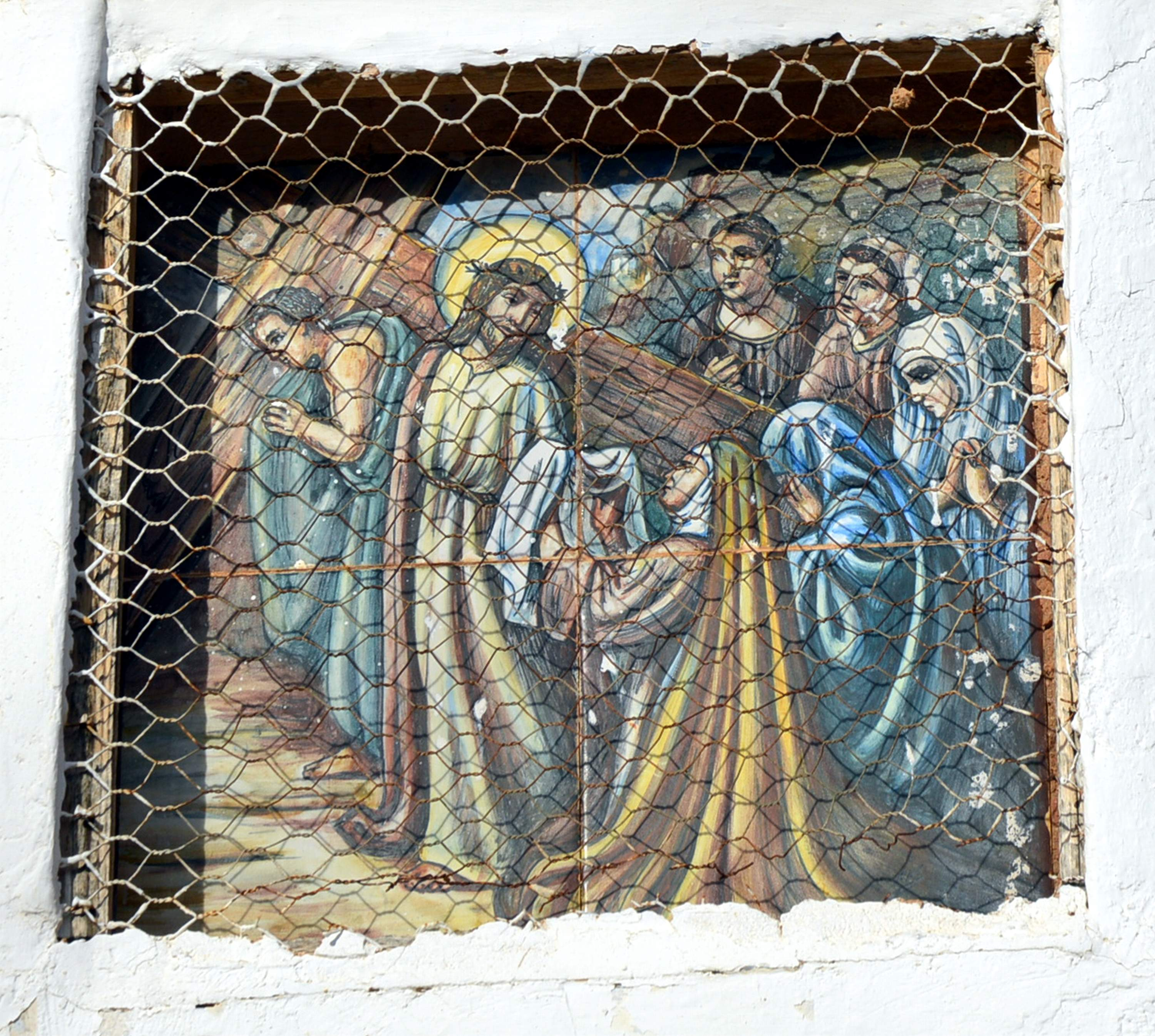
Estación VI del Viacrucis de Casasbajas (Valencia): La piadosa Verónica limpia el rostro de Jesús.
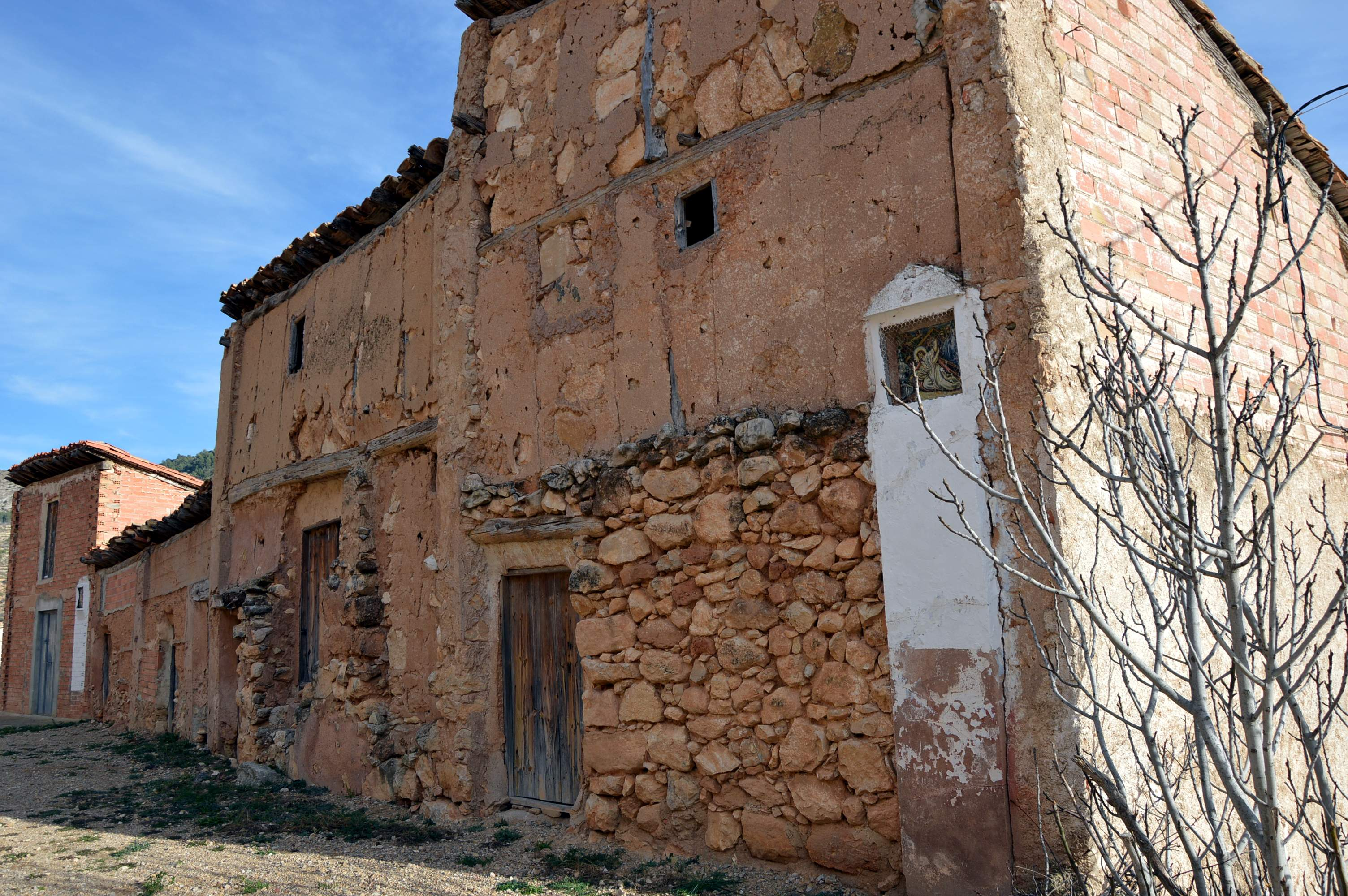
Estación VII del Viacrucis de Casasbajas (Valencia): Jesús cae por segunda vez.
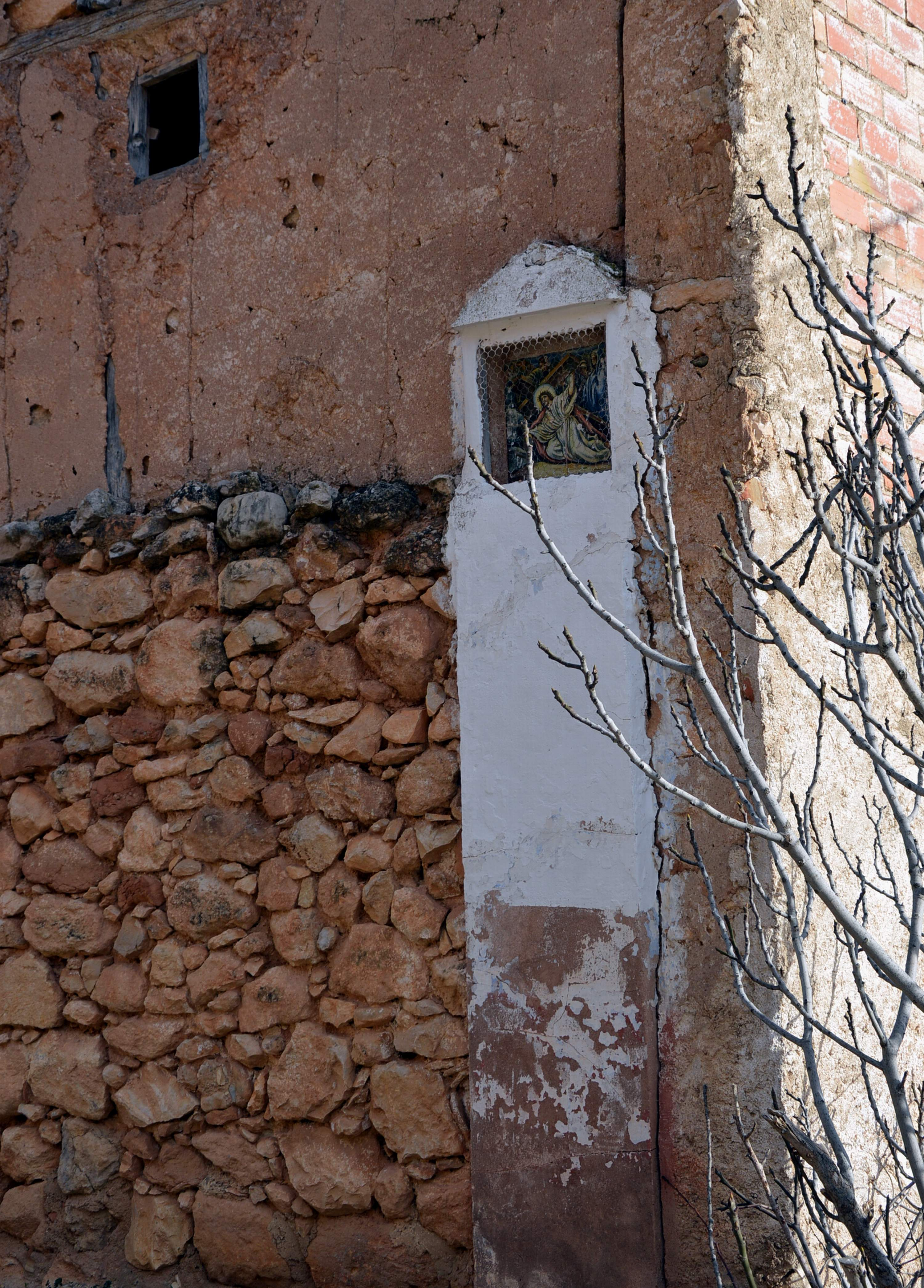
Estación VII del Viacrucis de Casasbajas (Valencia): Jesús cae por segunda vez.
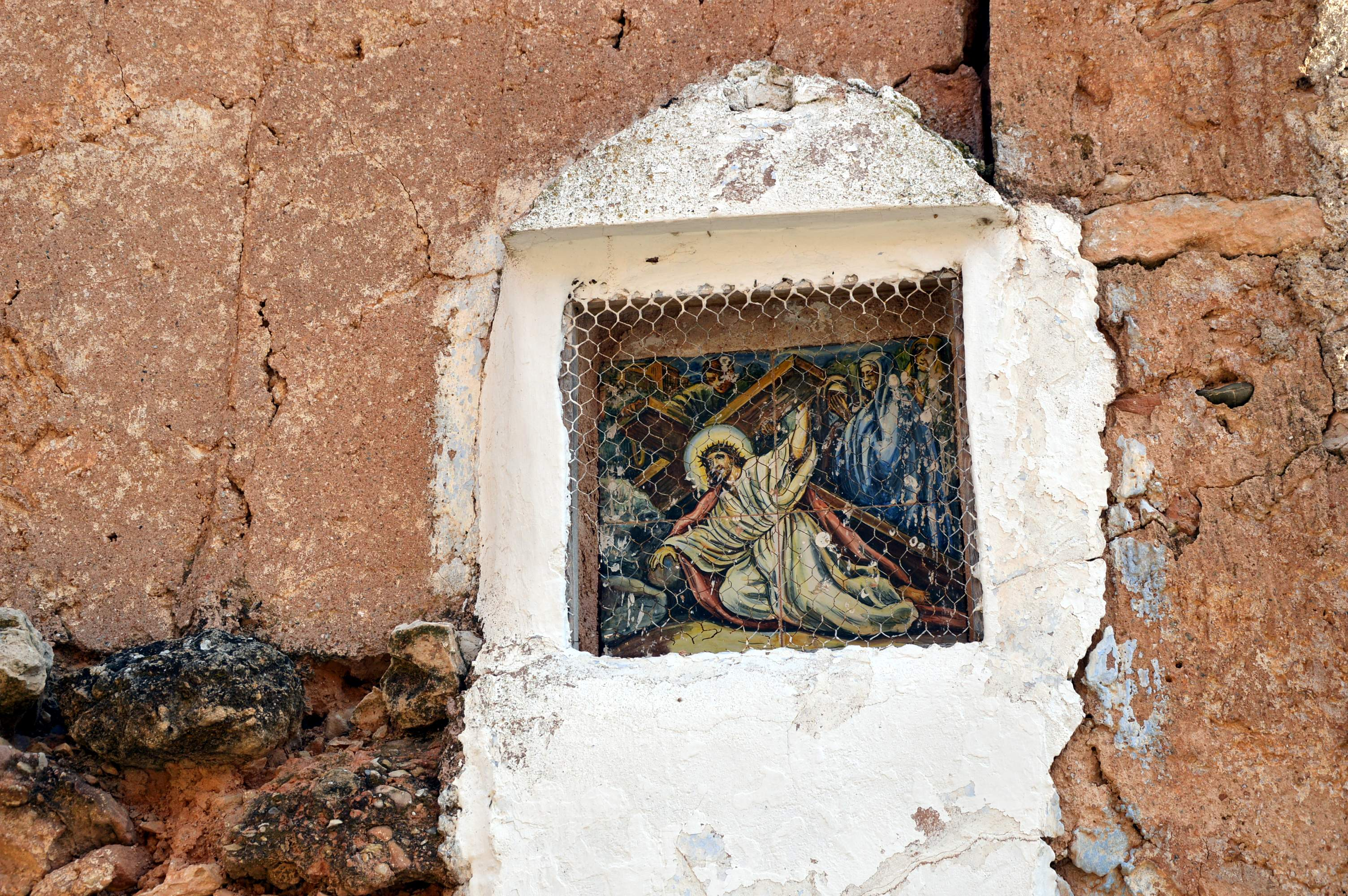
Estación VII del Viacrucis de Casasbajas (Valencia): Jesús cae por segunda vez.
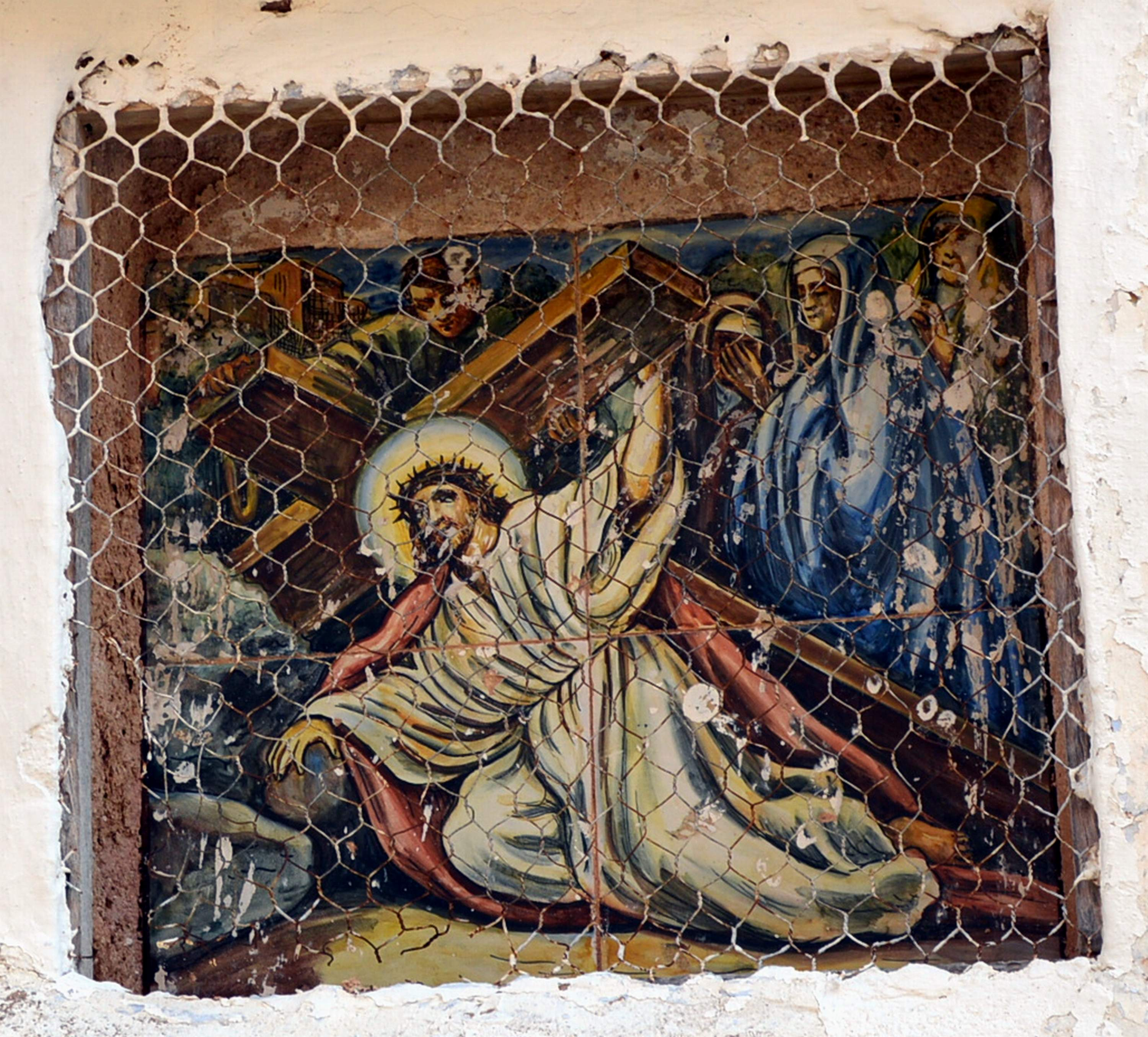
Estación VII del Viacrucis de Casasbajas (Valencia): Jesús cae por segunda vez.
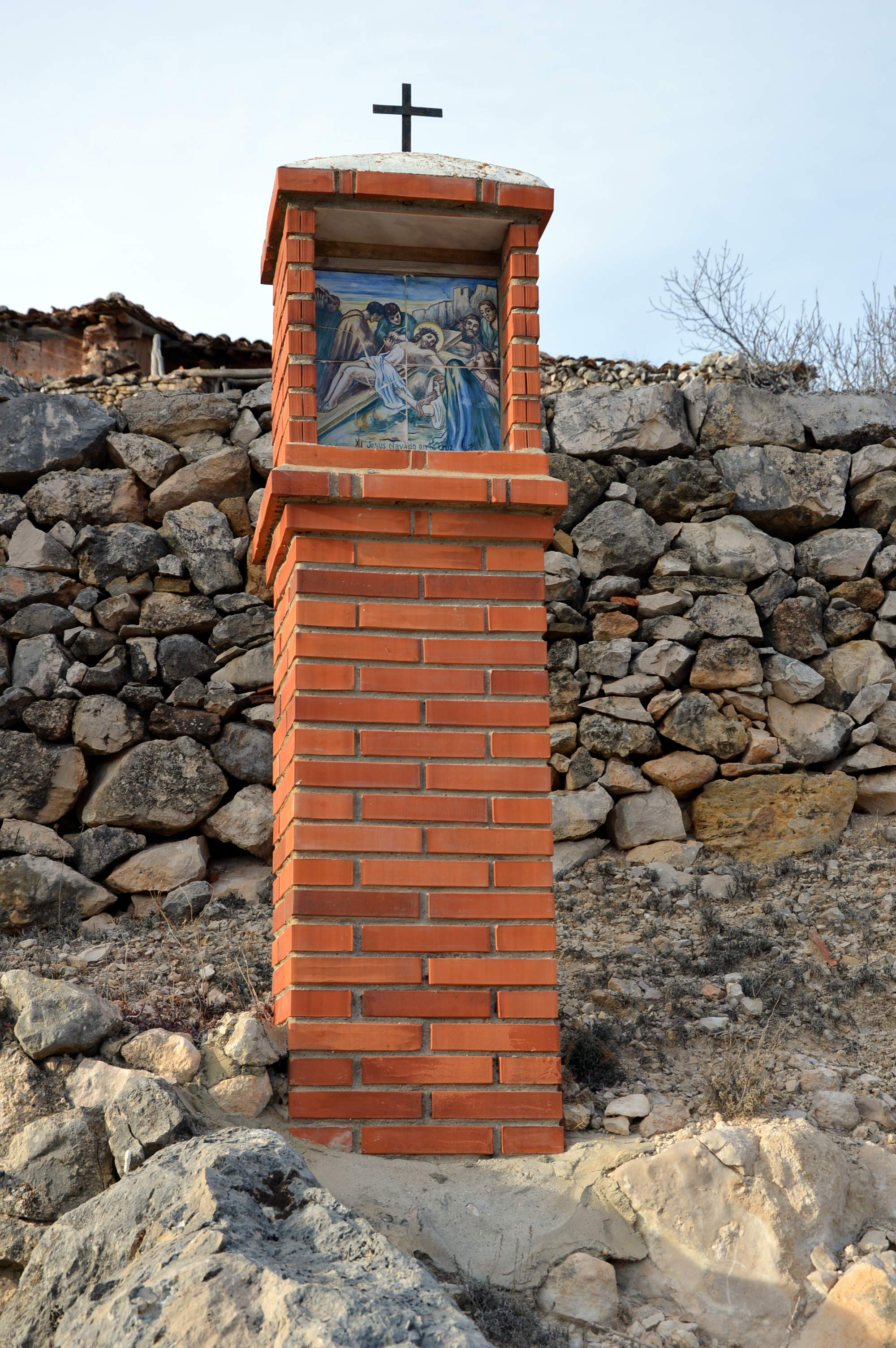
Estación XI del Viacrucis de Casasbajas (Valencia): Jesús es clavado en la cruz.
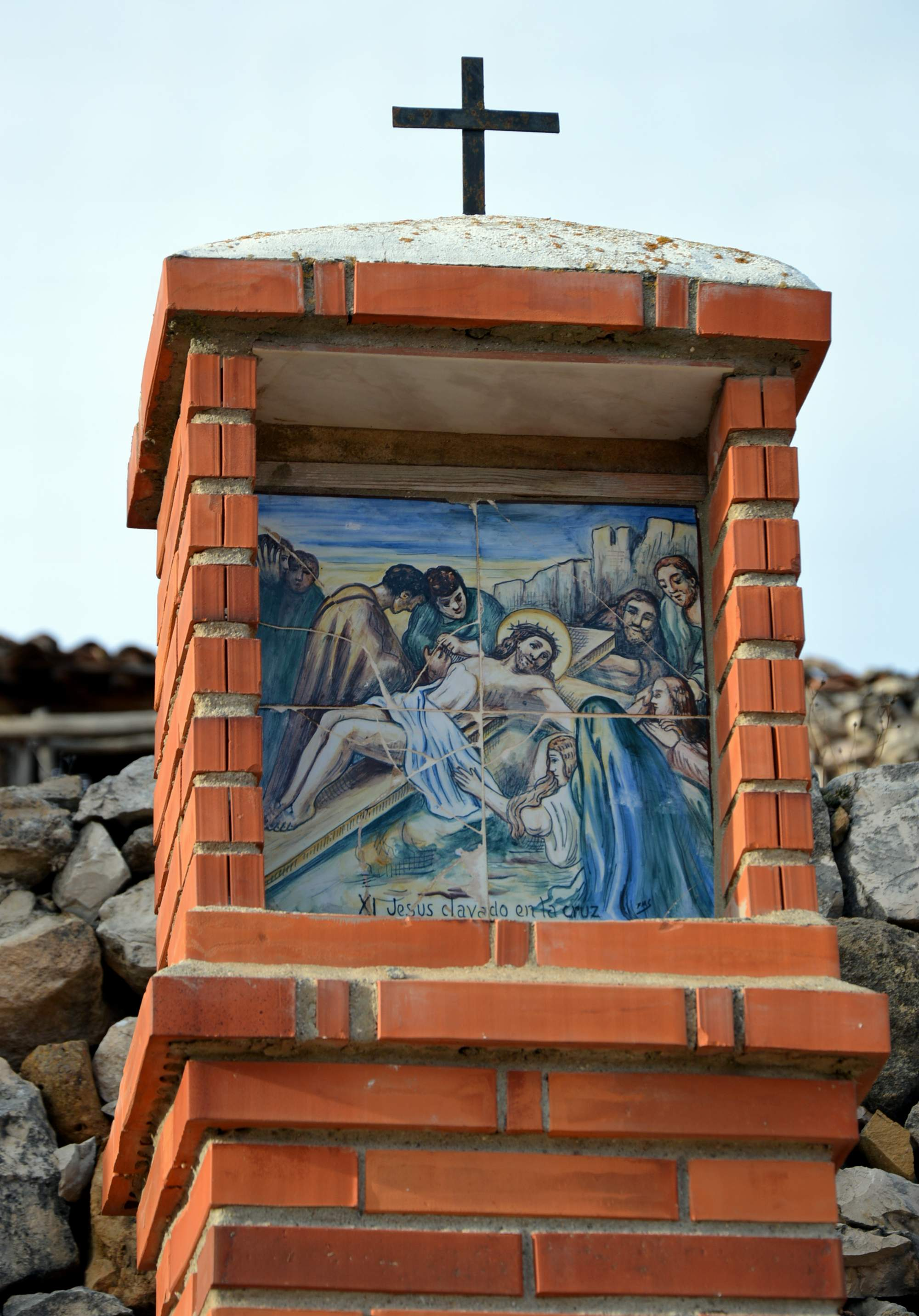
Estación XI del Viacrucis de Casasbajas (Valencia): Jesús es clavado en la cruz.
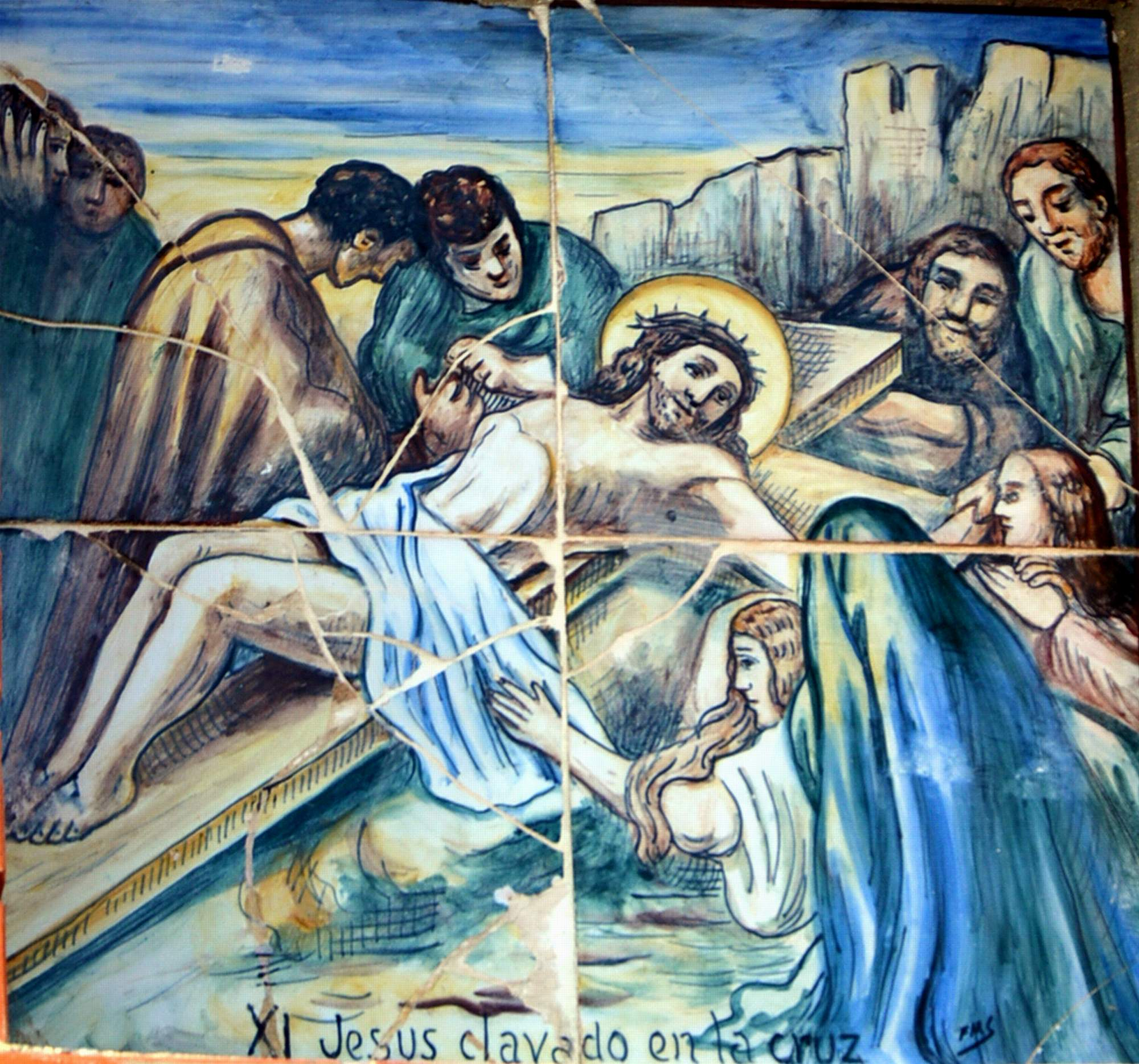
Estación XI del Viacrucis de Casasbajas (Valencia): Jesús es clavado en la cruz.
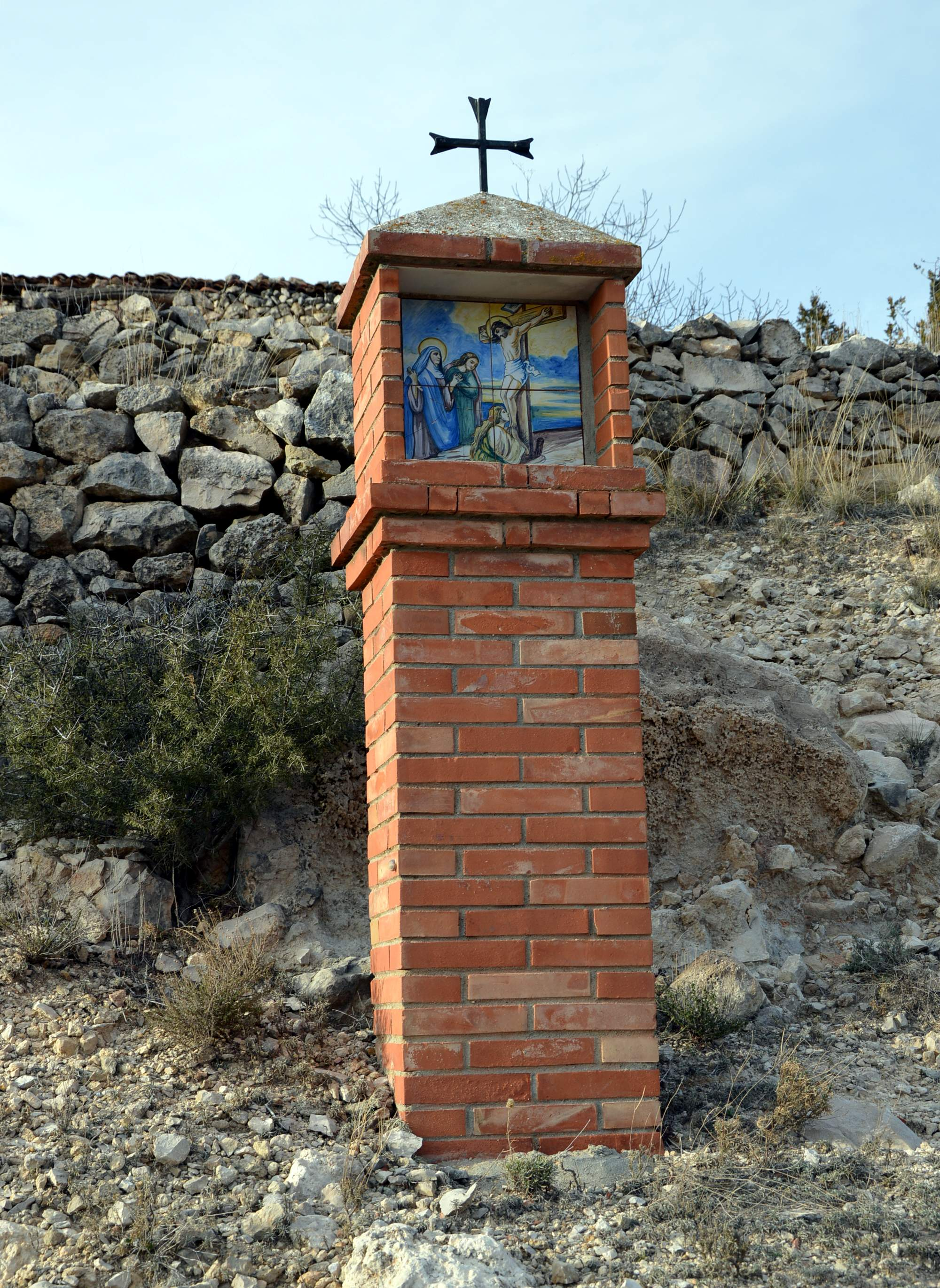
Estación XII del Viacrucis de Casasbajas (Valencia): Jesús muere en la cruz.
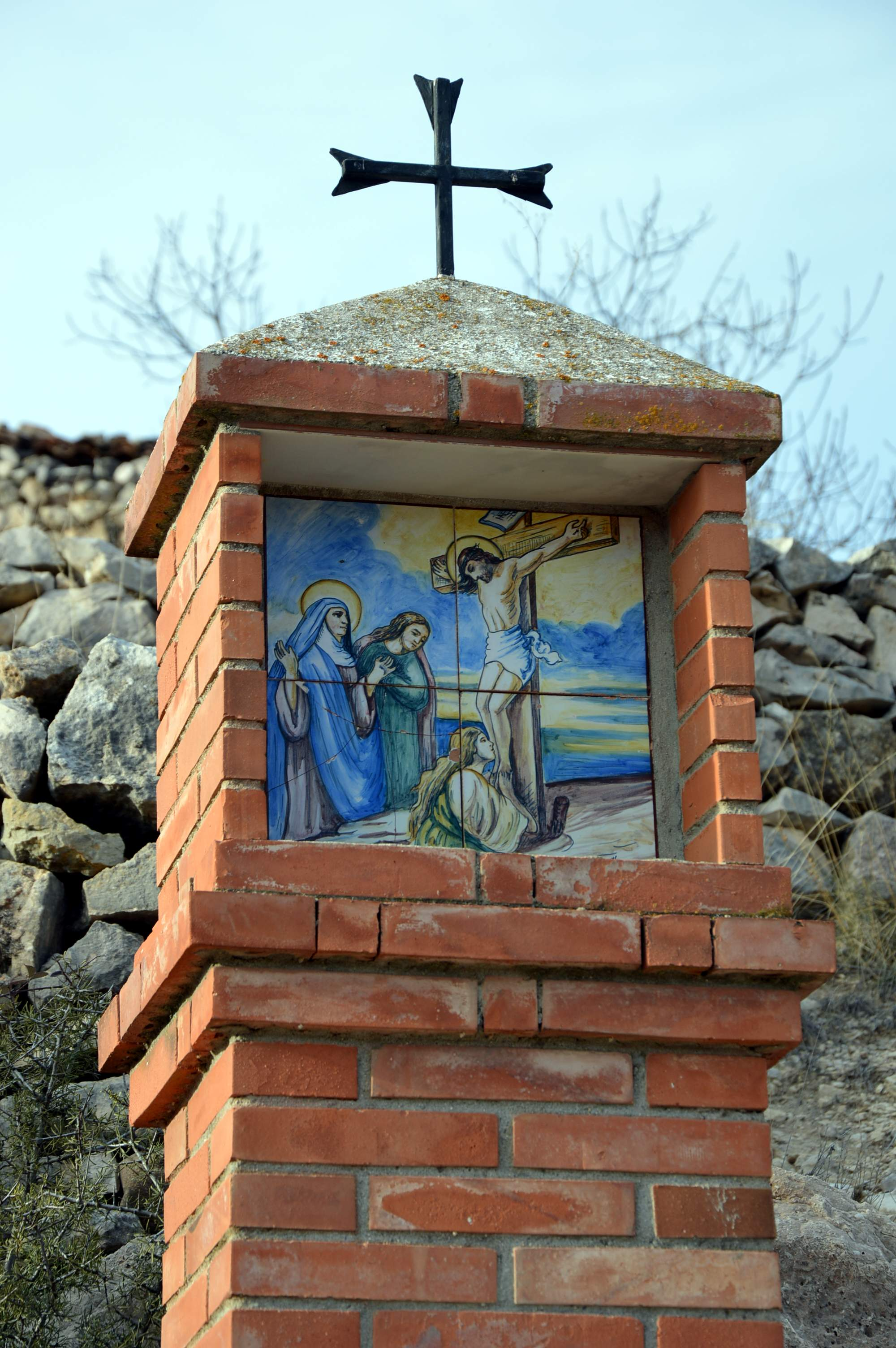
Estación XII del Viacrucis de Casasbajas (Valencia): Jesús muere en la cruz.
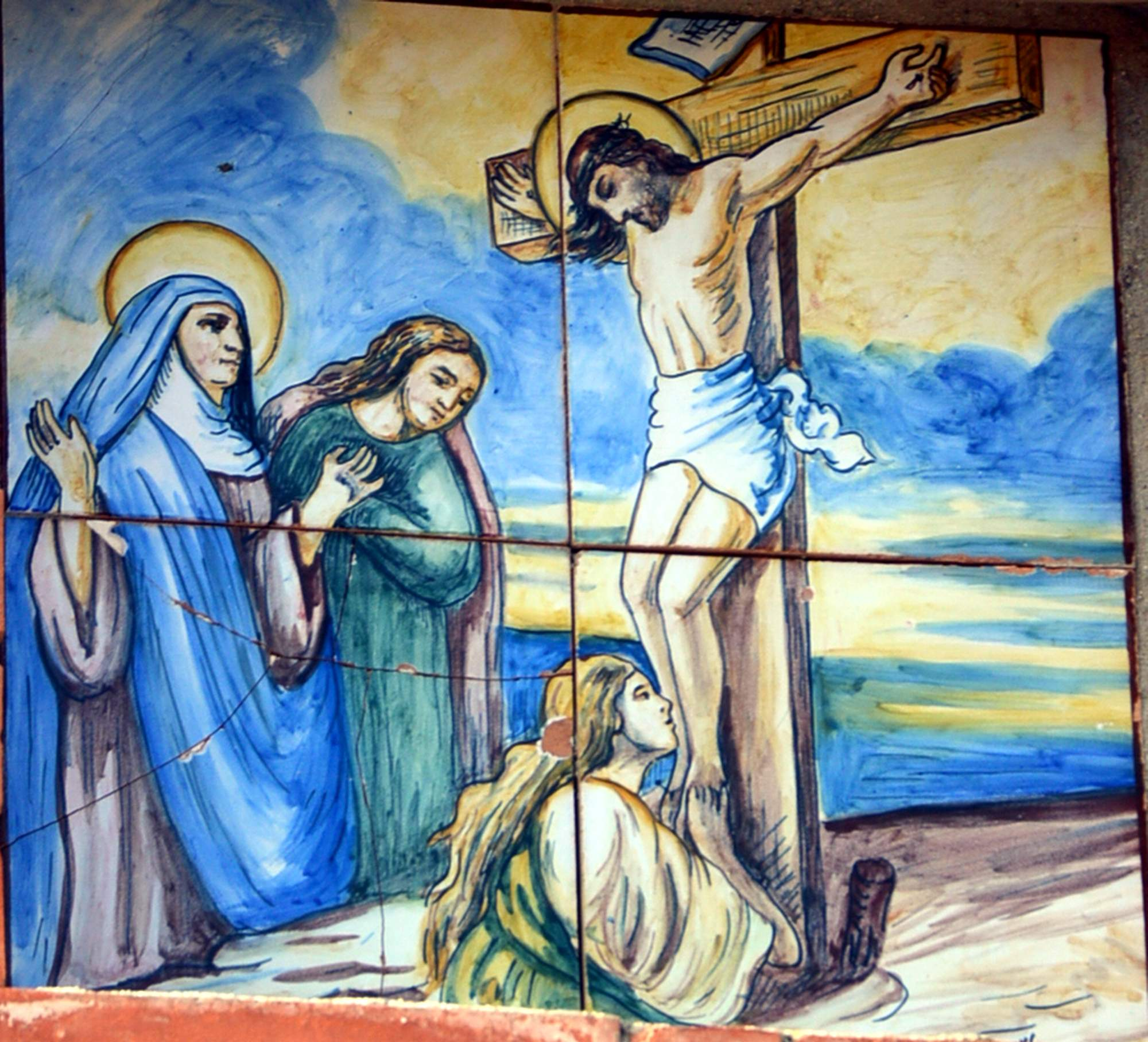
Estación XII del Viacrucis de Casasbajas (Valencia): Jesús muere en la cruz.
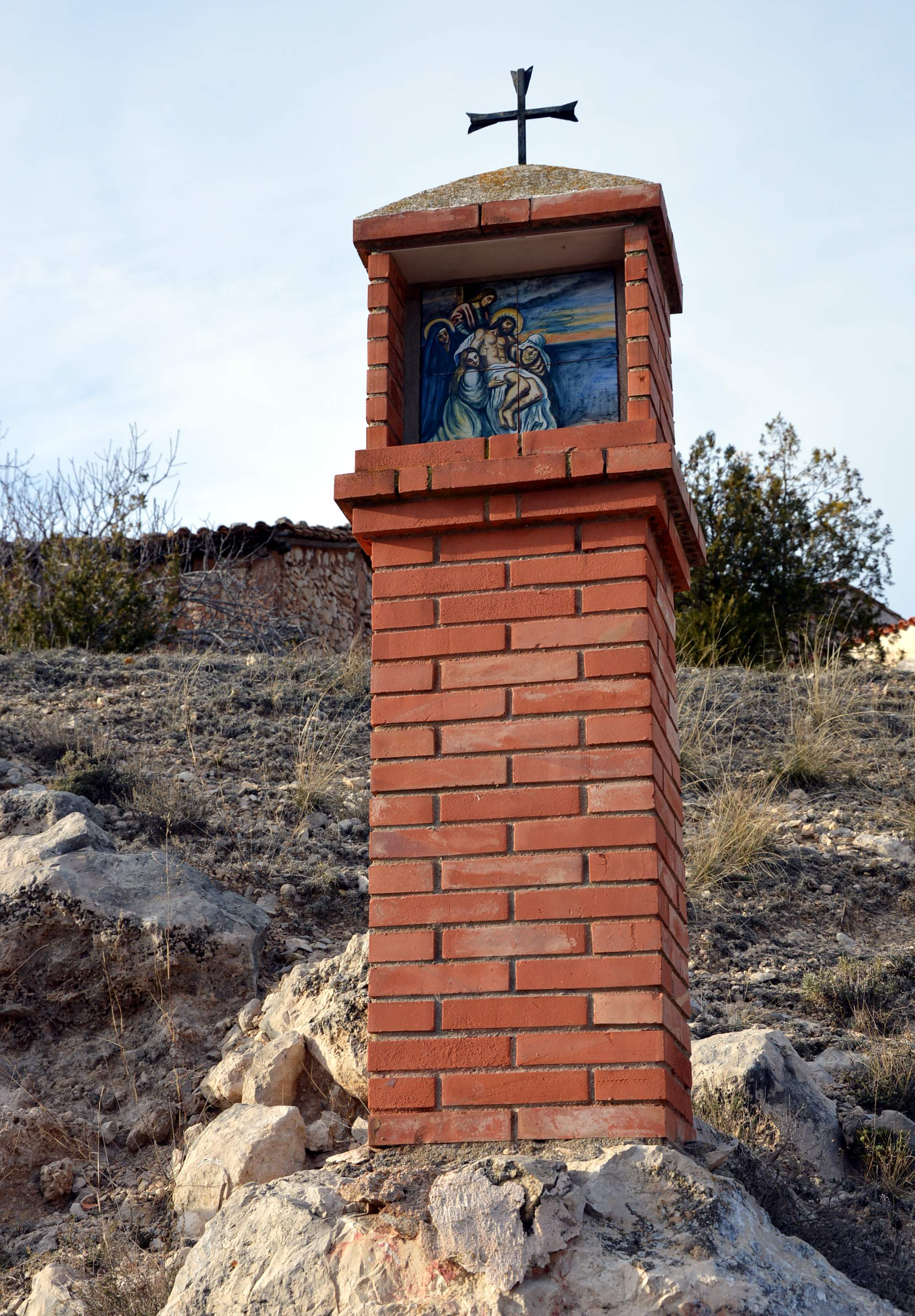
Estación XIII del Viacrucis de Casasbajas (Valencia): Jesús es bajado de la cruz y puesto en brazos de María, su santísima madre.
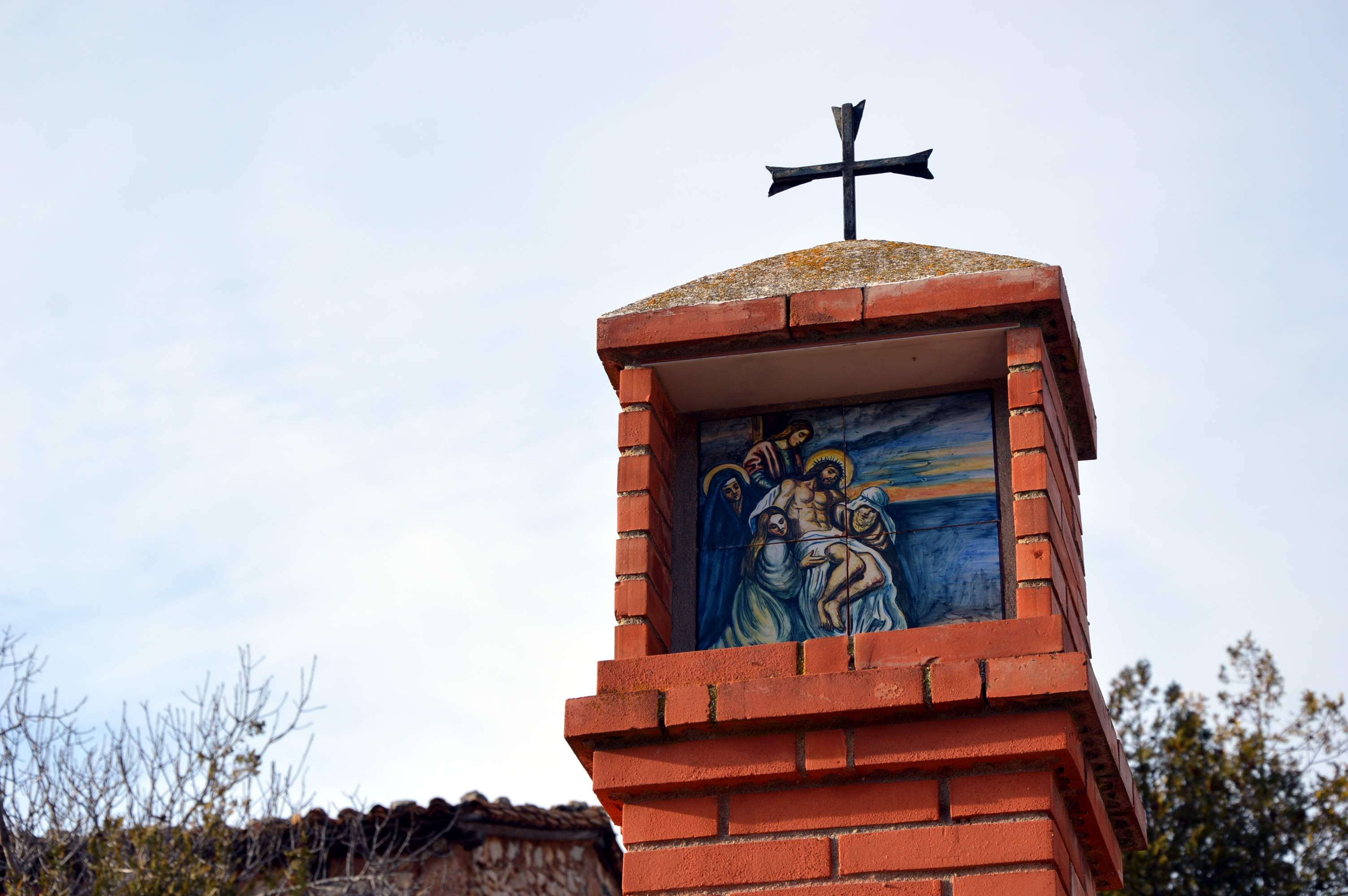
Estación XIII del Viacrucis de Casasbajas (Valencia): Jesús es bajado de la cruz y puesto en brazos de María, su santísima madre.
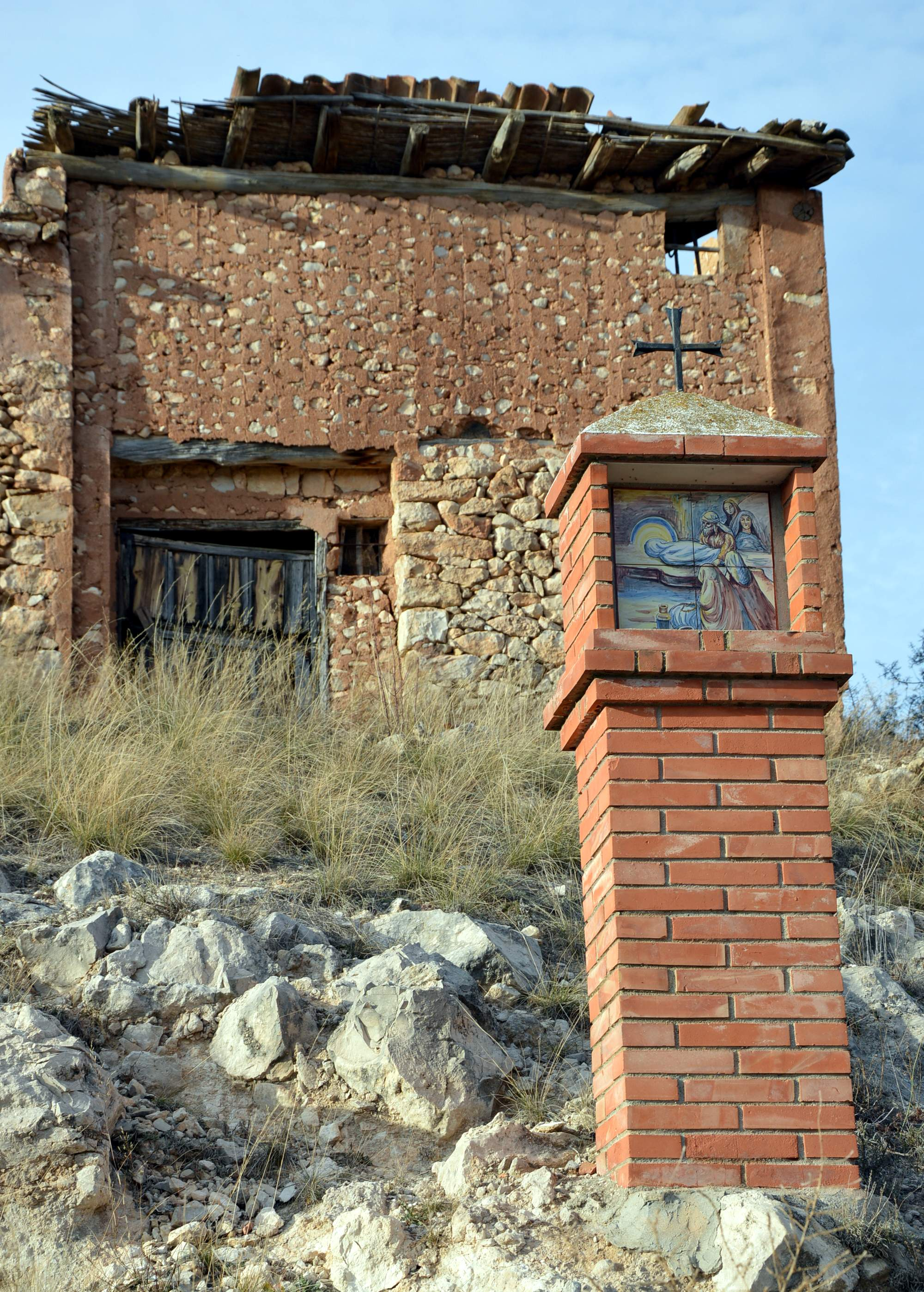
Estación XIV del Viacrucis de Casasbajas (Valencia): Jesús es sepultado.
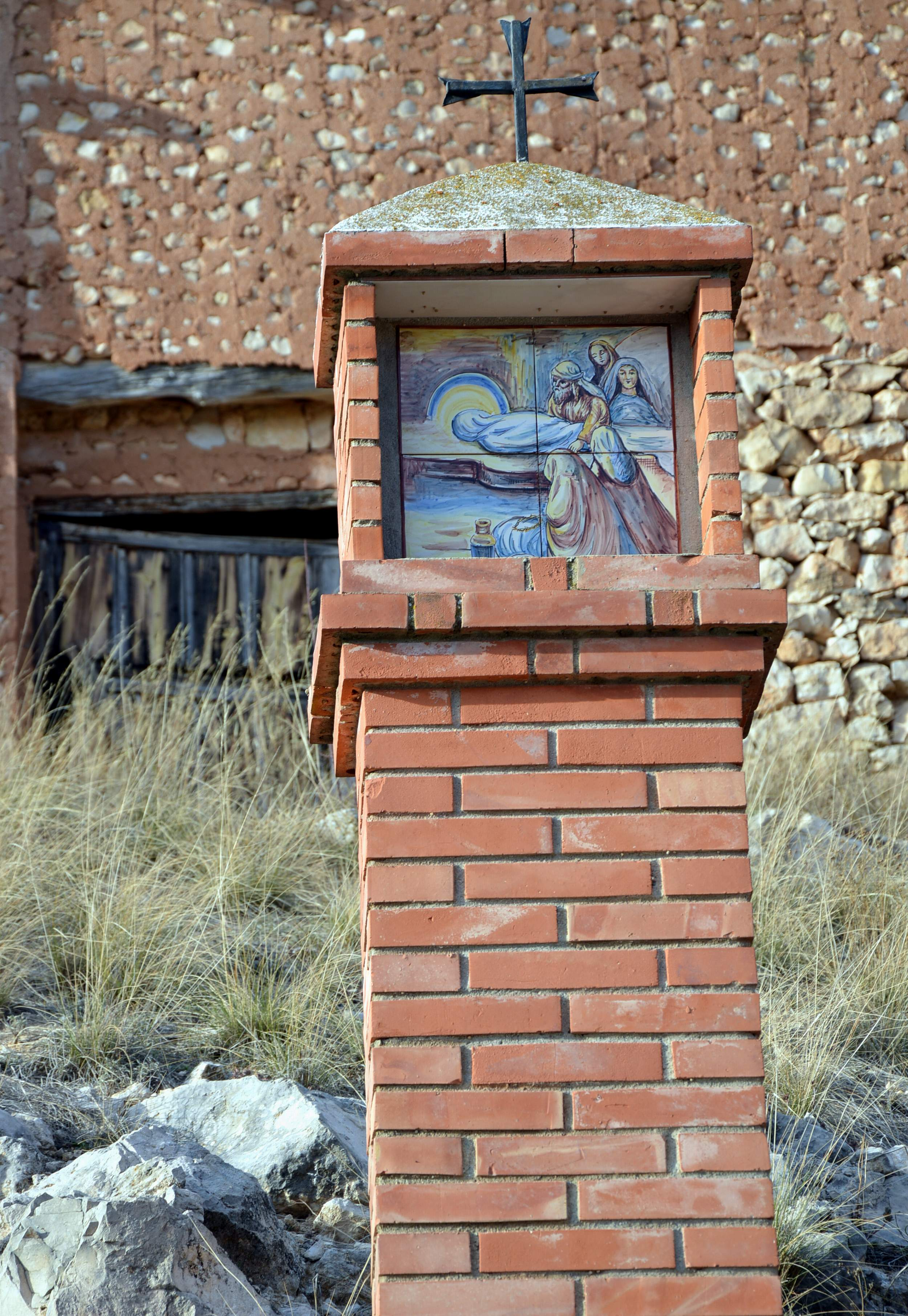
Estación XIV del Viacrucis de Casasbajas (Valencia): Jesús es sepultado.
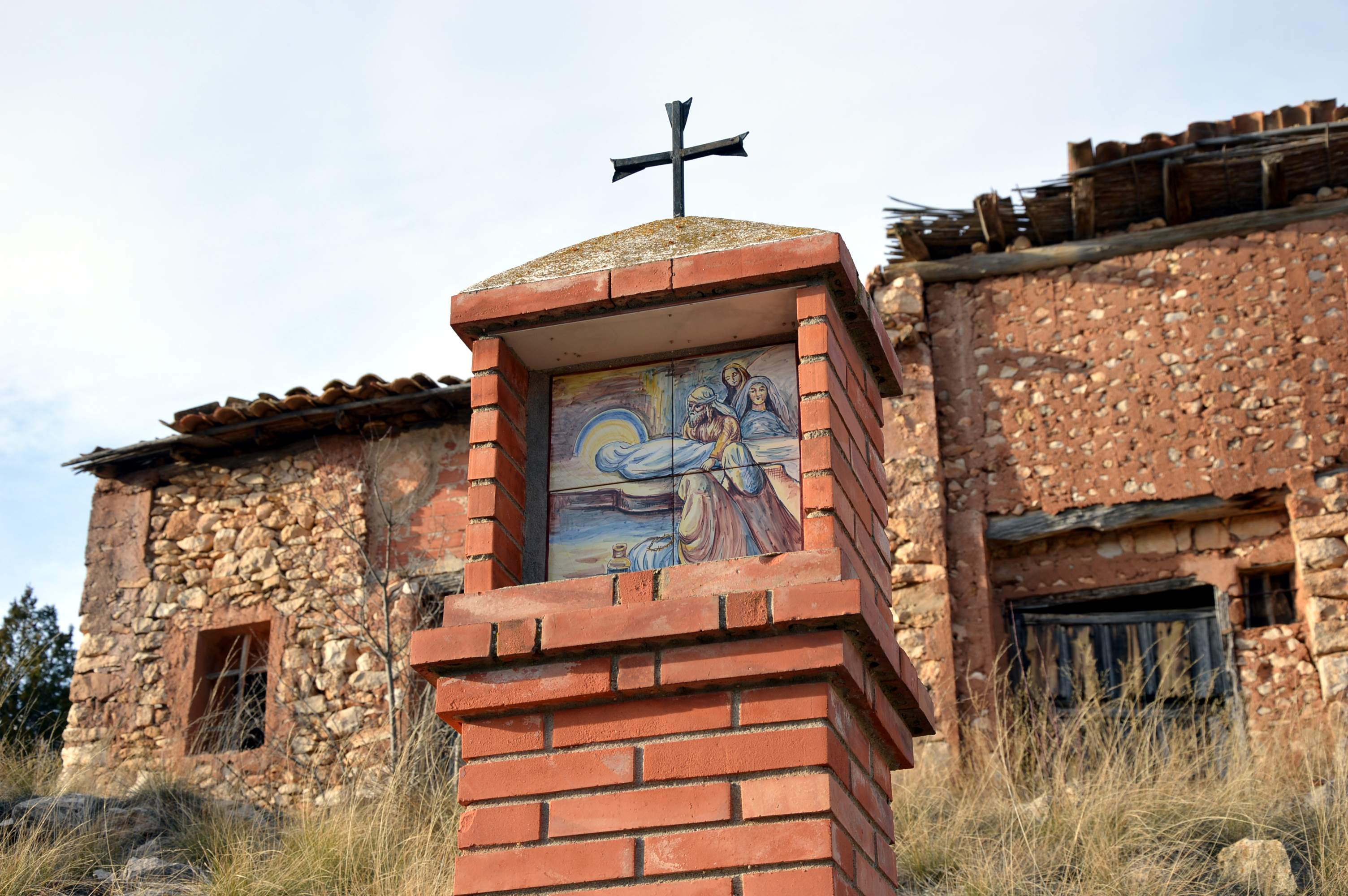
Estación XIV del Viacrucis de Casasbajas (Valencia): Jesús es sepultado.
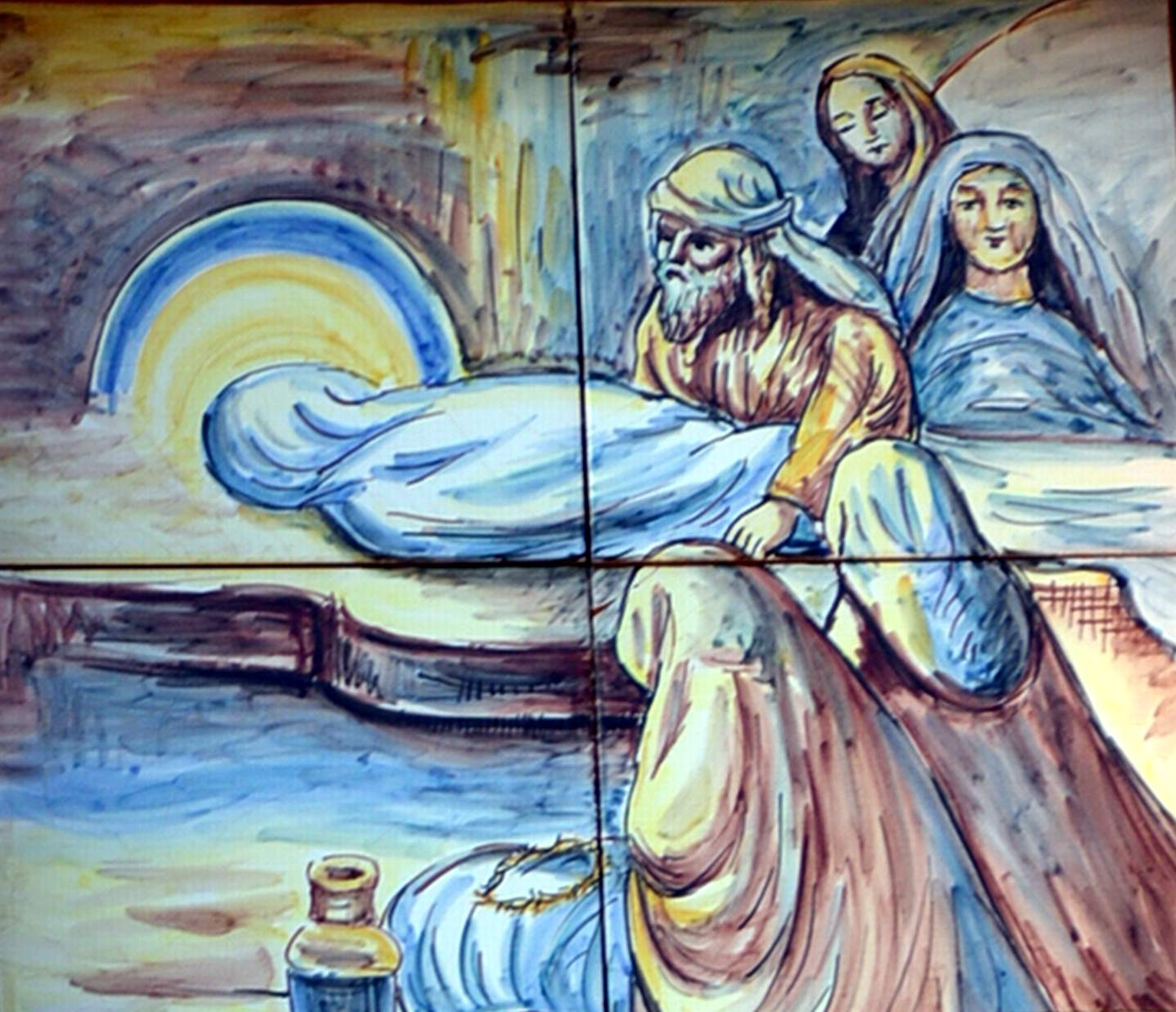
Estación XIV del Viacrucis de Casasbajas (Valencia): Jesús es sepultado.
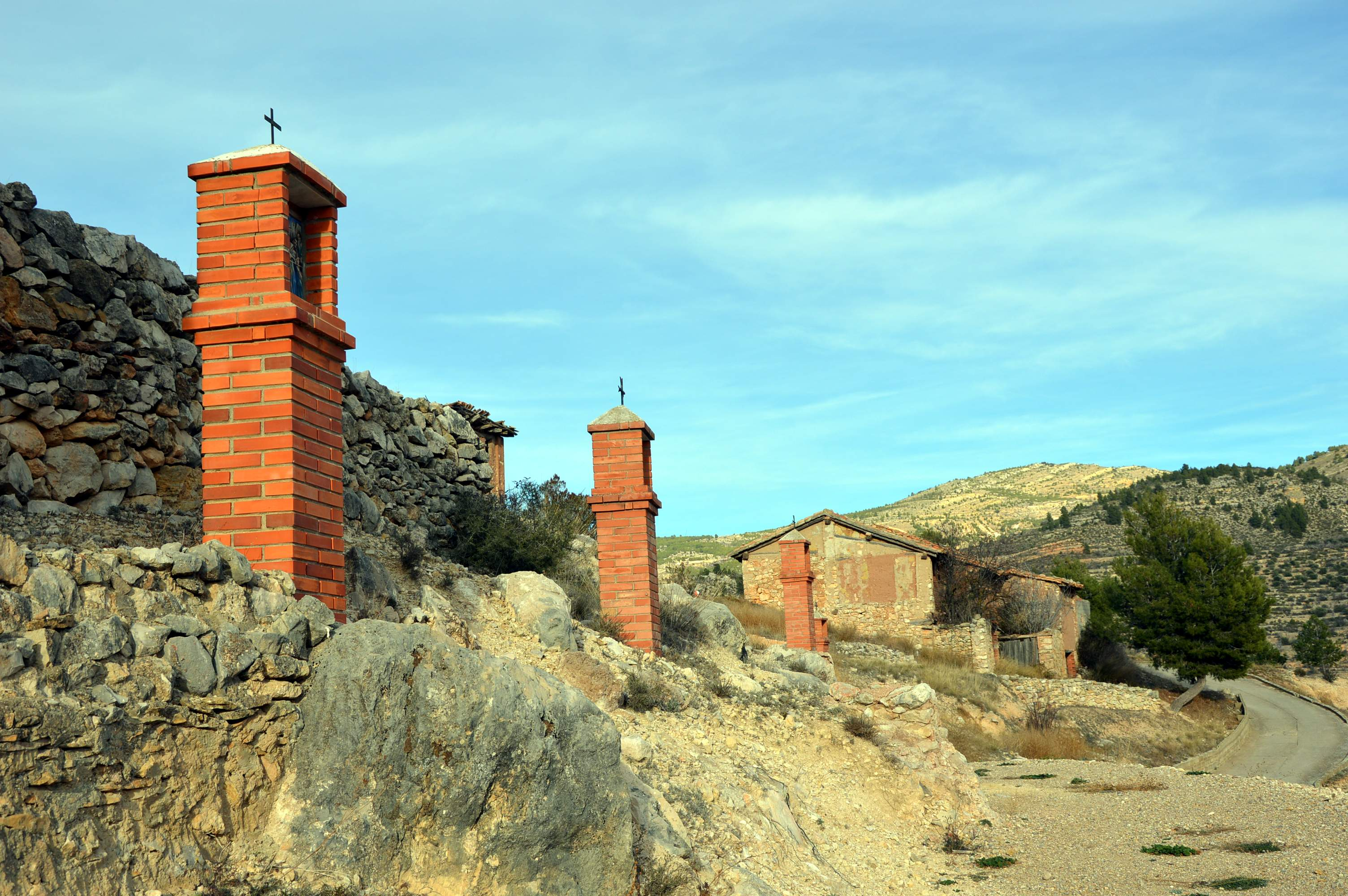
Vista general de las últimas estaciones del Viacrucis de Casasbajas (Valencia), basadas en hornacinas sobre pilones de ladrillo.

## Galería:Puebla de San Miguel

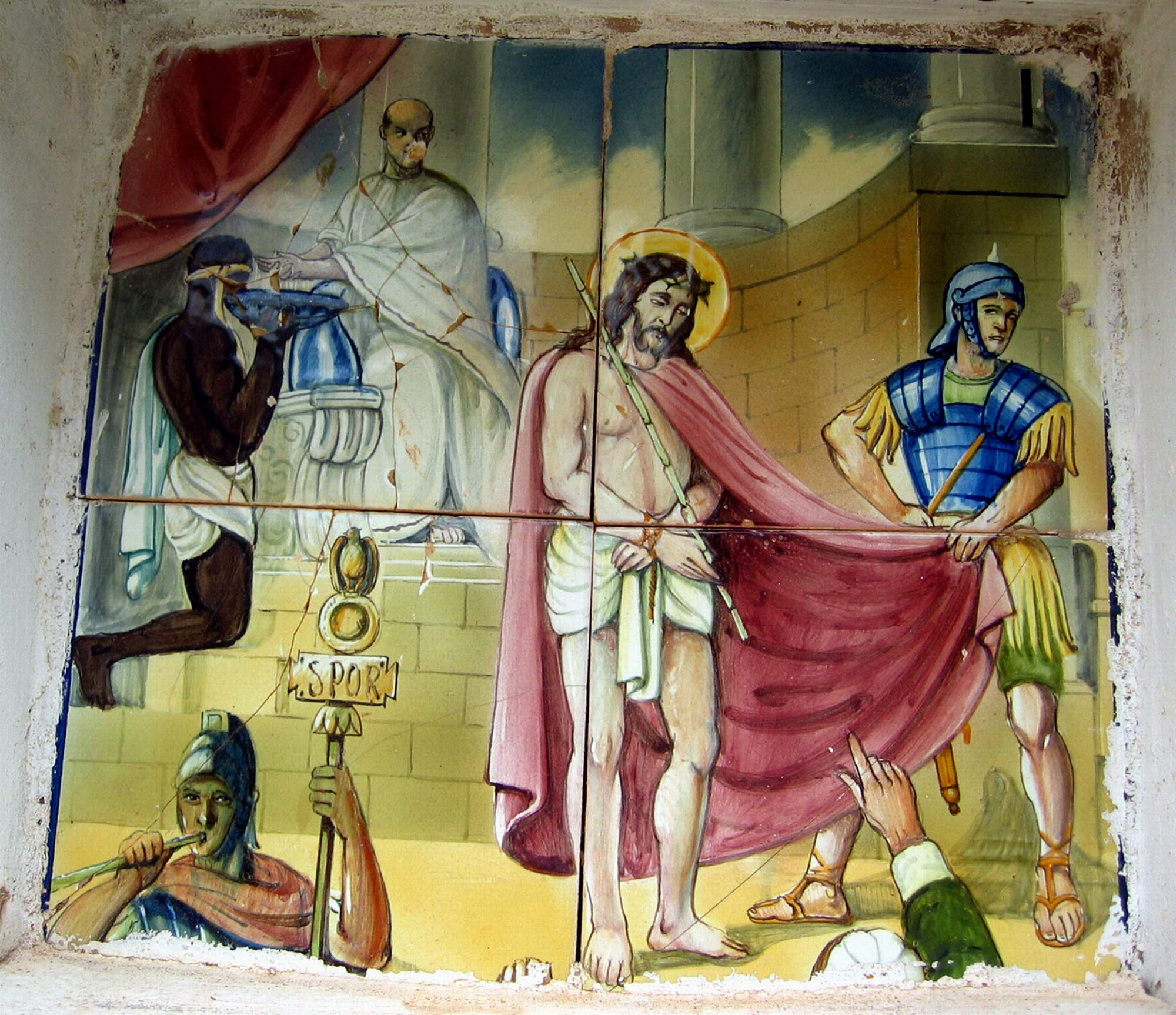
Estación I del Viacrucis de Puebla de San Miguel (Valencia): Jesús es condenado a muerte.
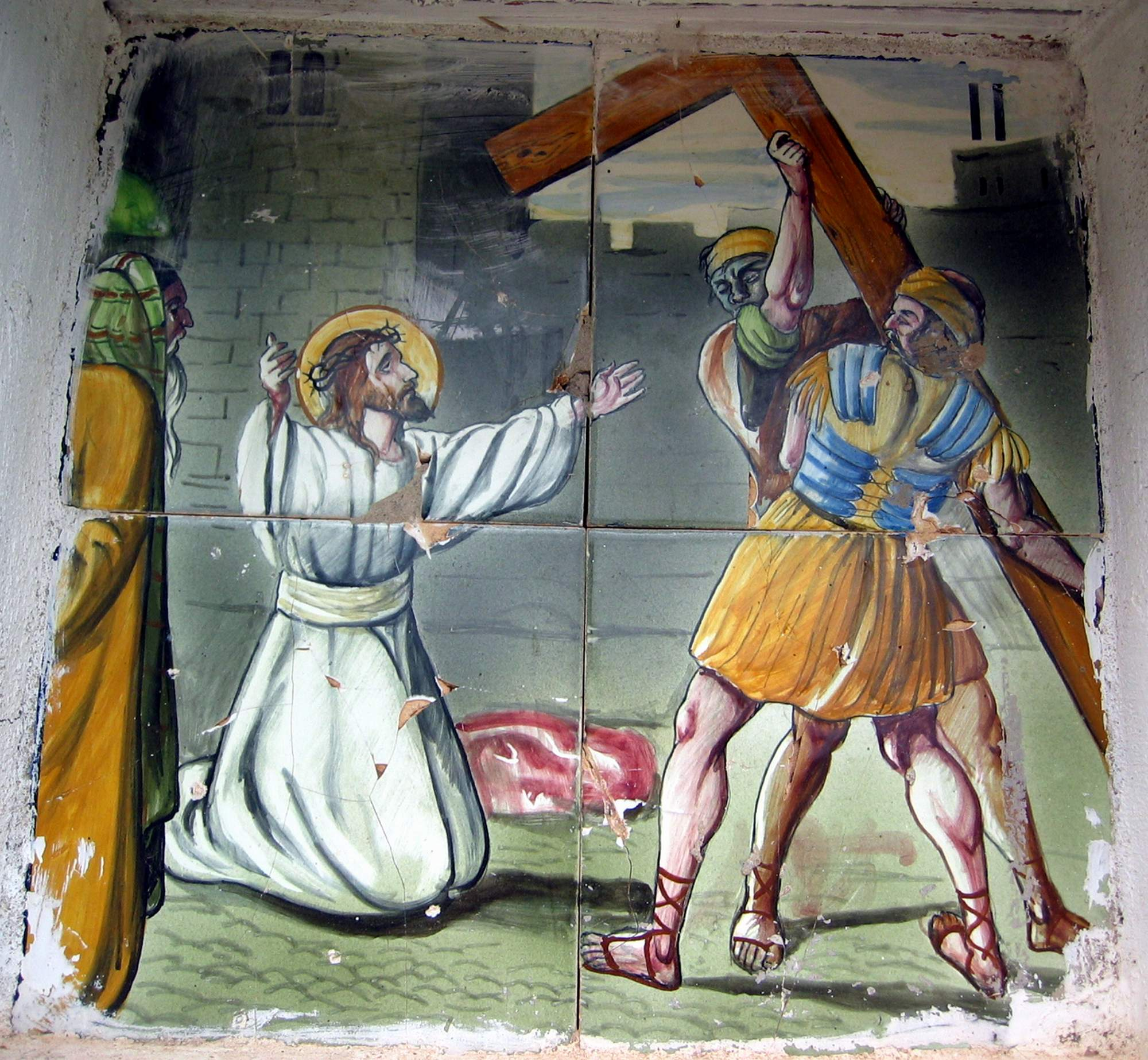
Estación II del Viacrucis de Puebla de San Miguel  (Valencia): Jesús carga con la cruz.
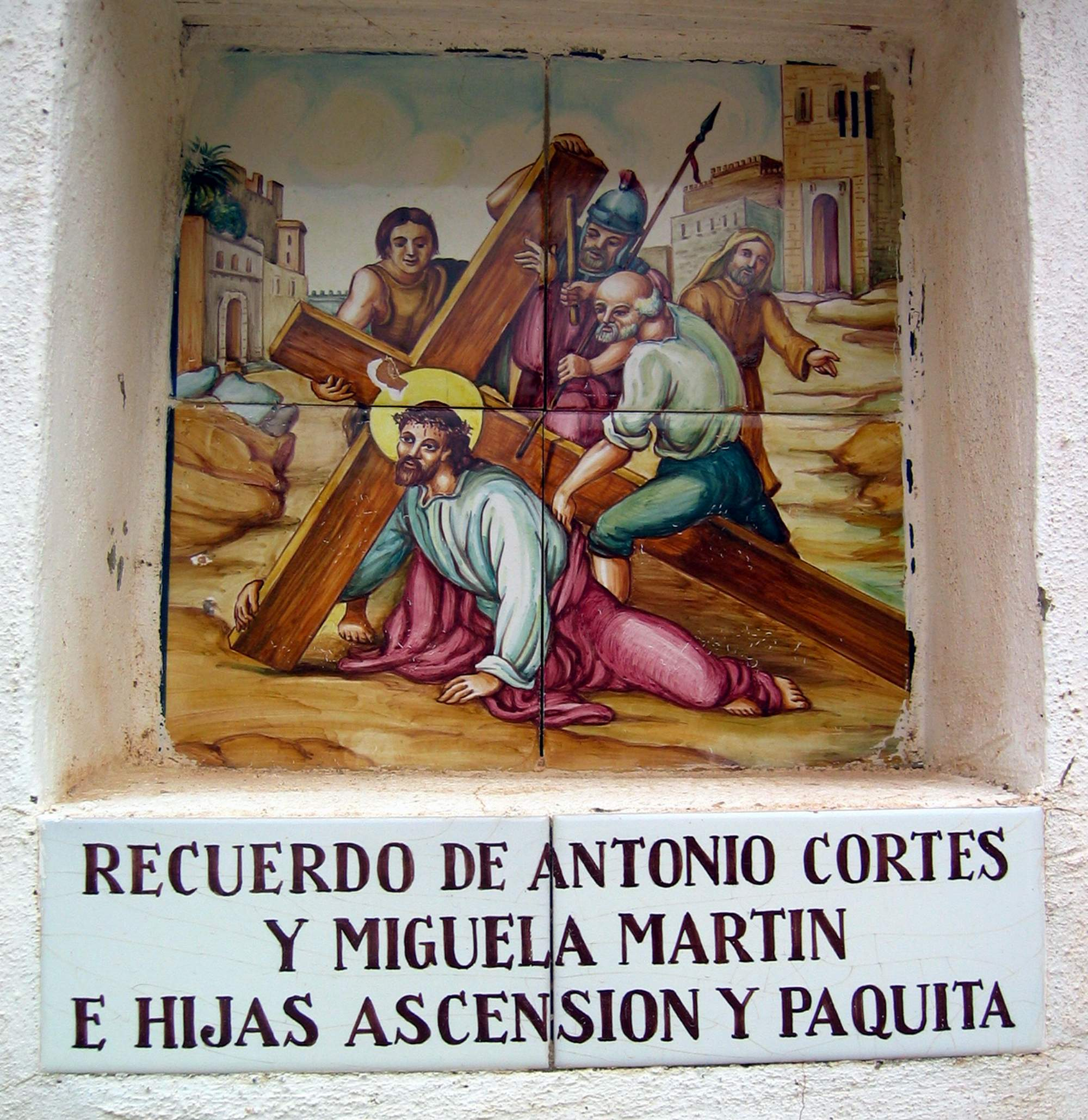
Estación III del Viacrucis de Puebla de San Miguel (Valencia): Jesús cae por primera vez.
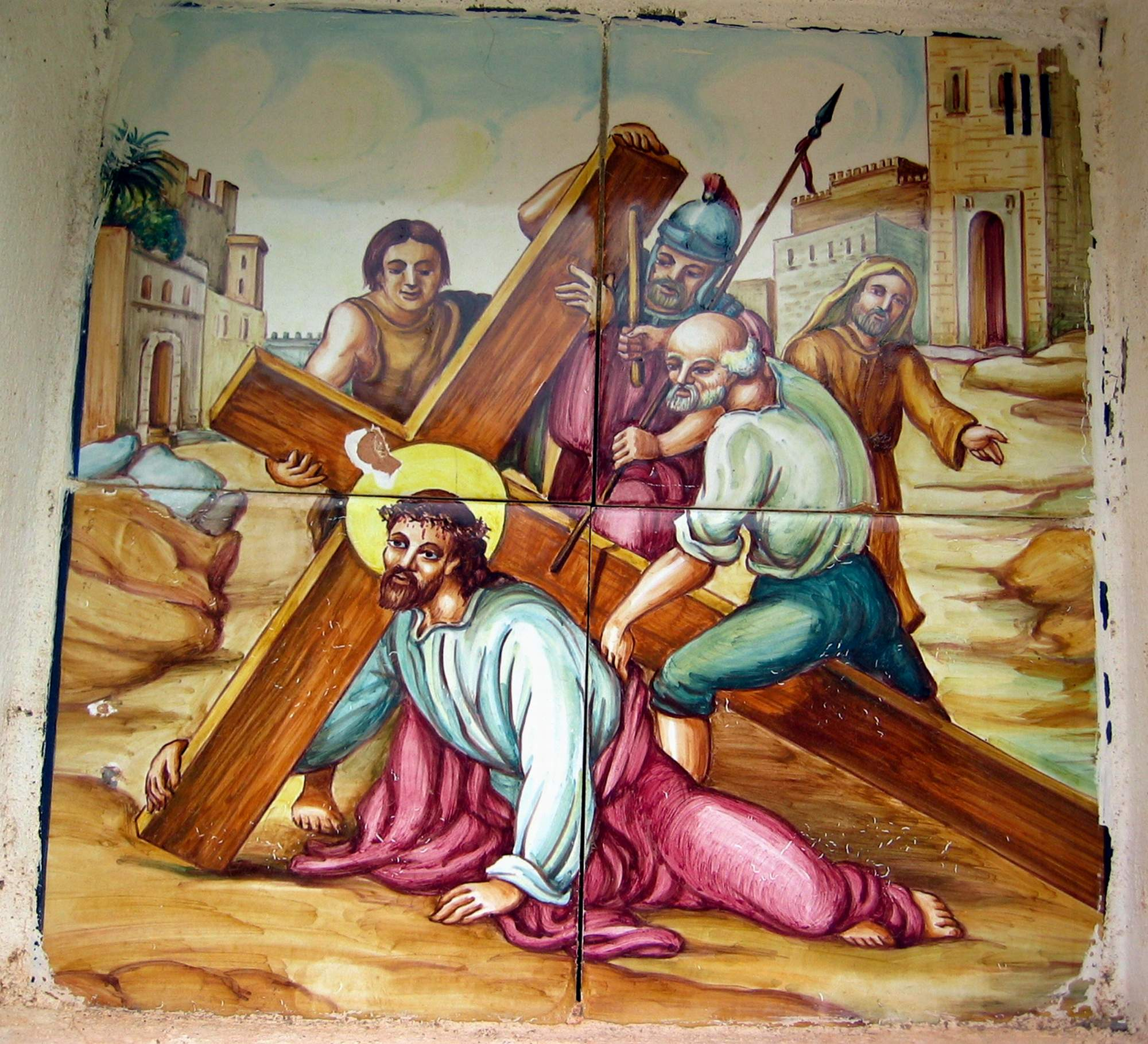
Estación III del Viacrucis de Puebla de San Miguel (Valencia): Jesús cae por primera vez.
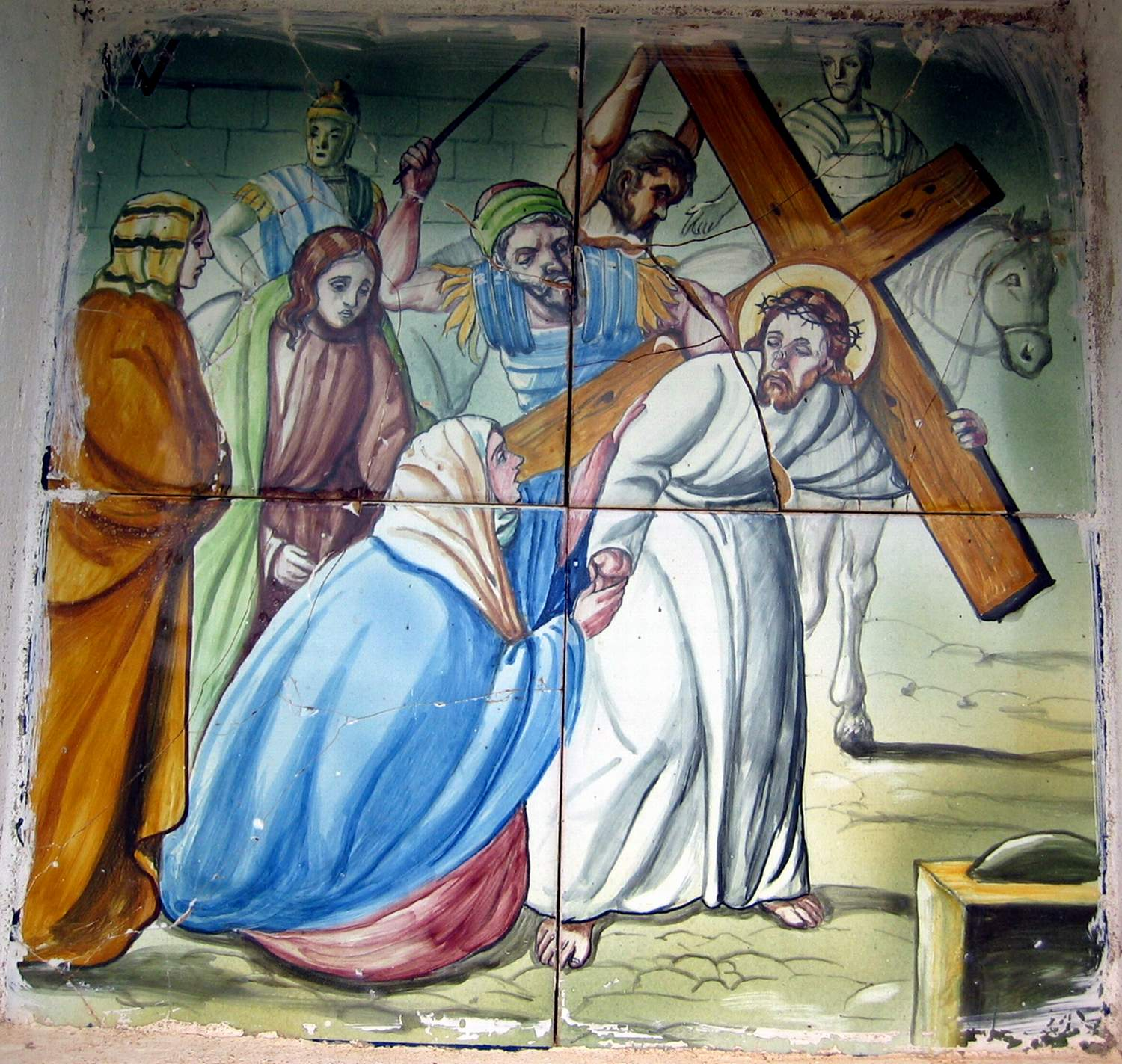
Estación IV del Viacrucis de Puebla de San Miguel l (Valencia): Jesús se encuentra con María.
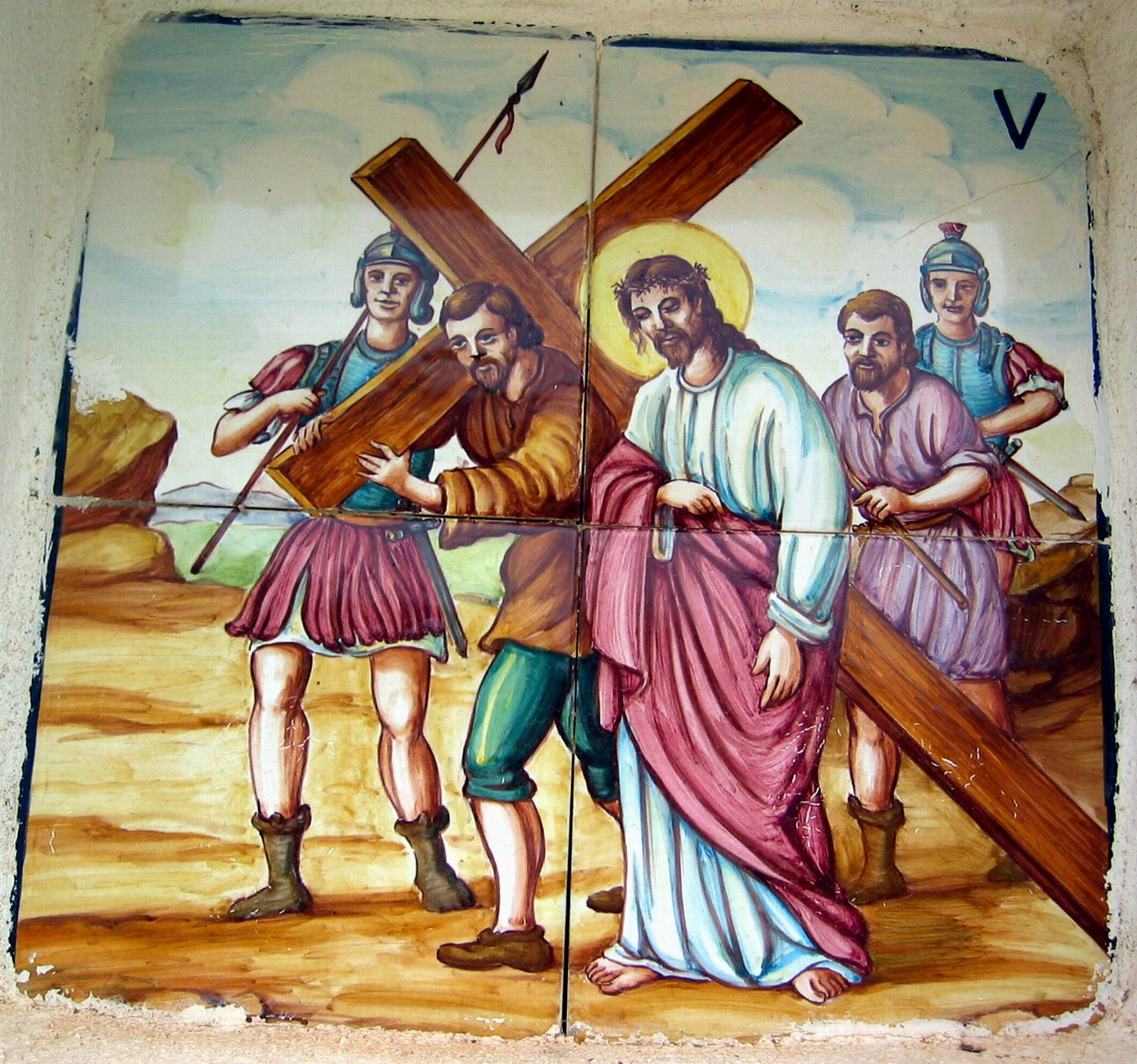
Estación V del Viacrucis de Puebla de San Miguel (Valencia): Jesús es ayudado por el Cireneo.
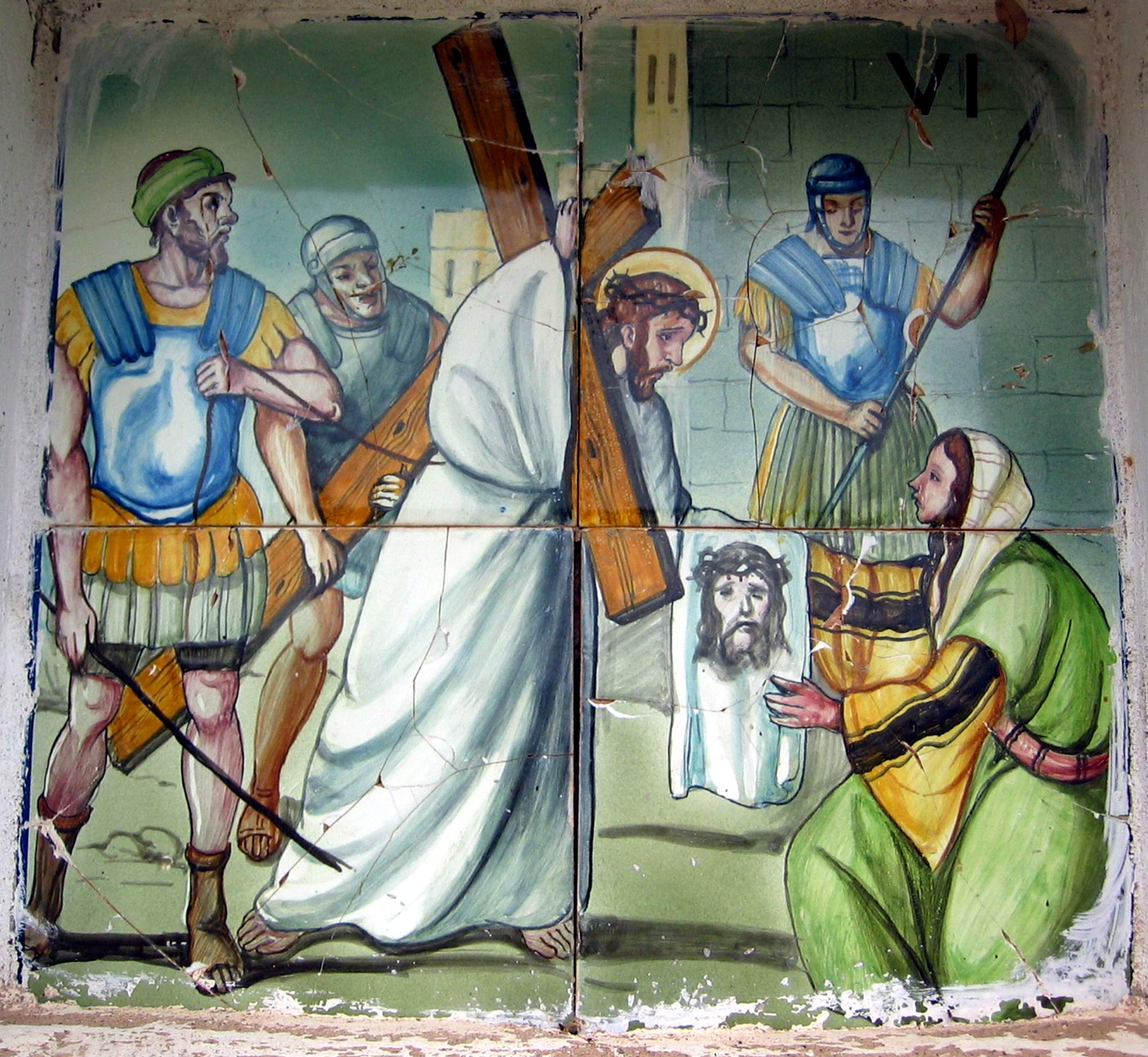
Estación VI del Viacrucis de Puebla de San Miguel (Valencia): La piadosa Verónica limpia el rostro de Jesús.
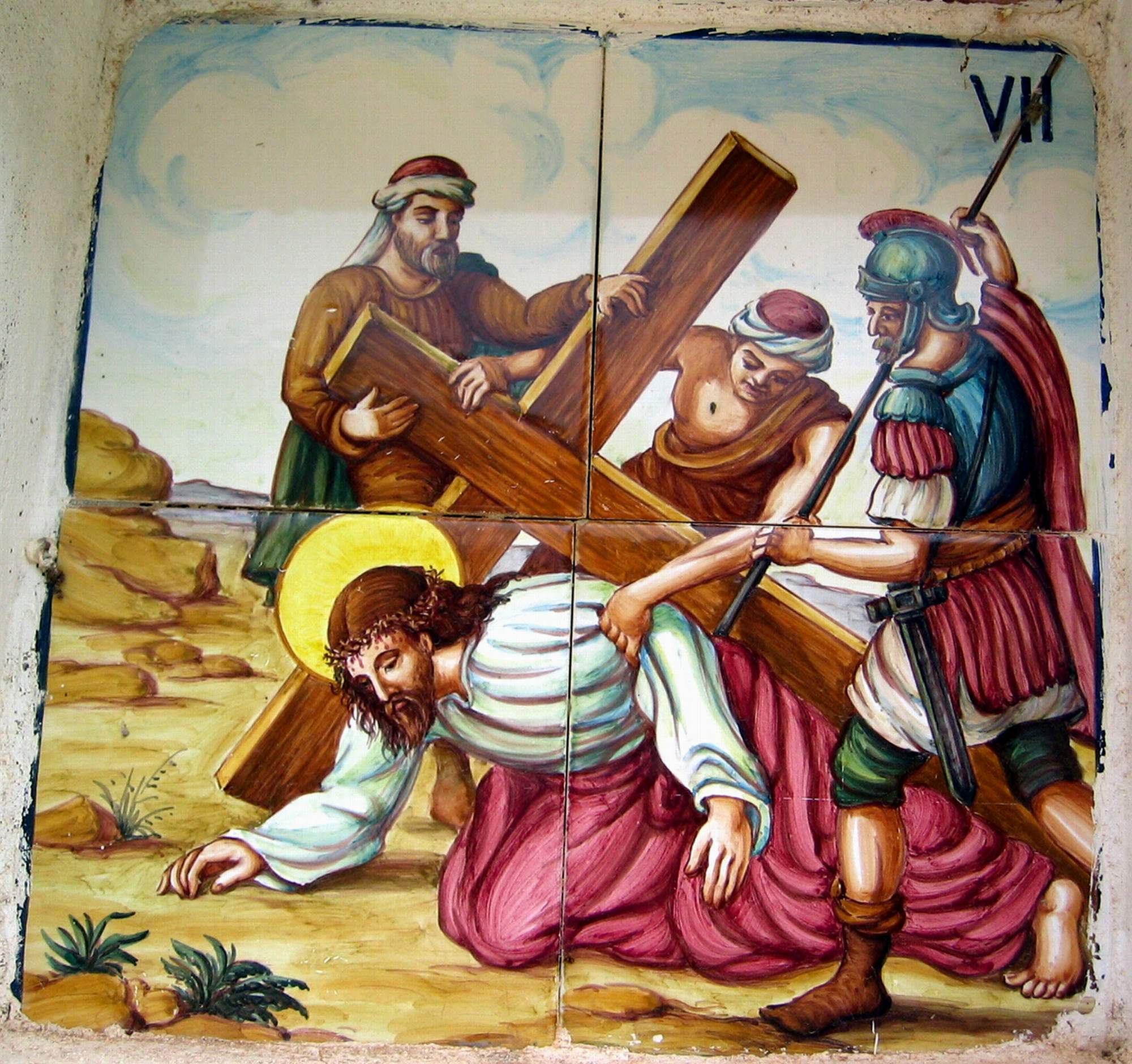
Estación VII del Viacrucis de Puebla de San Miguel (Valencia): Jesús cae por segunda vez.
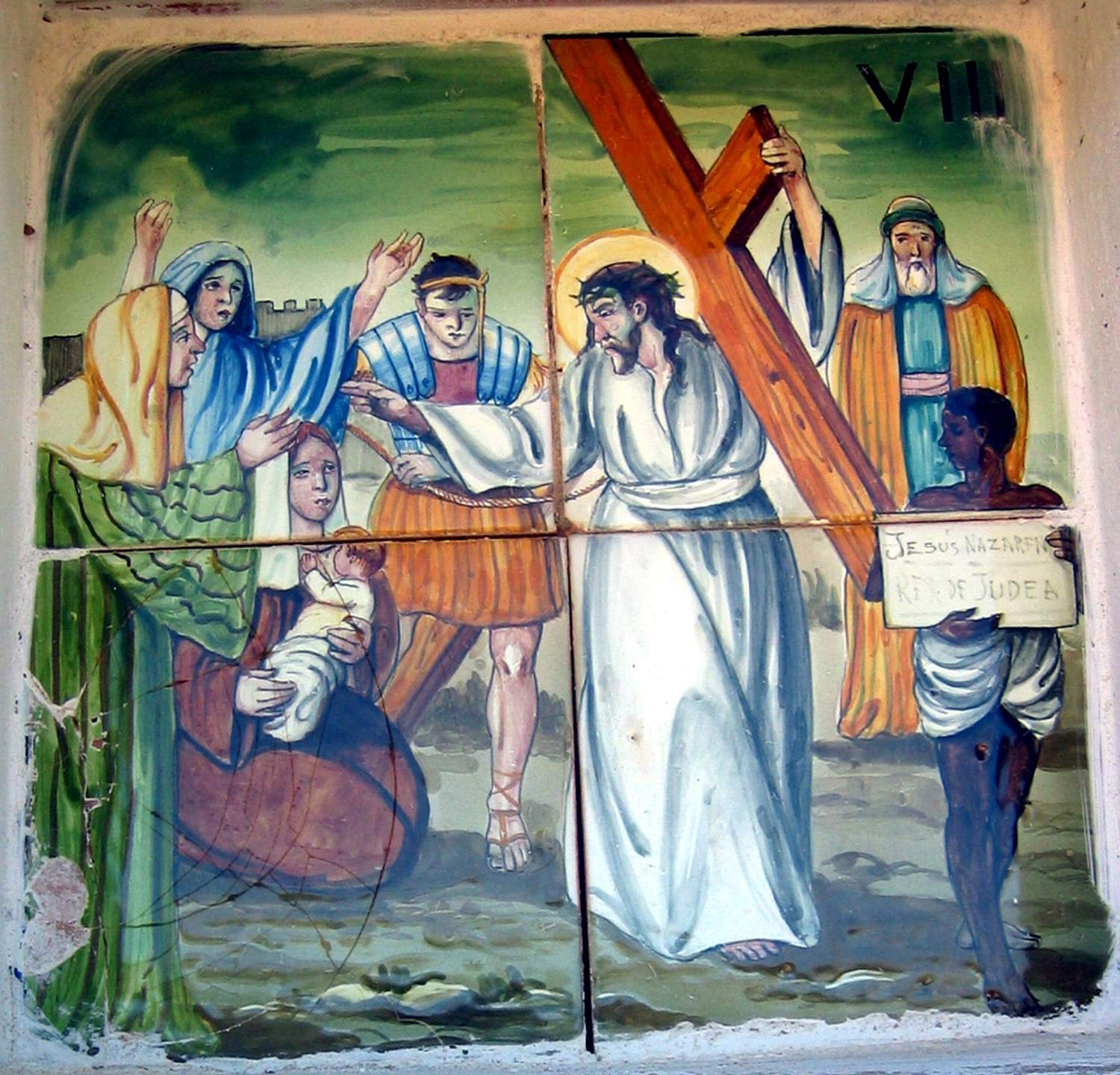
Estación VIII del Viacrucis de Puebla de San Miguel (Valencia): Jesús consuela a las hijas de Jerusalén.
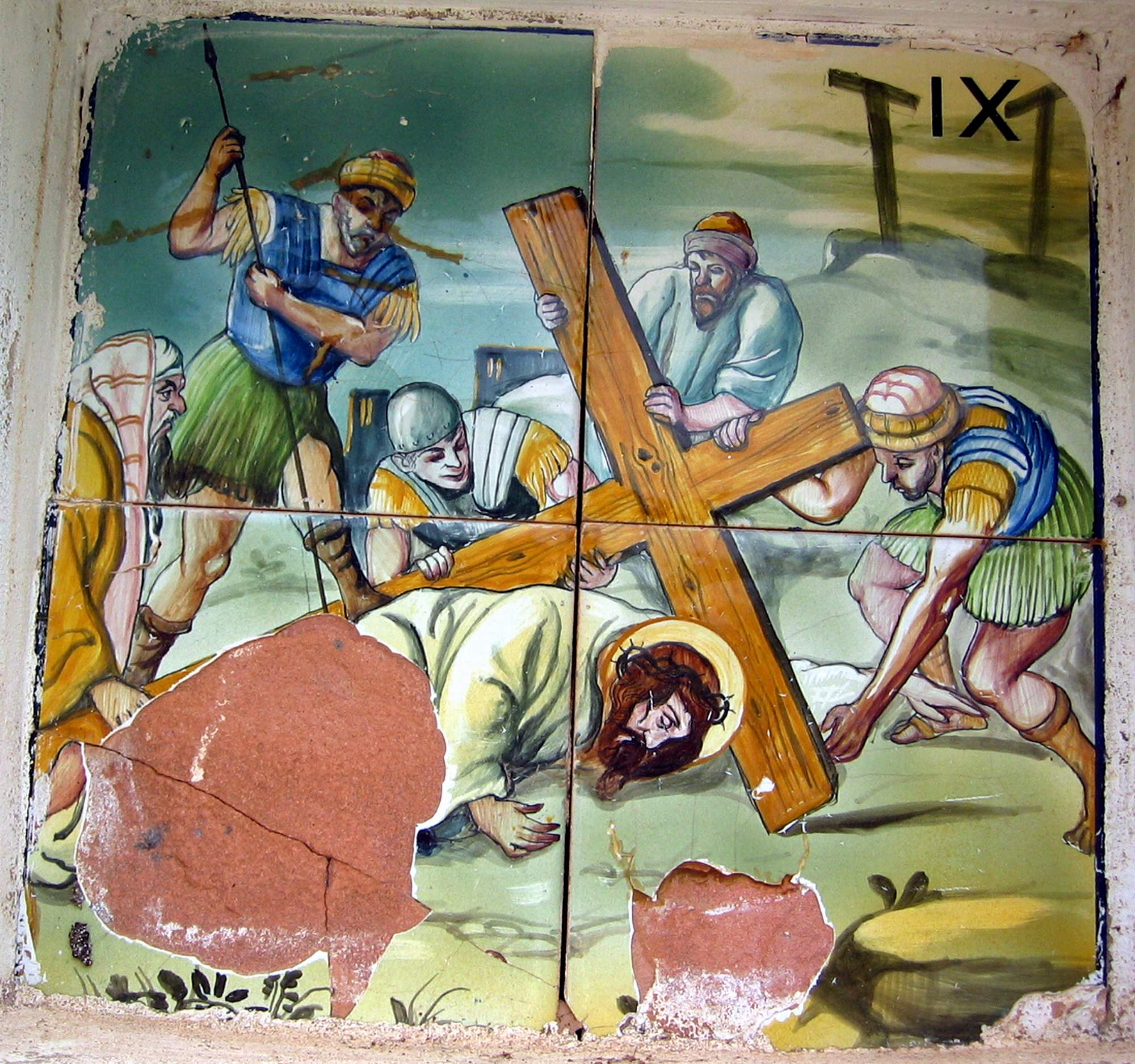
Estación IX del Viacrucis de Puebla de San Miguel (Valencia): Jesús cae por tercera vez.
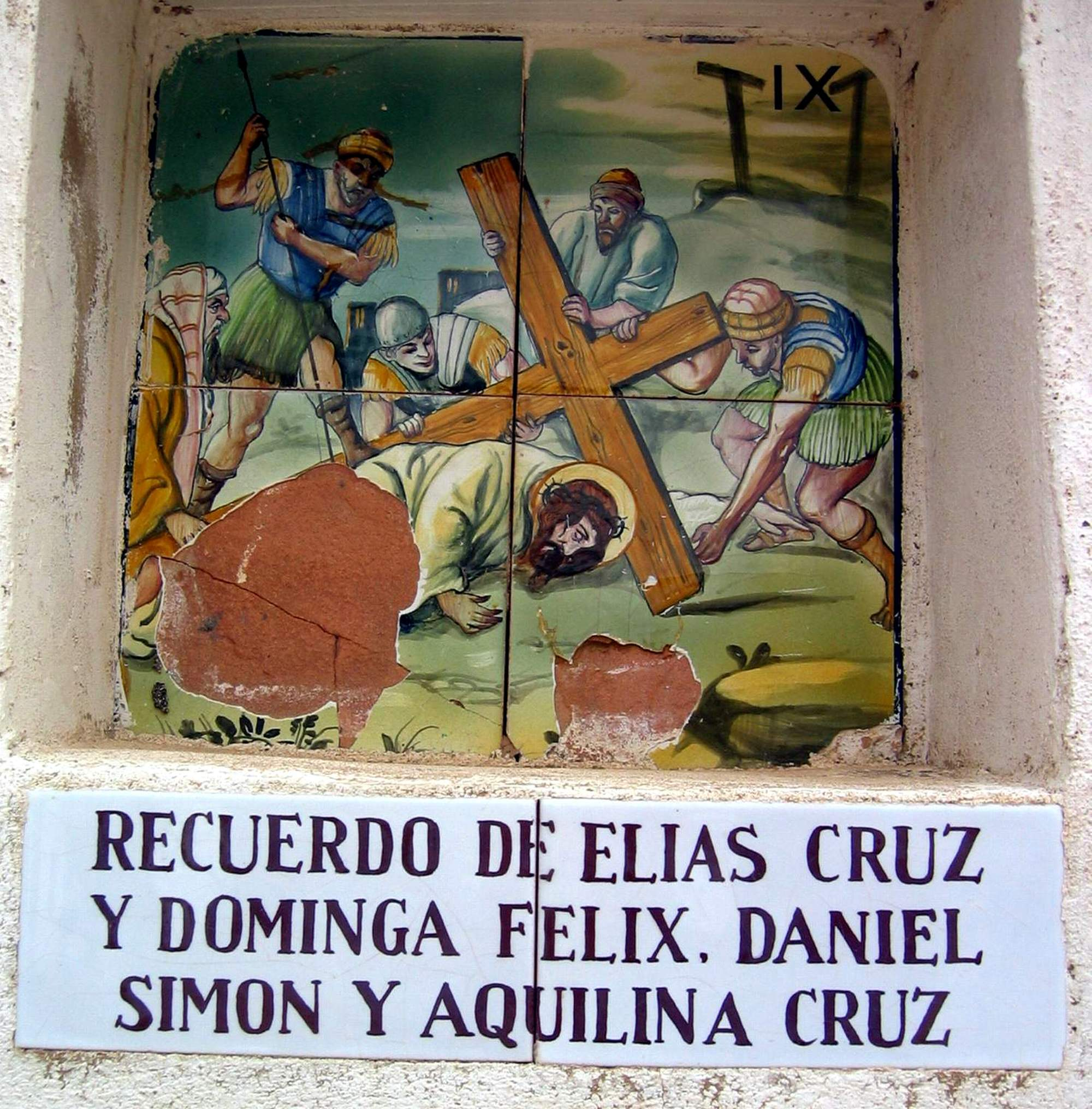
Estación IX del Viacrucis de Puebla de San Miguel (Valencia): Jesús cae por tercera vez.
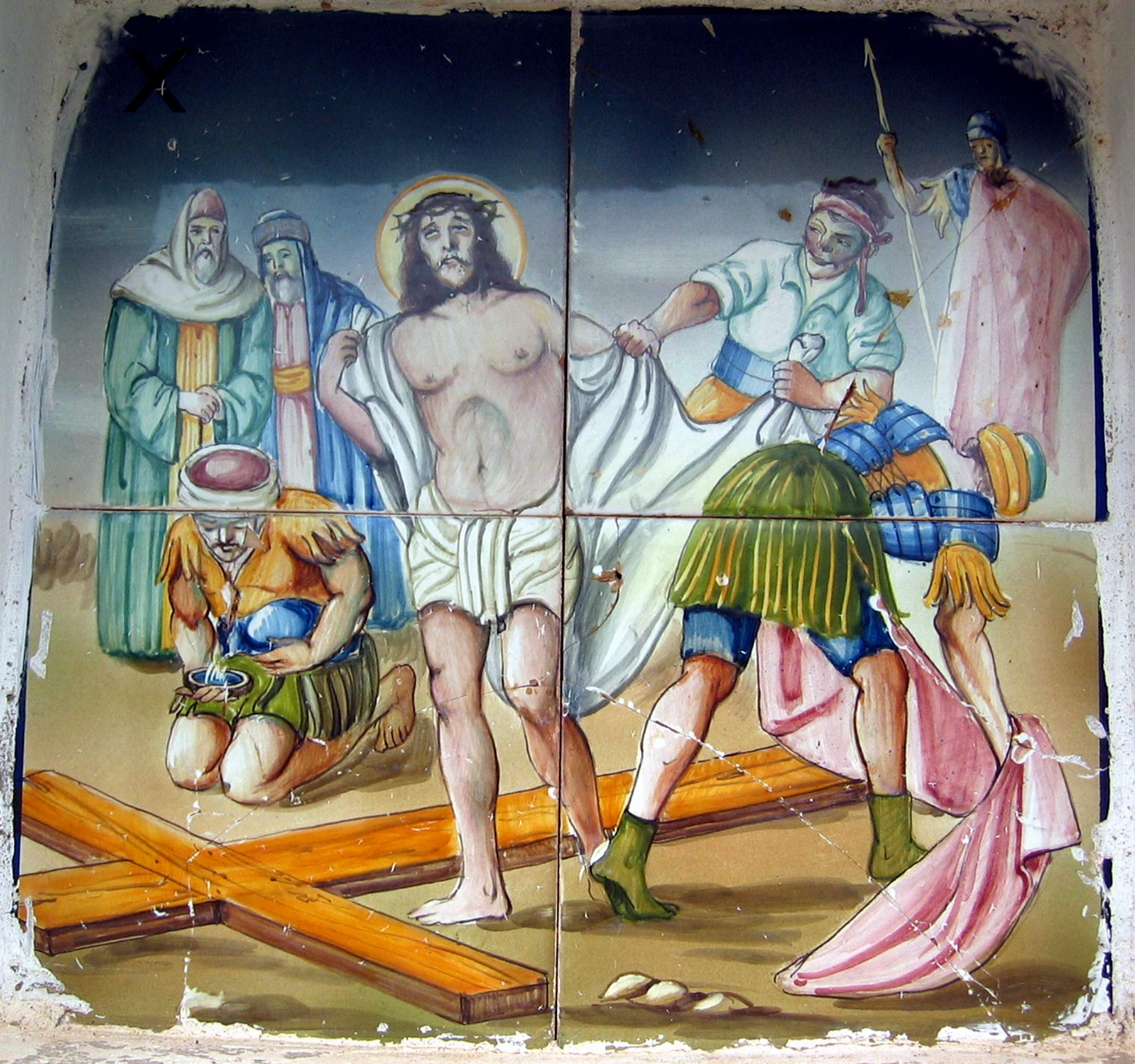
Estación X del Viacrucis de Puebla de San Miguel (Valencia): Jesús es despojado de sus vestiduras.
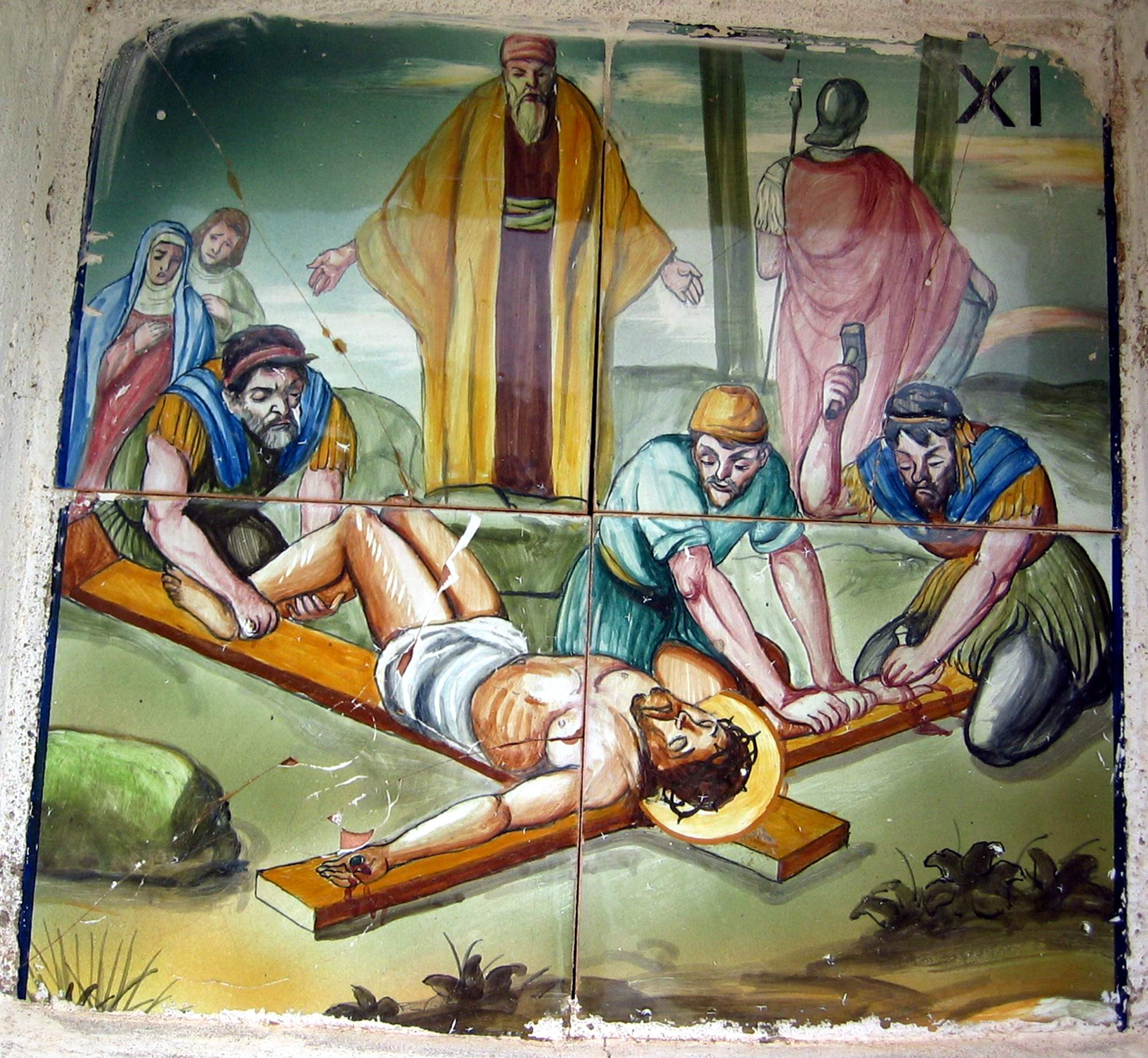
Estación XI del Viacrucis de Puebla de San Miguel (Valencia): Jesús es clavado en la cruz.
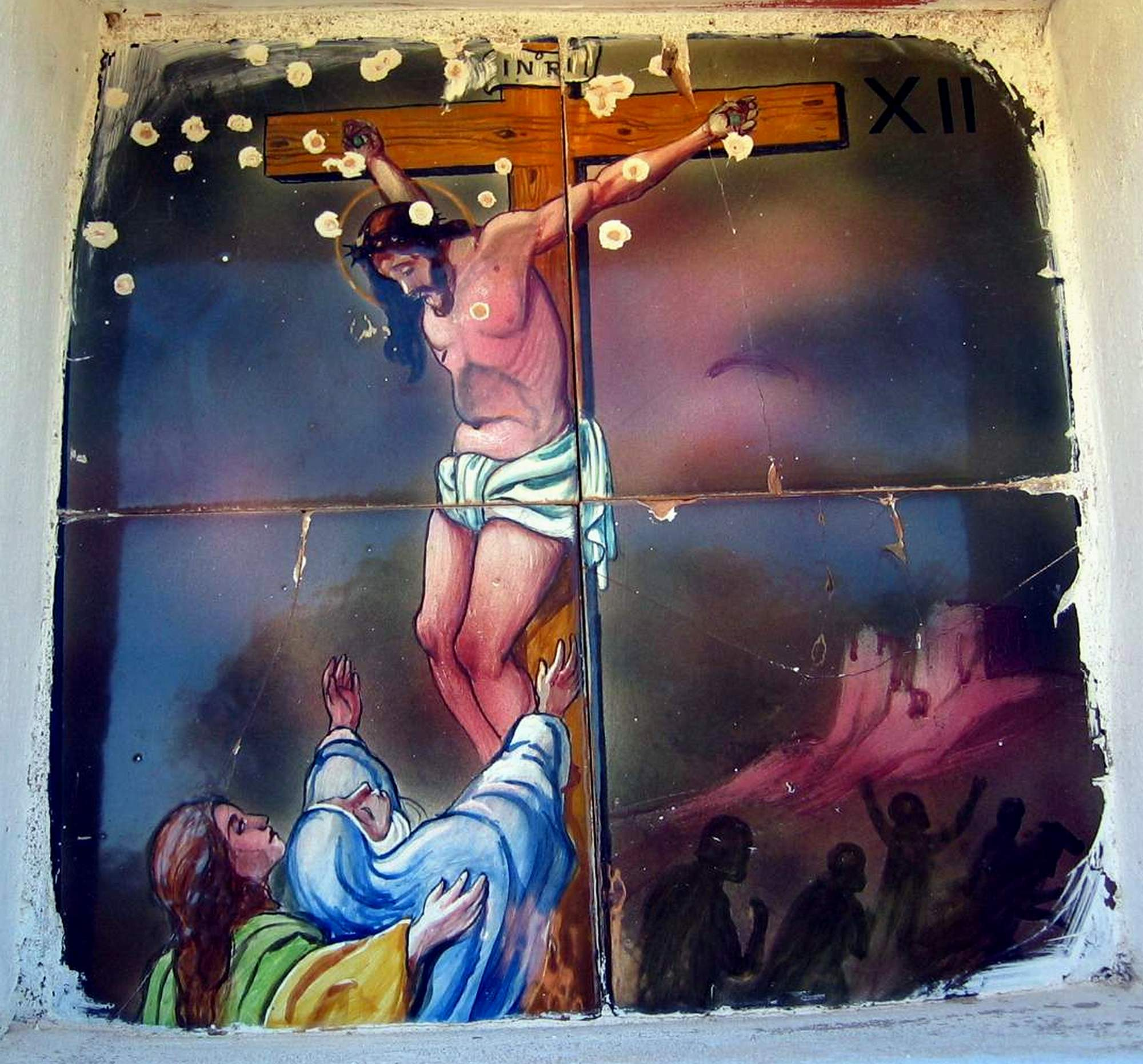
Estación XII del Viacrucis de Puebla de San Miguel (Valencia): Jesús muere en la cruz.
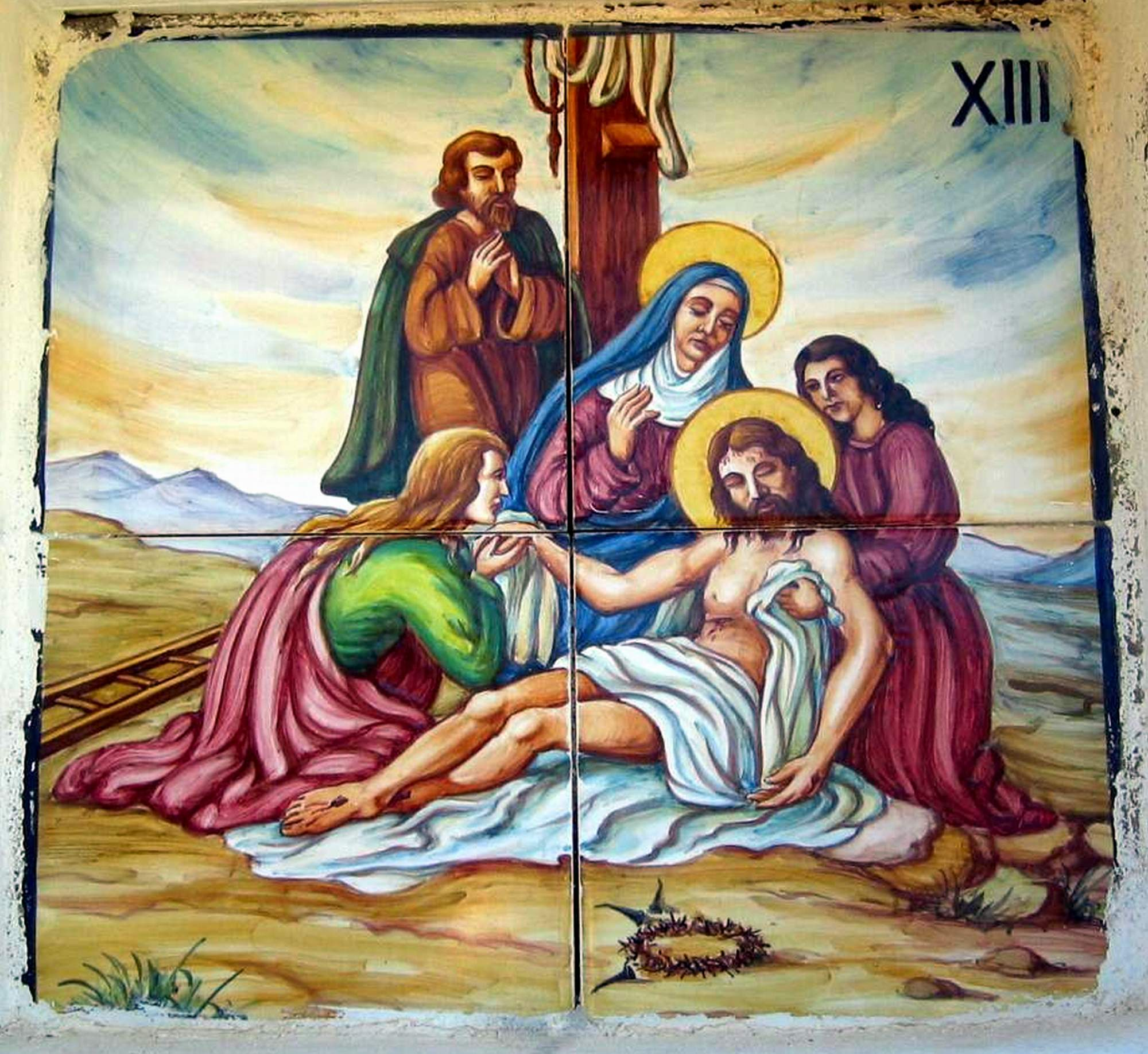
Estación XIII del Viacrucis de Puebla de San Miguel (Valencia): Jesús es  bajado de la cruz.
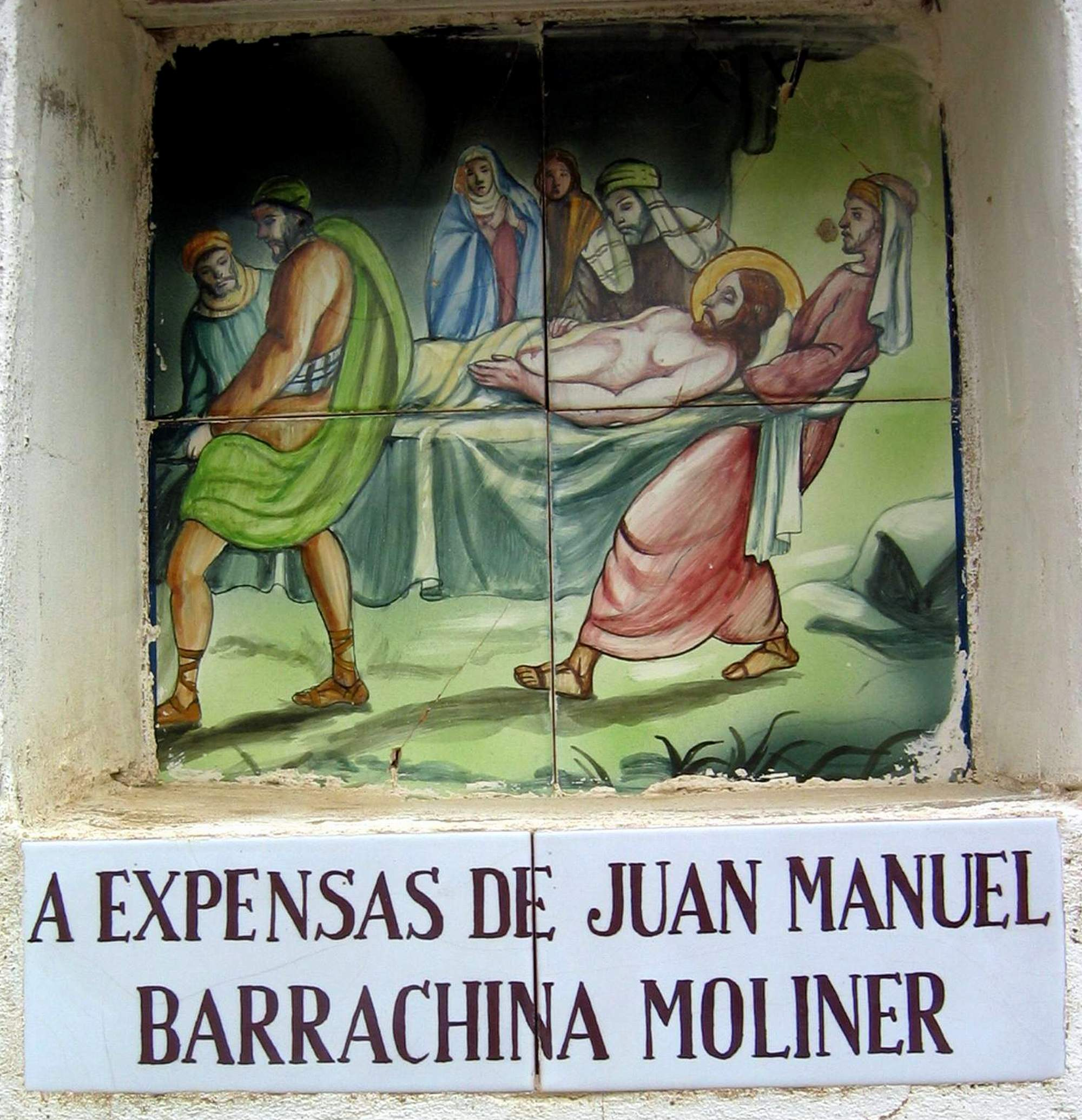
Estación XIV del Viacrucis de Puebla de San Miguel (Valencia): Jesús es sepultado.
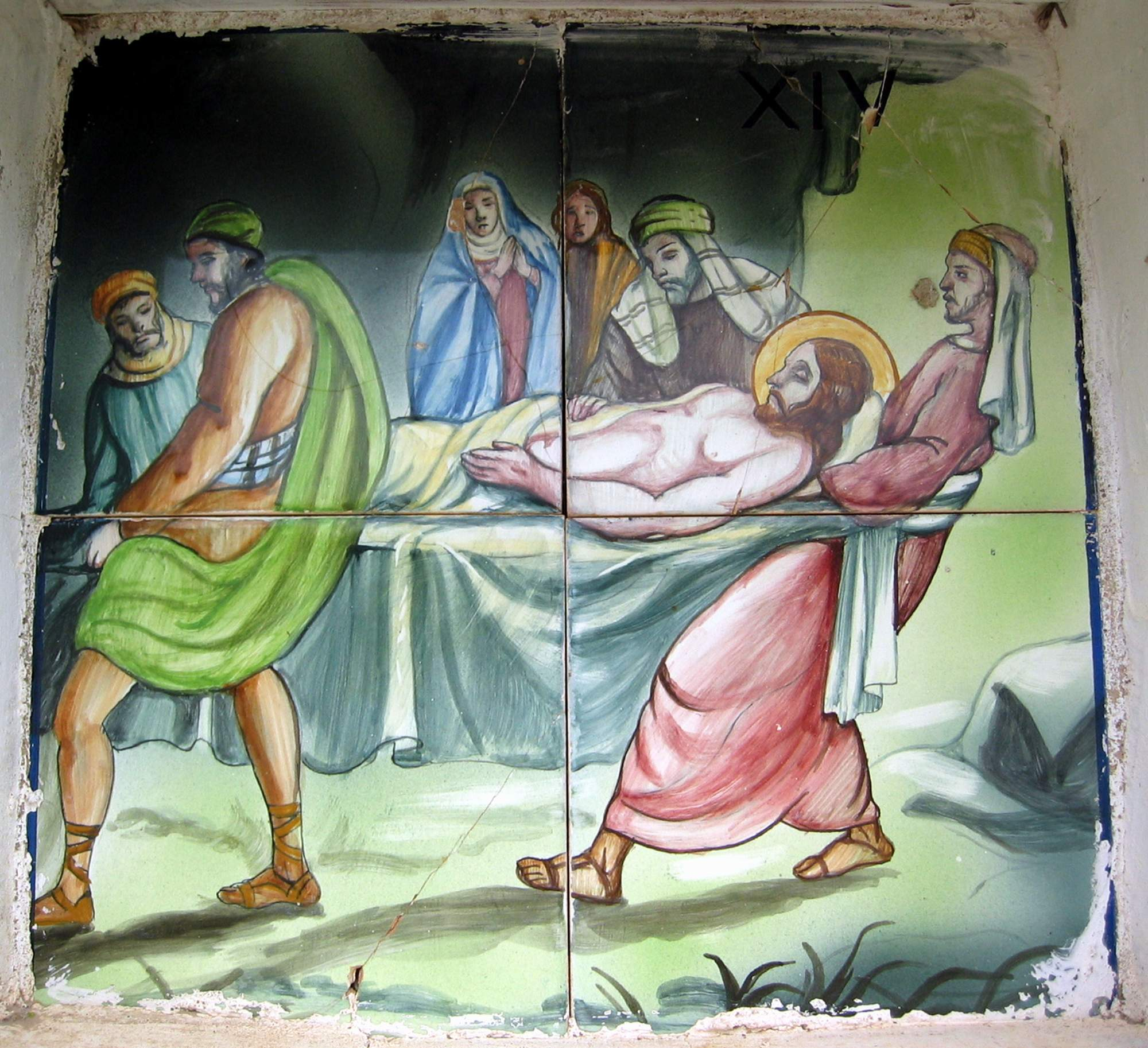
Estación XIV del Viacrucis de Puebla de San Miguel (Valencia): Jesús es sepultado.

## Galería:Torrebaja

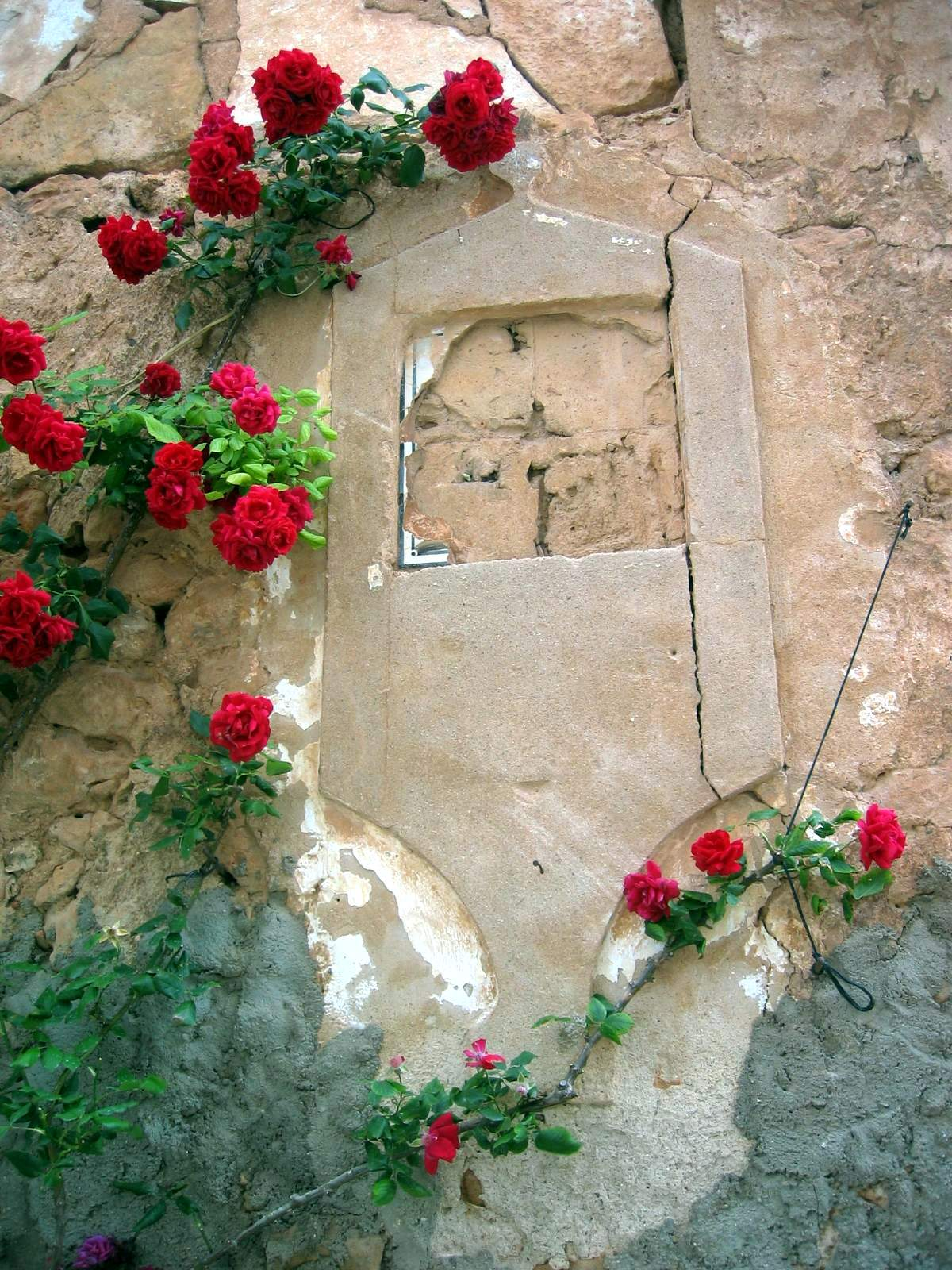
Detalle de hornacina adosada correspondiente a estación del Vía Crucis en Torrebaja (Valencia), destruida durante la revolución y Guerra Civil Española (1936-1939).

## Galería:Vallanca

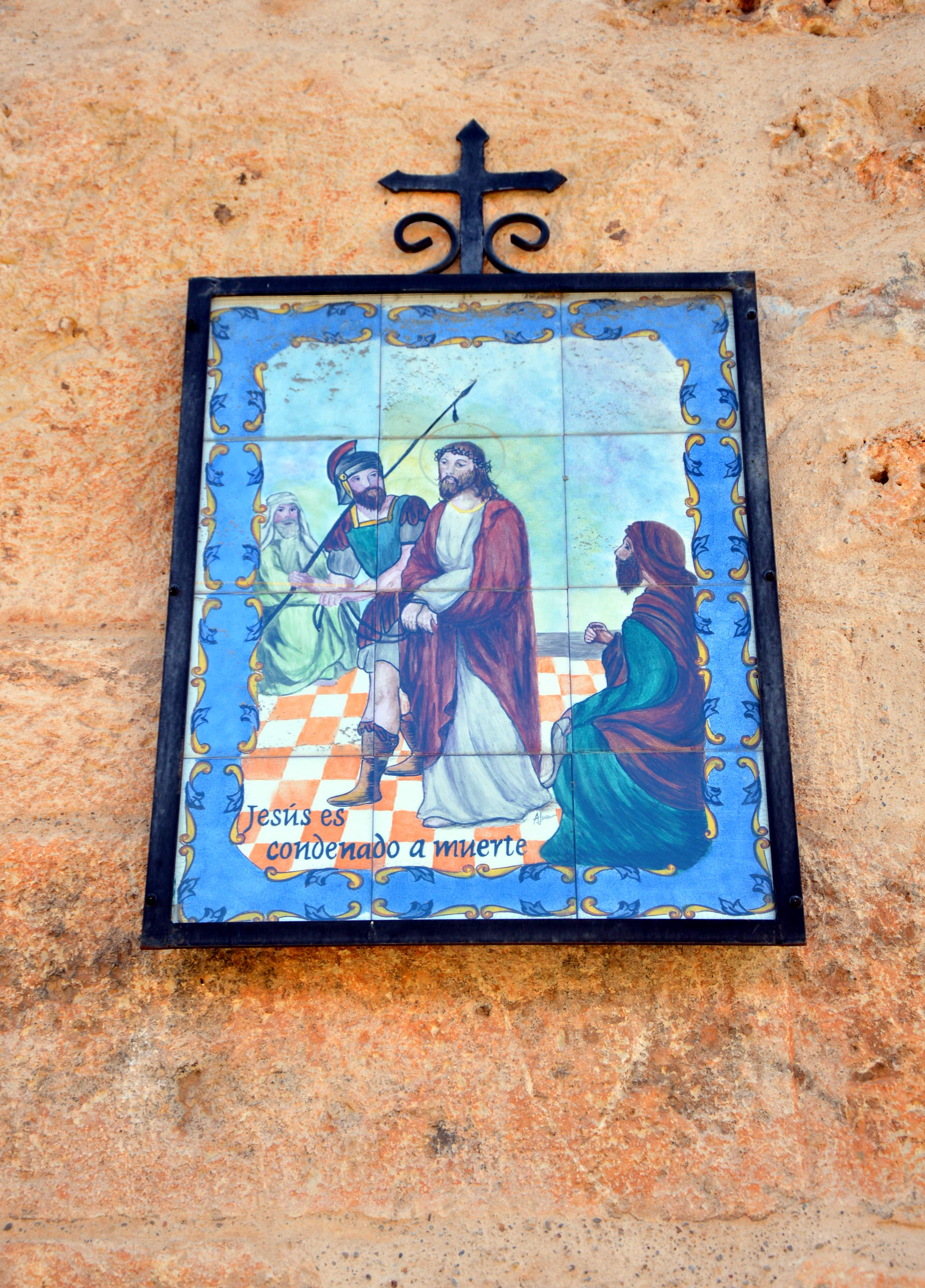
Estación I del Viacrucis de Vallanca (Valencia): Jesús es condenado a muerte.
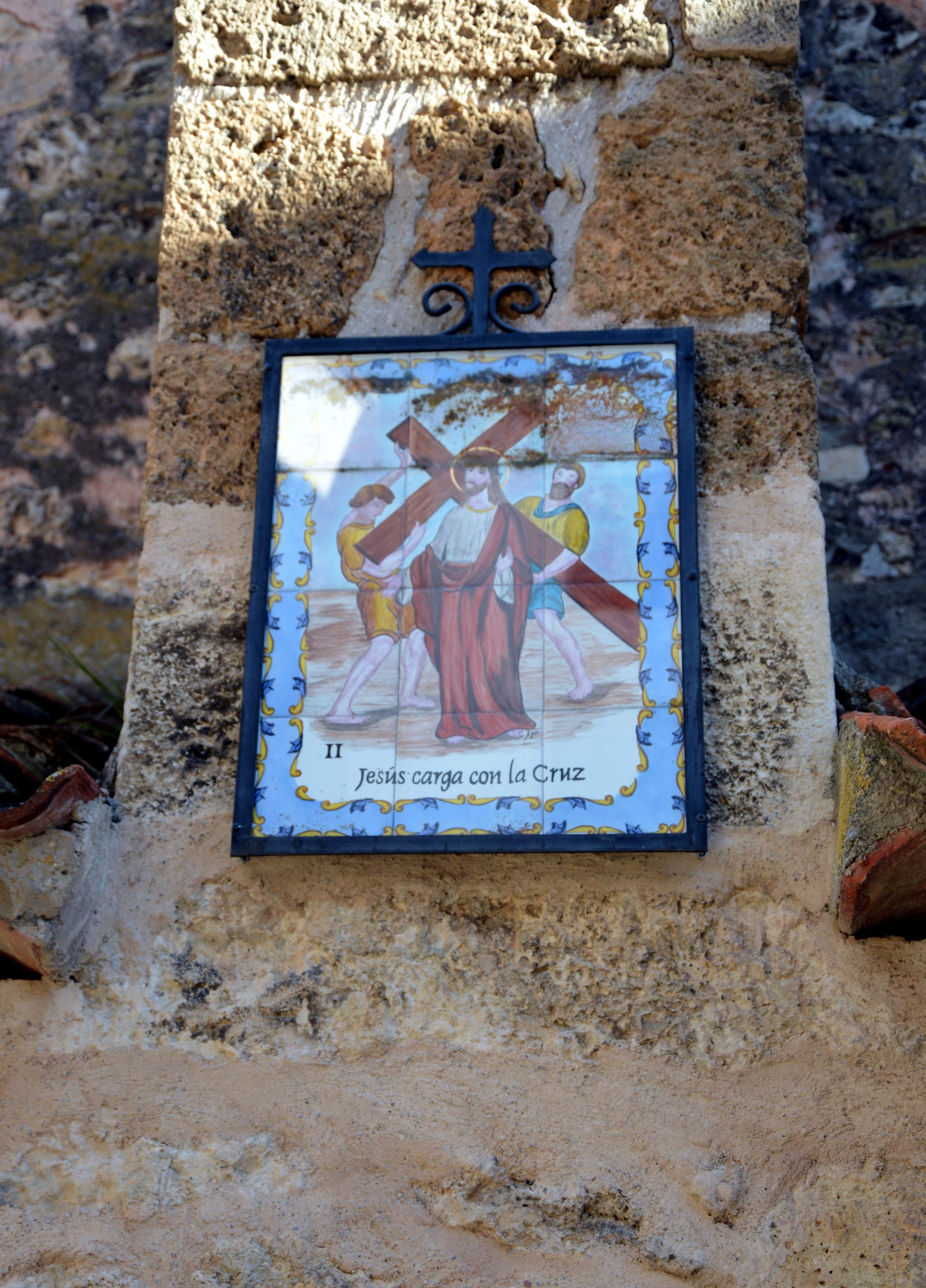
Estación II del Viacrucis de Vallanca (Valencia): Jesús carga con la cruz.
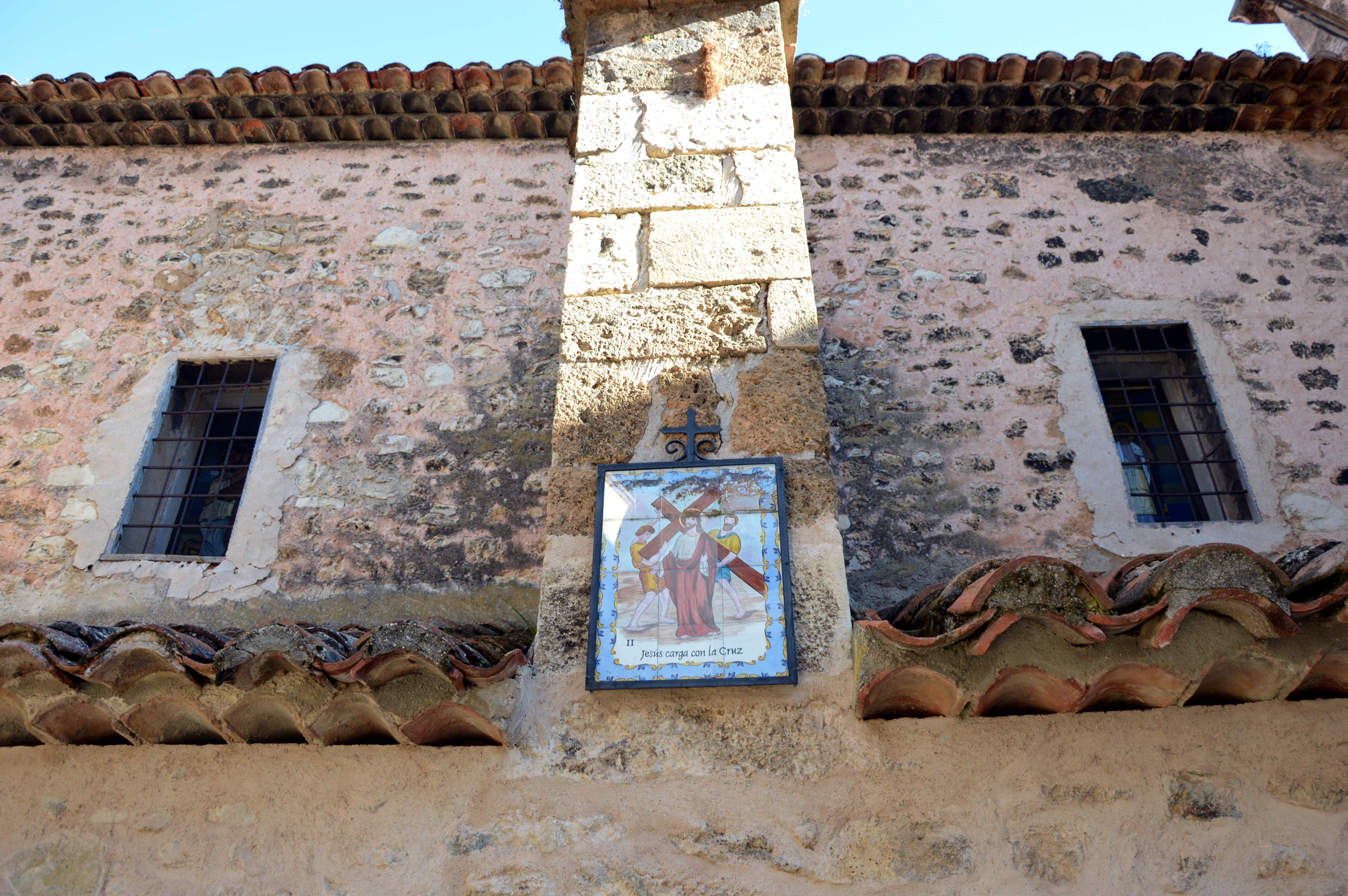
Estación II del Viacrucis de Vallanca (Valencia): Jesús carga con la cruz.
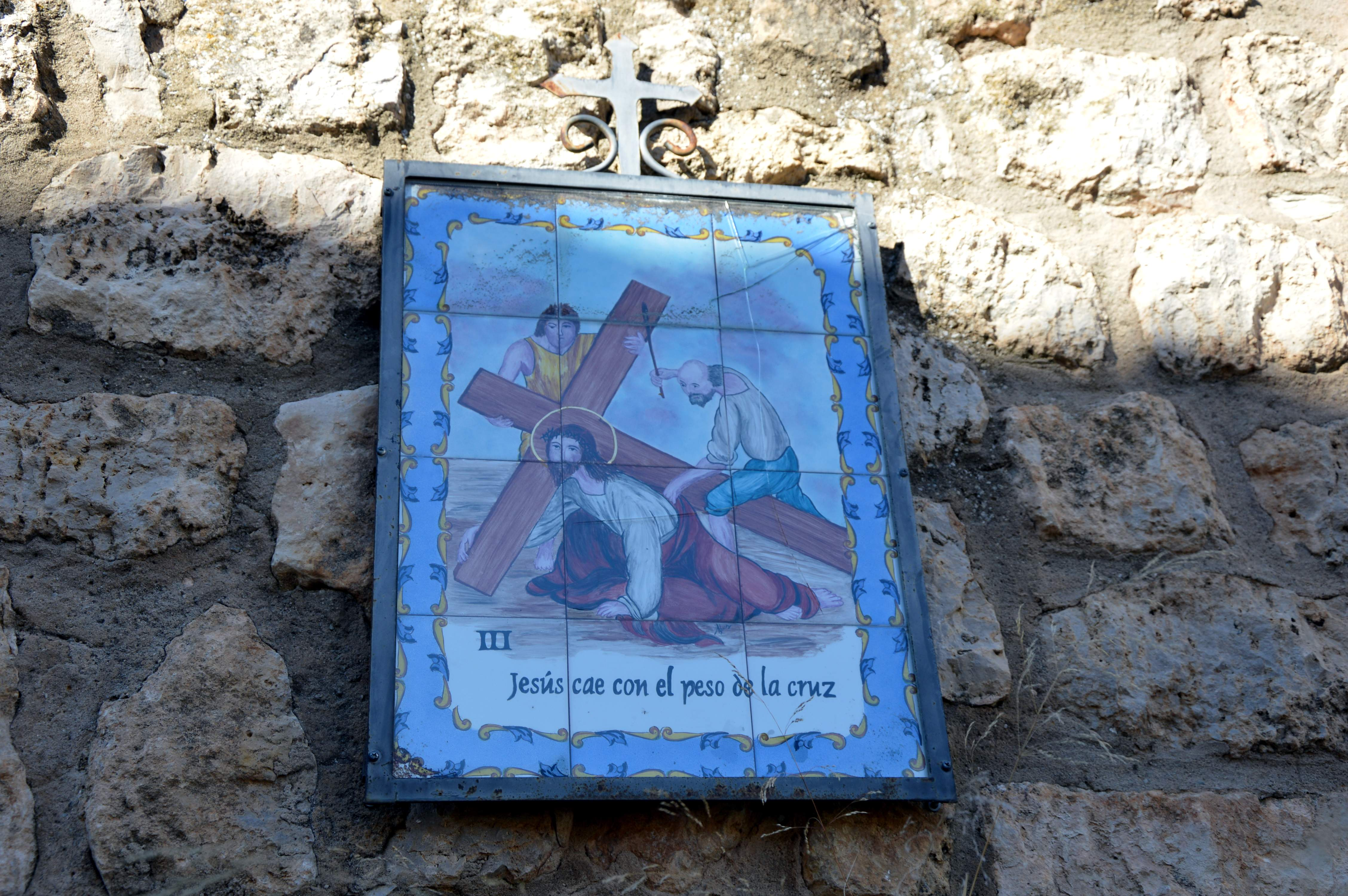
Estación III del Viacrucis de Vallanca (Valencia): Jesús cae con el peso de la cruz.
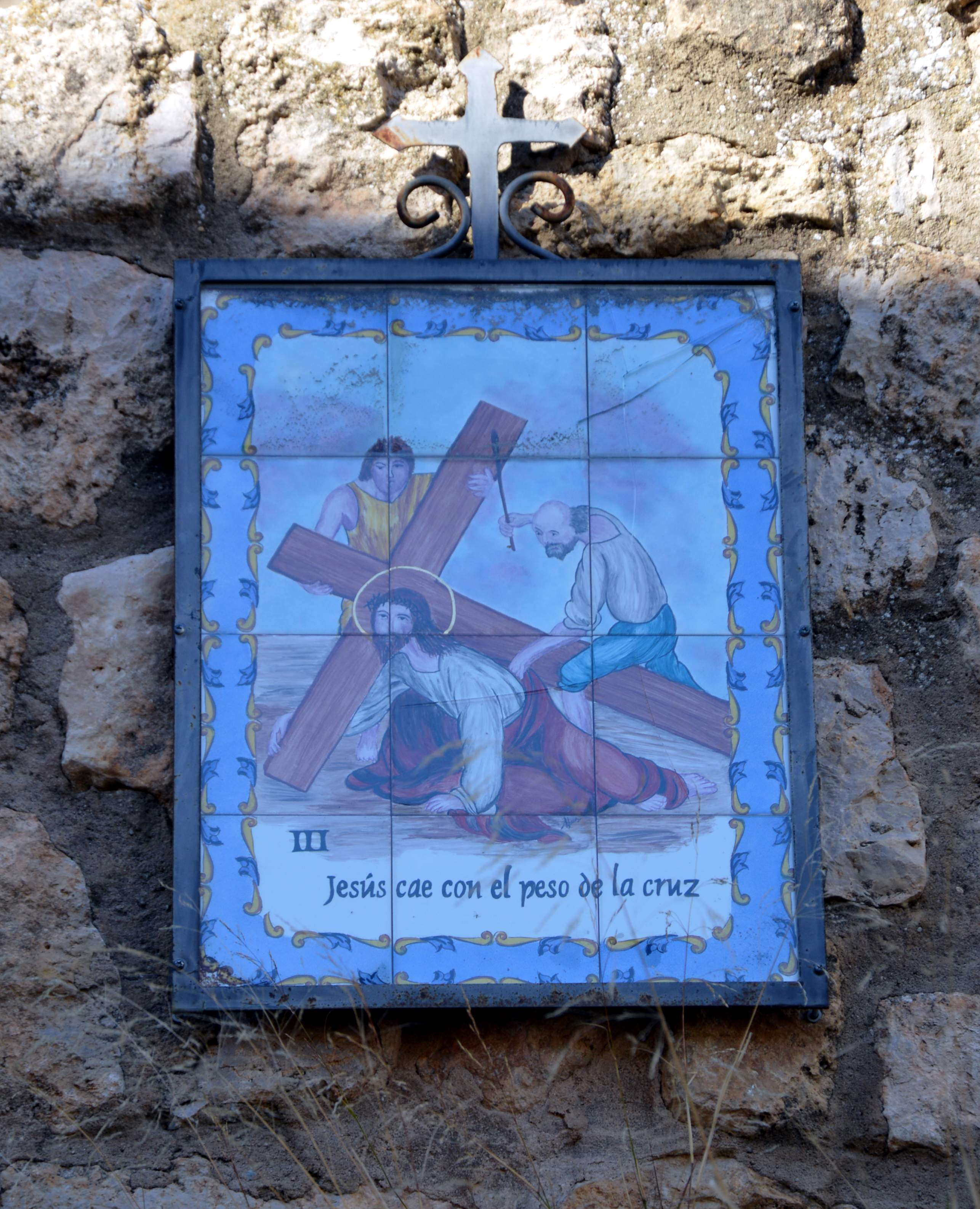
Estación III del Viacrucis de Vallanca (Valencia): Jesús cae con el peso de la cruz.
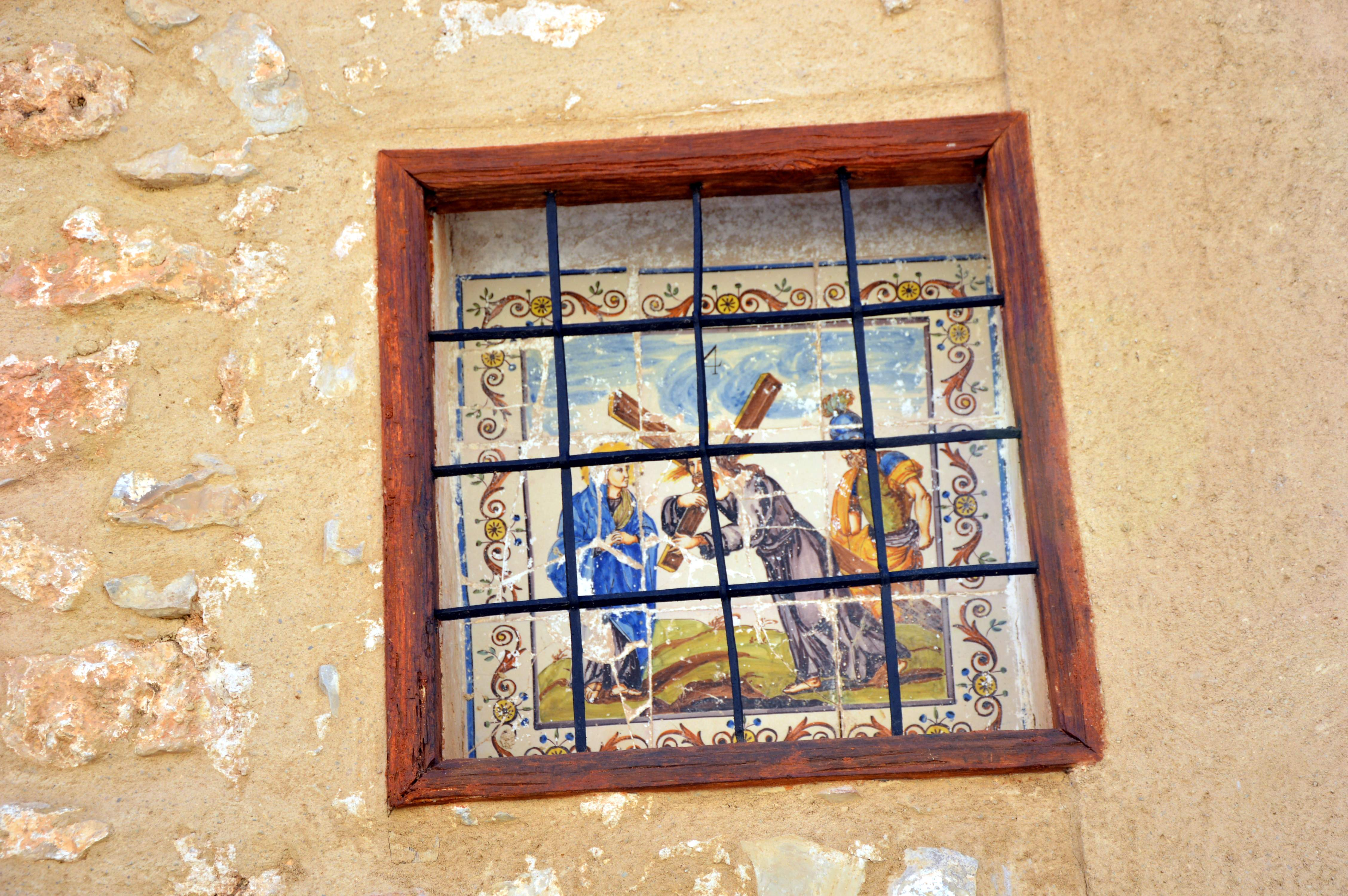
Estación IV del Viacrucis de Vallanca (Valencia): Jesús se encuentra con María, su madre.
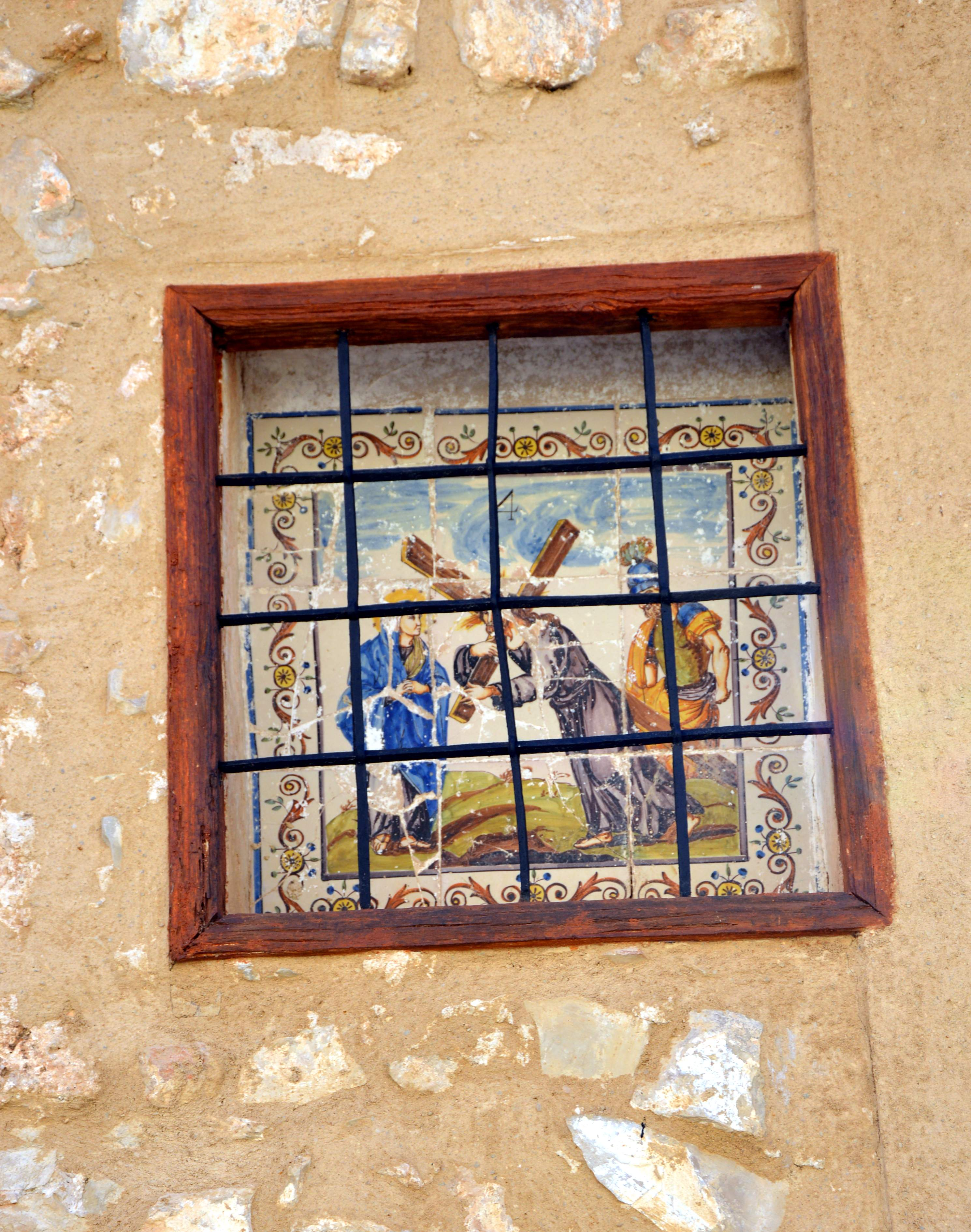
Estación IV del Viacrucis de Vallanca (Valencia): Jesús se encuentra con María, su madre.
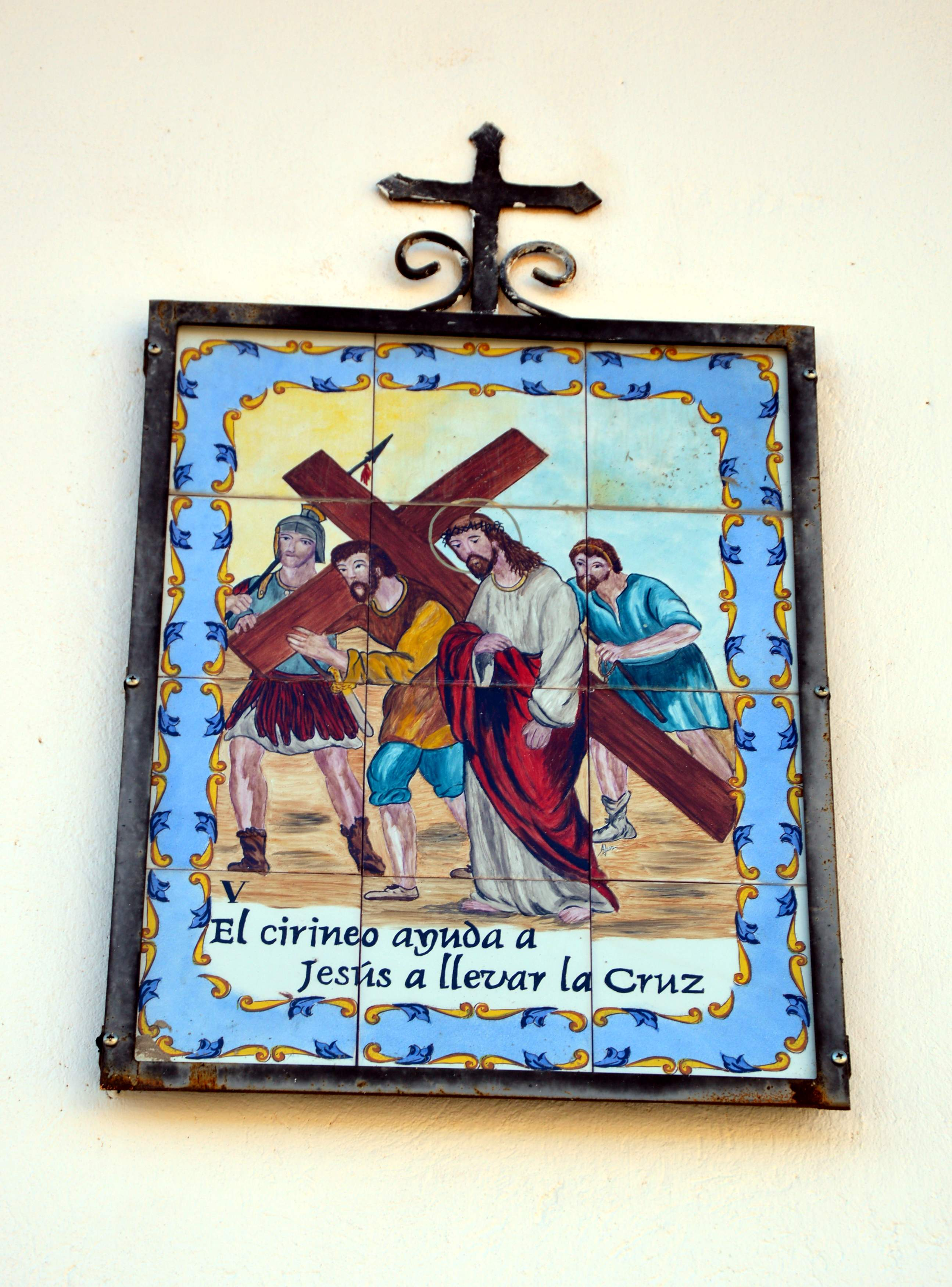
Estación V del Viacrucis de Vallanca (Valencia): El Cirineo ayuda a Jesús a llevar la cruz.
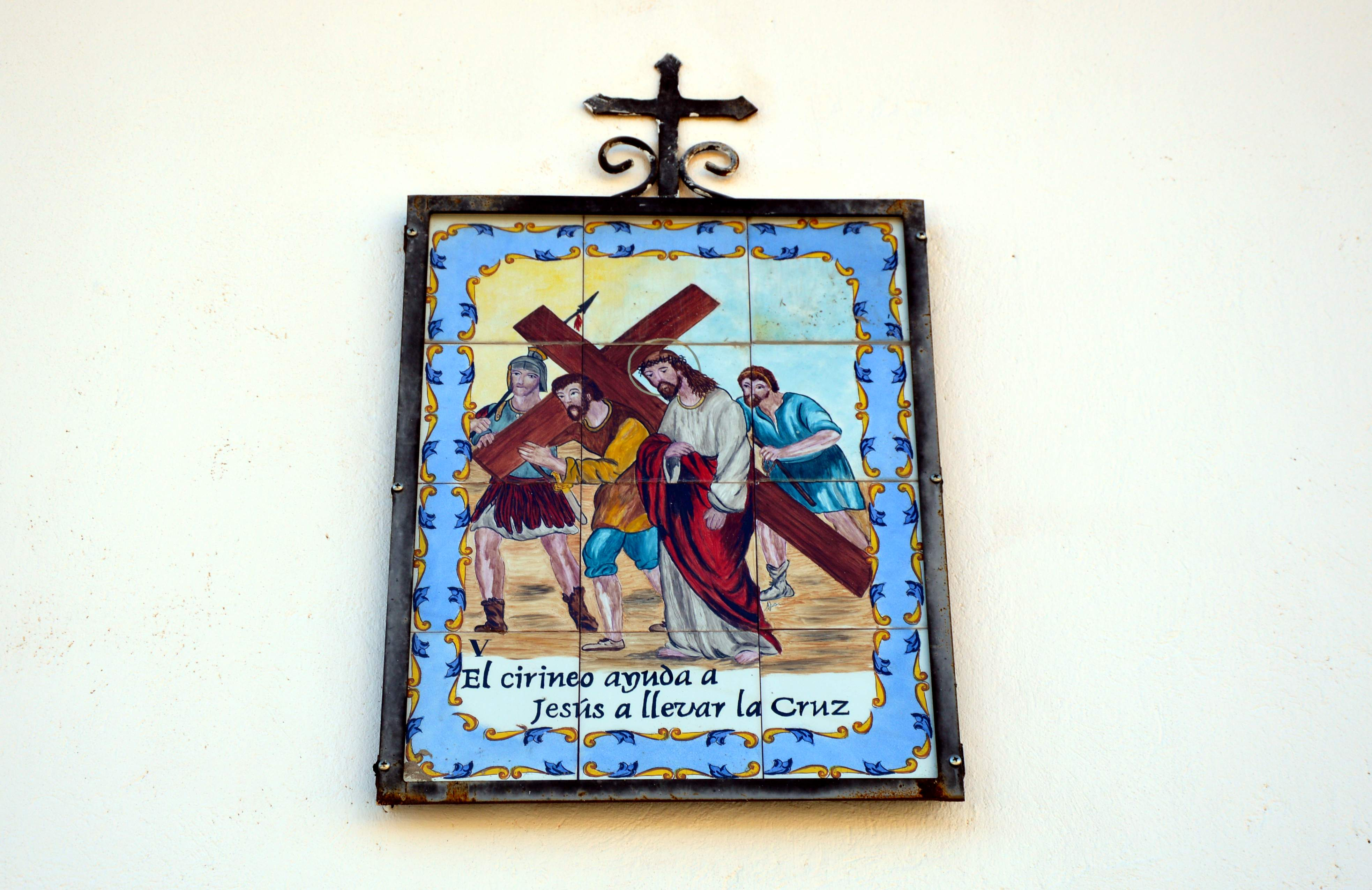
Estación V del Viacrucis de Vallanca (Valencia): El Cirineo ayuda a Jesús a llevar la cruz.
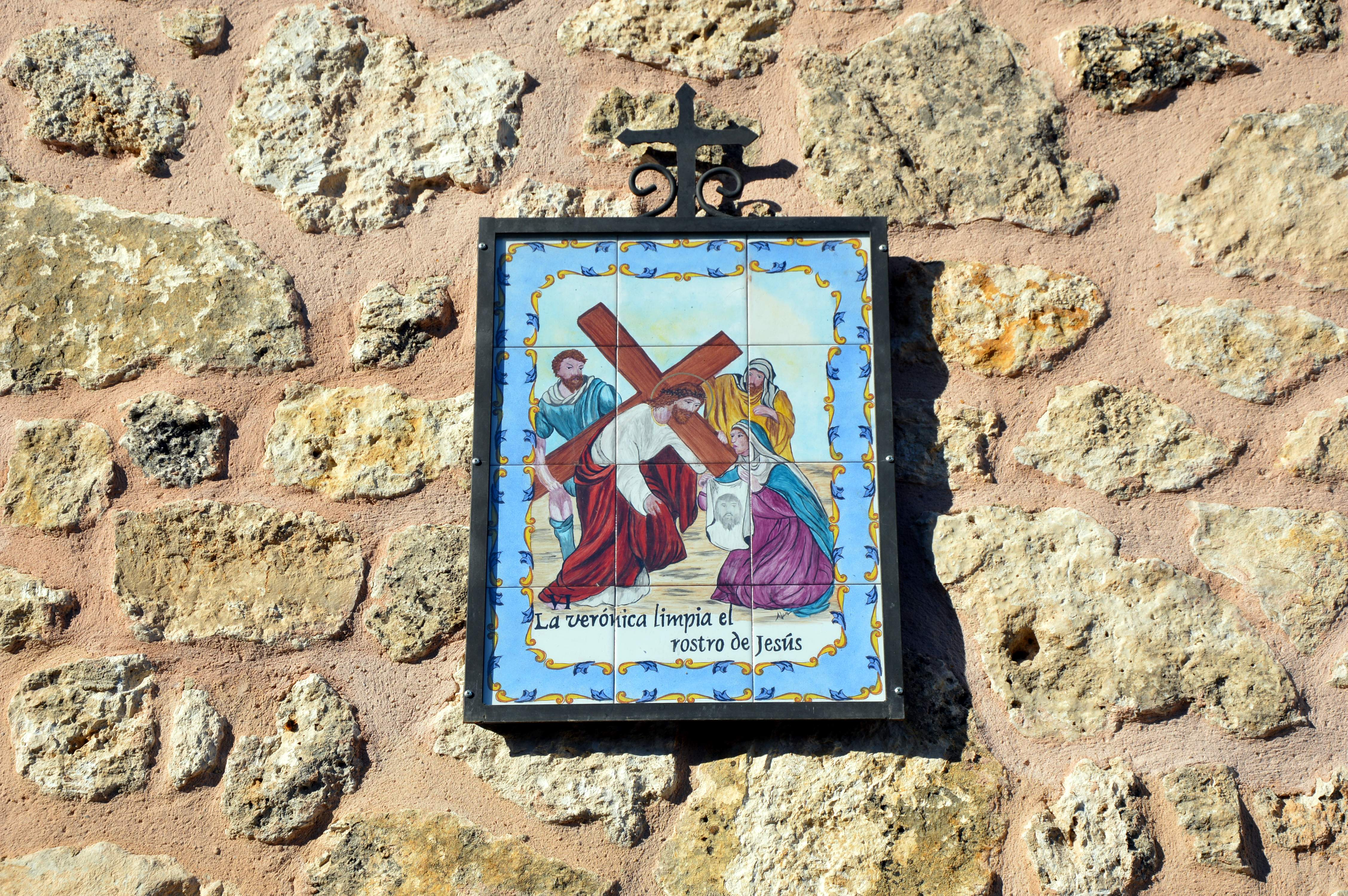
Estación VI del Viacrucis de Vallanca (Valencia): La Verónica limpia el rostro de Jesús.
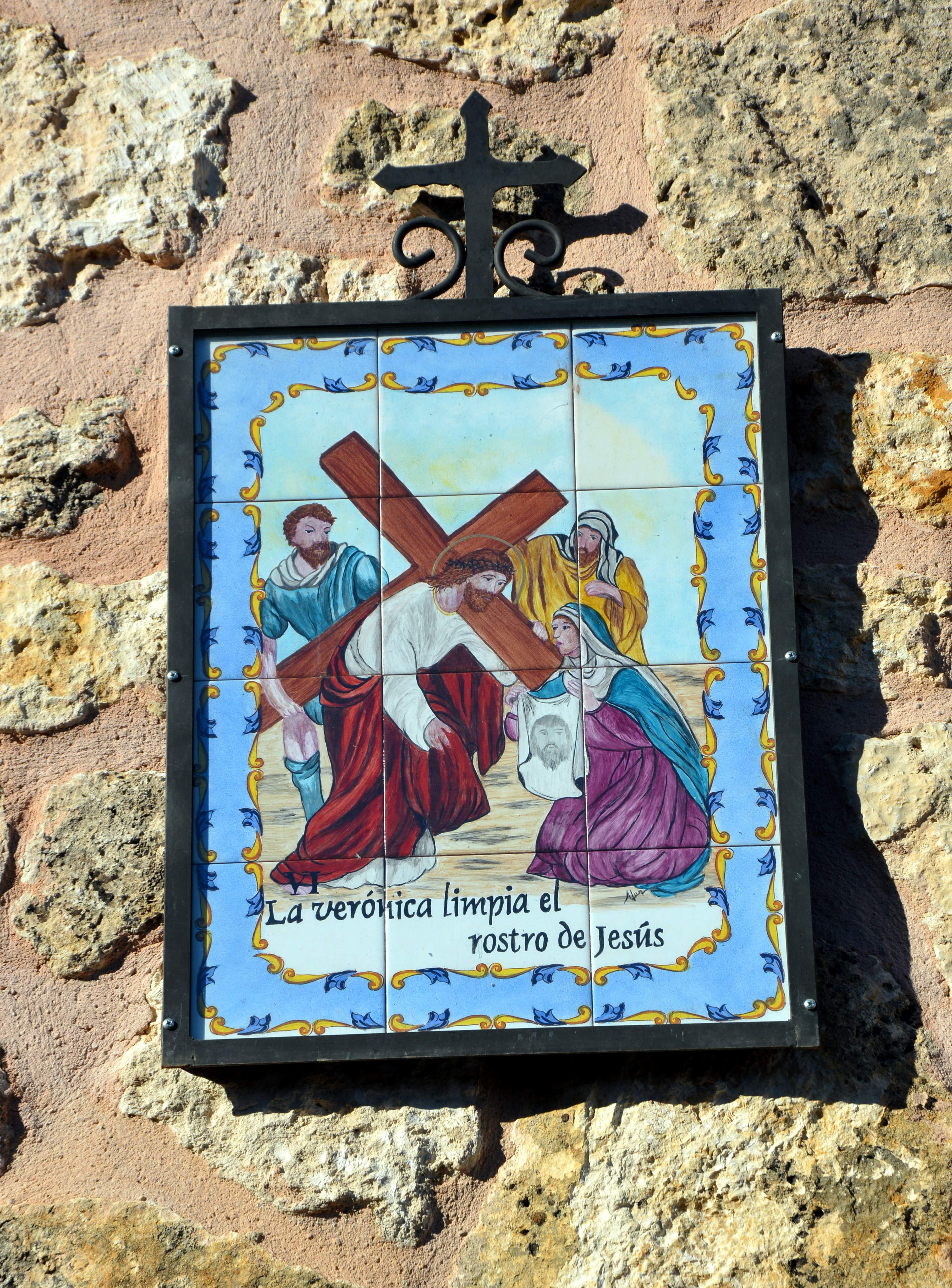
Estación VI del Viacrucis de Vallanca (Valencia): La Verónica limpia el rostro de Jesús.
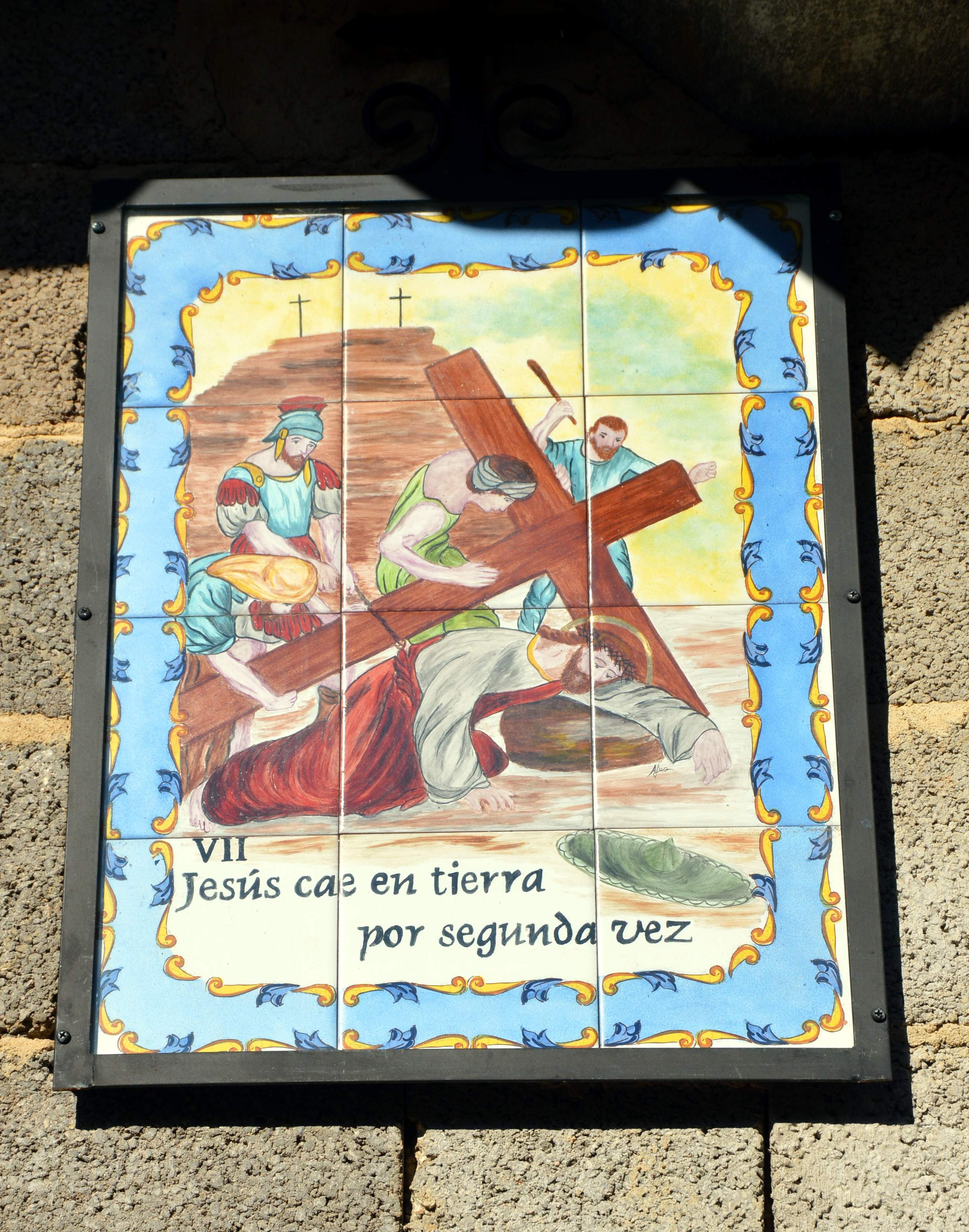
Estación VII del Viacrucis de Vallanca (Valencia): Jesús cae por segunda vez.
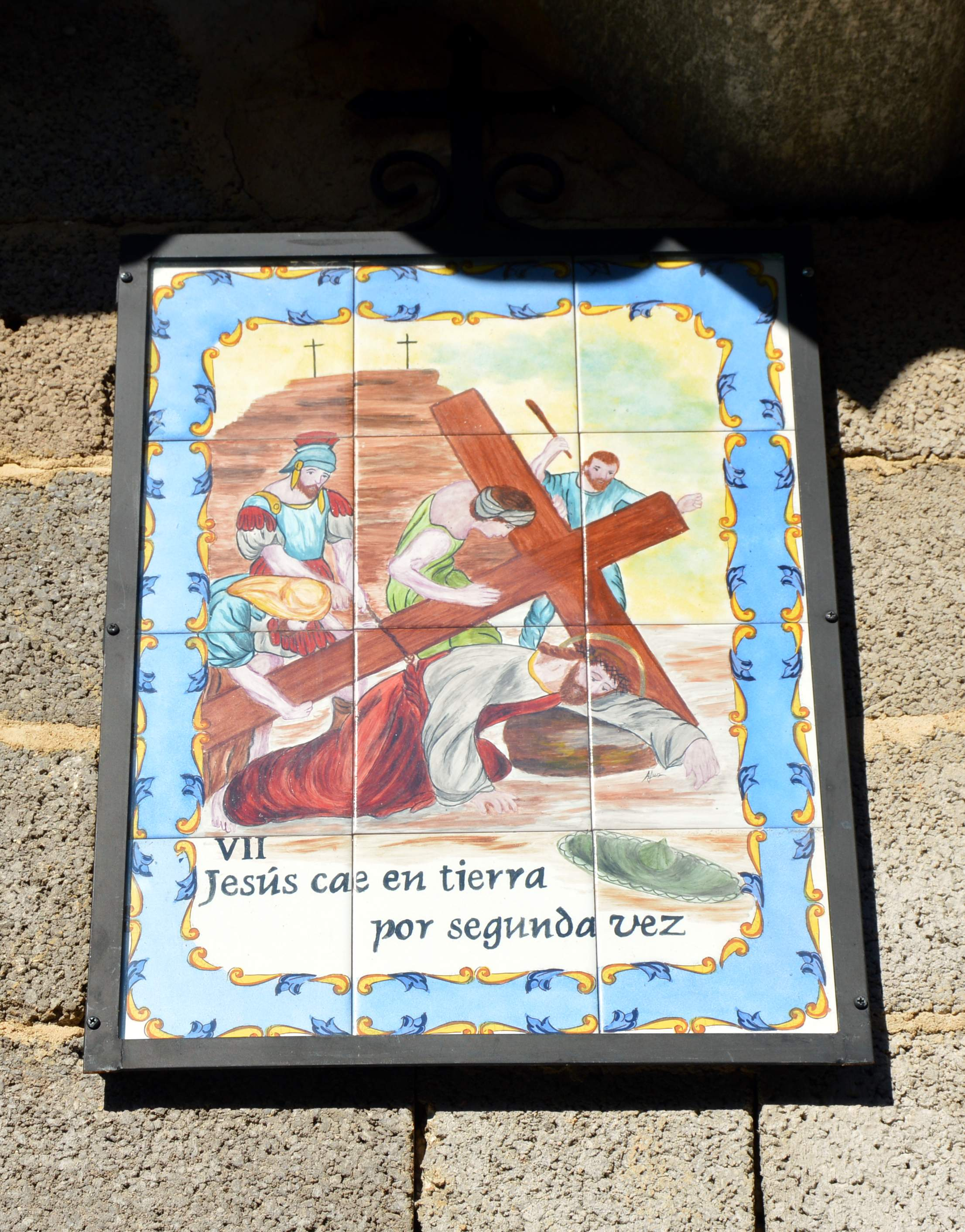
Estación VII del Viacrucis de Vallanca (Valencia): Jesús cae por segunda vez.
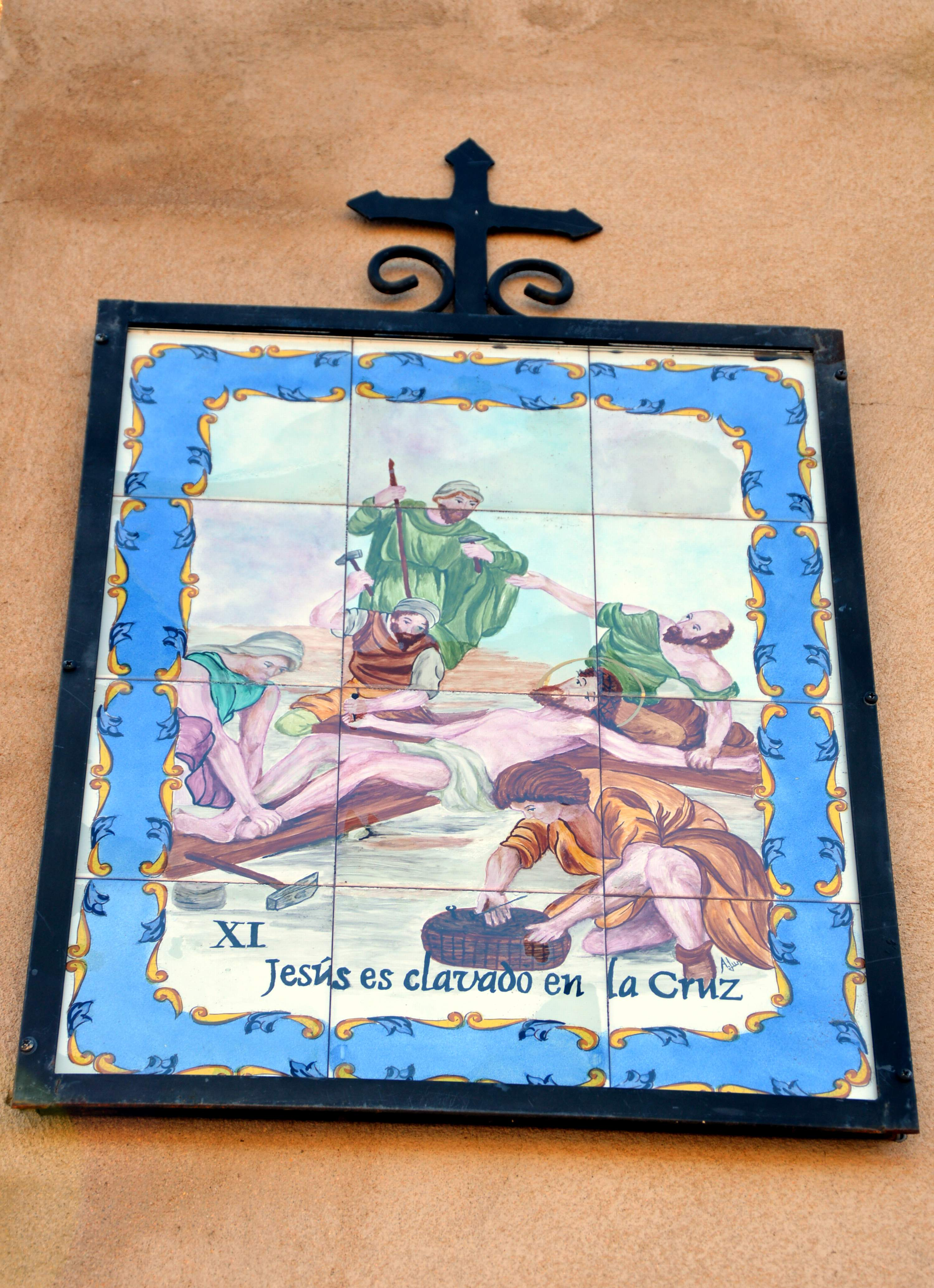
Estación XI del Viacrucis de Vallanca (Valencia): Jesús es clavado en la cruz.
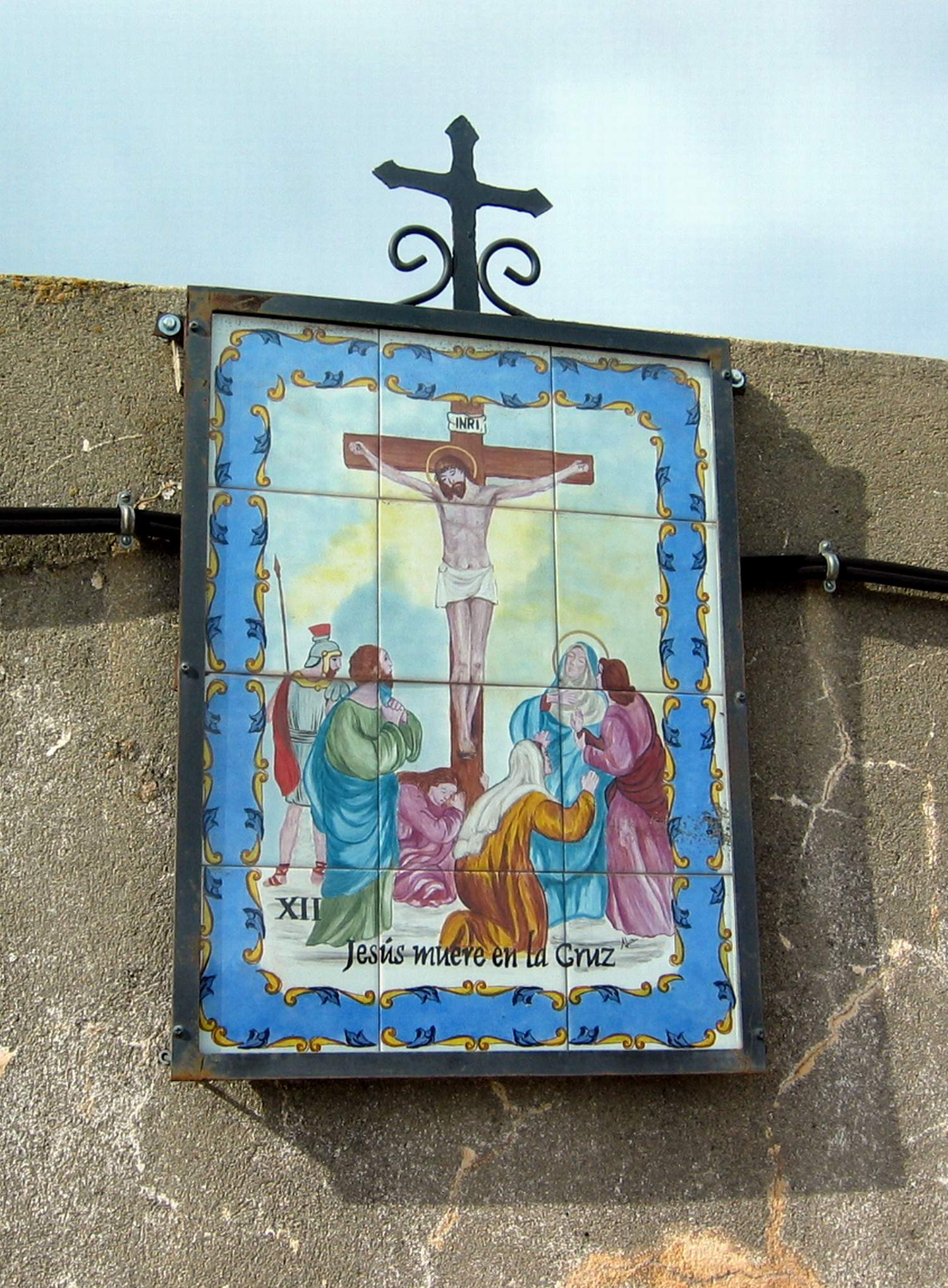
Estación XII del Viacrucis de Vallanca (Valencia): Jesús muere en la cruz.
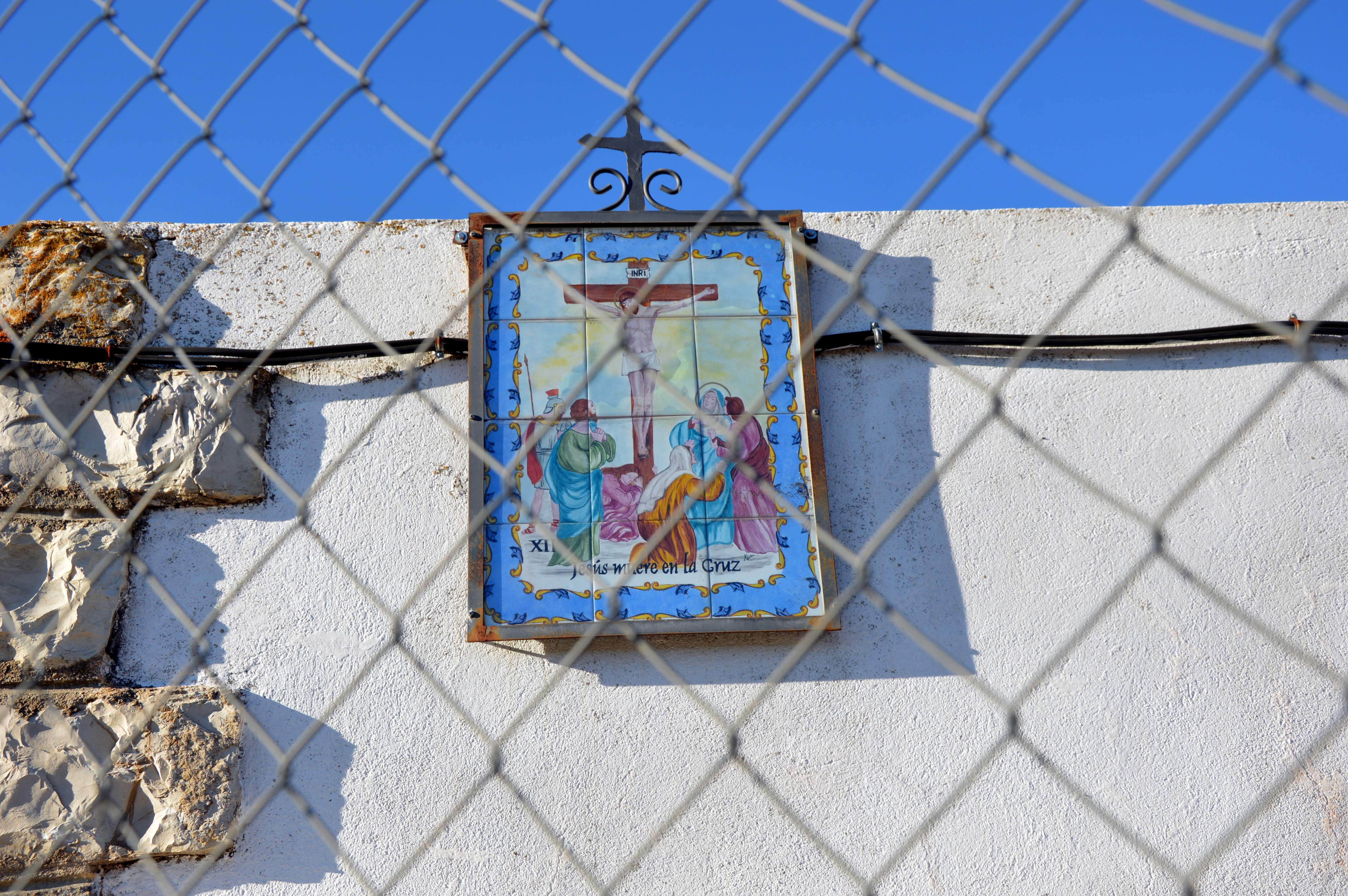
Estación XII del Viacrucis de Vallanca (Valencia): Jesús muere en la cruz.
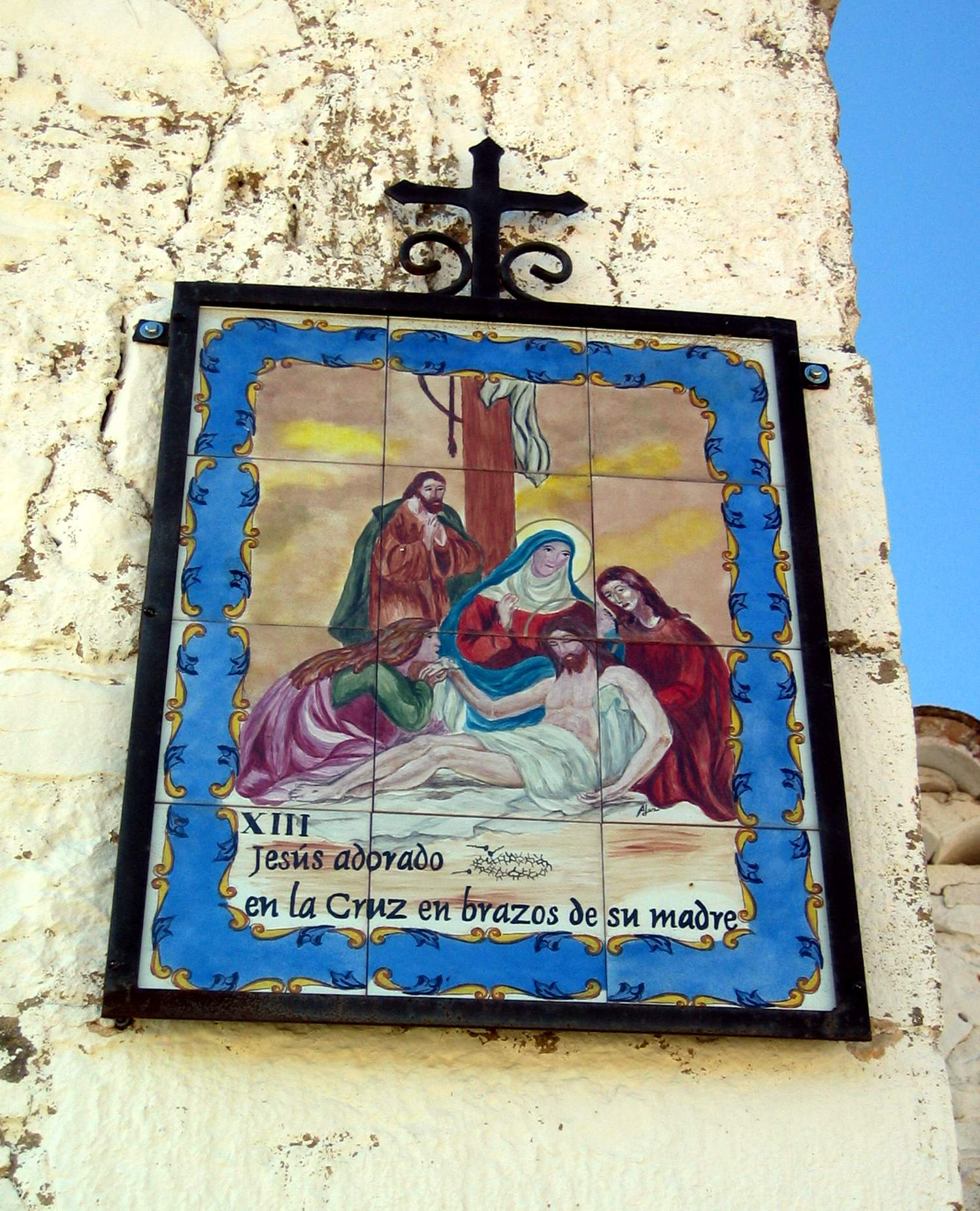
Estación XIII del Viacrucis de Vallanca (Valencia): Jesús adorado en la Cruz en brazos de su madre.
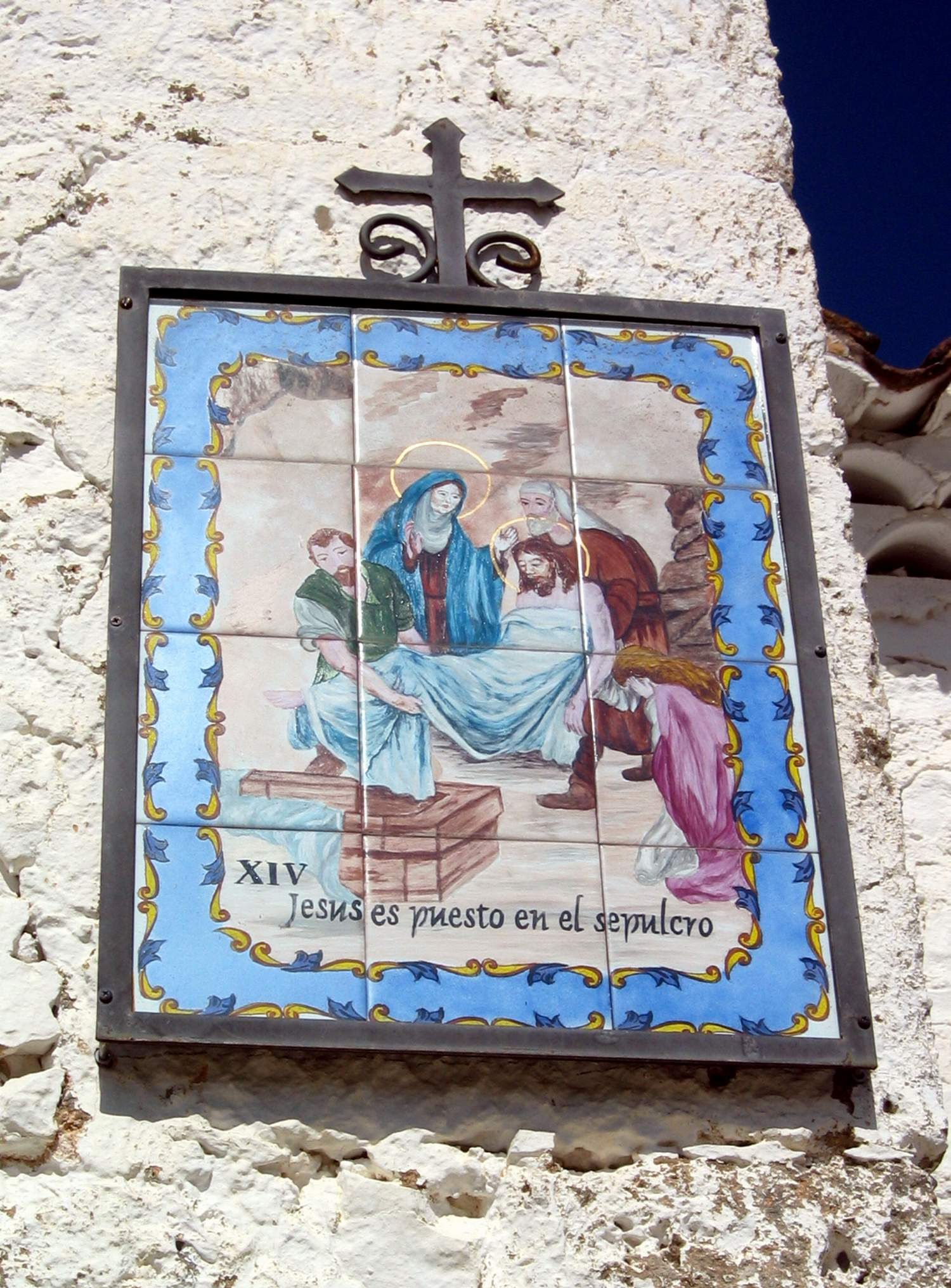
Estación XIV del Viacrucis de Vallanca (Valencia): Jesús puesto en el sepulcro.
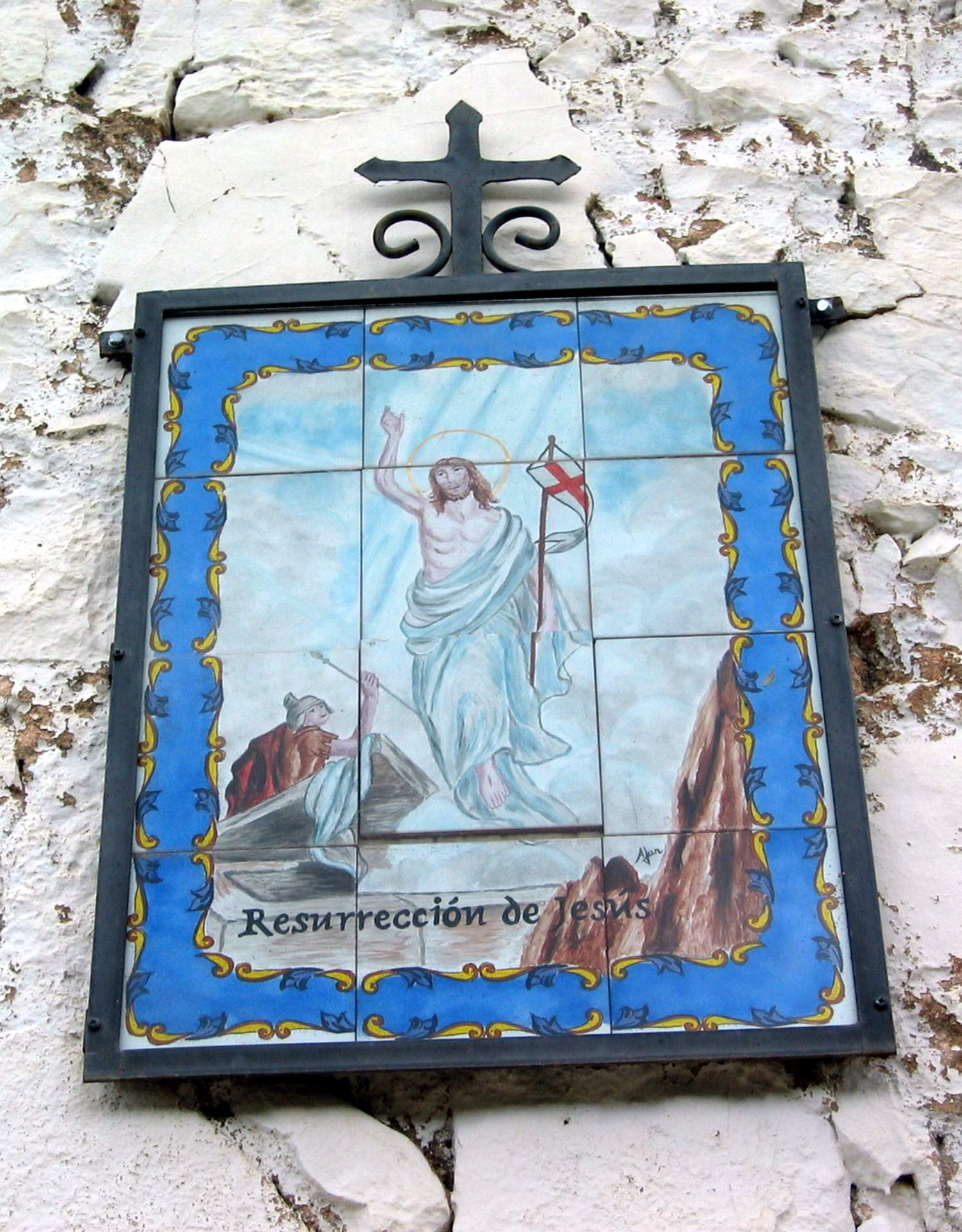
Estación XV del Viacrucis de Vallanca (Valencia): Resurrección de Jesús.

## Galería:Val de la Sabina(Ademuz)

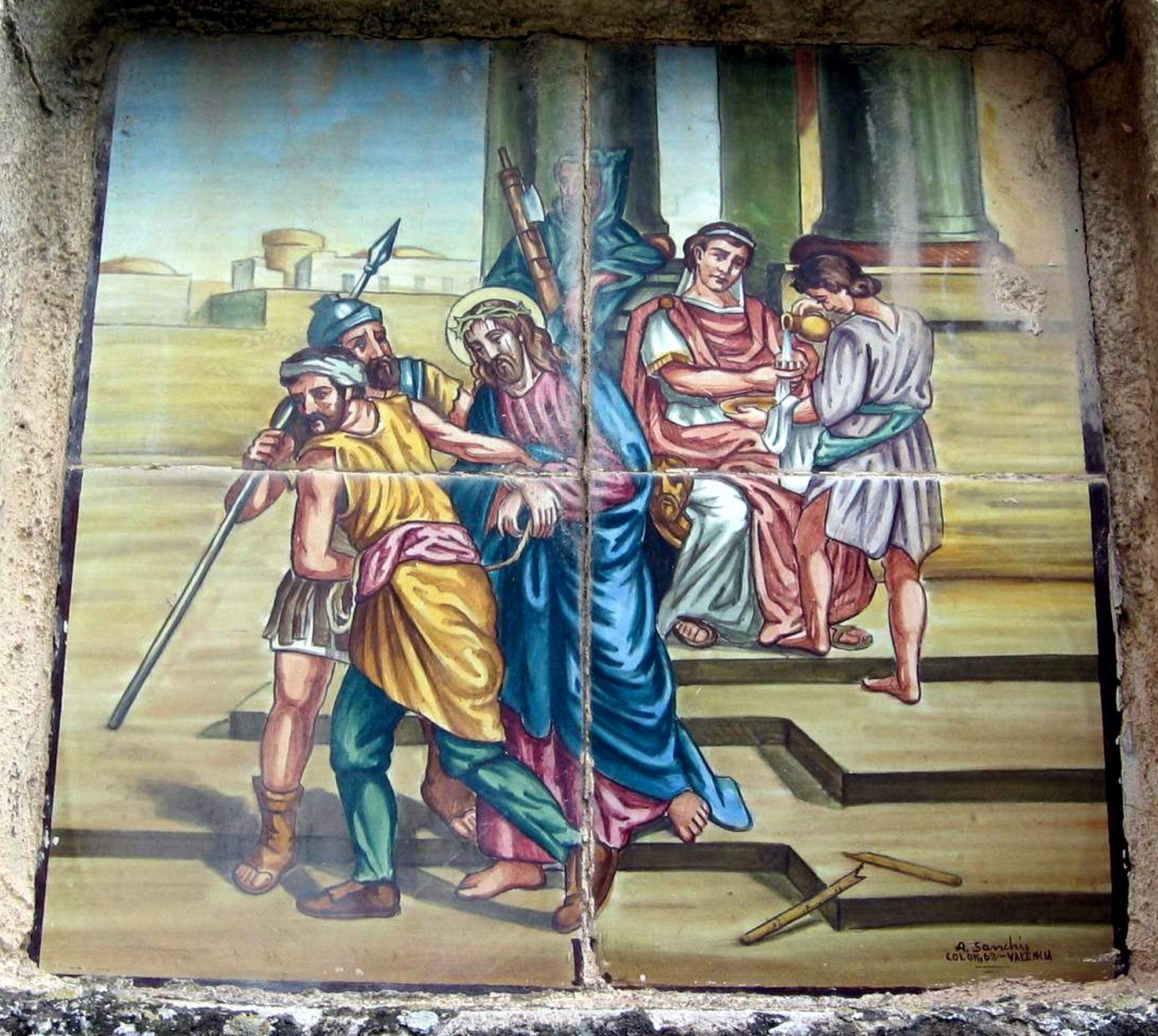
Estación I del Viacrucis de Val de la Sabina, Ademuz (Valencia): Jesús es condenado a muerte.
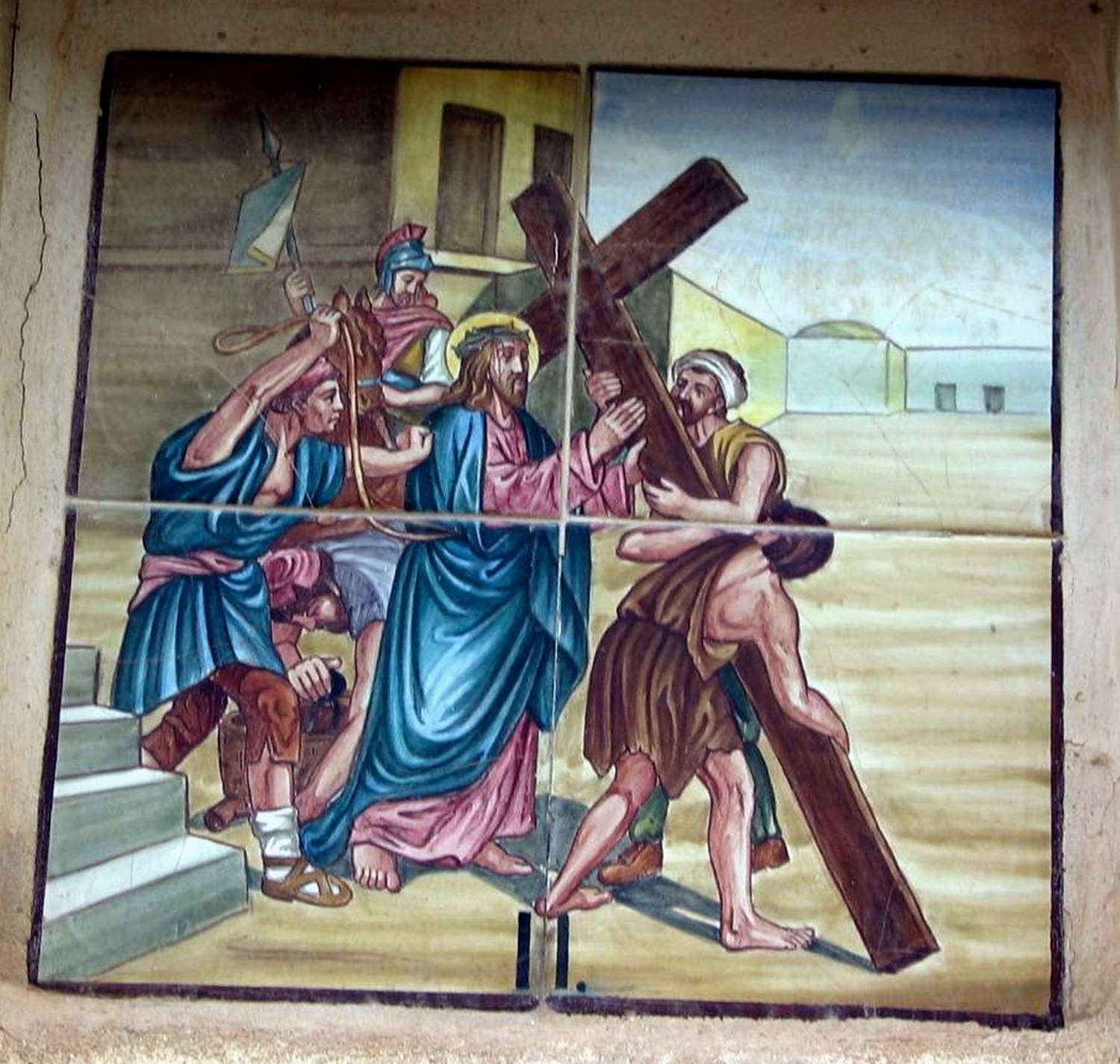
Estación II del Viacrucis de Val de la Sabina, Ademuz (Valencia): Jesús sale con la cruz.
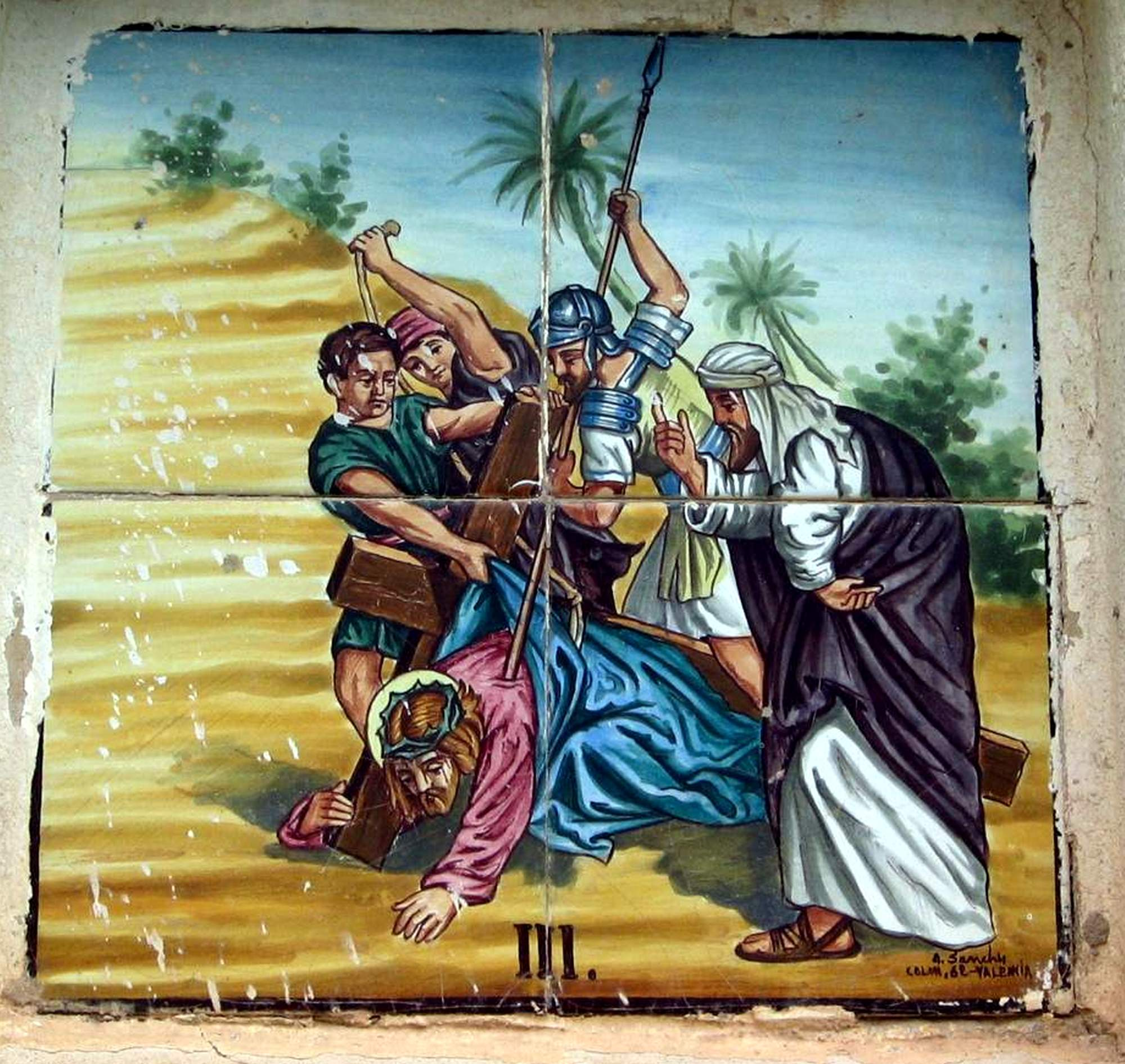
Estación III del Viacrucis de Val de la Sabina, Ademuz (Valencia): Jesús cae por primera vez.
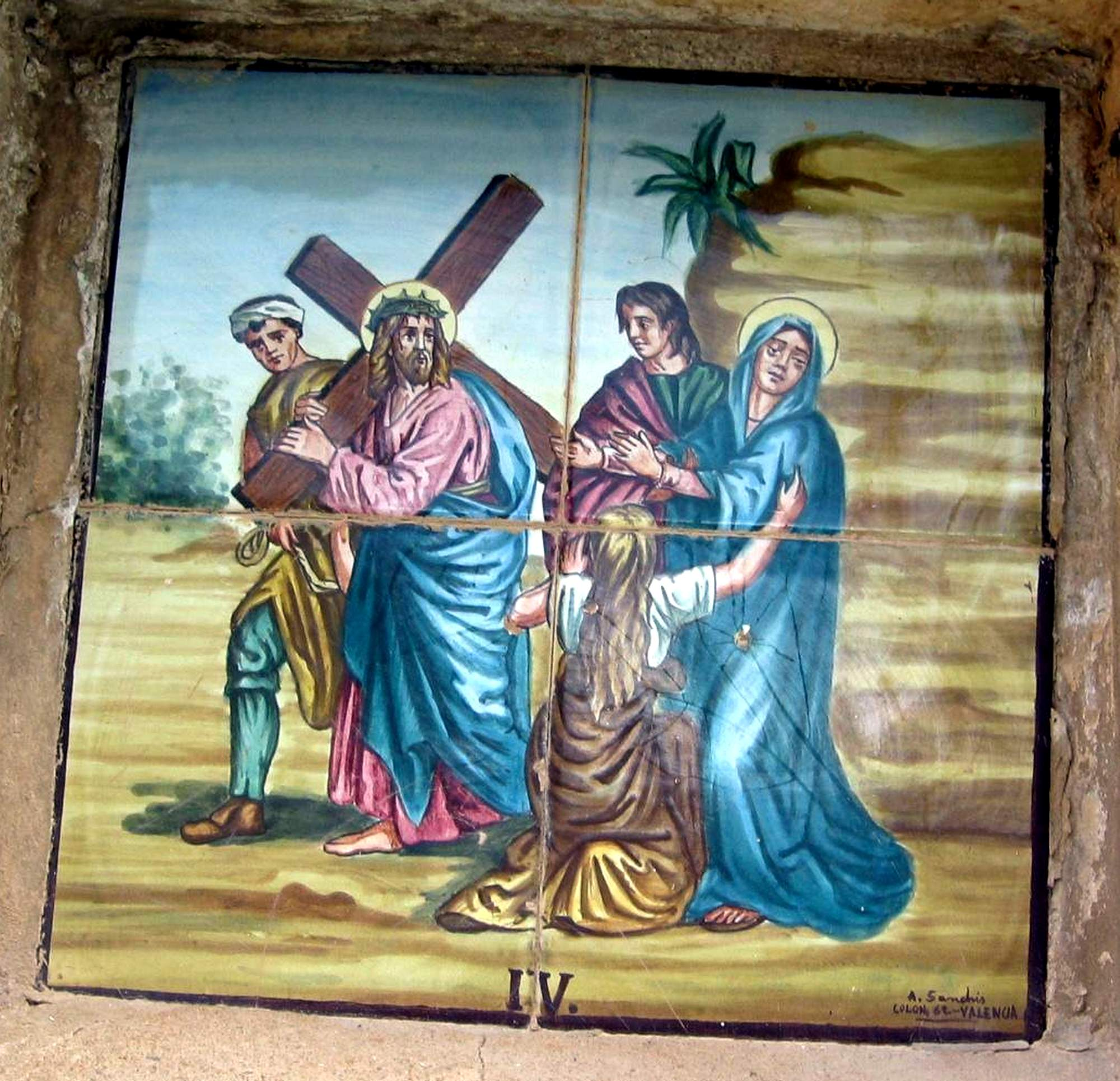
Estación IV del Viacrucis de Val de la Sabina, Ademuz (Valencia): Jesús se encuentra con María.
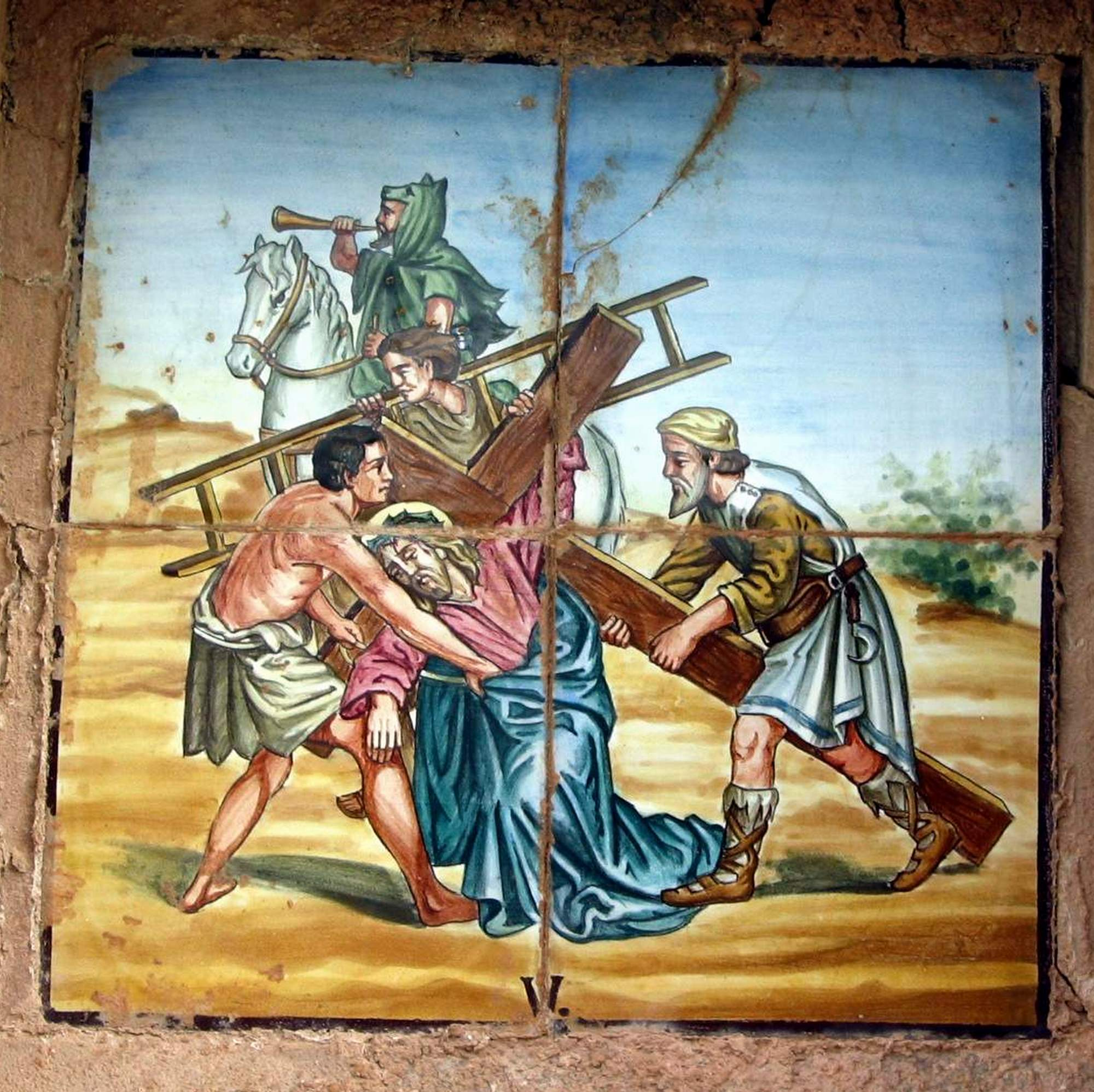
Estación V del Viacrucis de Val de la Sabina, Ademuz (Valencia): Jesús es ayudado por el Cireneo.
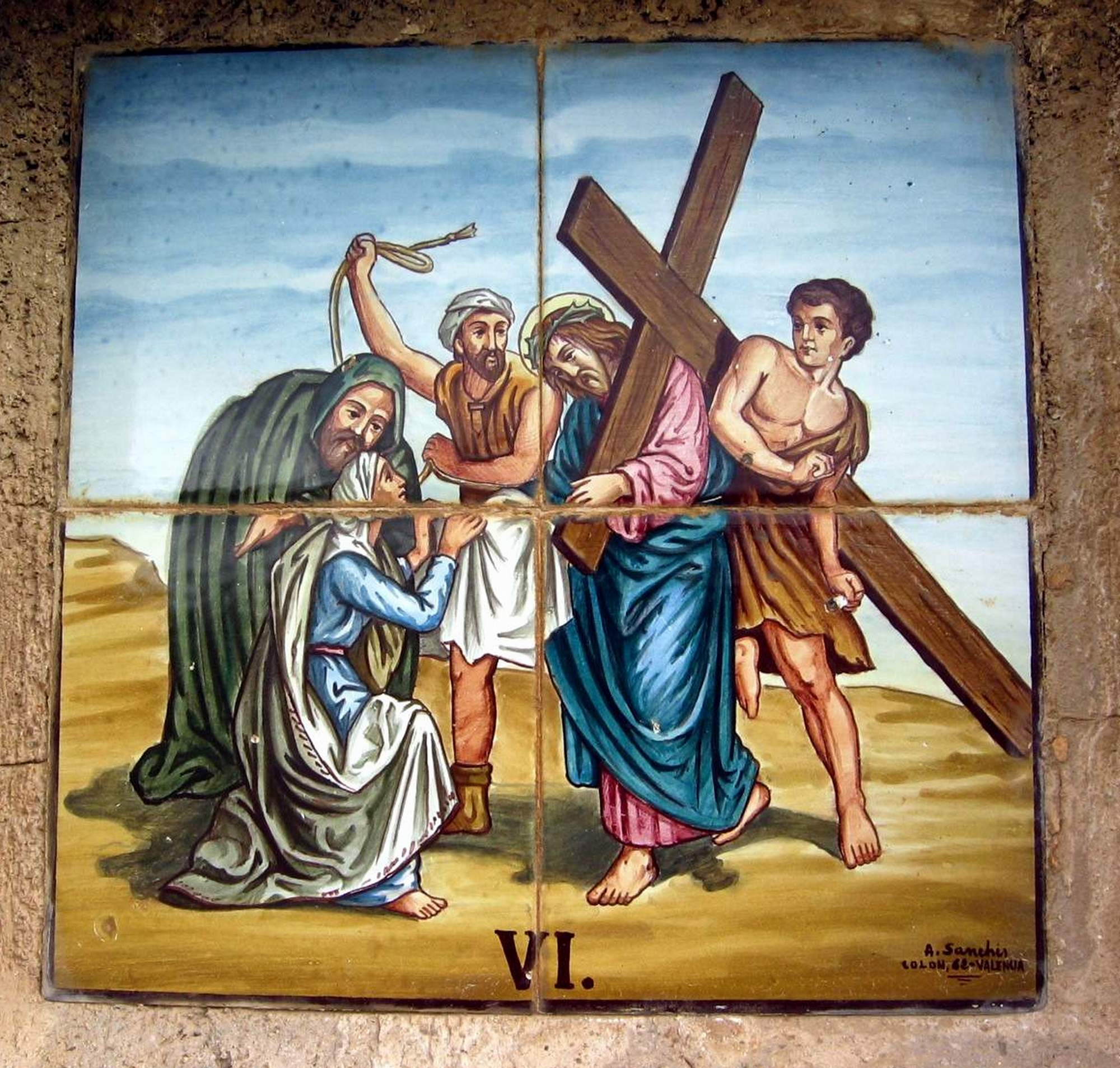
Estación VI del Viacrucis de Val de la Sabina, Ademuz (Valencia): La piadosa Verónica limpia el rostro de Jesús.
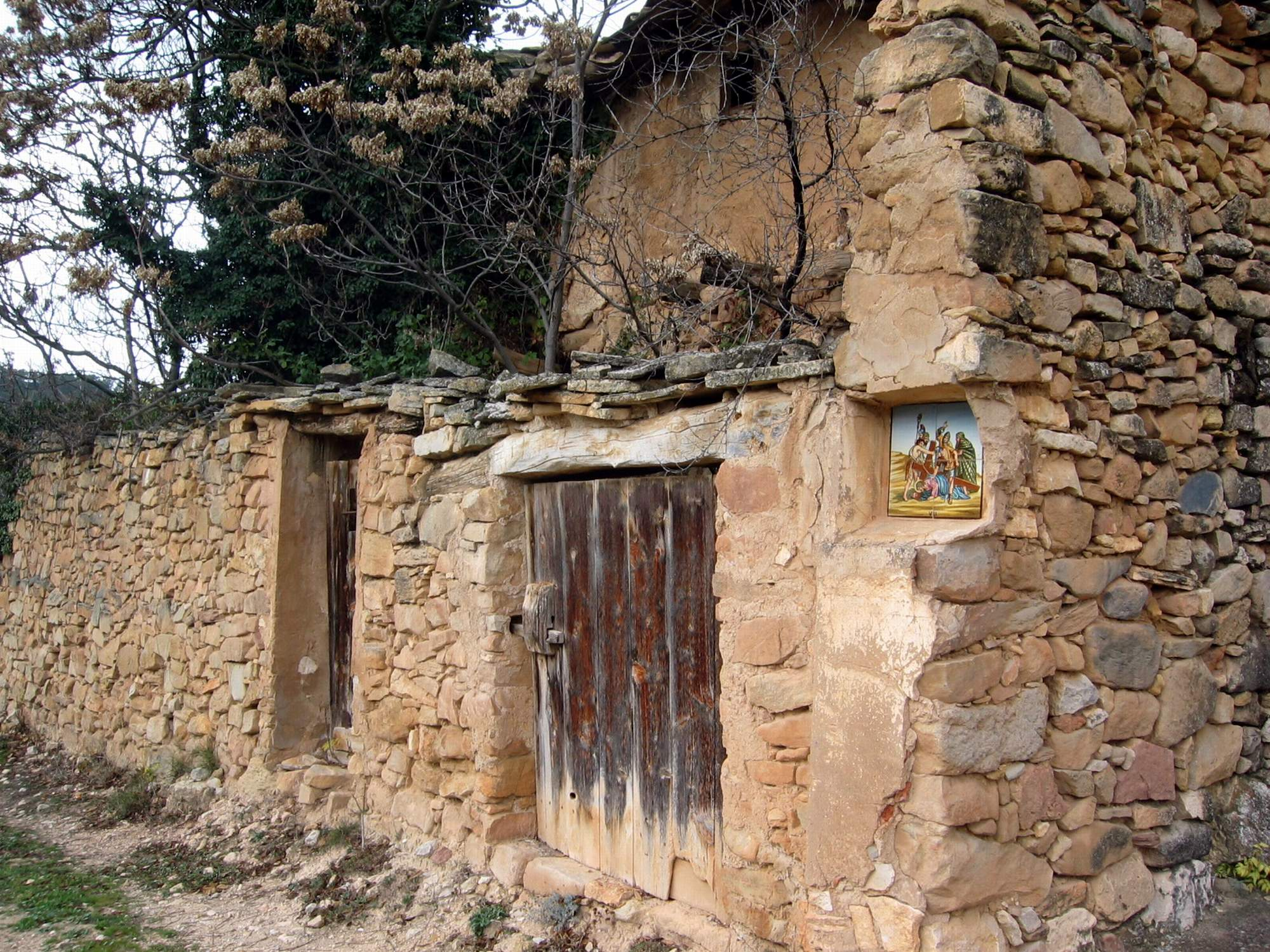
Estación VII del Viacrucis de Val de la Sabina, Ademuz (Valencia): detalle de ubicación en hornacina y pilastra.
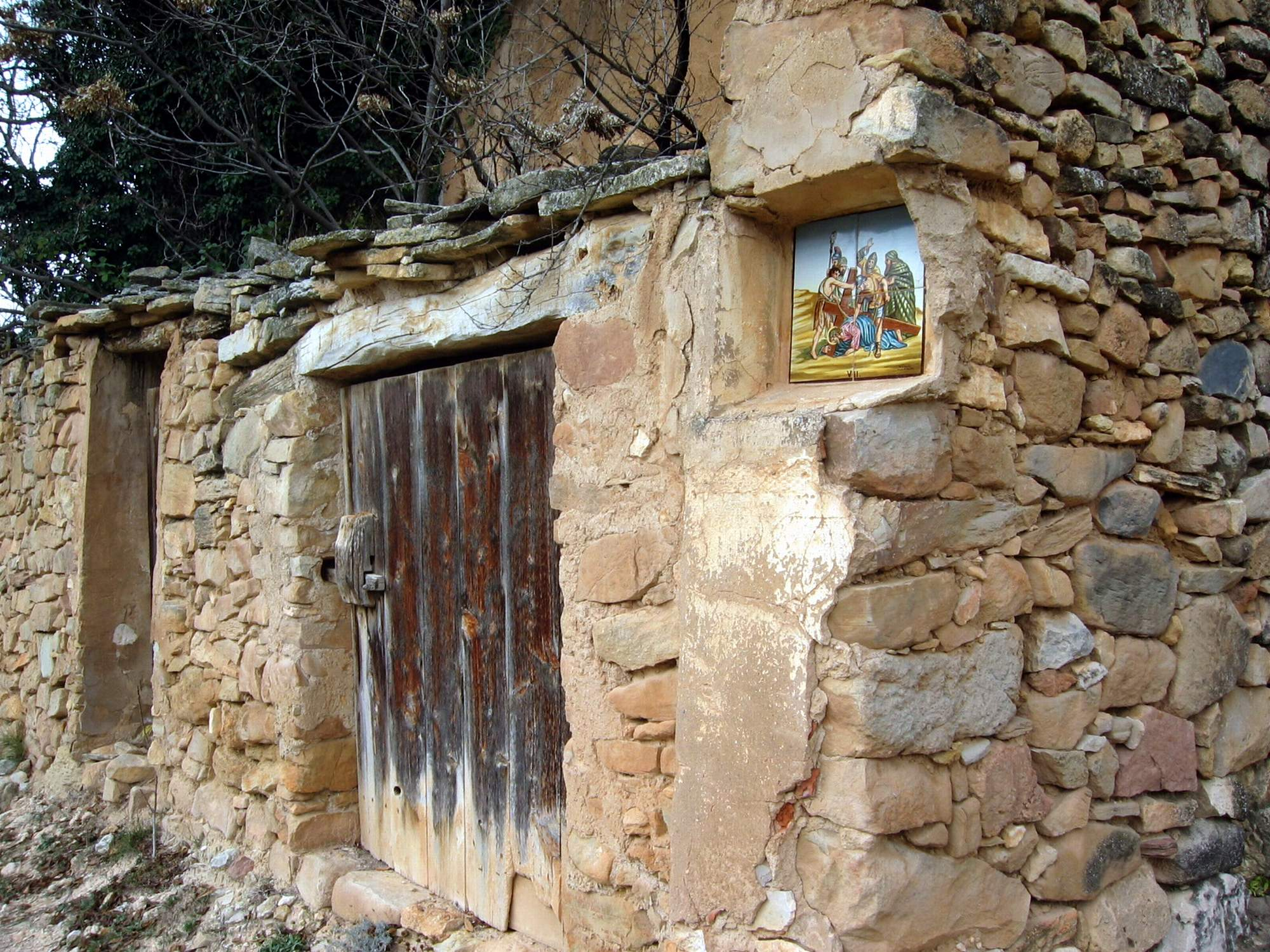
Estación VII del Viacrucis de Val de la Sabina, Ademuz (Valencia): detalle de ubicación en hornacina y pilastra.
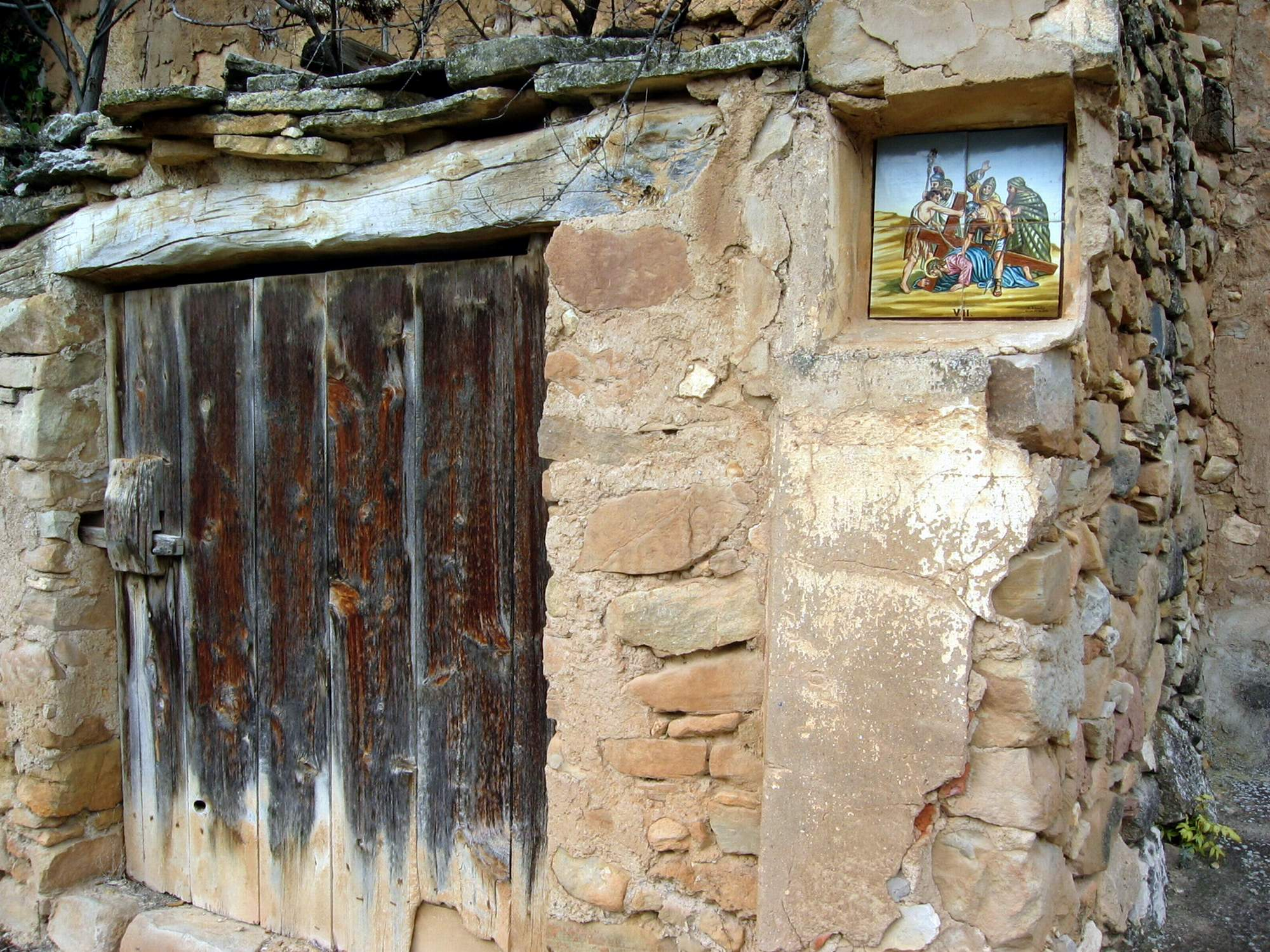
Estación VII del Viacrucis de Val de la Sabina, Ademuz (Valencia): detalle de ubicación en hornacina y pilastra.
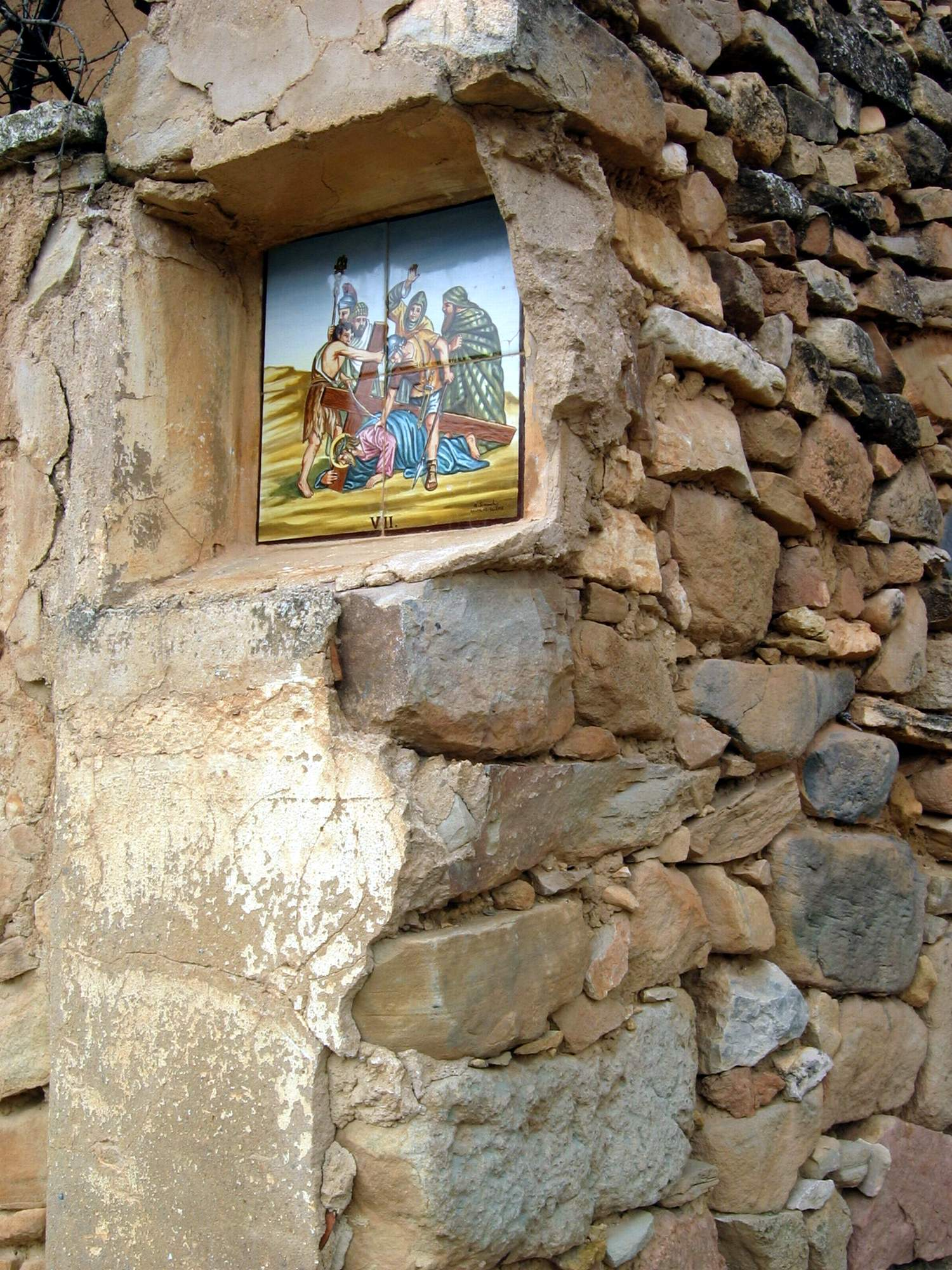
Estación VII del Viacrucis de Val de la Sabina, Ademuz (Valencia): detalle de ubicación en hornacina y pilastra.
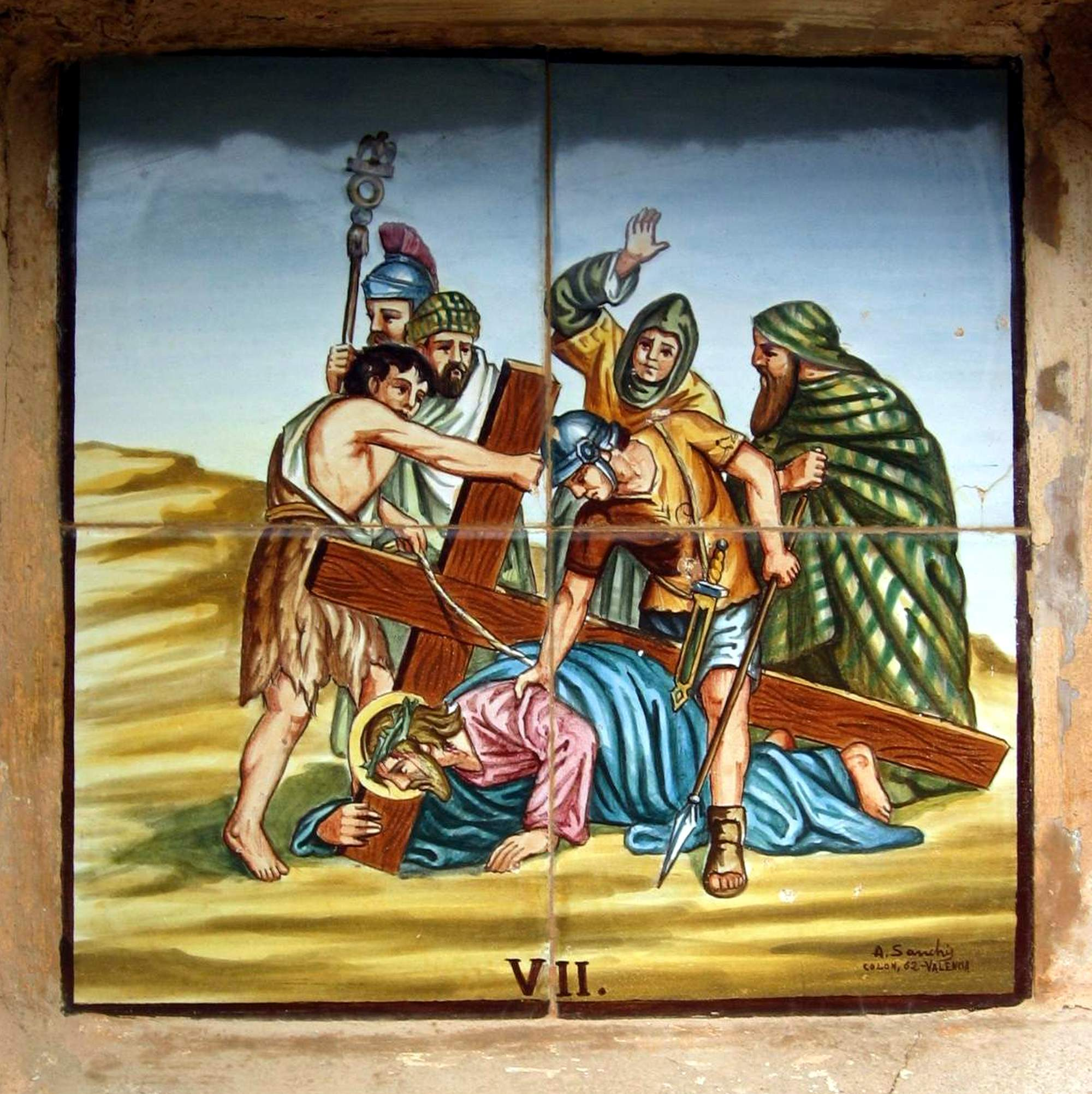
Estación VII del Viacrucis de Val de la Sabina, Ademuz (Valencia): Jesús cae por segunda vez.
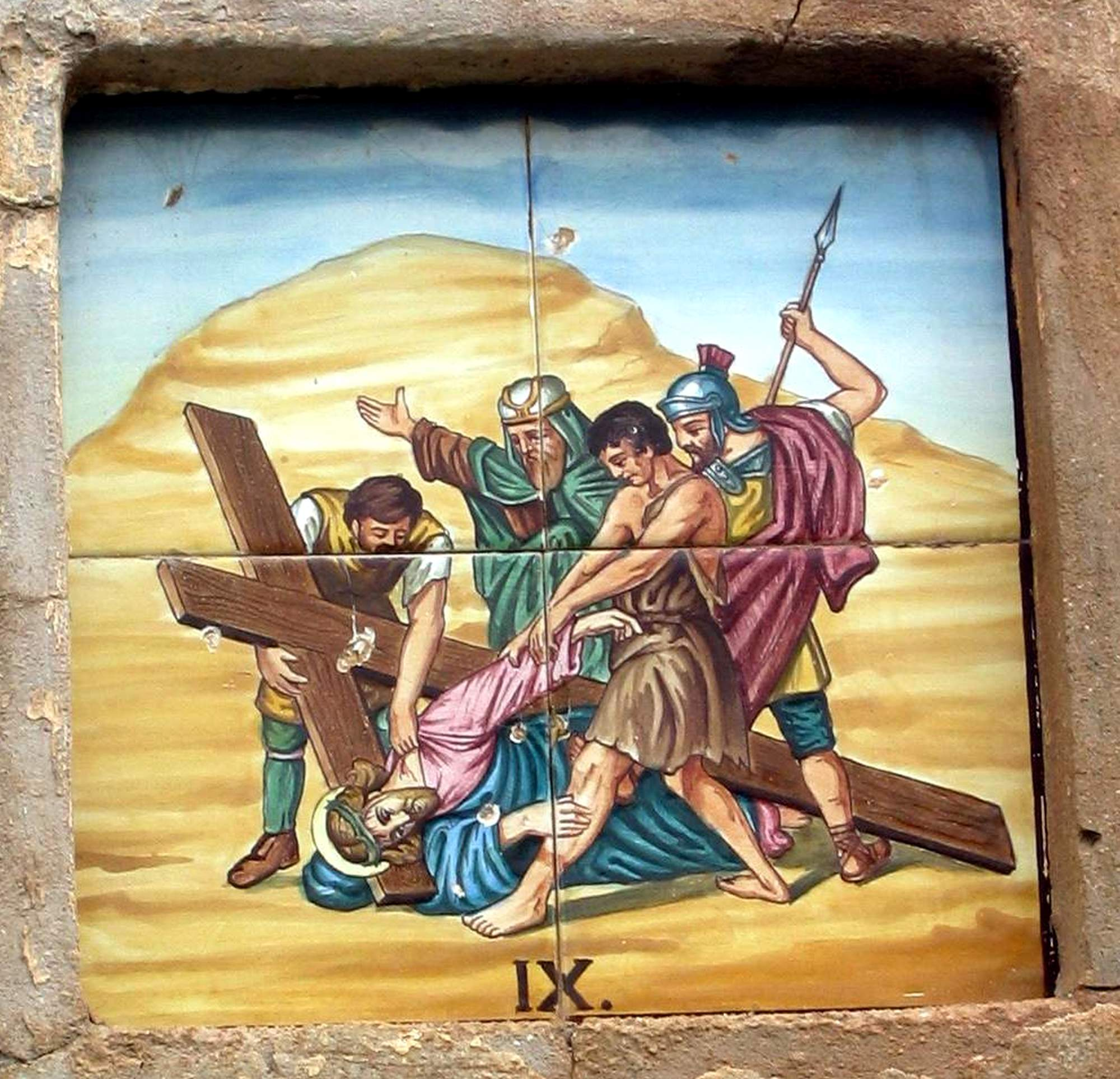
Estación IX del Viacrucis de Val de la Sabina, Ademuz (Valencia): Jesús cae por tercera vez.
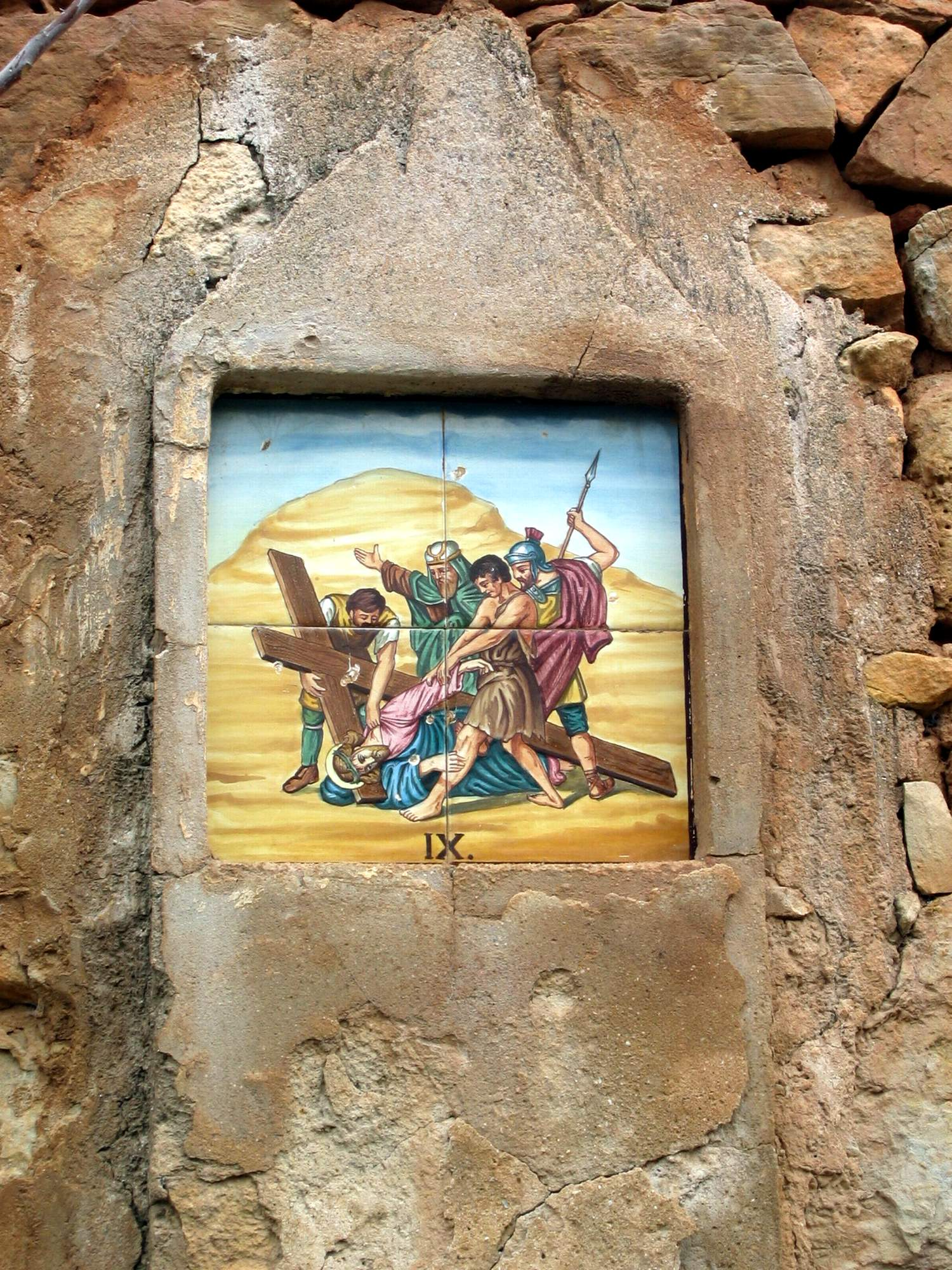
Estación IX del Viacrucis de Val de la Sabina, Ademuz (Valencia): Detalle de ubicación en hornacina y pilastra de fachada.
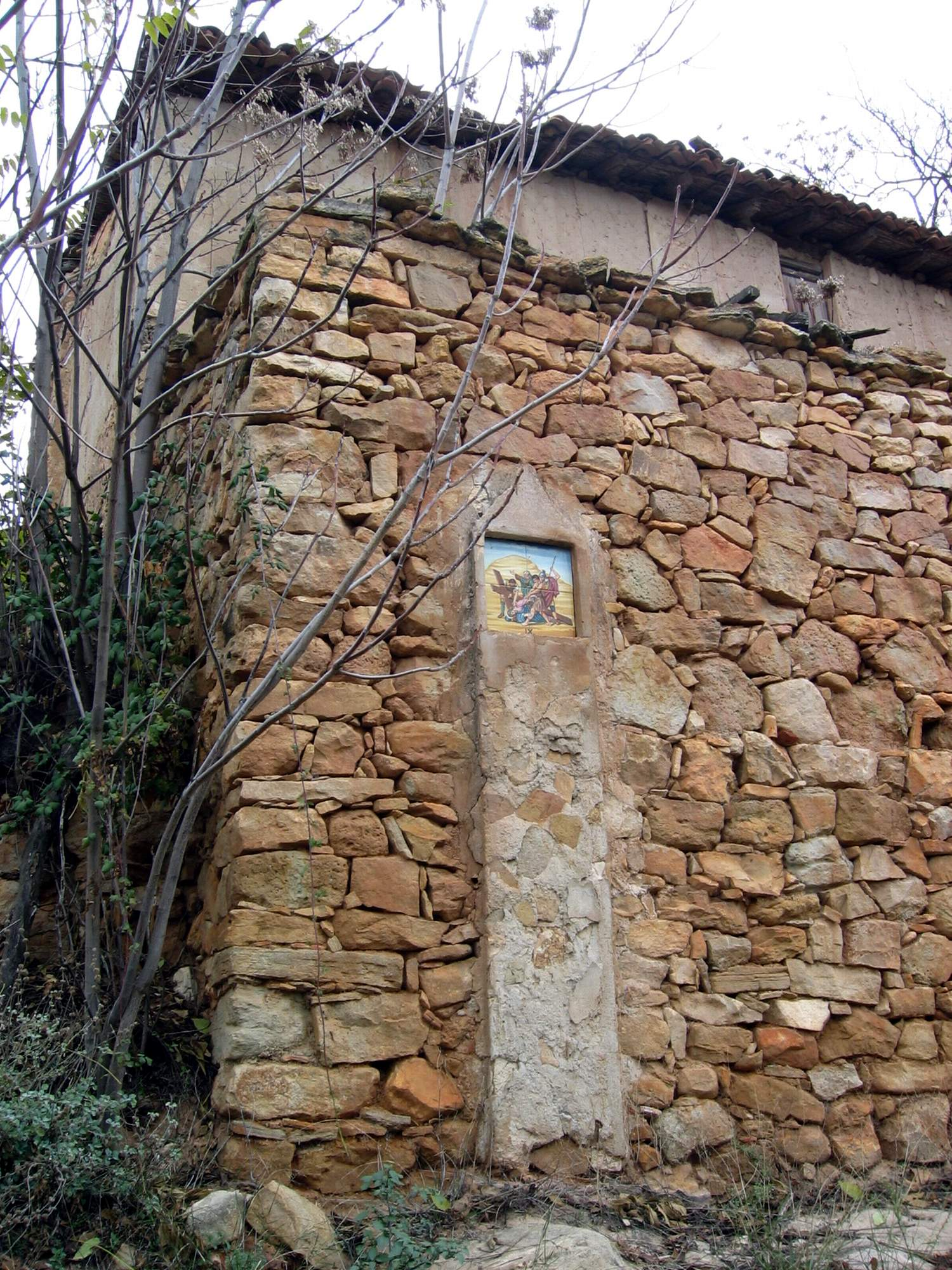
Estación IX del Viacrucis de Val de la Sabina, Ademuz (Valencia): Detalle de ubicación en hornacina y pilastra de fachada.
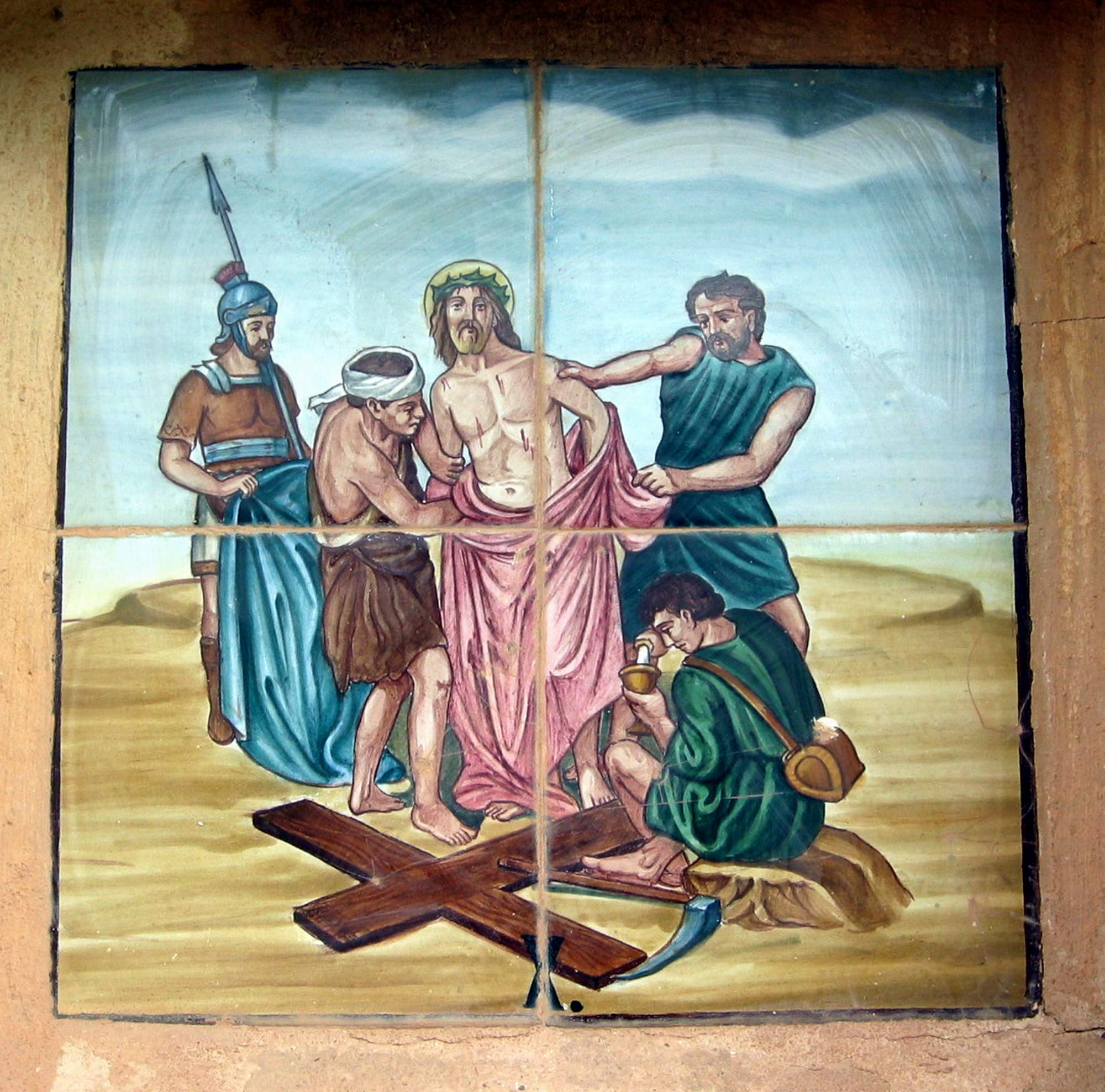
Estación X del Viacrucis de Puebla de San Miguel (Valencia): Jesús es despojado de sus vestiduras.
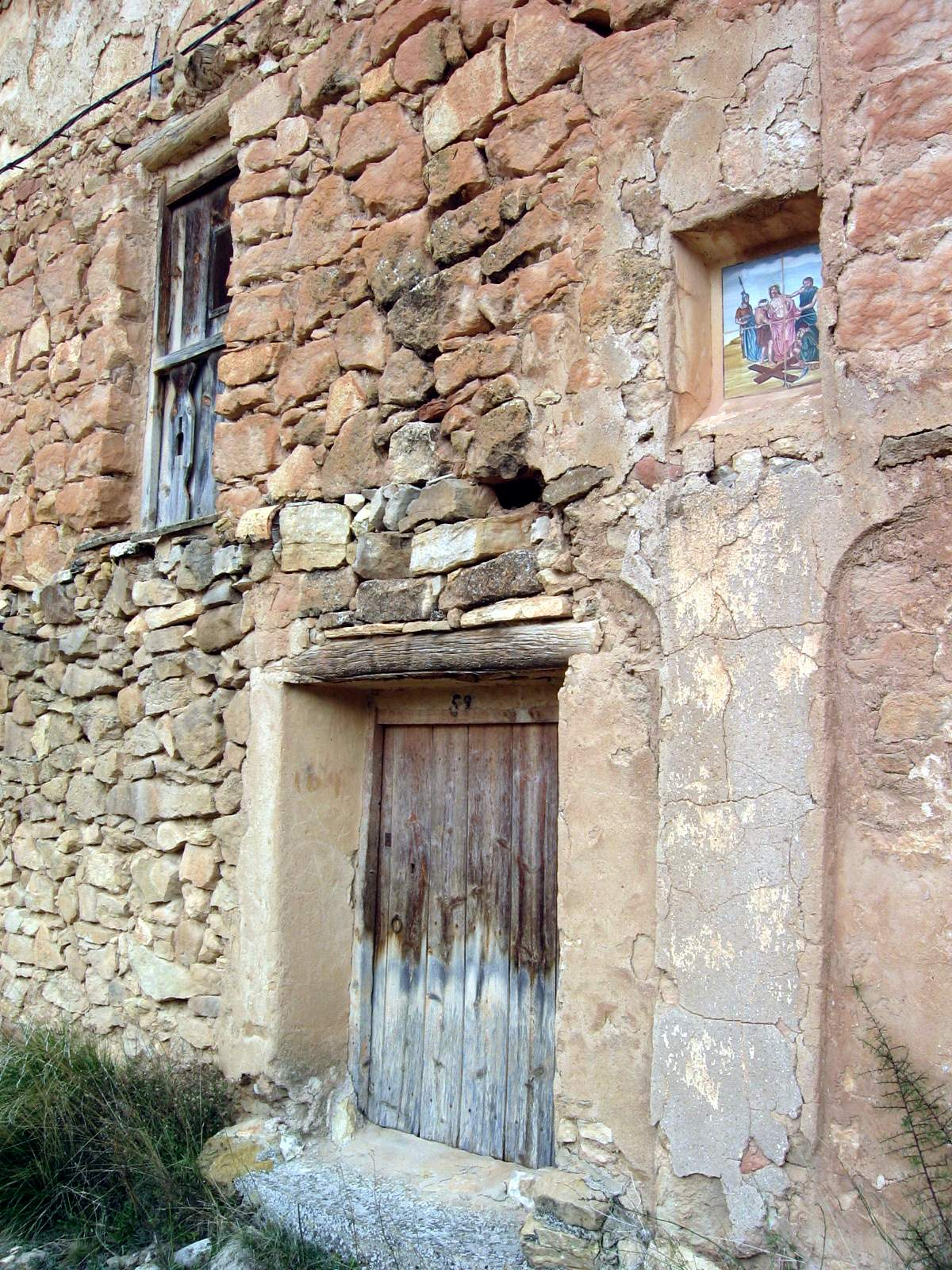
Estación X del Viacrucis de Val de la Sabina, Ademuz (Valencia): Detalle de ubicación en hornacina y pilastra de fachada.
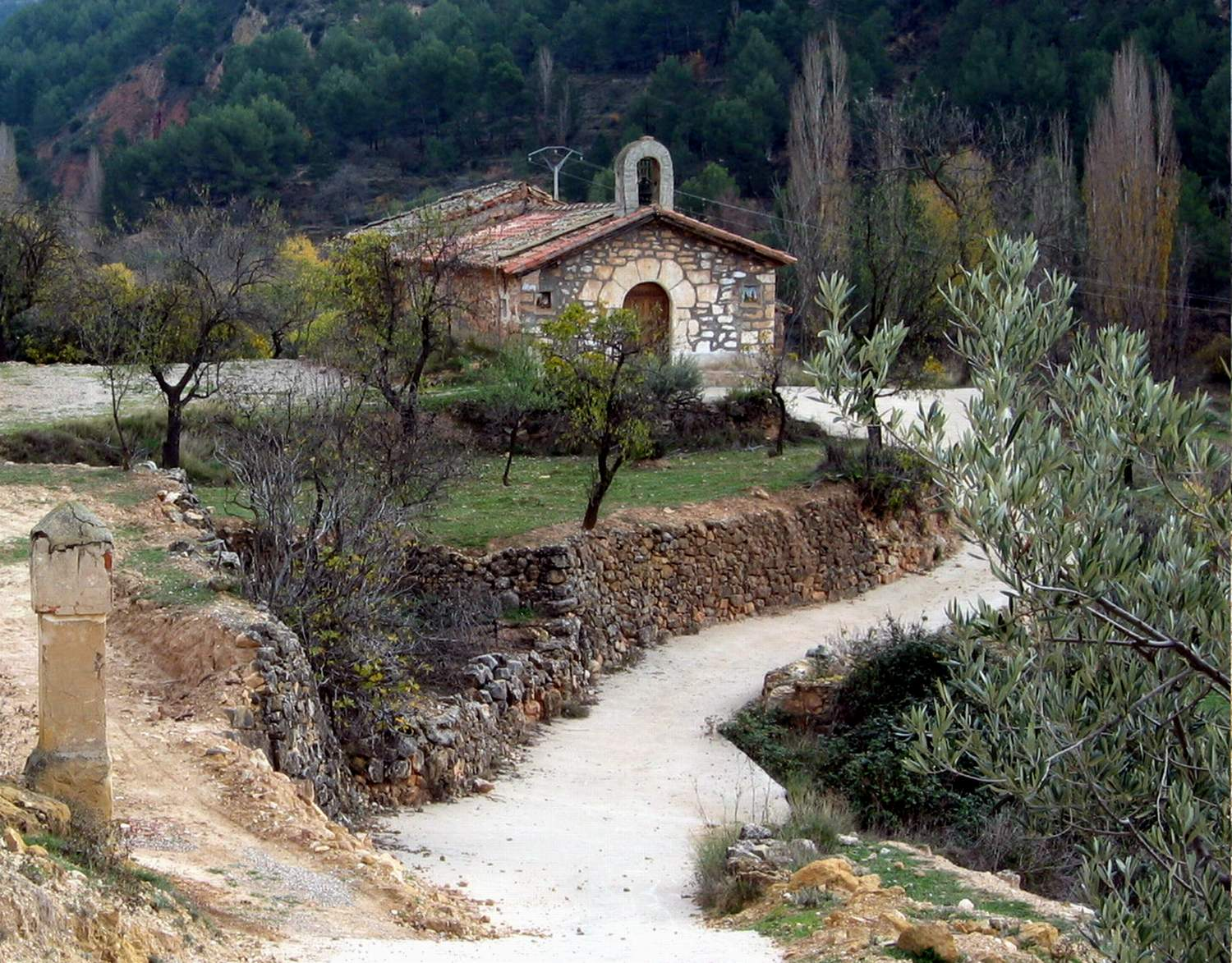
Vista de la ermita de San Miguel Arcángel, Ademuz (Valencia), con detalle de la ubicación del pilón correspondiente a la Estación XI del Viacrucis.
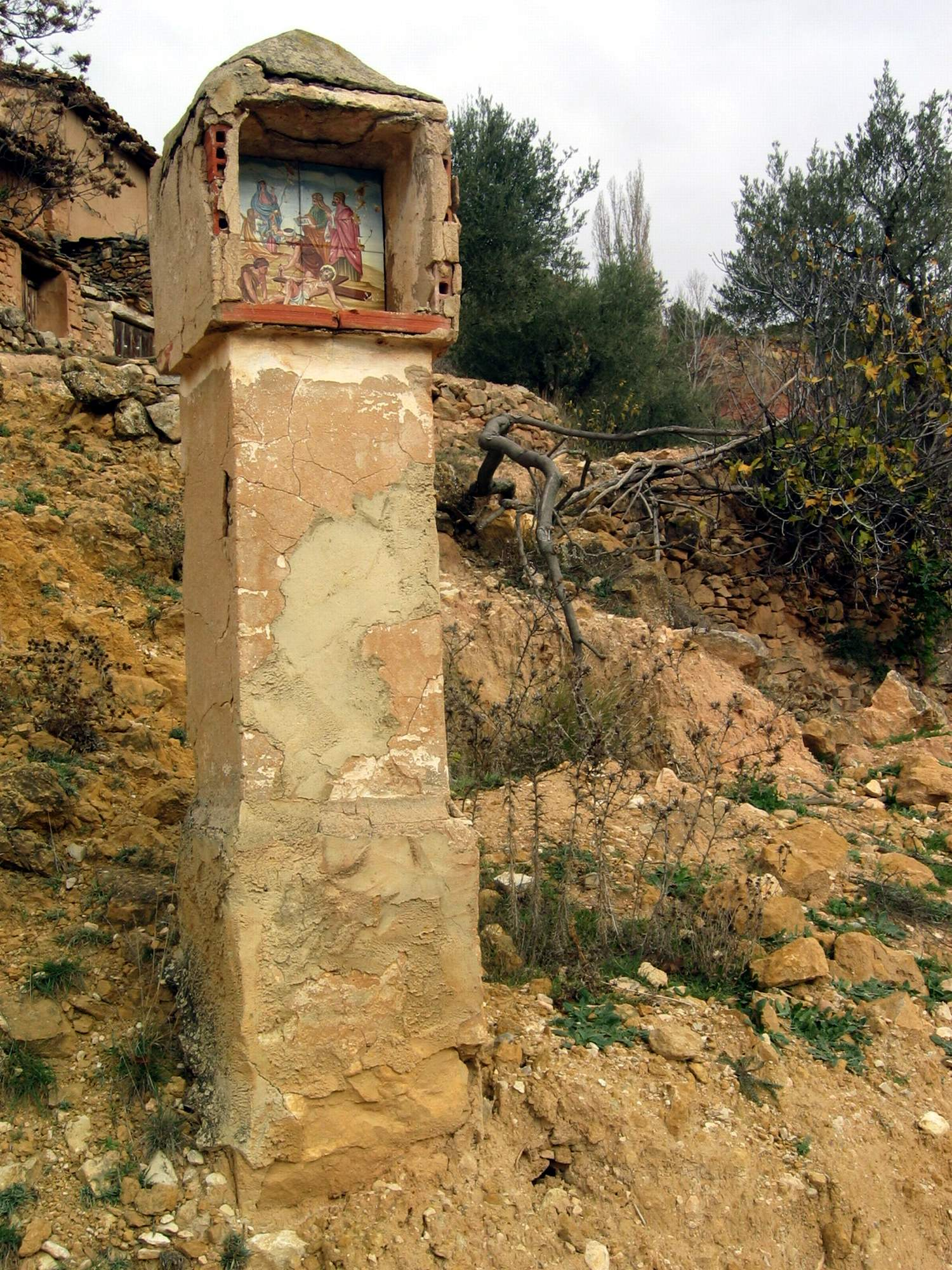
Estación XI del Viacrucis de Puebla de San Miguel (Valencia): Detalle de ubicación en hornacina sobre pilón.
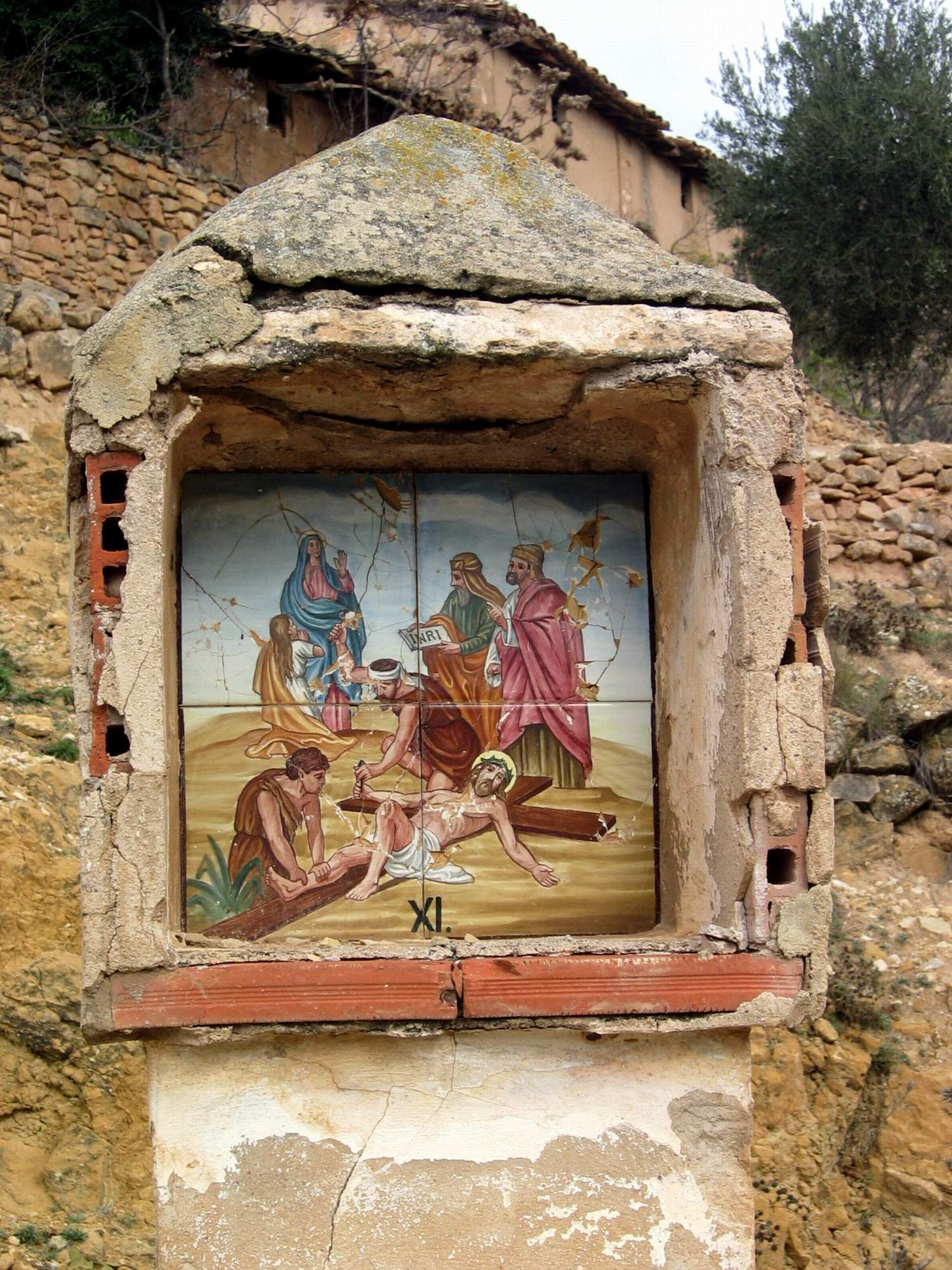
Estación XI del Viacrucis de PVal de la Sabina, Ademuz (Valencia): Detalle de ubicación en hornacina.
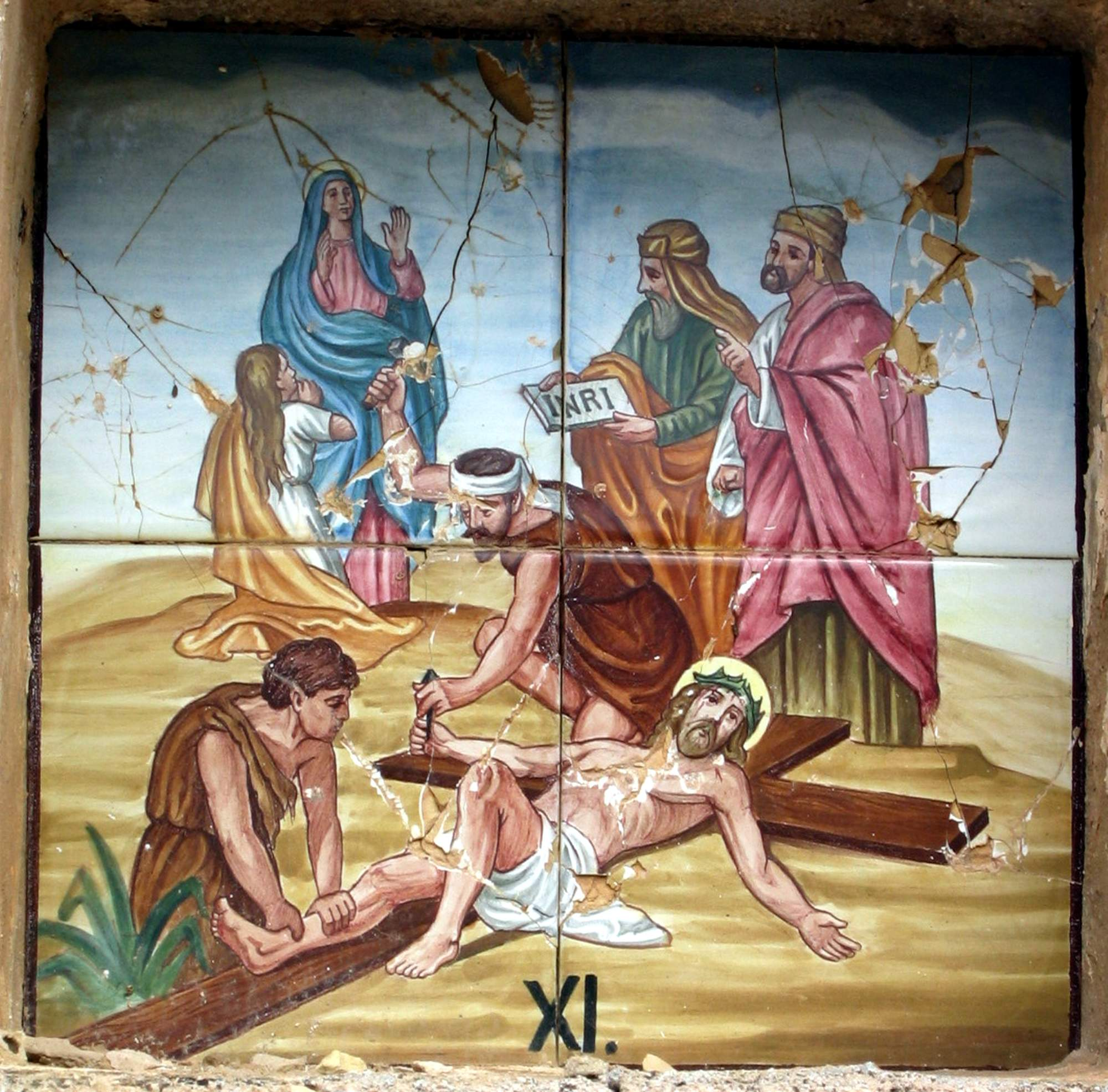
Estación XI del Viacrucis de Val de la Sabina, Ademuz (Valencia): Jesús es clavado en la cruz.
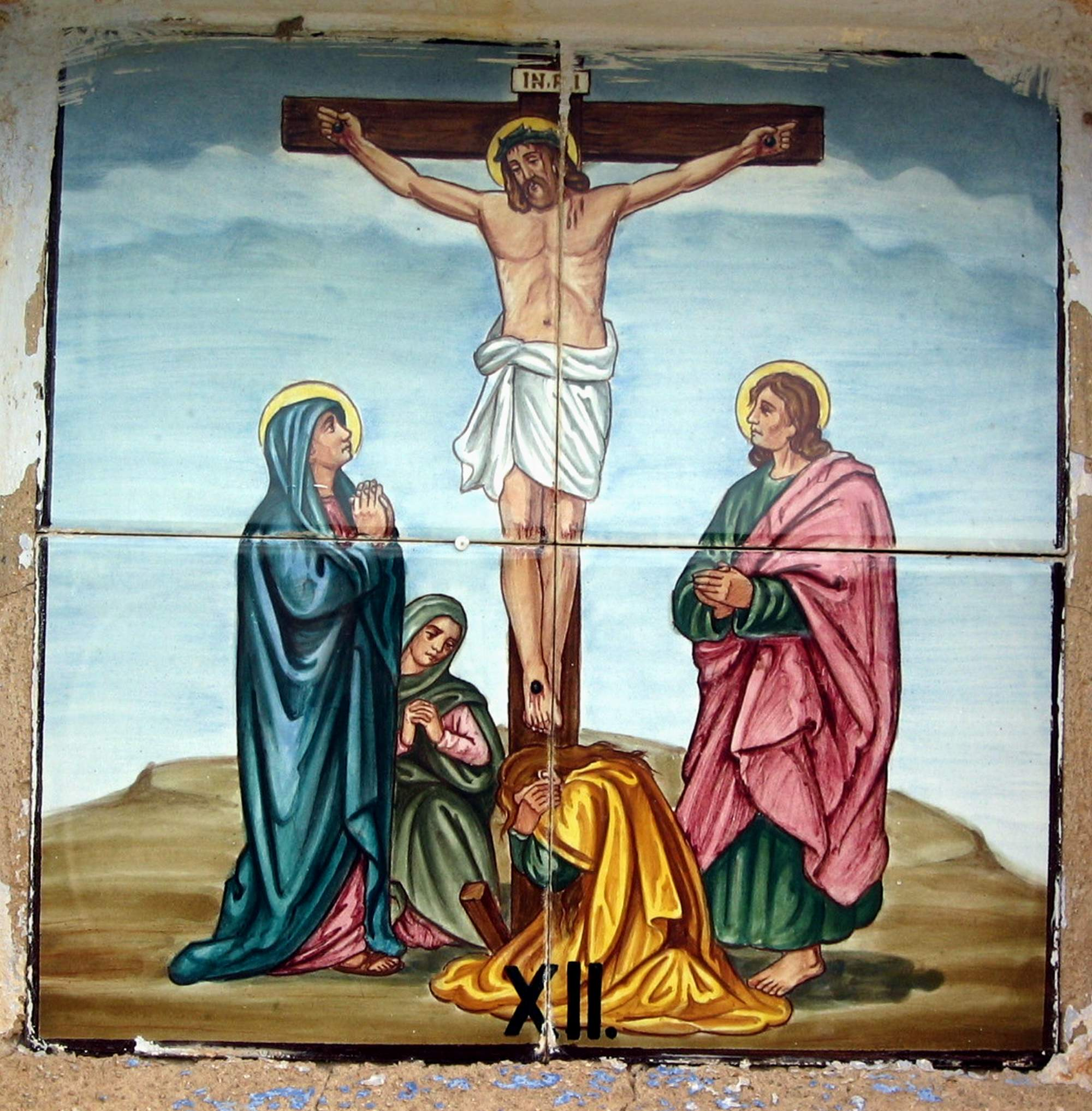
Estación XII del Viacrucis de PVal de la Sabina, Ademuz (Valencia): Jesús muere en la cruz.
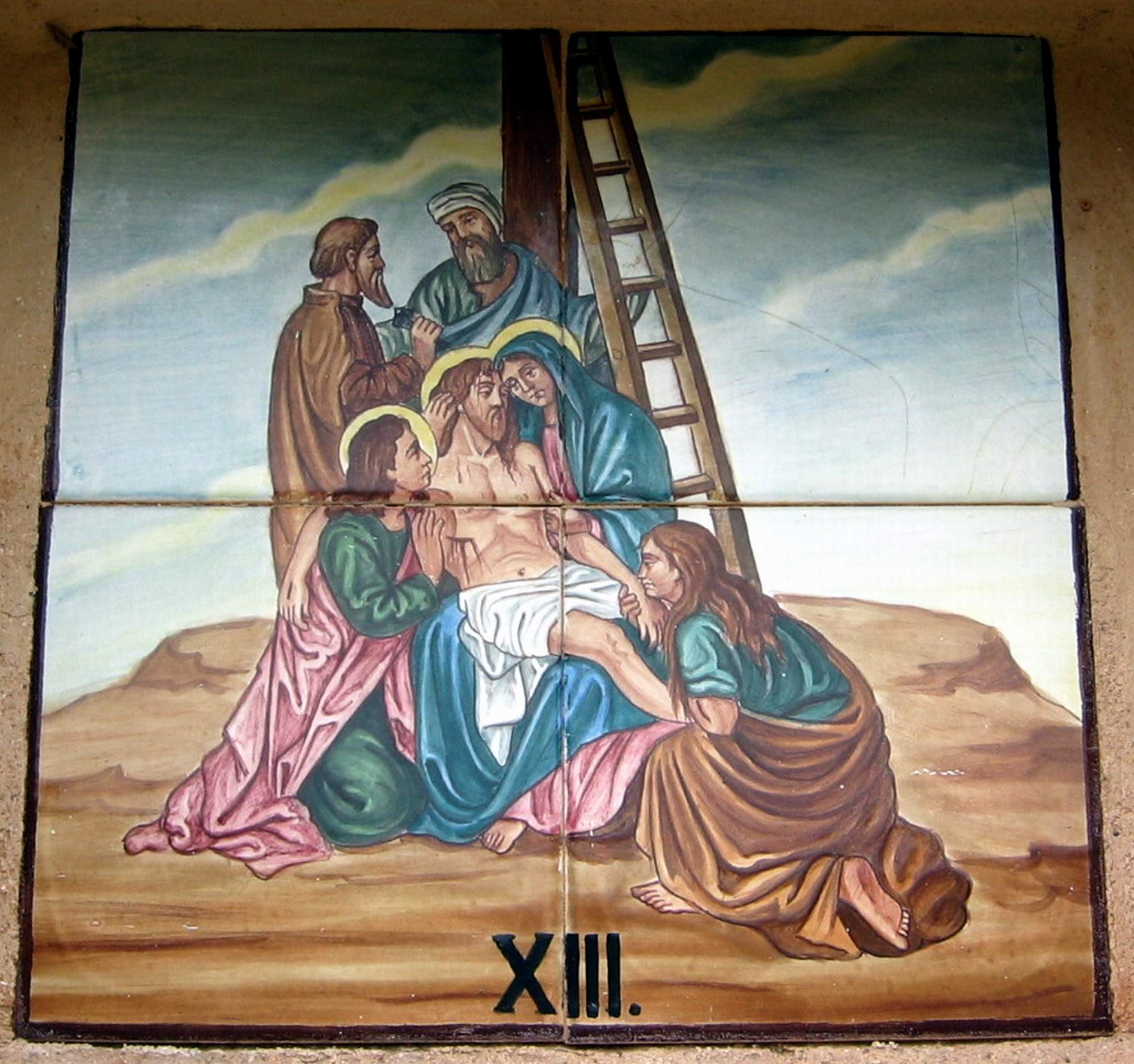
Estación XIII del Viacrucis de Val de la Sabina, Ademuz (Valencia): Jesús es bajado de la cruz y puesto en brazos de su madre.
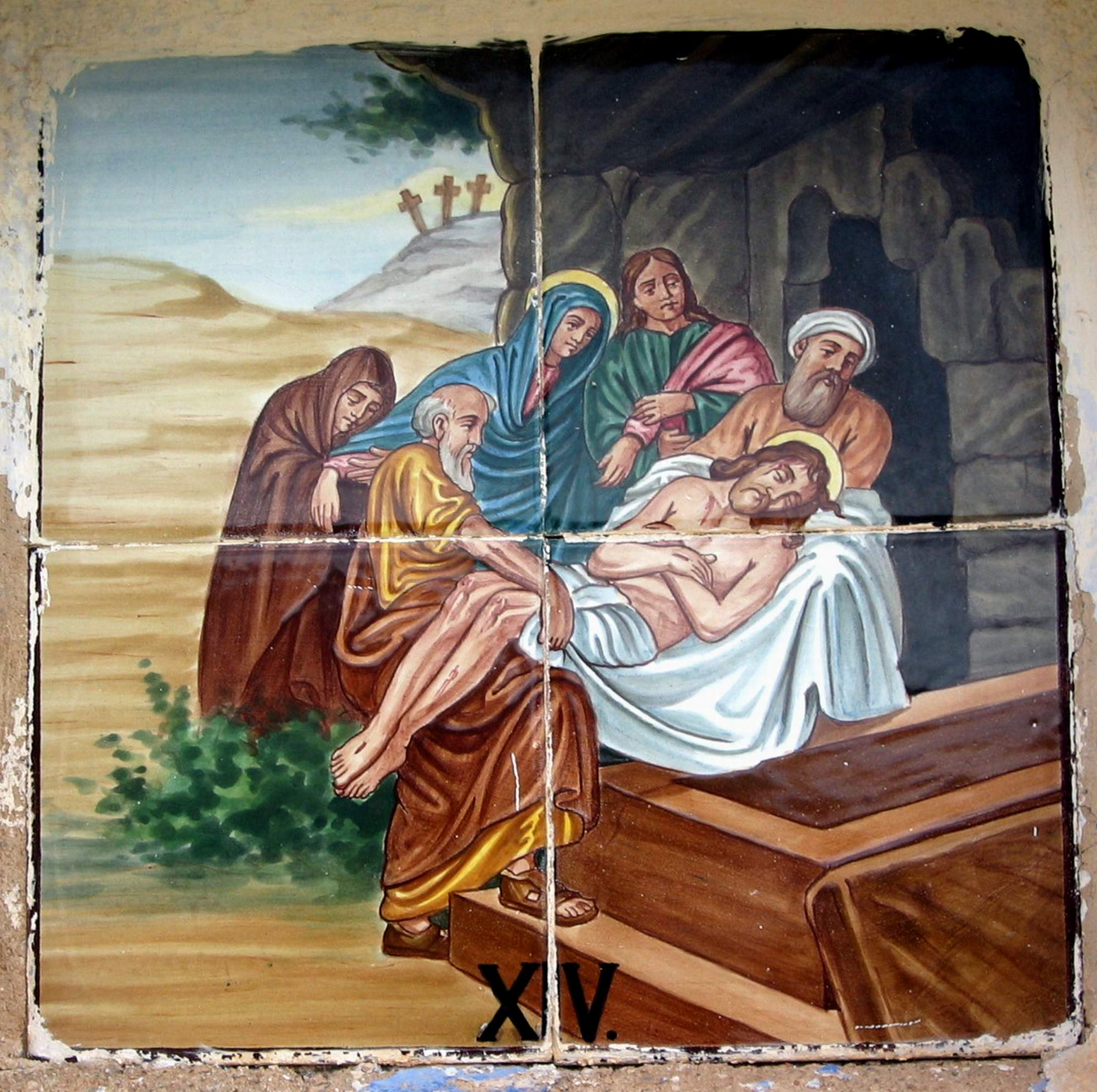
Estación XIV del Viacrucis de Val de la Sabina, Ademuz (Valencia): Jesús es sepultado.